# Матч за звання чемпіона світу із шахів 2023
Матч за звання чемпіона світу із шахів 2023 (58-й в історії шахів) — матч між переможцем турніру претендентів 2022 року Яном Непомнящим (Росія, виступав під нейтральним прапором ФІДЕ) та Діном Ліженєм (КНР) за звання чемпіона світу із шахів. 
Чинний чемпіон світу Магнус Карлсен відмовився захищати свій титул, тому переможець турніру претендентів 2022 Ян Непомнящий боровся із шахістом з Китаю Діном Ліженем, який посів друге місце на турнірі.
Проходив в Астані, Казахстан із 9 по 30 квітня 2023 року.

## Турнір претендентів 2022
Претендентами є Ян Непомнящий та Дін Ліжень, які кваліфікувалися як переможець і друге місце, відповідно, у Турнірі кандидатів 2022, який розпочався 16 червня та завершився 5 липня 2022. Дін кваліфікувався на Турнір кандидатів 2022 через рейтинг як заміна Сергія Карякіна, якому ФІДЕ заборонила грати через його коментарі щодо російського вторгнення в Україну (він схвалював вторгнення в Україну). Раніше Непомнящий грав проти чемпіона світу Карлсена попередньому чемпіонаті у 2021 році.

## Розклад
Ігри розпочнуться о 15:00 за місцевим часом (EKT), тобто 09:00 UTC.

Кольори на церемонії відкриття розмальовували за допомогою штучного інтелекту та робота. Непомнящий отримав білі фігури на першу партію. Після цього кольори чергуються у такому ж порядку весь матч. 
| Дата                 | Подія                        |
| -------------------- | ---------------------------- |
| 7 квітня, п'ятниця   | Церемонія відкриття          |
| 8 квітня, субота     | Інтерв'ю та прес-конференції |
| 9 квітня, неділя     | Гра 1                        |
| 10 квітня, понеділок | Гра 2                        |
| 11 квітня            | Відпочинок                   |
| 12 квітня            | Гра 3                        |
| 13 квітня            | Гра 4                        |
| 14 квітня            | Відпочинок                   |
| 15 квітня            | Гра 5                        |
| 16 квітня            | Гра 6                        |
| 17 квітня            | Відпочинок                   |
| 18 квітня            | Гра 7                        |
| 19 квітня            | Відпочинок                   |
| 20 квітня            | Гра 8                        |
| 21 квітня            | Гра 9                        |
| 22 квітня            | Відпочинок                   |
| 23 квітня            | Гра 10                       |
| 24 квітня            | Гра 11                       |
| 25 квітня            | Відпочинок                   |
| 26 квітня            | Гра 12                       |
| 27 квітня            | Гра 13                       |
| 28 квітня            | Відпочинок                   |
| 29 квітня            | Гра 14                       |
| 30 квітня            | Тайбрейки                    |
| 1 травня             | Церемонія закриття           |

## Можливий витік підготовки Діна
Через кілька хвилин після початку гри 8 на Reddit було опубліковано два анонімні облікові записи Lichess, які, за чутками, належали Дін Ліженю та його партнеру з тренувань Річарду Раппорту. Були виявлені ігри між рахунками, які слідували за дебютами 2, 6 і 8 партій матчу. Було ідентифіковано обліковий запис з ідентичною назвою на Chess.com, який грав подібні дебюти з лініями, які слідували за партіями проти користувача, який ідентифікував себе з Китаю, який незабаром змінив своє ім’я користувача на «ggwhynot» після чуток. Багато коментаторів вважали чутки правдивими, а Хікару Накамура заявив, що «немає шансів, що це не їхні акаунти». Якщо це правда, це потенційно може виявити важливу підготовку до відкриття майбутніх ігор і значно поставити Діна в невигідне становище, оскільки Непомнящий може використати можливість підготуватися до цих дебютів. Коли під час прес-конференції після гри запитали про чутки, Дін сказав: «Я не знаю, які ігри ви маєте на увазі».

## Результати
| назва                 | Рейтинг | Ігри на відповідність | Ігри на відповідність | Ігри на відповідність | Ігри на відповідність | Ігри на відповідність | Ігри на відповідність | Ігри на відповідність | Ігри на відповідність | Ігри на відповідність | Ігри на відповідність | Ігри на відповідність | Ігри на відповідність | Ігри на відповідність | Ігри на відповідність | Очки | Швидкісні ігри | Швидкісні ігри | Швидкісні ігри | Швидкісні ігри | Всього |
| назва                 | Рейтинг | 1                     | 2                     | 3                     | 4                     | 5                     | 6                     | 7                     | 8                     | 9                     | 10                    | 11                    | 12                    | 13                    | 14                    | Очки | 15             | 16             | 17             | 18             | Всього |
| --------------------- | ------- | --------------------- | --------------------- | --------------------- | --------------------- | --------------------- | --------------------- | --------------------- | --------------------- | --------------------- | --------------------- | --------------------- | --------------------- | --------------------- | --------------------- | ---- | -------------- | -------------- | -------------- | -------------- | ------ |
| Ян Непомнящий (Росія) | 2795    | ½                     | 1                     | ½                     | 0                     | 1                     | 0                     | 1                     | ½                     | ½                     | ½                     | ½                     | 0                     | ½                     | ½                     | 7    | ½              | ½              | ½              | 0              | 7 (1½) |
| Дін Ліжень (CHN)      | 2788    | ½                     | 0                     | ½                     | 1                     | 0                     | 1                     | 0                     | ½                     | ½                     | ½                     | ½                     | 1                     | ½                     | ½                     | 7    | ½              | ½              | ½              | 1              | 7 (2½) |

|   | a | b | c | d | e | f | g | h |   |
| 8 | d8 чорна тура · g8 чорний король · c7 чорний пішак · e7 чорний ферзь · f7 чорний слон · g7 чорний пішак · b6 чорний пішак · e6 чорний кінь · f6 чорний пішак · h6 чорний пішак · a5 чорний пішак · c5 чорний пішак · e4 білий пішак · a3 білий пішак · d3 біла тура · f3 білий пішак · g3 білий слон · h3 білий пішак · b2 білий пішак · c2 білий пішак · d2 білий ферзь · e2 білий кінь · g2 білий пішак · h2 білий король | d8 чорна тура · g8 чорний король · c7 чорний пішак · e7 чорний ферзь · f7 чорний слон · g7 чорний пішак · b6 чорний пішак · e6 чорний кінь · f6 чорний пішак · h6 чорний пішак · a5 чорний пішак · c5 чорний пішак · e4 білий пішак · a3 білий пішак · d3 біла тура · f3 білий пішак · g3 білий слон · h3 білий пішак · b2 білий пішак · c2 білий пішак · d2 білий ферзь · e2 білий кінь · g2 білий пішак · h2 білий король | d8 чорна тура · g8 чорний король · c7 чорний пішак · e7 чорний ферзь · f7 чорний слон · g7 чорний пішак · b6 чорний пішак · e6 чорний кінь · f6 чорний пішак · h6 чорний пішак · a5 чорний пішак · c5 чорний пішак · e4 білий пішак · a3 білий пішак · d3 біла тура · f3 білий пішак · g3 білий слон · h3 білий пішак · b2 білий пішак · c2 білий пішак · d2 білий ферзь · e2 білий кінь · g2 білий пішак · h2 білий король | d8 чорна тура · g8 чорний король · c7 чорний пішак · e7 чорний ферзь · f7 чорний слон · g7 чорний пішак · b6 чорний пішак · e6 чорний кінь · f6 чорний пішак · h6 чорний пішак · a5 чорний пішак · c5 чорний пішак · e4 білий пішак · a3 білий пішак · d3 біла тура · f3 білий пішак · g3 білий слон · h3 білий пішак · b2 білий пішак · c2 білий пішак · d2 білий ферзь · e2 білий кінь · g2 білий пішак · h2 білий король | d8 чорна тура · g8 чорний король · c7 чорний пішак · e7 чорний ферзь · f7 чорний слон · g7 чорний пішак · b6 чорний пішак · e6 чорний кінь · f6 чорний пішак · h6 чорний пішак · a5 чорний пішак · c5 чорний пішак · e4 білий пішак · a3 білий пішак · d3 біла тура · f3 білий пішак · g3 білий слон · h3 білий пішак · b2 білий пішак · c2 білий пішак · d2 білий ферзь · e2 білий кінь · g2 білий пішак · h2 білий король | d8 чорна тура · g8 чорний король · c7 чорний пішак · e7 чорний ферзь · f7 чорний слон · g7 чорний пішак · b6 чорний пішак · e6 чорний кінь · f6 чорний пішак · h6 чорний пішак · a5 чорний пішак · c5 чорний пішак · e4 білий пішак · a3 білий пішак · d3 біла тура · f3 білий пішак · g3 білий слон · h3 білий пішак · b2 білий пішак · c2 білий пішак · d2 білий ферзь · e2 білий кінь · g2 білий пішак · h2 білий король | d8 чорна тура · g8 чорний король · c7 чорний пішак · e7 чорний ферзь · f7 чорний слон · g7 чорний пішак · b6 чорний пішак · e6 чорний кінь · f6 чорний пішак · h6 чорний пішак · a5 чорний пішак · c5 чорний пішак · e4 білий пішак · a3 білий пішак · d3 біла тура · f3 білий пішак · g3 білий слон · h3 білий пішак · b2 білий пішак · c2 білий пішак · d2 білий ферзь · e2 білий кінь · g2 білий пішак · h2 білий король | d8 чорна тура · g8 чорний король · c7 чорний пішак · e7 чорний ферзь · f7 чорний слон · g7 чорний пішак · b6 чорний пішак · e6 чорний кінь · f6 чорний пішак · h6 чорний пішак · a5 чорний пішак · c5 чорний пішак · e4 білий пішак · a3 білий пішак · d3 біла тура · f3 білий пішак · g3 білий слон · h3 білий пішак · b2 білий пішак · c2 білий пішак · d2 білий ферзь · e2 білий кінь · g2 білий пішак · h2 білий король | 8 |
| 7 | d8 чорна тура · g8 чорний король · c7 чорний пішак · e7 чорний ферзь · f7 чорний слон · g7 чорний пішак · b6 чорний пішак · e6 чорний кінь · f6 чорний пішак · h6 чорний пішак · a5 чорний пішак · c5 чорний пішак · e4 білий пішак · a3 білий пішак · d3 біла тура · f3 білий пішак · g3 білий слон · h3 білий пішак · b2 білий пішак · c2 білий пішак · d2 білий ферзь · e2 білий кінь · g2 білий пішак · h2 білий король | d8 чорна тура · g8 чорний король · c7 чорний пішак · e7 чорний ферзь · f7 чорний слон · g7 чорний пішак · b6 чорний пішак · e6 чорний кінь · f6 чорний пішак · h6 чорний пішак · a5 чорний пішак · c5 чорний пішак · e4 білий пішак · a3 білий пішак · d3 біла тура · f3 білий пішак · g3 білий слон · h3 білий пішак · b2 білий пішак · c2 білий пішак · d2 білий ферзь · e2 білий кінь · g2 білий пішак · h2 білий король | d8 чорна тура · g8 чорний король · c7 чорний пішак · e7 чорний ферзь · f7 чорний слон · g7 чорний пішак · b6 чорний пішак · e6 чорний кінь · f6 чорний пішак · h6 чорний пішак · a5 чорний пішак · c5 чорний пішак · e4 білий пішак · a3 білий пішак · d3 біла тура · f3 білий пішак · g3 білий слон · h3 білий пішак · b2 білий пішак · c2 білий пішак · d2 білий ферзь · e2 білий кінь · g2 білий пішак · h2 білий король | d8 чорна тура · g8 чорний король · c7 чорний пішак · e7 чорний ферзь · f7 чорний слон · g7 чорний пішак · b6 чорний пішак · e6 чорний кінь · f6 чорний пішак · h6 чорний пішак · a5 чорний пішак · c5 чорний пішак · e4 білий пішак · a3 білий пішак · d3 біла тура · f3 білий пішак · g3 білий слон · h3 білий пішак · b2 білий пішак · c2 білий пішак · d2 білий ферзь · e2 білий кінь · g2 білий пішак · h2 білий король | d8 чорна тура · g8 чорний король · c7 чорний пішак · e7 чорний ферзь · f7 чорний слон · g7 чорний пішак · b6 чорний пішак · e6 чорний кінь · f6 чорний пішак · h6 чорний пішак · a5 чорний пішак · c5 чорний пішак · e4 білий пішак · a3 білий пішак · d3 біла тура · f3 білий пішак · g3 білий слон · h3 білий пішак · b2 білий пішак · c2 білий пішак · d2 білий ферзь · e2 білий кінь · g2 білий пішак · h2 білий король | d8 чорна тура · g8 чорний король · c7 чорний пішак · e7 чорний ферзь · f7 чорний слон · g7 чорний пішак · b6 чорний пішак · e6 чорний кінь · f6 чорний пішак · h6 чорний пішак · a5 чорний пішак · c5 чорний пішак · e4 білий пішак · a3 білий пішак · d3 біла тура · f3 білий пішак · g3 білий слон · h3 білий пішак · b2 білий пішак · c2 білий пішак · d2 білий ферзь · e2 білий кінь · g2 білий пішак · h2 білий король | d8 чорна тура · g8 чорний король · c7 чорний пішак · e7 чорний ферзь · f7 чорний слон · g7 чорний пішак · b6 чорний пішак · e6 чорний кінь · f6 чорний пішак · h6 чорний пішак · a5 чорний пішак · c5 чорний пішак · e4 білий пішак · a3 білий пішак · d3 біла тура · f3 білий пішак · g3 білий слон · h3 білий пішак · b2 білий пішак · c2 білий пішак · d2 білий ферзь · e2 білий кінь · g2 білий пішак · h2 білий король | d8 чорна тура · g8 чорний король · c7 чорний пішак · e7 чорний ферзь · f7 чорний слон · g7 чорний пішак · b6 чорний пішак · e6 чорний кінь · f6 чорний пішак · h6 чорний пішак · a5 чорний пішак · c5 чорний пішак · e4 білий пішак · a3 білий пішак · d3 біла тура · f3 білий пішак · g3 білий слон · h3 білий пішак · b2 білий пішак · c2 білий пішак · d2 білий ферзь · e2 білий кінь · g2 білий пішак · h2 білий король | 7 |
| 6 | d8 чорна тура · g8 чорний король · c7 чорний пішак · e7 чорний ферзь · f7 чорний слон · g7 чорний пішак · b6 чорний пішак · e6 чорний кінь · f6 чорний пішак · h6 чорний пішак · a5 чорний пішак · c5 чорний пішак · e4 білий пішак · a3 білий пішак · d3 біла тура · f3 білий пішак · g3 білий слон · h3 білий пішак · b2 білий пішак · c2 білий пішак · d2 білий ферзь · e2 білий кінь · g2 білий пішак · h2 білий король | d8 чорна тура · g8 чорний король · c7 чорний пішак · e7 чорний ферзь · f7 чорний слон · g7 чорний пішак · b6 чорний пішак · e6 чорний кінь · f6 чорний пішак · h6 чорний пішак · a5 чорний пішак · c5 чорний пішак · e4 білий пішак · a3 білий пішак · d3 біла тура · f3 білий пішак · g3 білий слон · h3 білий пішак · b2 білий пішак · c2 білий пішак · d2 білий ферзь · e2 білий кінь · g2 білий пішак · h2 білий король | d8 чорна тура · g8 чорний король · c7 чорний пішак · e7 чорний ферзь · f7 чорний слон · g7 чорний пішак · b6 чорний пішак · e6 чорний кінь · f6 чорний пішак · h6 чорний пішак · a5 чорний пішак · c5 чорний пішак · e4 білий пішак · a3 білий пішак · d3 біла тура · f3 білий пішак · g3 білий слон · h3 білий пішак · b2 білий пішак · c2 білий пішак · d2 білий ферзь · e2 білий кінь · g2 білий пішак · h2 білий король | d8 чорна тура · g8 чорний король · c7 чорний пішак · e7 чорний ферзь · f7 чорний слон · g7 чорний пішак · b6 чорний пішак · e6 чорний кінь · f6 чорний пішак · h6 чорний пішак · a5 чорний пішак · c5 чорний пішак · e4 білий пішак · a3 білий пішак · d3 біла тура · f3 білий пішак · g3 білий слон · h3 білий пішак · b2 білий пішак · c2 білий пішак · d2 білий ферзь · e2 білий кінь · g2 білий пішак · h2 білий король | d8 чорна тура · g8 чорний король · c7 чорний пішак · e7 чорний ферзь · f7 чорний слон · g7 чорний пішак · b6 чорний пішак · e6 чорний кінь · f6 чорний пішак · h6 чорний пішак · a5 чорний пішак · c5 чорний пішак · e4 білий пішак · a3 білий пішак · d3 біла тура · f3 білий пішак · g3 білий слон · h3 білий пішак · b2 білий пішак · c2 білий пішак · d2 білий ферзь · e2 білий кінь · g2 білий пішак · h2 білий король | d8 чорна тура · g8 чорний король · c7 чорний пішак · e7 чорний ферзь · f7 чорний слон · g7 чорний пішак · b6 чорний пішак · e6 чорний кінь · f6 чорний пішак · h6 чорний пішак · a5 чорний пішак · c5 чорний пішак · e4 білий пішак · a3 білий пішак · d3 біла тура · f3 білий пішак · g3 білий слон · h3 білий пішак · b2 білий пішак · c2 білий пішак · d2 білий ферзь · e2 білий кінь · g2 білий пішак · h2 білий король | d8 чорна тура · g8 чорний король · c7 чорний пішак · e7 чорний ферзь · f7 чорний слон · g7 чорний пішак · b6 чорний пішак · e6 чорний кінь · f6 чорний пішак · h6 чорний пішак · a5 чорний пішак · c5 чорний пішак · e4 білий пішак · a3 білий пішак · d3 біла тура · f3 білий пішак · g3 білий слон · h3 білий пішак · b2 білий пішак · c2 білий пішак · d2 білий ферзь · e2 білий кінь · g2 білий пішак · h2 білий король | d8 чорна тура · g8 чорний король · c7 чорний пішак · e7 чорний ферзь · f7 чорний слон · g7 чорний пішак · b6 чорний пішак · e6 чорний кінь · f6 чорний пішак · h6 чорний пішак · a5 чорний пішак · c5 чорний пішак · e4 білий пішак · a3 білий пішак · d3 біла тура · f3 білий пішак · g3 білий слон · h3 білий пішак · b2 білий пішак · c2 білий пішак · d2 білий ферзь · e2 білий кінь · g2 білий пішак · h2 білий король | 6 |
| 5 | d8 чорна тура · g8 чорний король · c7 чорний пішак · e7 чорний ферзь · f7 чорний слон · g7 чорний пішак · b6 чорний пішак · e6 чорний кінь · f6 чорний пішак · h6 чорний пішак · a5 чорний пішак · c5 чорний пішак · e4 білий пішак · a3 білий пішак · d3 біла тура · f3 білий пішак · g3 білий слон · h3 білий пішак · b2 білий пішак · c2 білий пішак · d2 білий ферзь · e2 білий кінь · g2 білий пішак · h2 білий король | d8 чорна тура · g8 чорний король · c7 чорний пішак · e7 чорний ферзь · f7 чорний слон · g7 чорний пішак · b6 чорний пішак · e6 чорний кінь · f6 чорний пішак · h6 чорний пішак · a5 чорний пішак · c5 чорний пішак · e4 білий пішак · a3 білий пішак · d3 біла тура · f3 білий пішак · g3 білий слон · h3 білий пішак · b2 білий пішак · c2 білий пішак · d2 білий ферзь · e2 білий кінь · g2 білий пішак · h2 білий король | d8 чорна тура · g8 чорний король · c7 чорний пішак · e7 чорний ферзь · f7 чорний слон · g7 чорний пішак · b6 чорний пішак · e6 чорний кінь · f6 чорний пішак · h6 чорний пішак · a5 чорний пішак · c5 чорний пішак · e4 білий пішак · a3 білий пішак · d3 біла тура · f3 білий пішак · g3 білий слон · h3 білий пішак · b2 білий пішак · c2 білий пішак · d2 білий ферзь · e2 білий кінь · g2 білий пішак · h2 білий король | d8 чорна тура · g8 чорний король · c7 чорний пішак · e7 чорний ферзь · f7 чорний слон · g7 чорний пішак · b6 чорний пішак · e6 чорний кінь · f6 чорний пішак · h6 чорний пішак · a5 чорний пішак · c5 чорний пішак · e4 білий пішак · a3 білий пішак · d3 біла тура · f3 білий пішак · g3 білий слон · h3 білий пішак · b2 білий пішак · c2 білий пішак · d2 білий ферзь · e2 білий кінь · g2 білий пішак · h2 білий король | d8 чорна тура · g8 чорний король · c7 чорний пішак · e7 чорний ферзь · f7 чорний слон · g7 чорний пішак · b6 чорний пішак · e6 чорний кінь · f6 чорний пішак · h6 чорний пішак · a5 чорний пішак · c5 чорний пішак · e4 білий пішак · a3 білий пішак · d3 біла тура · f3 білий пішак · g3 білий слон · h3 білий пішак · b2 білий пішак · c2 білий пішак · d2 білий ферзь · e2 білий кінь · g2 білий пішак · h2 білий король | d8 чорна тура · g8 чорний король · c7 чорний пішак · e7 чорний ферзь · f7 чорний слон · g7 чорний пішак · b6 чорний пішак · e6 чорний кінь · f6 чорний пішак · h6 чорний пішак · a5 чорний пішак · c5 чорний пішак · e4 білий пішак · a3 білий пішак · d3 біла тура · f3 білий пішак · g3 білий слон · h3 білий пішак · b2 білий пішак · c2 білий пішак · d2 білий ферзь · e2 білий кінь · g2 білий пішак · h2 білий король | d8 чорна тура · g8 чорний король · c7 чорний пішак · e7 чорний ферзь · f7 чорний слон · g7 чорний пішак · b6 чорний пішак · e6 чорний кінь · f6 чорний пішак · h6 чорний пішак · a5 чорний пішак · c5 чорний пішак · e4 білий пішак · a3 білий пішак · d3 біла тура · f3 білий пішак · g3 білий слон · h3 білий пішак · b2 білий пішак · c2 білий пішак · d2 білий ферзь · e2 білий кінь · g2 білий пішак · h2 білий король | d8 чорна тура · g8 чорний король · c7 чорний пішак · e7 чорний ферзь · f7 чорний слон · g7 чорний пішак · b6 чорний пішак · e6 чорний кінь · f6 чорний пішак · h6 чорний пішак · a5 чорний пішак · c5 чорний пішак · e4 білий пішак · a3 білий пішак · d3 біла тура · f3 білий пішак · g3 білий слон · h3 білий пішак · b2 білий пішак · c2 білий пішак · d2 білий ферзь · e2 білий кінь · g2 білий пішак · h2 білий король | 5 |
| 4 | d8 чорна тура · g8 чорний король · c7 чорний пішак · e7 чорний ферзь · f7 чорний слон · g7 чорний пішак · b6 чорний пішак · e6 чорний кінь · f6 чорний пішак · h6 чорний пішак · a5 чорний пішак · c5 чорний пішак · e4 білий пішак · a3 білий пішак · d3 біла тура · f3 білий пішак · g3 білий слон · h3 білий пішак · b2 білий пішак · c2 білий пішак · d2 білий ферзь · e2 білий кінь · g2 білий пішак · h2 білий король | d8 чорна тура · g8 чорний король · c7 чорний пішак · e7 чорний ферзь · f7 чорний слон · g7 чорний пішак · b6 чорний пішак · e6 чорний кінь · f6 чорний пішак · h6 чорний пішак · a5 чорний пішак · c5 чорний пішак · e4 білий пішак · a3 білий пішак · d3 біла тура · f3 білий пішак · g3 білий слон · h3 білий пішак · b2 білий пішак · c2 білий пішак · d2 білий ферзь · e2 білий кінь · g2 білий пішак · h2 білий король | d8 чорна тура · g8 чорний король · c7 чорний пішак · e7 чорний ферзь · f7 чорний слон · g7 чорний пішак · b6 чорний пішак · e6 чорний кінь · f6 чорний пішак · h6 чорний пішак · a5 чорний пішак · c5 чорний пішак · e4 білий пішак · a3 білий пішак · d3 біла тура · f3 білий пішак · g3 білий слон · h3 білий пішак · b2 білий пішак · c2 білий пішак · d2 білий ферзь · e2 білий кінь · g2 білий пішак · h2 білий король | d8 чорна тура · g8 чорний король · c7 чорний пішак · e7 чорний ферзь · f7 чорний слон · g7 чорний пішак · b6 чорний пішак · e6 чорний кінь · f6 чорний пішак · h6 чорний пішак · a5 чорний пішак · c5 чорний пішак · e4 білий пішак · a3 білий пішак · d3 біла тура · f3 білий пішак · g3 білий слон · h3 білий пішак · b2 білий пішак · c2 білий пішак · d2 білий ферзь · e2 білий кінь · g2 білий пішак · h2 білий король | d8 чорна тура · g8 чорний король · c7 чорний пішак · e7 чорний ферзь · f7 чорний слон · g7 чорний пішак · b6 чорний пішак · e6 чорний кінь · f6 чорний пішак · h6 чорний пішак · a5 чорний пішак · c5 чорний пішак · e4 білий пішак · a3 білий пішак · d3 біла тура · f3 білий пішак · g3 білий слон · h3 білий пішак · b2 білий пішак · c2 білий пішак · d2 білий ферзь · e2 білий кінь · g2 білий пішак · h2 білий король | d8 чорна тура · g8 чорний король · c7 чорний пішак · e7 чорний ферзь · f7 чорний слон · g7 чорний пішак · b6 чорний пішак · e6 чорний кінь · f6 чорний пішак · h6 чорний пішак · a5 чорний пішак · c5 чорний пішак · e4 білий пішак · a3 білий пішак · d3 біла тура · f3 білий пішак · g3 білий слон · h3 білий пішак · b2 білий пішак · c2 білий пішак · d2 білий ферзь · e2 білий кінь · g2 білий пішак · h2 білий король | d8 чорна тура · g8 чорний король · c7 чорний пішак · e7 чорний ферзь · f7 чорний слон · g7 чорний пішак · b6 чорний пішак · e6 чорний кінь · f6 чорний пішак · h6 чорний пішак · a5 чорний пішак · c5 чорний пішак · e4 білий пішак · a3 білий пішак · d3 біла тура · f3 білий пішак · g3 білий слон · h3 білий пішак · b2 білий пішак · c2 білий пішак · d2 білий ферзь · e2 білий кінь · g2 білий пішак · h2 білий король | d8 чорна тура · g8 чорний король · c7 чорний пішак · e7 чорний ферзь · f7 чорний слон · g7 чорний пішак · b6 чорний пішак · e6 чорний кінь · f6 чорний пішак · h6 чорний пішак · a5 чорний пішак · c5 чорний пішак · e4 білий пішак · a3 білий пішак · d3 біла тура · f3 білий пішак · g3 білий слон · h3 білий пішак · b2 білий пішак · c2 білий пішак · d2 білий ферзь · e2 білий кінь · g2 білий пішак · h2 білий король | 4 |
| 3 | d8 чорна тура · g8 чорний король · c7 чорний пішак · e7 чорний ферзь · f7 чорний слон · g7 чорний пішак · b6 чорний пішак · e6 чорний кінь · f6 чорний пішак · h6 чорний пішак · a5 чорний пішак · c5 чорний пішак · e4 білий пішак · a3 білий пішак · d3 біла тура · f3 білий пішак · g3 білий слон · h3 білий пішак · b2 білий пішак · c2 білий пішак · d2 білий ферзь · e2 білий кінь · g2 білий пішак · h2 білий король | d8 чорна тура · g8 чорний король · c7 чорний пішак · e7 чорний ферзь · f7 чорний слон · g7 чорний пішак · b6 чорний пішак · e6 чорний кінь · f6 чорний пішак · h6 чорний пішак · a5 чорний пішак · c5 чорний пішак · e4 білий пішак · a3 білий пішак · d3 біла тура · f3 білий пішак · g3 білий слон · h3 білий пішак · b2 білий пішак · c2 білий пішак · d2 білий ферзь · e2 білий кінь · g2 білий пішак · h2 білий король | d8 чорна тура · g8 чорний король · c7 чорний пішак · e7 чорний ферзь · f7 чорний слон · g7 чорний пішак · b6 чорний пішак · e6 чорний кінь · f6 чорний пішак · h6 чорний пішак · a5 чорний пішак · c5 чорний пішак · e4 білий пішак · a3 білий пішак · d3 біла тура · f3 білий пішак · g3 білий слон · h3 білий пішак · b2 білий пішак · c2 білий пішак · d2 білий ферзь · e2 білий кінь · g2 білий пішак · h2 білий король | d8 чорна тура · g8 чорний король · c7 чорний пішак · e7 чорний ферзь · f7 чорний слон · g7 чорний пішак · b6 чорний пішак · e6 чорний кінь · f6 чорний пішак · h6 чорний пішак · a5 чорний пішак · c5 чорний пішак · e4 білий пішак · a3 білий пішак · d3 біла тура · f3 білий пішак · g3 білий слон · h3 білий пішак · b2 білий пішак · c2 білий пішак · d2 білий ферзь · e2 білий кінь · g2 білий пішак · h2 білий король | d8 чорна тура · g8 чорний король · c7 чорний пішак · e7 чорний ферзь · f7 чорний слон · g7 чорний пішак · b6 чорний пішак · e6 чорний кінь · f6 чорний пішак · h6 чорний пішак · a5 чорний пішак · c5 чорний пішак · e4 білий пішак · a3 білий пішак · d3 біла тура · f3 білий пішак · g3 білий слон · h3 білий пішак · b2 білий пішак · c2 білий пішак · d2 білий ферзь · e2 білий кінь · g2 білий пішак · h2 білий король | d8 чорна тура · g8 чорний король · c7 чорний пішак · e7 чорний ферзь · f7 чорний слон · g7 чорний пішак · b6 чорний пішак · e6 чорний кінь · f6 чорний пішак · h6 чорний пішак · a5 чорний пішак · c5 чорний пішак · e4 білий пішак · a3 білий пішак · d3 біла тура · f3 білий пішак · g3 білий слон · h3 білий пішак · b2 білий пішак · c2 білий пішак · d2 білий ферзь · e2 білий кінь · g2 білий пішак · h2 білий король | d8 чорна тура · g8 чорний король · c7 чорний пішак · e7 чорний ферзь · f7 чорний слон · g7 чорний пішак · b6 чорний пішак · e6 чорний кінь · f6 чорний пішак · h6 чорний пішак · a5 чорний пішак · c5 чорний пішак · e4 білий пішак · a3 білий пішак · d3 біла тура · f3 білий пішак · g3 білий слон · h3 білий пішак · b2 білий пішак · c2 білий пішак · d2 білий ферзь · e2 білий кінь · g2 білий пішак · h2 білий король | d8 чорна тура · g8 чорний король · c7 чорний пішак · e7 чорний ферзь · f7 чорний слон · g7 чорний пішак · b6 чорний пішак · e6 чорний кінь · f6 чорний пішак · h6 чорний пішак · a5 чорний пішак · c5 чорний пішак · e4 білий пішак · a3 білий пішак · d3 біла тура · f3 білий пішак · g3 білий слон · h3 білий пішак · b2 білий пішак · c2 білий пішак · d2 білий ферзь · e2 білий кінь · g2 білий пішак · h2 білий король | 3 |
| 2 | d8 чорна тура · g8 чорний король · c7 чорний пішак · e7 чорний ферзь · f7 чорний слон · g7 чорний пішак · b6 чорний пішак · e6 чорний кінь · f6 чорний пішак · h6 чорний пішак · a5 чорний пішак · c5 чорний пішак · e4 білий пішак · a3 білий пішак · d3 біла тура · f3 білий пішак · g3 білий слон · h3 білий пішак · b2 білий пішак · c2 білий пішак · d2 білий ферзь · e2 білий кінь · g2 білий пішак · h2 білий король | d8 чорна тура · g8 чорний король · c7 чорний пішак · e7 чорний ферзь · f7 чорний слон · g7 чорний пішак · b6 чорний пішак · e6 чорний кінь · f6 чорний пішак · h6 чорний пішак · a5 чорний пішак · c5 чорний пішак · e4 білий пішак · a3 білий пішак · d3 біла тура · f3 білий пішак · g3 білий слон · h3 білий пішак · b2 білий пішак · c2 білий пішак · d2 білий ферзь · e2 білий кінь · g2 білий пішак · h2 білий король | d8 чорна тура · g8 чорний король · c7 чорний пішак · e7 чорний ферзь · f7 чорний слон · g7 чорний пішак · b6 чорний пішак · e6 чорний кінь · f6 чорний пішак · h6 чорний пішак · a5 чорний пішак · c5 чорний пішак · e4 білий пішак · a3 білий пішак · d3 біла тура · f3 білий пішак · g3 білий слон · h3 білий пішак · b2 білий пішак · c2 білий пішак · d2 білий ферзь · e2 білий кінь · g2 білий пішак · h2 білий король | d8 чорна тура · g8 чорний король · c7 чорний пішак · e7 чорний ферзь · f7 чорний слон · g7 чорний пішак · b6 чорний пішак · e6 чорний кінь · f6 чорний пішак · h6 чорний пішак · a5 чорний пішак · c5 чорний пішак · e4 білий пішак · a3 білий пішак · d3 біла тура · f3 білий пішак · g3 білий слон · h3 білий пішак · b2 білий пішак · c2 білий пішак · d2 білий ферзь · e2 білий кінь · g2 білий пішак · h2 білий король | d8 чорна тура · g8 чорний король · c7 чорний пішак · e7 чорний ферзь · f7 чорний слон · g7 чорний пішак · b6 чорний пішак · e6 чорний кінь · f6 чорний пішак · h6 чорний пішак · a5 чорний пішак · c5 чорний пішак · e4 білий пішак · a3 білий пішак · d3 біла тура · f3 білий пішак · g3 білий слон · h3 білий пішак · b2 білий пішак · c2 білий пішак · d2 білий ферзь · e2 білий кінь · g2 білий пішак · h2 білий король | d8 чорна тура · g8 чорний король · c7 чорний пішак · e7 чорний ферзь · f7 чорний слон · g7 чорний пішак · b6 чорний пішак · e6 чорний кінь · f6 чорний пішак · h6 чорний пішак · a5 чорний пішак · c5 чорний пішак · e4 білий пішак · a3 білий пішак · d3 біла тура · f3 білий пішак · g3 білий слон · h3 білий пішак · b2 білий пішак · c2 білий пішак · d2 білий ферзь · e2 білий кінь · g2 білий пішак · h2 білий король | d8 чорна тура · g8 чорний король · c7 чорний пішак · e7 чорний ферзь · f7 чорний слон · g7 чорний пішак · b6 чорний пішак · e6 чорний кінь · f6 чорний пішак · h6 чорний пішак · a5 чорний пішак · c5 чорний пішак · e4 білий пішак · a3 білий пішак · d3 біла тура · f3 білий пішак · g3 білий слон · h3 білий пішак · b2 білий пішак · c2 білий пішак · d2 білий ферзь · e2 білий кінь · g2 білий пішак · h2 білий король | d8 чорна тура · g8 чорний король · c7 чорний пішак · e7 чорний ферзь · f7 чорний слон · g7 чорний пішак · b6 чорний пішак · e6 чорний кінь · f6 чорний пішак · h6 чорний пішак · a5 чорний пішак · c5 чорний пішак · e4 білий пішак · a3 білий пішак · d3 біла тура · f3 білий пішак · g3 білий слон · h3 білий пішак · b2 білий пішак · c2 білий пішак · d2 білий ферзь · e2 білий кінь · g2 білий пішак · h2 білий король | 2 |
| 1 | d8 чорна тура · g8 чорний король · c7 чорний пішак · e7 чорний ферзь · f7 чорний слон · g7 чорний пішак · b6 чорний пішак · e6 чорний кінь · f6 чорний пішак · h6 чорний пішак · a5 чорний пішак · c5 чорний пішак · e4 білий пішак · a3 білий пішак · d3 біла тура · f3 білий пішак · g3 білий слон · h3 білий пішак · b2 білий пішак · c2 білий пішак · d2 білий ферзь · e2 білий кінь · g2 білий пішак · h2 білий король | d8 чорна тура · g8 чорний король · c7 чорний пішак · e7 чорний ферзь · f7 чорний слон · g7 чорний пішак · b6 чорний пішак · e6 чорний кінь · f6 чорний пішак · h6 чорний пішак · a5 чорний пішак · c5 чорний пішак · e4 білий пішак · a3 білий пішак · d3 біла тура · f3 білий пішак · g3 білий слон · h3 білий пішак · b2 білий пішак · c2 білий пішак · d2 білий ферзь · e2 білий кінь · g2 білий пішак · h2 білий король | d8 чорна тура · g8 чорний король · c7 чорний пішак · e7 чорний ферзь · f7 чорний слон · g7 чорний пішак · b6 чорний пішак · e6 чорний кінь · f6 чорний пішак · h6 чорний пішак · a5 чорний пішак · c5 чорний пішак · e4 білий пішак · a3 білий пішак · d3 біла тура · f3 білий пішак · g3 білий слон · h3 білий пішак · b2 білий пішак · c2 білий пішак · d2 білий ферзь · e2 білий кінь · g2 білий пішак · h2 білий король | d8 чорна тура · g8 чорний король · c7 чорний пішак · e7 чорний ферзь · f7 чорний слон · g7 чорний пішак · b6 чорний пішак · e6 чорний кінь · f6 чорний пішак · h6 чорний пішак · a5 чорний пішак · c5 чорний пішак · e4 білий пішак · a3 білий пішак · d3 біла тура · f3 білий пішак · g3 білий слон · h3 білий пішак · b2 білий пішак · c2 білий пішак · d2 білий ферзь · e2 білий кінь · g2 білий пішак · h2 білий король | d8 чорна тура · g8 чорний король · c7 чорний пішак · e7 чорний ферзь · f7 чорний слон · g7 чорний пішак · b6 чорний пішак · e6 чорний кінь · f6 чорний пішак · h6 чорний пішак · a5 чорний пішак · c5 чорний пішак · e4 білий пішак · a3 білий пішак · d3 біла тура · f3 білий пішак · g3 білий слон · h3 білий пішак · b2 білий пішак · c2 білий пішак · d2 білий ферзь · e2 білий кінь · g2 білий пішак · h2 білий король | d8 чорна тура · g8 чорний король · c7 чорний пішак · e7 чорний ферзь · f7 чорний слон · g7 чорний пішак · b6 чорний пішак · e6 чорний кінь · f6 чорний пішак · h6 чорний пішак · a5 чорний пішак · c5 чорний пішак · e4 білий пішак · a3 білий пішак · d3 біла тура · f3 білий пішак · g3 білий слон · h3 білий пішак · b2 білий пішак · c2 білий пішак · d2 білий ферзь · e2 білий кінь · g2 білий пішак · h2 білий король | d8 чорна тура · g8 чорний король · c7 чорний пішак · e7 чорний ферзь · f7 чорний слон · g7 чорний пішак · b6 чорний пішак · e6 чорний кінь · f6 чорний пішак · h6 чорний пішак · a5 чорний пішак · c5 чорний пішак · e4 білий пішак · a3 білий пішак · d3 біла тура · f3 білий пішак · g3 білий слон · h3 білий пішак · b2 білий пішак · c2 білий пішак · d2 білий ферзь · e2 білий кінь · g2 білий пішак · h2 білий король | d8 чорна тура · g8 чорний король · c7 чорний пішак · e7 чорний ферзь · f7 чорний слон · g7 чорний пішак · b6 чорний пішак · e6 чорний кінь · f6 чорний пішак · h6 чорний пішак · a5 чорний пішак · c5 чорний пішак · e4 білий пішак · a3 білий пішак · d3 біла тура · f3 білий пішак · g3 білий слон · h3 білий пішак · b2 білий пішак · c2 білий пішак · d2 білий ферзь · e2 білий кінь · g2 білий пішак · h2 білий король | 1 |
|   | a | b | c | d | e | f | g | h |   |

### Гра 1: Непомнящий–Дін, ½–½
Перша партія матчу, 49-хідна нічия, була зіграна 9 квітня. «Непомнящий» почав з 1.e4, причому обидва гравці швидко зіграли на Руя Лопеса. Непомнящий здивував коментаторів рідкісним бічним 6.Bxc6 dxc6 7.Re1 і, за словами Ервіна л'Амі, отримав «безризикову позицію та довгострокову структурну перевагу». Непомнящий упустив тактичну нагоду на початку 14.Nf5 (14.h3! було б створено 14...Qxd4? 15.Nd5!!), але в іншому випадку гра залишалася майже рівною до ходу 25...c6?, з Непомнящий швидко грає 26.Rxd8+ Nxd8 27.Qf4!, формуючи батарею на ослаблений ферзевий фланг Діна та переймаючи ініціативу. Оскільки Діна не вистачало часу, кілька неточностей Непомнящого (30.Ng3 і 31.f4) дозволили Діну змусити обмінятися ферзями та зміцнити свою позицію, досягнувши рівного ендшпілю на ході 38. Нічия була досягнута на ході 49 лише після менше п'яти годин гри.
Ruy Lopez, Delayed Exchange Variation Deferred 6.Bxc6 (ECO C85)
1. e4 e5 2. Nf3 Nc6 3. Bb5 a6 4. Ba4 Nf6 5. 0-0 Be7 6. Bxc6 dxc6 7. Re1 Nd7 8. d4 exd4 9. Qxd4 0-0 10. Bf4 Nc5 11. Qe3 Bg4 12. Nd4 Qd7 13. Nc3 Rad8 14. Nf5 Ne6 15. Nxe7+ Qxe7 16. Bg3 Bh5 17. f3 f6 18. h3 h6 19. Kh2 Bf7 20. Rad1 b6 21. a3 a5 22. Ne2 Rxd1 23. Rxd1 Rd8 24. Rd3 c5 25. Qd2 c6 26. Rxd8+ Nxd8 27. Qf4 b5 28. Qb8 Kh7 29. Bd6 Qd7 30. Ng3 Ne6 31. f4 h5 32. c3 c4 33. h4 Qd8 34. Qb7 Be8 35. Nf5 Qd7 36. Qb8 Qd8 37. Qxd8 Nxd8 38. Nd4 Nb7 39. e5 Kg8 40. Kg3 Bd7 41. Bc7 Nc5 42. Bxa5 Kf7 43. Bb4 Nd3 44. e6+ Bxe6 45. Nxc6 Bd7 46. Nd4 Nxb2 47. Kf3 Nd3 48. g3 Nc1 49. Ke3 ½–½

### Гра 2: Дін–Непомнящий, 0–1
|   | a | b | c | d | e | f | g | h |   |
| 8 | a8 чорна тура · d8 чорний ферзь · e8 чорний король · f8 чорний слон · h8 чорна тура · b7 чорний слон · f7 чорний пішак · g7 чорний пішак · h7 чорний пішак · a6 чорний пішак · e6 чорний пішак · f6 чорний кінь · a5 чорний кінь · c5 чорний пішак · a4 білий пішак · b4 чорний пішак · d4 білий пішак · e4 білий кінь · d3 білий слон · e3 білий пішак · f3 білий кінь · h3 білий пішак · b2 білий пішак · f2 білий пішак · g2 білий пішак · a1 біла тура · c1 білий слон · d1 білий ферзь · f1 біла тура · g1 білий король | a8 чорна тура · d8 чорний ферзь · e8 чорний король · f8 чорний слон · h8 чорна тура · b7 чорний слон · f7 чорний пішак · g7 чорний пішак · h7 чорний пішак · a6 чорний пішак · e6 чорний пішак · f6 чорний кінь · a5 чорний кінь · c5 чорний пішак · a4 білий пішак · b4 чорний пішак · d4 білий пішак · e4 білий кінь · d3 білий слон · e3 білий пішак · f3 білий кінь · h3 білий пішак · b2 білий пішак · f2 білий пішак · g2 білий пішак · a1 біла тура · c1 білий слон · d1 білий ферзь · f1 біла тура · g1 білий король | a8 чорна тура · d8 чорний ферзь · e8 чорний король · f8 чорний слон · h8 чорна тура · b7 чорний слон · f7 чорний пішак · g7 чорний пішак · h7 чорний пішак · a6 чорний пішак · e6 чорний пішак · f6 чорний кінь · a5 чорний кінь · c5 чорний пішак · a4 білий пішак · b4 чорний пішак · d4 білий пішак · e4 білий кінь · d3 білий слон · e3 білий пішак · f3 білий кінь · h3 білий пішак · b2 білий пішак · f2 білий пішак · g2 білий пішак · a1 біла тура · c1 білий слон · d1 білий ферзь · f1 біла тура · g1 білий король | a8 чорна тура · d8 чорний ферзь · e8 чорний король · f8 чорний слон · h8 чорна тура · b7 чорний слон · f7 чорний пішак · g7 чорний пішак · h7 чорний пішак · a6 чорний пішак · e6 чорний пішак · f6 чорний кінь · a5 чорний кінь · c5 чорний пішак · a4 білий пішак · b4 чорний пішак · d4 білий пішак · e4 білий кінь · d3 білий слон · e3 білий пішак · f3 білий кінь · h3 білий пішак · b2 білий пішак · f2 білий пішак · g2 білий пішак · a1 біла тура · c1 білий слон · d1 білий ферзь · f1 біла тура · g1 білий король | a8 чорна тура · d8 чорний ферзь · e8 чорний король · f8 чорний слон · h8 чорна тура · b7 чорний слон · f7 чорний пішак · g7 чорний пішак · h7 чорний пішак · a6 чорний пішак · e6 чорний пішак · f6 чорний кінь · a5 чорний кінь · c5 чорний пішак · a4 білий пішак · b4 чорний пішак · d4 білий пішак · e4 білий кінь · d3 білий слон · e3 білий пішак · f3 білий кінь · h3 білий пішак · b2 білий пішак · f2 білий пішак · g2 білий пішак · a1 біла тура · c1 білий слон · d1 білий ферзь · f1 біла тура · g1 білий король | a8 чорна тура · d8 чорний ферзь · e8 чорний король · f8 чорний слон · h8 чорна тура · b7 чорний слон · f7 чорний пішак · g7 чорний пішак · h7 чорний пішак · a6 чорний пішак · e6 чорний пішак · f6 чорний кінь · a5 чорний кінь · c5 чорний пішак · a4 білий пішак · b4 чорний пішак · d4 білий пішак · e4 білий кінь · d3 білий слон · e3 білий пішак · f3 білий кінь · h3 білий пішак · b2 білий пішак · f2 білий пішак · g2 білий пішак · a1 біла тура · c1 білий слон · d1 білий ферзь · f1 біла тура · g1 білий король | a8 чорна тура · d8 чорний ферзь · e8 чорний король · f8 чорний слон · h8 чорна тура · b7 чорний слон · f7 чорний пішак · g7 чорний пішак · h7 чорний пішак · a6 чорний пішак · e6 чорний пішак · f6 чорний кінь · a5 чорний кінь · c5 чорний пішак · a4 білий пішак · b4 чорний пішак · d4 білий пішак · e4 білий кінь · d3 білий слон · e3 білий пішак · f3 білий кінь · h3 білий пішак · b2 білий пішак · f2 білий пішак · g2 білий пішак · a1 біла тура · c1 білий слон · d1 білий ферзь · f1 біла тура · g1 білий король | a8 чорна тура · d8 чорний ферзь · e8 чорний король · f8 чорний слон · h8 чорна тура · b7 чорний слон · f7 чорний пішак · g7 чорний пішак · h7 чорний пішак · a6 чорний пішак · e6 чорний пішак · f6 чорний кінь · a5 чорний кінь · c5 чорний пішак · a4 білий пішак · b4 чорний пішак · d4 білий пішак · e4 білий кінь · d3 білий слон · e3 білий пішак · f3 білий кінь · h3 білий пішак · b2 білий пішак · f2 білий пішак · g2 білий пішак · a1 біла тура · c1 білий слон · d1 білий ферзь · f1 біла тура · g1 білий король | 8 |
| 7 | a8 чорна тура · d8 чорний ферзь · e8 чорний король · f8 чорний слон · h8 чорна тура · b7 чорний слон · f7 чорний пішак · g7 чорний пішак · h7 чорний пішак · a6 чорний пішак · e6 чорний пішак · f6 чорний кінь · a5 чорний кінь · c5 чорний пішак · a4 білий пішак · b4 чорний пішак · d4 білий пішак · e4 білий кінь · d3 білий слон · e3 білий пішак · f3 білий кінь · h3 білий пішак · b2 білий пішак · f2 білий пішак · g2 білий пішак · a1 біла тура · c1 білий слон · d1 білий ферзь · f1 біла тура · g1 білий король | a8 чорна тура · d8 чорний ферзь · e8 чорний король · f8 чорний слон · h8 чорна тура · b7 чорний слон · f7 чорний пішак · g7 чорний пішак · h7 чорний пішак · a6 чорний пішак · e6 чорний пішак · f6 чорний кінь · a5 чорний кінь · c5 чорний пішак · a4 білий пішак · b4 чорний пішак · d4 білий пішак · e4 білий кінь · d3 білий слон · e3 білий пішак · f3 білий кінь · h3 білий пішак · b2 білий пішак · f2 білий пішак · g2 білий пішак · a1 біла тура · c1 білий слон · d1 білий ферзь · f1 біла тура · g1 білий король | a8 чорна тура · d8 чорний ферзь · e8 чорний король · f8 чорний слон · h8 чорна тура · b7 чорний слон · f7 чорний пішак · g7 чорний пішак · h7 чорний пішак · a6 чорний пішак · e6 чорний пішак · f6 чорний кінь · a5 чорний кінь · c5 чорний пішак · a4 білий пішак · b4 чорний пішак · d4 білий пішак · e4 білий кінь · d3 білий слон · e3 білий пішак · f3 білий кінь · h3 білий пішак · b2 білий пішак · f2 білий пішак · g2 білий пішак · a1 біла тура · c1 білий слон · d1 білий ферзь · f1 біла тура · g1 білий король | a8 чорна тура · d8 чорний ферзь · e8 чорний король · f8 чорний слон · h8 чорна тура · b7 чорний слон · f7 чорний пішак · g7 чорний пішак · h7 чорний пішак · a6 чорний пішак · e6 чорний пішак · f6 чорний кінь · a5 чорний кінь · c5 чорний пішак · a4 білий пішак · b4 чорний пішак · d4 білий пішак · e4 білий кінь · d3 білий слон · e3 білий пішак · f3 білий кінь · h3 білий пішак · b2 білий пішак · f2 білий пішак · g2 білий пішак · a1 біла тура · c1 білий слон · d1 білий ферзь · f1 біла тура · g1 білий король | a8 чорна тура · d8 чорний ферзь · e8 чорний король · f8 чорний слон · h8 чорна тура · b7 чорний слон · f7 чорний пішак · g7 чорний пішак · h7 чорний пішак · a6 чорний пішак · e6 чорний пішак · f6 чорний кінь · a5 чорний кінь · c5 чорний пішак · a4 білий пішак · b4 чорний пішак · d4 білий пішак · e4 білий кінь · d3 білий слон · e3 білий пішак · f3 білий кінь · h3 білий пішак · b2 білий пішак · f2 білий пішак · g2 білий пішак · a1 біла тура · c1 білий слон · d1 білий ферзь · f1 біла тура · g1 білий король | a8 чорна тура · d8 чорний ферзь · e8 чорний король · f8 чорний слон · h8 чорна тура · b7 чорний слон · f7 чорний пішак · g7 чорний пішак · h7 чорний пішак · a6 чорний пішак · e6 чорний пішак · f6 чорний кінь · a5 чорний кінь · c5 чорний пішак · a4 білий пішак · b4 чорний пішак · d4 білий пішак · e4 білий кінь · d3 білий слон · e3 білий пішак · f3 білий кінь · h3 білий пішак · b2 білий пішак · f2 білий пішак · g2 білий пішак · a1 біла тура · c1 білий слон · d1 білий ферзь · f1 біла тура · g1 білий король | a8 чорна тура · d8 чорний ферзь · e8 чорний король · f8 чорний слон · h8 чорна тура · b7 чорний слон · f7 чорний пішак · g7 чорний пішак · h7 чорний пішак · a6 чорний пішак · e6 чорний пішак · f6 чорний кінь · a5 чорний кінь · c5 чорний пішак · a4 білий пішак · b4 чорний пішак · d4 білий пішак · e4 білий кінь · d3 білий слон · e3 білий пішак · f3 білий кінь · h3 білий пішак · b2 білий пішак · f2 білий пішак · g2 білий пішак · a1 біла тура · c1 білий слон · d1 білий ферзь · f1 біла тура · g1 білий король | a8 чорна тура · d8 чорний ферзь · e8 чорний король · f8 чорний слон · h8 чорна тура · b7 чорний слон · f7 чорний пішак · g7 чорний пішак · h7 чорний пішак · a6 чорний пішак · e6 чорний пішак · f6 чорний кінь · a5 чорний кінь · c5 чорний пішак · a4 білий пішак · b4 чорний пішак · d4 білий пішак · e4 білий кінь · d3 білий слон · e3 білий пішак · f3 білий кінь · h3 білий пішак · b2 білий пішак · f2 білий пішак · g2 білий пішак · a1 біла тура · c1 білий слон · d1 білий ферзь · f1 біла тура · g1 білий король | 7 |
| 6 | a8 чорна тура · d8 чорний ферзь · e8 чорний король · f8 чорний слон · h8 чорна тура · b7 чорний слон · f7 чорний пішак · g7 чорний пішак · h7 чорний пішак · a6 чорний пішак · e6 чорний пішак · f6 чорний кінь · a5 чорний кінь · c5 чорний пішак · a4 білий пішак · b4 чорний пішак · d4 білий пішак · e4 білий кінь · d3 білий слон · e3 білий пішак · f3 білий кінь · h3 білий пішак · b2 білий пішак · f2 білий пішак · g2 білий пішак · a1 біла тура · c1 білий слон · d1 білий ферзь · f1 біла тура · g1 білий король | a8 чорна тура · d8 чорний ферзь · e8 чорний король · f8 чорний слон · h8 чорна тура · b7 чорний слон · f7 чорний пішак · g7 чорний пішак · h7 чорний пішак · a6 чорний пішак · e6 чорний пішак · f6 чорний кінь · a5 чорний кінь · c5 чорний пішак · a4 білий пішак · b4 чорний пішак · d4 білий пішак · e4 білий кінь · d3 білий слон · e3 білий пішак · f3 білий кінь · h3 білий пішак · b2 білий пішак · f2 білий пішак · g2 білий пішак · a1 біла тура · c1 білий слон · d1 білий ферзь · f1 біла тура · g1 білий король | a8 чорна тура · d8 чорний ферзь · e8 чорний король · f8 чорний слон · h8 чорна тура · b7 чорний слон · f7 чорний пішак · g7 чорний пішак · h7 чорний пішак · a6 чорний пішак · e6 чорний пішак · f6 чорний кінь · a5 чорний кінь · c5 чорний пішак · a4 білий пішак · b4 чорний пішак · d4 білий пішак · e4 білий кінь · d3 білий слон · e3 білий пішак · f3 білий кінь · h3 білий пішак · b2 білий пішак · f2 білий пішак · g2 білий пішак · a1 біла тура · c1 білий слон · d1 білий ферзь · f1 біла тура · g1 білий король | a8 чорна тура · d8 чорний ферзь · e8 чорний король · f8 чорний слон · h8 чорна тура · b7 чорний слон · f7 чорний пішак · g7 чорний пішак · h7 чорний пішак · a6 чорний пішак · e6 чорний пішак · f6 чорний кінь · a5 чорний кінь · c5 чорний пішак · a4 білий пішак · b4 чорний пішак · d4 білий пішак · e4 білий кінь · d3 білий слон · e3 білий пішак · f3 білий кінь · h3 білий пішак · b2 білий пішак · f2 білий пішак · g2 білий пішак · a1 біла тура · c1 білий слон · d1 білий ферзь · f1 біла тура · g1 білий король | a8 чорна тура · d8 чорний ферзь · e8 чорний король · f8 чорний слон · h8 чорна тура · b7 чорний слон · f7 чорний пішак · g7 чорний пішак · h7 чорний пішак · a6 чорний пішак · e6 чорний пішак · f6 чорний кінь · a5 чорний кінь · c5 чорний пішак · a4 білий пішак · b4 чорний пішак · d4 білий пішак · e4 білий кінь · d3 білий слон · e3 білий пішак · f3 білий кінь · h3 білий пішак · b2 білий пішак · f2 білий пішак · g2 білий пішак · a1 біла тура · c1 білий слон · d1 білий ферзь · f1 біла тура · g1 білий король | a8 чорна тура · d8 чорний ферзь · e8 чорний король · f8 чорний слон · h8 чорна тура · b7 чорний слон · f7 чорний пішак · g7 чорний пішак · h7 чорний пішак · a6 чорний пішак · e6 чорний пішак · f6 чорний кінь · a5 чорний кінь · c5 чорний пішак · a4 білий пішак · b4 чорний пішак · d4 білий пішак · e4 білий кінь · d3 білий слон · e3 білий пішак · f3 білий кінь · h3 білий пішак · b2 білий пішак · f2 білий пішак · g2 білий пішак · a1 біла тура · c1 білий слон · d1 білий ферзь · f1 біла тура · g1 білий король | a8 чорна тура · d8 чорний ферзь · e8 чорний король · f8 чорний слон · h8 чорна тура · b7 чорний слон · f7 чорний пішак · g7 чорний пішак · h7 чорний пішак · a6 чорний пішак · e6 чорний пішак · f6 чорний кінь · a5 чорний кінь · c5 чорний пішак · a4 білий пішак · b4 чорний пішак · d4 білий пішак · e4 білий кінь · d3 білий слон · e3 білий пішак · f3 білий кінь · h3 білий пішак · b2 білий пішак · f2 білий пішак · g2 білий пішак · a1 біла тура · c1 білий слон · d1 білий ферзь · f1 біла тура · g1 білий король | a8 чорна тура · d8 чорний ферзь · e8 чорний король · f8 чорний слон · h8 чорна тура · b7 чорний слон · f7 чорний пішак · g7 чорний пішак · h7 чорний пішак · a6 чорний пішак · e6 чорний пішак · f6 чорний кінь · a5 чорний кінь · c5 чорний пішак · a4 білий пішак · b4 чорний пішак · d4 білий пішак · e4 білий кінь · d3 білий слон · e3 білий пішак · f3 білий кінь · h3 білий пішак · b2 білий пішак · f2 білий пішак · g2 білий пішак · a1 біла тура · c1 білий слон · d1 білий ферзь · f1 біла тура · g1 білий король | 6 |
| 5 | a8 чорна тура · d8 чорний ферзь · e8 чорний король · f8 чорний слон · h8 чорна тура · b7 чорний слон · f7 чорний пішак · g7 чорний пішак · h7 чорний пішак · a6 чорний пішак · e6 чорний пішак · f6 чорний кінь · a5 чорний кінь · c5 чорний пішак · a4 білий пішак · b4 чорний пішак · d4 білий пішак · e4 білий кінь · d3 білий слон · e3 білий пішак · f3 білий кінь · h3 білий пішак · b2 білий пішак · f2 білий пішак · g2 білий пішак · a1 біла тура · c1 білий слон · d1 білий ферзь · f1 біла тура · g1 білий король | a8 чорна тура · d8 чорний ферзь · e8 чорний король · f8 чорний слон · h8 чорна тура · b7 чорний слон · f7 чорний пішак · g7 чорний пішак · h7 чорний пішак · a6 чорний пішак · e6 чорний пішак · f6 чорний кінь · a5 чорний кінь · c5 чорний пішак · a4 білий пішак · b4 чорний пішак · d4 білий пішак · e4 білий кінь · d3 білий слон · e3 білий пішак · f3 білий кінь · h3 білий пішак · b2 білий пішак · f2 білий пішак · g2 білий пішак · a1 біла тура · c1 білий слон · d1 білий ферзь · f1 біла тура · g1 білий король | a8 чорна тура · d8 чорний ферзь · e8 чорний король · f8 чорний слон · h8 чорна тура · b7 чорний слон · f7 чорний пішак · g7 чорний пішак · h7 чорний пішак · a6 чорний пішак · e6 чорний пішак · f6 чорний кінь · a5 чорний кінь · c5 чорний пішак · a4 білий пішак · b4 чорний пішак · d4 білий пішак · e4 білий кінь · d3 білий слон · e3 білий пішак · f3 білий кінь · h3 білий пішак · b2 білий пішак · f2 білий пішак · g2 білий пішак · a1 біла тура · c1 білий слон · d1 білий ферзь · f1 біла тура · g1 білий король | a8 чорна тура · d8 чорний ферзь · e8 чорний король · f8 чорний слон · h8 чорна тура · b7 чорний слон · f7 чорний пішак · g7 чорний пішак · h7 чорний пішак · a6 чорний пішак · e6 чорний пішак · f6 чорний кінь · a5 чорний кінь · c5 чорний пішак · a4 білий пішак · b4 чорний пішак · d4 білий пішак · e4 білий кінь · d3 білий слон · e3 білий пішак · f3 білий кінь · h3 білий пішак · b2 білий пішак · f2 білий пішак · g2 білий пішак · a1 біла тура · c1 білий слон · d1 білий ферзь · f1 біла тура · g1 білий король | a8 чорна тура · d8 чорний ферзь · e8 чорний король · f8 чорний слон · h8 чорна тура · b7 чорний слон · f7 чорний пішак · g7 чорний пішак · h7 чорний пішак · a6 чорний пішак · e6 чорний пішак · f6 чорний кінь · a5 чорний кінь · c5 чорний пішак · a4 білий пішак · b4 чорний пішак · d4 білий пішак · e4 білий кінь · d3 білий слон · e3 білий пішак · f3 білий кінь · h3 білий пішак · b2 білий пішак · f2 білий пішак · g2 білий пішак · a1 біла тура · c1 білий слон · d1 білий ферзь · f1 біла тура · g1 білий король | a8 чорна тура · d8 чорний ферзь · e8 чорний король · f8 чорний слон · h8 чорна тура · b7 чорний слон · f7 чорний пішак · g7 чорний пішак · h7 чорний пішак · a6 чорний пішак · e6 чорний пішак · f6 чорний кінь · a5 чорний кінь · c5 чорний пішак · a4 білий пішак · b4 чорний пішак · d4 білий пішак · e4 білий кінь · d3 білий слон · e3 білий пішак · f3 білий кінь · h3 білий пішак · b2 білий пішак · f2 білий пішак · g2 білий пішак · a1 біла тура · c1 білий слон · d1 білий ферзь · f1 біла тура · g1 білий король | a8 чорна тура · d8 чорний ферзь · e8 чорний король · f8 чорний слон · h8 чорна тура · b7 чорний слон · f7 чорний пішак · g7 чорний пішак · h7 чорний пішак · a6 чорний пішак · e6 чорний пішак · f6 чорний кінь · a5 чорний кінь · c5 чорний пішак · a4 білий пішак · b4 чорний пішак · d4 білий пішак · e4 білий кінь · d3 білий слон · e3 білий пішак · f3 білий кінь · h3 білий пішак · b2 білий пішак · f2 білий пішак · g2 білий пішак · a1 біла тура · c1 білий слон · d1 білий ферзь · f1 біла тура · g1 білий король | a8 чорна тура · d8 чорний ферзь · e8 чорний король · f8 чорний слон · h8 чорна тура · b7 чорний слон · f7 чорний пішак · g7 чорний пішак · h7 чорний пішак · a6 чорний пішак · e6 чорний пішак · f6 чорний кінь · a5 чорний кінь · c5 чорний пішак · a4 білий пішак · b4 чорний пішак · d4 білий пішак · e4 білий кінь · d3 білий слон · e3 білий пішак · f3 білий кінь · h3 білий пішак · b2 білий пішак · f2 білий пішак · g2 білий пішак · a1 біла тура · c1 білий слон · d1 білий ферзь · f1 біла тура · g1 білий король | 5 |
| 4 | a8 чорна тура · d8 чорний ферзь · e8 чорний король · f8 чорний слон · h8 чорна тура · b7 чорний слон · f7 чорний пішак · g7 чорний пішак · h7 чорний пішак · a6 чорний пішак · e6 чорний пішак · f6 чорний кінь · a5 чорний кінь · c5 чорний пішак · a4 білий пішак · b4 чорний пішак · d4 білий пішак · e4 білий кінь · d3 білий слон · e3 білий пішак · f3 білий кінь · h3 білий пішак · b2 білий пішак · f2 білий пішак · g2 білий пішак · a1 біла тура · c1 білий слон · d1 білий ферзь · f1 біла тура · g1 білий король | a8 чорна тура · d8 чорний ферзь · e8 чорний король · f8 чорний слон · h8 чорна тура · b7 чорний слон · f7 чорний пішак · g7 чорний пішак · h7 чорний пішак · a6 чорний пішак · e6 чорний пішак · f6 чорний кінь · a5 чорний кінь · c5 чорний пішак · a4 білий пішак · b4 чорний пішак · d4 білий пішак · e4 білий кінь · d3 білий слон · e3 білий пішак · f3 білий кінь · h3 білий пішак · b2 білий пішак · f2 білий пішак · g2 білий пішак · a1 біла тура · c1 білий слон · d1 білий ферзь · f1 біла тура · g1 білий король | a8 чорна тура · d8 чорний ферзь · e8 чорний король · f8 чорний слон · h8 чорна тура · b7 чорний слон · f7 чорний пішак · g7 чорний пішак · h7 чорний пішак · a6 чорний пішак · e6 чорний пішак · f6 чорний кінь · a5 чорний кінь · c5 чорний пішак · a4 білий пішак · b4 чорний пішак · d4 білий пішак · e4 білий кінь · d3 білий слон · e3 білий пішак · f3 білий кінь · h3 білий пішак · b2 білий пішак · f2 білий пішак · g2 білий пішак · a1 біла тура · c1 білий слон · d1 білий ферзь · f1 біла тура · g1 білий король | a8 чорна тура · d8 чорний ферзь · e8 чорний король · f8 чорний слон · h8 чорна тура · b7 чорний слон · f7 чорний пішак · g7 чорний пішак · h7 чорний пішак · a6 чорний пішак · e6 чорний пішак · f6 чорний кінь · a5 чорний кінь · c5 чорний пішак · a4 білий пішак · b4 чорний пішак · d4 білий пішак · e4 білий кінь · d3 білий слон · e3 білий пішак · f3 білий кінь · h3 білий пішак · b2 білий пішак · f2 білий пішак · g2 білий пішак · a1 біла тура · c1 білий слон · d1 білий ферзь · f1 біла тура · g1 білий король | a8 чорна тура · d8 чорний ферзь · e8 чорний король · f8 чорний слон · h8 чорна тура · b7 чорний слон · f7 чорний пішак · g7 чорний пішак · h7 чорний пішак · a6 чорний пішак · e6 чорний пішак · f6 чорний кінь · a5 чорний кінь · c5 чорний пішак · a4 білий пішак · b4 чорний пішак · d4 білий пішак · e4 білий кінь · d3 білий слон · e3 білий пішак · f3 білий кінь · h3 білий пішак · b2 білий пішак · f2 білий пішак · g2 білий пішак · a1 біла тура · c1 білий слон · d1 білий ферзь · f1 біла тура · g1 білий король | a8 чорна тура · d8 чорний ферзь · e8 чорний король · f8 чорний слон · h8 чорна тура · b7 чорний слон · f7 чорний пішак · g7 чорний пішак · h7 чорний пішак · a6 чорний пішак · e6 чорний пішак · f6 чорний кінь · a5 чорний кінь · c5 чорний пішак · a4 білий пішак · b4 чорний пішак · d4 білий пішак · e4 білий кінь · d3 білий слон · e3 білий пішак · f3 білий кінь · h3 білий пішак · b2 білий пішак · f2 білий пішак · g2 білий пішак · a1 біла тура · c1 білий слон · d1 білий ферзь · f1 біла тура · g1 білий король | a8 чорна тура · d8 чорний ферзь · e8 чорний король · f8 чорний слон · h8 чорна тура · b7 чорний слон · f7 чорний пішак · g7 чорний пішак · h7 чорний пішак · a6 чорний пішак · e6 чорний пішак · f6 чорний кінь · a5 чорний кінь · c5 чорний пішак · a4 білий пішак · b4 чорний пішак · d4 білий пішак · e4 білий кінь · d3 білий слон · e3 білий пішак · f3 білий кінь · h3 білий пішак · b2 білий пішак · f2 білий пішак · g2 білий пішак · a1 біла тура · c1 білий слон · d1 білий ферзь · f1 біла тура · g1 білий король | a8 чорна тура · d8 чорний ферзь · e8 чорний король · f8 чорний слон · h8 чорна тура · b7 чорний слон · f7 чорний пішак · g7 чорний пішак · h7 чорний пішак · a6 чорний пішак · e6 чорний пішак · f6 чорний кінь · a5 чорний кінь · c5 чорний пішак · a4 білий пішак · b4 чорний пішак · d4 білий пішак · e4 білий кінь · d3 білий слон · e3 білий пішак · f3 білий кінь · h3 білий пішак · b2 білий пішак · f2 білий пішак · g2 білий пішак · a1 біла тура · c1 білий слон · d1 білий ферзь · f1 біла тура · g1 білий король | 4 |
| 3 | a8 чорна тура · d8 чорний ферзь · e8 чорний король · f8 чорний слон · h8 чорна тура · b7 чорний слон · f7 чорний пішак · g7 чорний пішак · h7 чорний пішак · a6 чорний пішак · e6 чорний пішак · f6 чорний кінь · a5 чорний кінь · c5 чорний пішак · a4 білий пішак · b4 чорний пішак · d4 білий пішак · e4 білий кінь · d3 білий слон · e3 білий пішак · f3 білий кінь · h3 білий пішак · b2 білий пішак · f2 білий пішак · g2 білий пішак · a1 біла тура · c1 білий слон · d1 білий ферзь · f1 біла тура · g1 білий король | a8 чорна тура · d8 чорний ферзь · e8 чорний король · f8 чорний слон · h8 чорна тура · b7 чорний слон · f7 чорний пішак · g7 чорний пішак · h7 чорний пішак · a6 чорний пішак · e6 чорний пішак · f6 чорний кінь · a5 чорний кінь · c5 чорний пішак · a4 білий пішак · b4 чорний пішак · d4 білий пішак · e4 білий кінь · d3 білий слон · e3 білий пішак · f3 білий кінь · h3 білий пішак · b2 білий пішак · f2 білий пішак · g2 білий пішак · a1 біла тура · c1 білий слон · d1 білий ферзь · f1 біла тура · g1 білий король | a8 чорна тура · d8 чорний ферзь · e8 чорний король · f8 чорний слон · h8 чорна тура · b7 чорний слон · f7 чорний пішак · g7 чорний пішак · h7 чорний пішак · a6 чорний пішак · e6 чорний пішак · f6 чорний кінь · a5 чорний кінь · c5 чорний пішак · a4 білий пішак · b4 чорний пішак · d4 білий пішак · e4 білий кінь · d3 білий слон · e3 білий пішак · f3 білий кінь · h3 білий пішак · b2 білий пішак · f2 білий пішак · g2 білий пішак · a1 біла тура · c1 білий слон · d1 білий ферзь · f1 біла тура · g1 білий король | a8 чорна тура · d8 чорний ферзь · e8 чорний король · f8 чорний слон · h8 чорна тура · b7 чорний слон · f7 чорний пішак · g7 чорний пішак · h7 чорний пішак · a6 чорний пішак · e6 чорний пішак · f6 чорний кінь · a5 чорний кінь · c5 чорний пішак · a4 білий пішак · b4 чорний пішак · d4 білий пішак · e4 білий кінь · d3 білий слон · e3 білий пішак · f3 білий кінь · h3 білий пішак · b2 білий пішак · f2 білий пішак · g2 білий пішак · a1 біла тура · c1 білий слон · d1 білий ферзь · f1 біла тура · g1 білий король | a8 чорна тура · d8 чорний ферзь · e8 чорний король · f8 чорний слон · h8 чорна тура · b7 чорний слон · f7 чорний пішак · g7 чорний пішак · h7 чорний пішак · a6 чорний пішак · e6 чорний пішак · f6 чорний кінь · a5 чорний кінь · c5 чорний пішак · a4 білий пішак · b4 чорний пішак · d4 білий пішак · e4 білий кінь · d3 білий слон · e3 білий пішак · f3 білий кінь · h3 білий пішак · b2 білий пішак · f2 білий пішак · g2 білий пішак · a1 біла тура · c1 білий слон · d1 білий ферзь · f1 біла тура · g1 білий король | a8 чорна тура · d8 чорний ферзь · e8 чорний король · f8 чорний слон · h8 чорна тура · b7 чорний слон · f7 чорний пішак · g7 чорний пішак · h7 чорний пішак · a6 чорний пішак · e6 чорний пішак · f6 чорний кінь · a5 чорний кінь · c5 чорний пішак · a4 білий пішак · b4 чорний пішак · d4 білий пішак · e4 білий кінь · d3 білий слон · e3 білий пішак · f3 білий кінь · h3 білий пішак · b2 білий пішак · f2 білий пішак · g2 білий пішак · a1 біла тура · c1 білий слон · d1 білий ферзь · f1 біла тура · g1 білий король | a8 чорна тура · d8 чорний ферзь · e8 чорний король · f8 чорний слон · h8 чорна тура · b7 чорний слон · f7 чорний пішак · g7 чорний пішак · h7 чорний пішак · a6 чорний пішак · e6 чорний пішак · f6 чорний кінь · a5 чорний кінь · c5 чорний пішак · a4 білий пішак · b4 чорний пішак · d4 білий пішак · e4 білий кінь · d3 білий слон · e3 білий пішак · f3 білий кінь · h3 білий пішак · b2 білий пішак · f2 білий пішак · g2 білий пішак · a1 біла тура · c1 білий слон · d1 білий ферзь · f1 біла тура · g1 білий король | a8 чорна тура · d8 чорний ферзь · e8 чорний король · f8 чорний слон · h8 чорна тура · b7 чорний слон · f7 чорний пішак · g7 чорний пішак · h7 чорний пішак · a6 чорний пішак · e6 чорний пішак · f6 чорний кінь · a5 чорний кінь · c5 чорний пішак · a4 білий пішак · b4 чорний пішак · d4 білий пішак · e4 білий кінь · d3 білий слон · e3 білий пішак · f3 білий кінь · h3 білий пішак · b2 білий пішак · f2 білий пішак · g2 білий пішак · a1 біла тура · c1 білий слон · d1 білий ферзь · f1 біла тура · g1 білий король | 3 |
| 2 | a8 чорна тура · d8 чорний ферзь · e8 чорний король · f8 чорний слон · h8 чорна тура · b7 чорний слон · f7 чорний пішак · g7 чорний пішак · h7 чорний пішак · a6 чорний пішак · e6 чорний пішак · f6 чорний кінь · a5 чорний кінь · c5 чорний пішак · a4 білий пішак · b4 чорний пішак · d4 білий пішак · e4 білий кінь · d3 білий слон · e3 білий пішак · f3 білий кінь · h3 білий пішак · b2 білий пішак · f2 білий пішак · g2 білий пішак · a1 біла тура · c1 білий слон · d1 білий ферзь · f1 біла тура · g1 білий король | a8 чорна тура · d8 чорний ферзь · e8 чорний король · f8 чорний слон · h8 чорна тура · b7 чорний слон · f7 чорний пішак · g7 чорний пішак · h7 чорний пішак · a6 чорний пішак · e6 чорний пішак · f6 чорний кінь · a5 чорний кінь · c5 чорний пішак · a4 білий пішак · b4 чорний пішак · d4 білий пішак · e4 білий кінь · d3 білий слон · e3 білий пішак · f3 білий кінь · h3 білий пішак · b2 білий пішак · f2 білий пішак · g2 білий пішак · a1 біла тура · c1 білий слон · d1 білий ферзь · f1 біла тура · g1 білий король | a8 чорна тура · d8 чорний ферзь · e8 чорний король · f8 чорний слон · h8 чорна тура · b7 чорний слон · f7 чорний пішак · g7 чорний пішак · h7 чорний пішак · a6 чорний пішак · e6 чорний пішак · f6 чорний кінь · a5 чорний кінь · c5 чорний пішак · a4 білий пішак · b4 чорний пішак · d4 білий пішак · e4 білий кінь · d3 білий слон · e3 білий пішак · f3 білий кінь · h3 білий пішак · b2 білий пішак · f2 білий пішак · g2 білий пішак · a1 біла тура · c1 білий слон · d1 білий ферзь · f1 біла тура · g1 білий король | a8 чорна тура · d8 чорний ферзь · e8 чорний король · f8 чорний слон · h8 чорна тура · b7 чорний слон · f7 чорний пішак · g7 чорний пішак · h7 чорний пішак · a6 чорний пішак · e6 чорний пішак · f6 чорний кінь · a5 чорний кінь · c5 чорний пішак · a4 білий пішак · b4 чорний пішак · d4 білий пішак · e4 білий кінь · d3 білий слон · e3 білий пішак · f3 білий кінь · h3 білий пішак · b2 білий пішак · f2 білий пішак · g2 білий пішак · a1 біла тура · c1 білий слон · d1 білий ферзь · f1 біла тура · g1 білий король | a8 чорна тура · d8 чорний ферзь · e8 чорний король · f8 чорний слон · h8 чорна тура · b7 чорний слон · f7 чорний пішак · g7 чорний пішак · h7 чорний пішак · a6 чорний пішак · e6 чорний пішак · f6 чорний кінь · a5 чорний кінь · c5 чорний пішак · a4 білий пішак · b4 чорний пішак · d4 білий пішак · e4 білий кінь · d3 білий слон · e3 білий пішак · f3 білий кінь · h3 білий пішак · b2 білий пішак · f2 білий пішак · g2 білий пішак · a1 біла тура · c1 білий слон · d1 білий ферзь · f1 біла тура · g1 білий король | a8 чорна тура · d8 чорний ферзь · e8 чорний король · f8 чорний слон · h8 чорна тура · b7 чорний слон · f7 чорний пішак · g7 чорний пішак · h7 чорний пішак · a6 чорний пішак · e6 чорний пішак · f6 чорний кінь · a5 чорний кінь · c5 чорний пішак · a4 білий пішак · b4 чорний пішак · d4 білий пішак · e4 білий кінь · d3 білий слон · e3 білий пішак · f3 білий кінь · h3 білий пішак · b2 білий пішак · f2 білий пішак · g2 білий пішак · a1 біла тура · c1 білий слон · d1 білий ферзь · f1 біла тура · g1 білий король | a8 чорна тура · d8 чорний ферзь · e8 чорний король · f8 чорний слон · h8 чорна тура · b7 чорний слон · f7 чорний пішак · g7 чорний пішак · h7 чорний пішак · a6 чорний пішак · e6 чорний пішак · f6 чорний кінь · a5 чорний кінь · c5 чорний пішак · a4 білий пішак · b4 чорний пішак · d4 білий пішак · e4 білий кінь · d3 білий слон · e3 білий пішак · f3 білий кінь · h3 білий пішак · b2 білий пішак · f2 білий пішак · g2 білий пішак · a1 біла тура · c1 білий слон · d1 білий ферзь · f1 біла тура · g1 білий король | a8 чорна тура · d8 чорний ферзь · e8 чорний король · f8 чорний слон · h8 чорна тура · b7 чорний слон · f7 чорний пішак · g7 чорний пішак · h7 чорний пішак · a6 чорний пішак · e6 чорний пішак · f6 чорний кінь · a5 чорний кінь · c5 чорний пішак · a4 білий пішак · b4 чорний пішак · d4 білий пішак · e4 білий кінь · d3 білий слон · e3 білий пішак · f3 білий кінь · h3 білий пішак · b2 білий пішак · f2 білий пішак · g2 білий пішак · a1 біла тура · c1 білий слон · d1 білий ферзь · f1 біла тура · g1 білий король | 2 |
| 1 | a8 чорна тура · d8 чорний ферзь · e8 чорний король · f8 чорний слон · h8 чорна тура · b7 чорний слон · f7 чорний пішак · g7 чорний пішак · h7 чорний пішак · a6 чорний пішак · e6 чорний пішак · f6 чорний кінь · a5 чорний кінь · c5 чорний пішак · a4 білий пішак · b4 чорний пішак · d4 білий пішак · e4 білий кінь · d3 білий слон · e3 білий пішак · f3 білий кінь · h3 білий пішак · b2 білий пішак · f2 білий пішак · g2 білий пішак · a1 біла тура · c1 білий слон · d1 білий ферзь · f1 біла тура · g1 білий король | a8 чорна тура · d8 чорний ферзь · e8 чорний король · f8 чорний слон · h8 чорна тура · b7 чорний слон · f7 чорний пішак · g7 чорний пішак · h7 чорний пішак · a6 чорний пішак · e6 чорний пішак · f6 чорний кінь · a5 чорний кінь · c5 чорний пішак · a4 білий пішак · b4 чорний пішак · d4 білий пішак · e4 білий кінь · d3 білий слон · e3 білий пішак · f3 білий кінь · h3 білий пішак · b2 білий пішак · f2 білий пішак · g2 білий пішак · a1 біла тура · c1 білий слон · d1 білий ферзь · f1 біла тура · g1 білий король | a8 чорна тура · d8 чорний ферзь · e8 чорний король · f8 чорний слон · h8 чорна тура · b7 чорний слон · f7 чорний пішак · g7 чорний пішак · h7 чорний пішак · a6 чорний пішак · e6 чорний пішак · f6 чорний кінь · a5 чорний кінь · c5 чорний пішак · a4 білий пішак · b4 чорний пішак · d4 білий пішак · e4 білий кінь · d3 білий слон · e3 білий пішак · f3 білий кінь · h3 білий пішак · b2 білий пішак · f2 білий пішак · g2 білий пішак · a1 біла тура · c1 білий слон · d1 білий ферзь · f1 біла тура · g1 білий король | a8 чорна тура · d8 чорний ферзь · e8 чорний король · f8 чорний слон · h8 чорна тура · b7 чорний слон · f7 чорний пішак · g7 чорний пішак · h7 чорний пішак · a6 чорний пішак · e6 чорний пішак · f6 чорний кінь · a5 чорний кінь · c5 чорний пішак · a4 білий пішак · b4 чорний пішак · d4 білий пішак · e4 білий кінь · d3 білий слон · e3 білий пішак · f3 білий кінь · h3 білий пішак · b2 білий пішак · f2 білий пішак · g2 білий пішак · a1 біла тура · c1 білий слон · d1 білий ферзь · f1 біла тура · g1 білий король | a8 чорна тура · d8 чорний ферзь · e8 чорний король · f8 чорний слон · h8 чорна тура · b7 чорний слон · f7 чорний пішак · g7 чорний пішак · h7 чорний пішак · a6 чорний пішак · e6 чорний пішак · f6 чорний кінь · a5 чорний кінь · c5 чорний пішак · a4 білий пішак · b4 чорний пішак · d4 білий пішак · e4 білий кінь · d3 білий слон · e3 білий пішак · f3 білий кінь · h3 білий пішак · b2 білий пішак · f2 білий пішак · g2 білий пішак · a1 біла тура · c1 білий слон · d1 білий ферзь · f1 біла тура · g1 білий король | a8 чорна тура · d8 чорний ферзь · e8 чорний король · f8 чорний слон · h8 чорна тура · b7 чорний слон · f7 чорний пішак · g7 чорний пішак · h7 чорний пішак · a6 чорний пішак · e6 чорний пішак · f6 чорний кінь · a5 чорний кінь · c5 чорний пішак · a4 білий пішак · b4 чорний пішак · d4 білий пішак · e4 білий кінь · d3 білий слон · e3 білий пішак · f3 білий кінь · h3 білий пішак · b2 білий пішак · f2 білий пішак · g2 білий пішак · a1 біла тура · c1 білий слон · d1 білий ферзь · f1 біла тура · g1 білий король | a8 чорна тура · d8 чорний ферзь · e8 чорний король · f8 чорний слон · h8 чорна тура · b7 чорний слон · f7 чорний пішак · g7 чорний пішак · h7 чорний пішак · a6 чорний пішак · e6 чорний пішак · f6 чорний кінь · a5 чорний кінь · c5 чорний пішак · a4 білий пішак · b4 чорний пішак · d4 білий пішак · e4 білий кінь · d3 білий слон · e3 білий пішак · f3 білий кінь · h3 білий пішак · b2 білий пішак · f2 білий пішак · g2 білий пішак · a1 біла тура · c1 білий слон · d1 білий ферзь · f1 біла тура · g1 білий король | a8 чорна тура · d8 чорний ферзь · e8 чорний король · f8 чорний слон · h8 чорна тура · b7 чорний слон · f7 чорний пішак · g7 чорний пішак · h7 чорний пішак · a6 чорний пішак · e6 чорний пішак · f6 чорний кінь · a5 чорний кінь · c5 чорний пішак · a4 білий пішак · b4 чорний пішак · d4 білий пішак · e4 білий кінь · d3 білий слон · e3 білий пішак · f3 білий кінь · h3 білий пішак · b2 білий пішак · f2 білий пішак · g2 білий пішак · a1 біла тура · c1 білий слон · d1 білий ферзь · f1 біла тура · g1 білий король | 1 |
|   | a | b | c | d | e | f | g | h |   |

Друга партія матчу, перемога за 29 ходів для Непомнящого, була зіграна 10 квітня. Після 1.d4 Nf6 2.c4 e6 3.Nf3 d5 Дін зіграв 4.h3, хід, якого ніколи раніше не бачили на Master рівень. Непомнящий сказав на прес-конференції, що спочатку написав 4.g3 (стандартний хід, який привів би до каталонця) у своєму протоколі, перш ніж зрозумів, що було зіграно 4.h3. Олександр Шабалов заявив, що «[4.h3] точно походить від Річарда Раппорта, секунданта Діна», що Дін підтвердив. Непомнящий вирішив зіграти 4...dxc4 і розглядати гру як прийнятий ферзевий гамбіт, оскільки h2–h3 білих не є особливо корисним у цій лінії. Зігравши більшість своїх ходів майже миттєво, Діну знадобилося більше 30 хвилин, щоб виконати хід 12.Nxf6+, згодом визначивши цей хід як критичний момент, сказавши, що він дивився лише на 12...Qxf6 і повністю пропустив відповідь Непомнячого 12.. .gxf6. Дін продовжує 13.e4?! критикували за послаблення позицій; коментатори рекомендували 13.dxc5 із приблизною рівністю. Згодом Непомнящий перехопив ініціативу: його хід 18...f5! отримав високу оцінку; це влаштувало ефектну пастку 19.exf5 Rxd4!! 20.Nxd4 (інші ходи уникають мату, але втрачають матеріал) 20...Rxg2+ 21.Kf1 Rxf2+! 22.Kxf2 Qh2+ 23.Ke3 Bh6#. Дін уникнув цього 19.Bc2, що, тим не менш, було поступкою — попередня гра Діна, здавалося, була спрямована на те, щоб поставити слона на f1. Після 20.Bg5 Непомнящий пожертвував обміном 20...Rxg5!, здобувши пішака d і домінуючу позицію після 21.Nxg5 Nxd4, а трохи згодом і пішака e. Уже після 20-го ходу у Діна залишалося менше 20 хвилин на його годиннику проти 60-ти у Непомнящого, і йому потрібно було б зіграти ще 20 ходів, щоб отримати бонус часу на 40-му ході. Протягом усіх ходів, що залишилися в грі, час Діна зменшувався, а його позиція погіршилася, аж поки після 29...e5, не залишивши туру на d4 без безпечних полів, Дін звільнився, залишившись на годиннику менше ніж за хвилину. Цей результат став першим вирішальним результатом для будь-якого гравця в матчі.
Прийнятий ферзевий гамбіт (ECO D27)
1. d4 Nf6 2. c4 e6 3. Nf3 d5 4. h3 dxc4 5. e3 c5 6. Bxc4 a6 7. 0-0 Nc6 8. Nc3 b5 9. Bd3 Bb7 10. a4 b4 11. Ne4 Na5 (diagram) 12. Nxf6+ gxf6 13. e4 c4 14. Bc2 Qc7 15. Bd2 Rg8 16. Rc1 0-0-0 17. Bd3 Kb8 18. Re1 f5 19. Bc2 Nc6 20. Bg5 Rxg5 21. Nxg5 Nxd4 22. Qh5 f6 23. Nf3 Nxc2 24. Rxc2 Bxe4 25. Rd2 Bd6 26. Kh1 c3 27. bxc3 bxc3 28. Rd4 c2 29. Qh6 e5 0-1

### Гра 3: Непомнящий–Дін, ½–½
|   | a | b | c | d | e | f | g | h |   |
| 8 | c8 чорна тура · d8 чорна тура · g8 чорний король · b7 чорний пішак · f7 чорний пішак · g7 чорний пішак · e6 чорний кінь · f6 чорний ферзь · h6 чорний пішак · a5 чорний пішак · b5 білий кінь · d5 чорний пішак · a4 білий кінь · c4 чорний кінь · a3 білий пішак · e3 білий пішак · f3 білий пішак · b2 білий пішак · f2 білий ферзь · g2 білий пішак · h2 білий пішак · d1 біла тура · e1 біла тура · g1 білий король | c8 чорна тура · d8 чорна тура · g8 чорний король · b7 чорний пішак · f7 чорний пішак · g7 чорний пішак · e6 чорний кінь · f6 чорний ферзь · h6 чорний пішак · a5 чорний пішак · b5 білий кінь · d5 чорний пішак · a4 білий кінь · c4 чорний кінь · a3 білий пішак · e3 білий пішак · f3 білий пішак · b2 білий пішак · f2 білий ферзь · g2 білий пішак · h2 білий пішак · d1 біла тура · e1 біла тура · g1 білий король | c8 чорна тура · d8 чорна тура · g8 чорний король · b7 чорний пішак · f7 чорний пішак · g7 чорний пішак · e6 чорний кінь · f6 чорний ферзь · h6 чорний пішак · a5 чорний пішак · b5 білий кінь · d5 чорний пішак · a4 білий кінь · c4 чорний кінь · a3 білий пішак · e3 білий пішак · f3 білий пішак · b2 білий пішак · f2 білий ферзь · g2 білий пішак · h2 білий пішак · d1 біла тура · e1 біла тура · g1 білий король | c8 чорна тура · d8 чорна тура · g8 чорний король · b7 чорний пішак · f7 чорний пішак · g7 чорний пішак · e6 чорний кінь · f6 чорний ферзь · h6 чорний пішак · a5 чорний пішак · b5 білий кінь · d5 чорний пішак · a4 білий кінь · c4 чорний кінь · a3 білий пішак · e3 білий пішак · f3 білий пішак · b2 білий пішак · f2 білий ферзь · g2 білий пішак · h2 білий пішак · d1 біла тура · e1 біла тура · g1 білий король | c8 чорна тура · d8 чорна тура · g8 чорний король · b7 чорний пішак · f7 чорний пішак · g7 чорний пішак · e6 чорний кінь · f6 чорний ферзь · h6 чорний пішак · a5 чорний пішак · b5 білий кінь · d5 чорний пішак · a4 білий кінь · c4 чорний кінь · a3 білий пішак · e3 білий пішак · f3 білий пішак · b2 білий пішак · f2 білий ферзь · g2 білий пішак · h2 білий пішак · d1 біла тура · e1 біла тура · g1 білий король | c8 чорна тура · d8 чорна тура · g8 чорний король · b7 чорний пішак · f7 чорний пішак · g7 чорний пішак · e6 чорний кінь · f6 чорний ферзь · h6 чорний пішак · a5 чорний пішак · b5 білий кінь · d5 чорний пішак · a4 білий кінь · c4 чорний кінь · a3 білий пішак · e3 білий пішак · f3 білий пішак · b2 білий пішак · f2 білий ферзь · g2 білий пішак · h2 білий пішак · d1 біла тура · e1 біла тура · g1 білий король | c8 чорна тура · d8 чорна тура · g8 чорний король · b7 чорний пішак · f7 чорний пішак · g7 чорний пішак · e6 чорний кінь · f6 чорний ферзь · h6 чорний пішак · a5 чорний пішак · b5 білий кінь · d5 чорний пішак · a4 білий кінь · c4 чорний кінь · a3 білий пішак · e3 білий пішак · f3 білий пішак · b2 білий пішак · f2 білий ферзь · g2 білий пішак · h2 білий пішак · d1 біла тура · e1 біла тура · g1 білий король | c8 чорна тура · d8 чорна тура · g8 чорний король · b7 чорний пішак · f7 чорний пішак · g7 чорний пішак · e6 чорний кінь · f6 чорний ферзь · h6 чорний пішак · a5 чорний пішак · b5 білий кінь · d5 чорний пішак · a4 білий кінь · c4 чорний кінь · a3 білий пішак · e3 білий пішак · f3 білий пішак · b2 білий пішак · f2 білий ферзь · g2 білий пішак · h2 білий пішак · d1 біла тура · e1 біла тура · g1 білий король | 8 |
| 7 | c8 чорна тура · d8 чорна тура · g8 чорний король · b7 чорний пішак · f7 чорний пішак · g7 чорний пішак · e6 чорний кінь · f6 чорний ферзь · h6 чорний пішак · a5 чорний пішак · b5 білий кінь · d5 чорний пішак · a4 білий кінь · c4 чорний кінь · a3 білий пішак · e3 білий пішак · f3 білий пішак · b2 білий пішак · f2 білий ферзь · g2 білий пішак · h2 білий пішак · d1 біла тура · e1 біла тура · g1 білий король | c8 чорна тура · d8 чорна тура · g8 чорний король · b7 чорний пішак · f7 чорний пішак · g7 чорний пішак · e6 чорний кінь · f6 чорний ферзь · h6 чорний пішак · a5 чорний пішак · b5 білий кінь · d5 чорний пішак · a4 білий кінь · c4 чорний кінь · a3 білий пішак · e3 білий пішак · f3 білий пішак · b2 білий пішак · f2 білий ферзь · g2 білий пішак · h2 білий пішак · d1 біла тура · e1 біла тура · g1 білий король | c8 чорна тура · d8 чорна тура · g8 чорний король · b7 чорний пішак · f7 чорний пішак · g7 чорний пішак · e6 чорний кінь · f6 чорний ферзь · h6 чорний пішак · a5 чорний пішак · b5 білий кінь · d5 чорний пішак · a4 білий кінь · c4 чорний кінь · a3 білий пішак · e3 білий пішак · f3 білий пішак · b2 білий пішак · f2 білий ферзь · g2 білий пішак · h2 білий пішак · d1 біла тура · e1 біла тура · g1 білий король | c8 чорна тура · d8 чорна тура · g8 чорний король · b7 чорний пішак · f7 чорний пішак · g7 чорний пішак · e6 чорний кінь · f6 чорний ферзь · h6 чорний пішак · a5 чорний пішак · b5 білий кінь · d5 чорний пішак · a4 білий кінь · c4 чорний кінь · a3 білий пішак · e3 білий пішак · f3 білий пішак · b2 білий пішак · f2 білий ферзь · g2 білий пішак · h2 білий пішак · d1 біла тура · e1 біла тура · g1 білий король | c8 чорна тура · d8 чорна тура · g8 чорний король · b7 чорний пішак · f7 чорний пішак · g7 чорний пішак · e6 чорний кінь · f6 чорний ферзь · h6 чорний пішак · a5 чорний пішак · b5 білий кінь · d5 чорний пішак · a4 білий кінь · c4 чорний кінь · a3 білий пішак · e3 білий пішак · f3 білий пішак · b2 білий пішак · f2 білий ферзь · g2 білий пішак · h2 білий пішак · d1 біла тура · e1 біла тура · g1 білий король | c8 чорна тура · d8 чорна тура · g8 чорний король · b7 чорний пішак · f7 чорний пішак · g7 чорний пішак · e6 чорний кінь · f6 чорний ферзь · h6 чорний пішак · a5 чорний пішак · b5 білий кінь · d5 чорний пішак · a4 білий кінь · c4 чорний кінь · a3 білий пішак · e3 білий пішак · f3 білий пішак · b2 білий пішак · f2 білий ферзь · g2 білий пішак · h2 білий пішак · d1 біла тура · e1 біла тура · g1 білий король | c8 чорна тура · d8 чорна тура · g8 чорний король · b7 чорний пішак · f7 чорний пішак · g7 чорний пішак · e6 чорний кінь · f6 чорний ферзь · h6 чорний пішак · a5 чорний пішак · b5 білий кінь · d5 чорний пішак · a4 білий кінь · c4 чорний кінь · a3 білий пішак · e3 білий пішак · f3 білий пішак · b2 білий пішак · f2 білий ферзь · g2 білий пішак · h2 білий пішак · d1 біла тура · e1 біла тура · g1 білий король | c8 чорна тура · d8 чорна тура · g8 чорний король · b7 чорний пішак · f7 чорний пішак · g7 чорний пішак · e6 чорний кінь · f6 чорний ферзь · h6 чорний пішак · a5 чорний пішак · b5 білий кінь · d5 чорний пішак · a4 білий кінь · c4 чорний кінь · a3 білий пішак · e3 білий пішак · f3 білий пішак · b2 білий пішак · f2 білий ферзь · g2 білий пішак · h2 білий пішак · d1 біла тура · e1 біла тура · g1 білий король | 7 |
| 6 | c8 чорна тура · d8 чорна тура · g8 чорний король · b7 чорний пішак · f7 чорний пішак · g7 чорний пішак · e6 чорний кінь · f6 чорний ферзь · h6 чорний пішак · a5 чорний пішак · b5 білий кінь · d5 чорний пішак · a4 білий кінь · c4 чорний кінь · a3 білий пішак · e3 білий пішак · f3 білий пішак · b2 білий пішак · f2 білий ферзь · g2 білий пішак · h2 білий пішак · d1 біла тура · e1 біла тура · g1 білий король | c8 чорна тура · d8 чорна тура · g8 чорний король · b7 чорний пішак · f7 чорний пішак · g7 чорний пішак · e6 чорний кінь · f6 чорний ферзь · h6 чорний пішак · a5 чорний пішак · b5 білий кінь · d5 чорний пішак · a4 білий кінь · c4 чорний кінь · a3 білий пішак · e3 білий пішак · f3 білий пішак · b2 білий пішак · f2 білий ферзь · g2 білий пішак · h2 білий пішак · d1 біла тура · e1 біла тура · g1 білий король | c8 чорна тура · d8 чорна тура · g8 чорний король · b7 чорний пішак · f7 чорний пішак · g7 чорний пішак · e6 чорний кінь · f6 чорний ферзь · h6 чорний пішак · a5 чорний пішак · b5 білий кінь · d5 чорний пішак · a4 білий кінь · c4 чорний кінь · a3 білий пішак · e3 білий пішак · f3 білий пішак · b2 білий пішак · f2 білий ферзь · g2 білий пішак · h2 білий пішак · d1 біла тура · e1 біла тура · g1 білий король | c8 чорна тура · d8 чорна тура · g8 чорний король · b7 чорний пішак · f7 чорний пішак · g7 чорний пішак · e6 чорний кінь · f6 чорний ферзь · h6 чорний пішак · a5 чорний пішак · b5 білий кінь · d5 чорний пішак · a4 білий кінь · c4 чорний кінь · a3 білий пішак · e3 білий пішак · f3 білий пішак · b2 білий пішак · f2 білий ферзь · g2 білий пішак · h2 білий пішак · d1 біла тура · e1 біла тура · g1 білий король | c8 чорна тура · d8 чорна тура · g8 чорний король · b7 чорний пішак · f7 чорний пішак · g7 чорний пішак · e6 чорний кінь · f6 чорний ферзь · h6 чорний пішак · a5 чорний пішак · b5 білий кінь · d5 чорний пішак · a4 білий кінь · c4 чорний кінь · a3 білий пішак · e3 білий пішак · f3 білий пішак · b2 білий пішак · f2 білий ферзь · g2 білий пішак · h2 білий пішак · d1 біла тура · e1 біла тура · g1 білий король | c8 чорна тура · d8 чорна тура · g8 чорний король · b7 чорний пішак · f7 чорний пішак · g7 чорний пішак · e6 чорний кінь · f6 чорний ферзь · h6 чорний пішак · a5 чорний пішак · b5 білий кінь · d5 чорний пішак · a4 білий кінь · c4 чорний кінь · a3 білий пішак · e3 білий пішак · f3 білий пішак · b2 білий пішак · f2 білий ферзь · g2 білий пішак · h2 білий пішак · d1 біла тура · e1 біла тура · g1 білий король | c8 чорна тура · d8 чорна тура · g8 чорний король · b7 чорний пішак · f7 чорний пішак · g7 чорний пішак · e6 чорний кінь · f6 чорний ферзь · h6 чорний пішак · a5 чорний пішак · b5 білий кінь · d5 чорний пішак · a4 білий кінь · c4 чорний кінь · a3 білий пішак · e3 білий пішак · f3 білий пішак · b2 білий пішак · f2 білий ферзь · g2 білий пішак · h2 білий пішак · d1 біла тура · e1 біла тура · g1 білий король | c8 чорна тура · d8 чорна тура · g8 чорний король · b7 чорний пішак · f7 чорний пішак · g7 чорний пішак · e6 чорний кінь · f6 чорний ферзь · h6 чорний пішак · a5 чорний пішак · b5 білий кінь · d5 чорний пішак · a4 білий кінь · c4 чорний кінь · a3 білий пішак · e3 білий пішак · f3 білий пішак · b2 білий пішак · f2 білий ферзь · g2 білий пішак · h2 білий пішак · d1 біла тура · e1 біла тура · g1 білий король | 6 |
| 5 | c8 чорна тура · d8 чорна тура · g8 чорний король · b7 чорний пішак · f7 чорний пішак · g7 чорний пішак · e6 чорний кінь · f6 чорний ферзь · h6 чорний пішак · a5 чорний пішак · b5 білий кінь · d5 чорний пішак · a4 білий кінь · c4 чорний кінь · a3 білий пішак · e3 білий пішак · f3 білий пішак · b2 білий пішак · f2 білий ферзь · g2 білий пішак · h2 білий пішак · d1 біла тура · e1 біла тура · g1 білий король | c8 чорна тура · d8 чорна тура · g8 чорний король · b7 чорний пішак · f7 чорний пішак · g7 чорний пішак · e6 чорний кінь · f6 чорний ферзь · h6 чорний пішак · a5 чорний пішак · b5 білий кінь · d5 чорний пішак · a4 білий кінь · c4 чорний кінь · a3 білий пішак · e3 білий пішак · f3 білий пішак · b2 білий пішак · f2 білий ферзь · g2 білий пішак · h2 білий пішак · d1 біла тура · e1 біла тура · g1 білий король | c8 чорна тура · d8 чорна тура · g8 чорний король · b7 чорний пішак · f7 чорний пішак · g7 чорний пішак · e6 чорний кінь · f6 чорний ферзь · h6 чорний пішак · a5 чорний пішак · b5 білий кінь · d5 чорний пішак · a4 білий кінь · c4 чорний кінь · a3 білий пішак · e3 білий пішак · f3 білий пішак · b2 білий пішак · f2 білий ферзь · g2 білий пішак · h2 білий пішак · d1 біла тура · e1 біла тура · g1 білий король | c8 чорна тура · d8 чорна тура · g8 чорний король · b7 чорний пішак · f7 чорний пішак · g7 чорний пішак · e6 чорний кінь · f6 чорний ферзь · h6 чорний пішак · a5 чорний пішак · b5 білий кінь · d5 чорний пішак · a4 білий кінь · c4 чорний кінь · a3 білий пішак · e3 білий пішак · f3 білий пішак · b2 білий пішак · f2 білий ферзь · g2 білий пішак · h2 білий пішак · d1 біла тура · e1 біла тура · g1 білий король | c8 чорна тура · d8 чорна тура · g8 чорний король · b7 чорний пішак · f7 чорний пішак · g7 чорний пішак · e6 чорний кінь · f6 чорний ферзь · h6 чорний пішак · a5 чорний пішак · b5 білий кінь · d5 чорний пішак · a4 білий кінь · c4 чорний кінь · a3 білий пішак · e3 білий пішак · f3 білий пішак · b2 білий пішак · f2 білий ферзь · g2 білий пішак · h2 білий пішак · d1 біла тура · e1 біла тура · g1 білий король | c8 чорна тура · d8 чорна тура · g8 чорний король · b7 чорний пішак · f7 чорний пішак · g7 чорний пішак · e6 чорний кінь · f6 чорний ферзь · h6 чорний пішак · a5 чорний пішак · b5 білий кінь · d5 чорний пішак · a4 білий кінь · c4 чорний кінь · a3 білий пішак · e3 білий пішак · f3 білий пішак · b2 білий пішак · f2 білий ферзь · g2 білий пішак · h2 білий пішак · d1 біла тура · e1 біла тура · g1 білий король | c8 чорна тура · d8 чорна тура · g8 чорний король · b7 чорний пішак · f7 чорний пішак · g7 чорний пішак · e6 чорний кінь · f6 чорний ферзь · h6 чорний пішак · a5 чорний пішак · b5 білий кінь · d5 чорний пішак · a4 білий кінь · c4 чорний кінь · a3 білий пішак · e3 білий пішак · f3 білий пішак · b2 білий пішак · f2 білий ферзь · g2 білий пішак · h2 білий пішак · d1 біла тура · e1 біла тура · g1 білий король | c8 чорна тура · d8 чорна тура · g8 чорний король · b7 чорний пішак · f7 чорний пішак · g7 чорний пішак · e6 чорний кінь · f6 чорний ферзь · h6 чорний пішак · a5 чорний пішак · b5 білий кінь · d5 чорний пішак · a4 білий кінь · c4 чорний кінь · a3 білий пішак · e3 білий пішак · f3 білий пішак · b2 білий пішак · f2 білий ферзь · g2 білий пішак · h2 білий пішак · d1 біла тура · e1 біла тура · g1 білий король | 5 |
| 4 | c8 чорна тура · d8 чорна тура · g8 чорний король · b7 чорний пішак · f7 чорний пішак · g7 чорний пішак · e6 чорний кінь · f6 чорний ферзь · h6 чорний пішак · a5 чорний пішак · b5 білий кінь · d5 чорний пішак · a4 білий кінь · c4 чорний кінь · a3 білий пішак · e3 білий пішак · f3 білий пішак · b2 білий пішак · f2 білий ферзь · g2 білий пішак · h2 білий пішак · d1 біла тура · e1 біла тура · g1 білий король | c8 чорна тура · d8 чорна тура · g8 чорний король · b7 чорний пішак · f7 чорний пішак · g7 чорний пішак · e6 чорний кінь · f6 чорний ферзь · h6 чорний пішак · a5 чорний пішак · b5 білий кінь · d5 чорний пішак · a4 білий кінь · c4 чорний кінь · a3 білий пішак · e3 білий пішак · f3 білий пішак · b2 білий пішак · f2 білий ферзь · g2 білий пішак · h2 білий пішак · d1 біла тура · e1 біла тура · g1 білий король | c8 чорна тура · d8 чорна тура · g8 чорний король · b7 чорний пішак · f7 чорний пішак · g7 чорний пішак · e6 чорний кінь · f6 чорний ферзь · h6 чорний пішак · a5 чорний пішак · b5 білий кінь · d5 чорний пішак · a4 білий кінь · c4 чорний кінь · a3 білий пішак · e3 білий пішак · f3 білий пішак · b2 білий пішак · f2 білий ферзь · g2 білий пішак · h2 білий пішак · d1 біла тура · e1 біла тура · g1 білий король | c8 чорна тура · d8 чорна тура · g8 чорний король · b7 чорний пішак · f7 чорний пішак · g7 чорний пішак · e6 чорний кінь · f6 чорний ферзь · h6 чорний пішак · a5 чорний пішак · b5 білий кінь · d5 чорний пішак · a4 білий кінь · c4 чорний кінь · a3 білий пішак · e3 білий пішак · f3 білий пішак · b2 білий пішак · f2 білий ферзь · g2 білий пішак · h2 білий пішак · d1 біла тура · e1 біла тура · g1 білий король | c8 чорна тура · d8 чорна тура · g8 чорний король · b7 чорний пішак · f7 чорний пішак · g7 чорний пішак · e6 чорний кінь · f6 чорний ферзь · h6 чорний пішак · a5 чорний пішак · b5 білий кінь · d5 чорний пішак · a4 білий кінь · c4 чорний кінь · a3 білий пішак · e3 білий пішак · f3 білий пішак · b2 білий пішак · f2 білий ферзь · g2 білий пішак · h2 білий пішак · d1 біла тура · e1 біла тура · g1 білий король | c8 чорна тура · d8 чорна тура · g8 чорний король · b7 чорний пішак · f7 чорний пішак · g7 чорний пішак · e6 чорний кінь · f6 чорний ферзь · h6 чорний пішак · a5 чорний пішак · b5 білий кінь · d5 чорний пішак · a4 білий кінь · c4 чорний кінь · a3 білий пішак · e3 білий пішак · f3 білий пішак · b2 білий пішак · f2 білий ферзь · g2 білий пішак · h2 білий пішак · d1 біла тура · e1 біла тура · g1 білий король | c8 чорна тура · d8 чорна тура · g8 чорний король · b7 чорний пішак · f7 чорний пішак · g7 чорний пішак · e6 чорний кінь · f6 чорний ферзь · h6 чорний пішак · a5 чорний пішак · b5 білий кінь · d5 чорний пішак · a4 білий кінь · c4 чорний кінь · a3 білий пішак · e3 білий пішак · f3 білий пішак · b2 білий пішак · f2 білий ферзь · g2 білий пішак · h2 білий пішак · d1 біла тура · e1 біла тура · g1 білий король | c8 чорна тура · d8 чорна тура · g8 чорний король · b7 чорний пішак · f7 чорний пішак · g7 чорний пішак · e6 чорний кінь · f6 чорний ферзь · h6 чорний пішак · a5 чорний пішак · b5 білий кінь · d5 чорний пішак · a4 білий кінь · c4 чорний кінь · a3 білий пішак · e3 білий пішак · f3 білий пішак · b2 білий пішак · f2 білий ферзь · g2 білий пішак · h2 білий пішак · d1 біла тура · e1 біла тура · g1 білий король | 4 |
| 3 | c8 чорна тура · d8 чорна тура · g8 чорний король · b7 чорний пішак · f7 чорний пішак · g7 чорний пішак · e6 чорний кінь · f6 чорний ферзь · h6 чорний пішак · a5 чорний пішак · b5 білий кінь · d5 чорний пішак · a4 білий кінь · c4 чорний кінь · a3 білий пішак · e3 білий пішак · f3 білий пішак · b2 білий пішак · f2 білий ферзь · g2 білий пішак · h2 білий пішак · d1 біла тура · e1 біла тура · g1 білий король | c8 чорна тура · d8 чорна тура · g8 чорний король · b7 чорний пішак · f7 чорний пішак · g7 чорний пішак · e6 чорний кінь · f6 чорний ферзь · h6 чорний пішак · a5 чорний пішак · b5 білий кінь · d5 чорний пішак · a4 білий кінь · c4 чорний кінь · a3 білий пішак · e3 білий пішак · f3 білий пішак · b2 білий пішак · f2 білий ферзь · g2 білий пішак · h2 білий пішак · d1 біла тура · e1 біла тура · g1 білий король | c8 чорна тура · d8 чорна тура · g8 чорний король · b7 чорний пішак · f7 чорний пішак · g7 чорний пішак · e6 чорний кінь · f6 чорний ферзь · h6 чорний пішак · a5 чорний пішак · b5 білий кінь · d5 чорний пішак · a4 білий кінь · c4 чорний кінь · a3 білий пішак · e3 білий пішак · f3 білий пішак · b2 білий пішак · f2 білий ферзь · g2 білий пішак · h2 білий пішак · d1 біла тура · e1 біла тура · g1 білий король | c8 чорна тура · d8 чорна тура · g8 чорний король · b7 чорний пішак · f7 чорний пішак · g7 чорний пішак · e6 чорний кінь · f6 чорний ферзь · h6 чорний пішак · a5 чорний пішак · b5 білий кінь · d5 чорний пішак · a4 білий кінь · c4 чорний кінь · a3 білий пішак · e3 білий пішак · f3 білий пішак · b2 білий пішак · f2 білий ферзь · g2 білий пішак · h2 білий пішак · d1 біла тура · e1 біла тура · g1 білий король | c8 чорна тура · d8 чорна тура · g8 чорний король · b7 чорний пішак · f7 чорний пішак · g7 чорний пішак · e6 чорний кінь · f6 чорний ферзь · h6 чорний пішак · a5 чорний пішак · b5 білий кінь · d5 чорний пішак · a4 білий кінь · c4 чорний кінь · a3 білий пішак · e3 білий пішак · f3 білий пішак · b2 білий пішак · f2 білий ферзь · g2 білий пішак · h2 білий пішак · d1 біла тура · e1 біла тура · g1 білий король | c8 чорна тура · d8 чорна тура · g8 чорний король · b7 чорний пішак · f7 чорний пішак · g7 чорний пішак · e6 чорний кінь · f6 чорний ферзь · h6 чорний пішак · a5 чорний пішак · b5 білий кінь · d5 чорний пішак · a4 білий кінь · c4 чорний кінь · a3 білий пішак · e3 білий пішак · f3 білий пішак · b2 білий пішак · f2 білий ферзь · g2 білий пішак · h2 білий пішак · d1 біла тура · e1 біла тура · g1 білий король | c8 чорна тура · d8 чорна тура · g8 чорний король · b7 чорний пішак · f7 чорний пішак · g7 чорний пішак · e6 чорний кінь · f6 чорний ферзь · h6 чорний пішак · a5 чорний пішак · b5 білий кінь · d5 чорний пішак · a4 білий кінь · c4 чорний кінь · a3 білий пішак · e3 білий пішак · f3 білий пішак · b2 білий пішак · f2 білий ферзь · g2 білий пішак · h2 білий пішак · d1 біла тура · e1 біла тура · g1 білий король | c8 чорна тура · d8 чорна тура · g8 чорний король · b7 чорний пішак · f7 чорний пішак · g7 чорний пішак · e6 чорний кінь · f6 чорний ферзь · h6 чорний пішак · a5 чорний пішак · b5 білий кінь · d5 чорний пішак · a4 білий кінь · c4 чорний кінь · a3 білий пішак · e3 білий пішак · f3 білий пішак · b2 білий пішак · f2 білий ферзь · g2 білий пішак · h2 білий пішак · d1 біла тура · e1 біла тура · g1 білий король | 3 |
| 2 | c8 чорна тура · d8 чорна тура · g8 чорний король · b7 чорний пішак · f7 чорний пішак · g7 чорний пішак · e6 чорний кінь · f6 чорний ферзь · h6 чорний пішак · a5 чорний пішак · b5 білий кінь · d5 чорний пішак · a4 білий кінь · c4 чорний кінь · a3 білий пішак · e3 білий пішак · f3 білий пішак · b2 білий пішак · f2 білий ферзь · g2 білий пішак · h2 білий пішак · d1 біла тура · e1 біла тура · g1 білий король | c8 чорна тура · d8 чорна тура · g8 чорний король · b7 чорний пішак · f7 чорний пішак · g7 чорний пішак · e6 чорний кінь · f6 чорний ферзь · h6 чорний пішак · a5 чорний пішак · b5 білий кінь · d5 чорний пішак · a4 білий кінь · c4 чорний кінь · a3 білий пішак · e3 білий пішак · f3 білий пішак · b2 білий пішак · f2 білий ферзь · g2 білий пішак · h2 білий пішак · d1 біла тура · e1 біла тура · g1 білий король | c8 чорна тура · d8 чорна тура · g8 чорний король · b7 чорний пішак · f7 чорний пішак · g7 чорний пішак · e6 чорний кінь · f6 чорний ферзь · h6 чорний пішак · a5 чорний пішак · b5 білий кінь · d5 чорний пішак · a4 білий кінь · c4 чорний кінь · a3 білий пішак · e3 білий пішак · f3 білий пішак · b2 білий пішак · f2 білий ферзь · g2 білий пішак · h2 білий пішак · d1 біла тура · e1 біла тура · g1 білий король | c8 чорна тура · d8 чорна тура · g8 чорний король · b7 чорний пішак · f7 чорний пішак · g7 чорний пішак · e6 чорний кінь · f6 чорний ферзь · h6 чорний пішак · a5 чорний пішак · b5 білий кінь · d5 чорний пішак · a4 білий кінь · c4 чорний кінь · a3 білий пішак · e3 білий пішак · f3 білий пішак · b2 білий пішак · f2 білий ферзь · g2 білий пішак · h2 білий пішак · d1 біла тура · e1 біла тура · g1 білий король | c8 чорна тура · d8 чорна тура · g8 чорний король · b7 чорний пішак · f7 чорний пішак · g7 чорний пішак · e6 чорний кінь · f6 чорний ферзь · h6 чорний пішак · a5 чорний пішак · b5 білий кінь · d5 чорний пішак · a4 білий кінь · c4 чорний кінь · a3 білий пішак · e3 білий пішак · f3 білий пішак · b2 білий пішак · f2 білий ферзь · g2 білий пішак · h2 білий пішак · d1 біла тура · e1 біла тура · g1 білий король | c8 чорна тура · d8 чорна тура · g8 чорний король · b7 чорний пішак · f7 чорний пішак · g7 чорний пішак · e6 чорний кінь · f6 чорний ферзь · h6 чорний пішак · a5 чорний пішак · b5 білий кінь · d5 чорний пішак · a4 білий кінь · c4 чорний кінь · a3 білий пішак · e3 білий пішак · f3 білий пішак · b2 білий пішак · f2 білий ферзь · g2 білий пішак · h2 білий пішак · d1 біла тура · e1 біла тура · g1 білий король | c8 чорна тура · d8 чорна тура · g8 чорний король · b7 чорний пішак · f7 чорний пішак · g7 чорний пішак · e6 чорний кінь · f6 чорний ферзь · h6 чорний пішак · a5 чорний пішак · b5 білий кінь · d5 чорний пішак · a4 білий кінь · c4 чорний кінь · a3 білий пішак · e3 білий пішак · f3 білий пішак · b2 білий пішак · f2 білий ферзь · g2 білий пішак · h2 білий пішак · d1 біла тура · e1 біла тура · g1 білий король | c8 чорна тура · d8 чорна тура · g8 чорний король · b7 чорний пішак · f7 чорний пішак · g7 чорний пішак · e6 чорний кінь · f6 чорний ферзь · h6 чорний пішак · a5 чорний пішак · b5 білий кінь · d5 чорний пішак · a4 білий кінь · c4 чорний кінь · a3 білий пішак · e3 білий пішак · f3 білий пішак · b2 білий пішак · f2 білий ферзь · g2 білий пішак · h2 білий пішак · d1 біла тура · e1 біла тура · g1 білий король | 2 |
| 1 | c8 чорна тура · d8 чорна тура · g8 чорний король · b7 чорний пішак · f7 чорний пішак · g7 чорний пішак · e6 чорний кінь · f6 чорний ферзь · h6 чорний пішак · a5 чорний пішак · b5 білий кінь · d5 чорний пішак · a4 білий кінь · c4 чорний кінь · a3 білий пішак · e3 білий пішак · f3 білий пішак · b2 білий пішак · f2 білий ферзь · g2 білий пішак · h2 білий пішак · d1 біла тура · e1 біла тура · g1 білий король | c8 чорна тура · d8 чорна тура · g8 чорний король · b7 чорний пішак · f7 чорний пішак · g7 чорний пішак · e6 чорний кінь · f6 чорний ферзь · h6 чорний пішак · a5 чорний пішак · b5 білий кінь · d5 чорний пішак · a4 білий кінь · c4 чорний кінь · a3 білий пішак · e3 білий пішак · f3 білий пішак · b2 білий пішак · f2 білий ферзь · g2 білий пішак · h2 білий пішак · d1 біла тура · e1 біла тура · g1 білий король | c8 чорна тура · d8 чорна тура · g8 чорний король · b7 чорний пішак · f7 чорний пішак · g7 чорний пішак · e6 чорний кінь · f6 чорний ферзь · h6 чорний пішак · a5 чорний пішак · b5 білий кінь · d5 чорний пішак · a4 білий кінь · c4 чорний кінь · a3 білий пішак · e3 білий пішак · f3 білий пішак · b2 білий пішак · f2 білий ферзь · g2 білий пішак · h2 білий пішак · d1 біла тура · e1 біла тура · g1 білий король | c8 чорна тура · d8 чорна тура · g8 чорний король · b7 чорний пішак · f7 чорний пішак · g7 чорний пішак · e6 чорний кінь · f6 чорний ферзь · h6 чорний пішак · a5 чорний пішак · b5 білий кінь · d5 чорний пішак · a4 білий кінь · c4 чорний кінь · a3 білий пішак · e3 білий пішак · f3 білий пішак · b2 білий пішак · f2 білий ферзь · g2 білий пішак · h2 білий пішак · d1 біла тура · e1 біла тура · g1 білий король | c8 чорна тура · d8 чорна тура · g8 чорний король · b7 чорний пішак · f7 чорний пішак · g7 чорний пішак · e6 чорний кінь · f6 чорний ферзь · h6 чорний пішак · a5 чорний пішак · b5 білий кінь · d5 чорний пішак · a4 білий кінь · c4 чорний кінь · a3 білий пішак · e3 білий пішак · f3 білий пішак · b2 білий пішак · f2 білий ферзь · g2 білий пішак · h2 білий пішак · d1 біла тура · e1 біла тура · g1 білий король | c8 чорна тура · d8 чорна тура · g8 чорний король · b7 чорний пішак · f7 чорний пішак · g7 чорний пішак · e6 чорний кінь · f6 чорний ферзь · h6 чорний пішак · a5 чорний пішак · b5 білий кінь · d5 чорний пішак · a4 білий кінь · c4 чорний кінь · a3 білий пішак · e3 білий пішак · f3 білий пішак · b2 білий пішак · f2 білий ферзь · g2 білий пішак · h2 білий пішак · d1 біла тура · e1 біла тура · g1 білий король | c8 чорна тура · d8 чорна тура · g8 чорний король · b7 чорний пішак · f7 чорний пішак · g7 чорний пішак · e6 чорний кінь · f6 чорний ферзь · h6 чорний пішак · a5 чорний пішак · b5 білий кінь · d5 чорний пішак · a4 білий кінь · c4 чорний кінь · a3 білий пішак · e3 білий пішак · f3 білий пішак · b2 білий пішак · f2 білий ферзь · g2 білий пішак · h2 білий пішак · d1 біла тура · e1 біла тура · g1 білий король | c8 чорна тура · d8 чорна тура · g8 чорний король · b7 чорний пішак · f7 чорний пішак · g7 чорний пішак · e6 чорний кінь · f6 чорний ферзь · h6 чорний пішак · a5 чорний пішак · b5 білий кінь · d5 чорний пішак · a4 білий кінь · c4 чорний кінь · a3 білий пішак · e3 білий пішак · f3 білий пішак · b2 білий пішак · f2 білий ферзь · g2 білий пішак · h2 білий пішак · d1 біла тура · e1 біла тура · g1 білий король | 1 |
|   | a | b | c | d | e | f | g | h |   |

Третя партія матчу, нічия на 30 ходів, була зіграна 12 квітня. У ній значно покращився виступ Діна. Партія, відхилений ферзевий гамбіт, відбулася після партії, яку Дін раніше виграв чорними проти Аніша Гірі в швидкісній онлайн-грі в 2022 році до 19...Qxc5. Непомнящий не зміг просунутися, і незабаром партія закінчилася нічиєю потрійним повторенням після 30 ходів.
На прес-конференції після гри Дін заявив: «Я не був задоволений результатом. У якийсь момент я намагався зіграти на перемогу, але не міг знайти вихід. Тому я думаю, що нічия — це пристойний результат для нас обох». Непомнящий зробив коментарі з таким же змістом, зазначивши, що «Ферзевий гамбіт відхилено — це дуже надійне відкриття, тому ви не досягнете багато чого. Найпоширеніший випадок — коли обидві сторони грати розумно Важко порушити рівність.
Queen's Gambit Declined, Exchange Variation (ECO D35)
1. d4 Nf6 2. c4 e6 3. Nc3 d5 4. cxd5 exd5 5. Bg5 c6 6. e3 h6 7. Bh4 Be7 8. Bd3 0-0 9. Qc2 Re8 10. Nge2 Nbd7 11. 0-0 a5 12. a3 Nh5 13. Bxe7 Qxe7 14. Rae1 Nf8 15. Nc1 Nf6 16. f3 Ne6 17. N1e2 c5 18. Bb5 Rd8 19. dxc5 Qxc5 20. Qd2 Bd7 21. Bxd7 Nxd7 22. Nd4 Nb6 23. Rd1 Nc4 24. Qf2 Rac8 25. Na4 Qe7 26. Rfe1 Qf6 27. Nb5 Nc7 28. Nd4 Ne6 29. Nb5 Nc7 30. Nd4 Ne6 ½–½

### Гра 4: Дін–Непомнящий, 1–0
|   | a | b | c | d | e | f | g | h |   |
| 8 | e8 чорна тура · g8 чорний король · a7 чорний пішак · c7 чорний пішак · e7 чорна тура · g7 чорний пішак · h7 чорний пішак · b6 чорний пішак · e6 білий пішак · f6 чорний пішак · h6 чорний ферзь · c5 чорний пішак · d5 білий пішак · c4 білий пішак · d4 чорний кінь · e4 біла тура · f4 чорний пішак · f3 білий ферзь · h3 білий пішак · a2 білий пішак · d2 білий кінь · f2 білий пішак · g2 білий пішак · e1 біла тура · g1 білий король | e8 чорна тура · g8 чорний король · a7 чорний пішак · c7 чорний пішак · e7 чорна тура · g7 чорний пішак · h7 чорний пішак · b6 чорний пішак · e6 білий пішак · f6 чорний пішак · h6 чорний ферзь · c5 чорний пішак · d5 білий пішак · c4 білий пішак · d4 чорний кінь · e4 біла тура · f4 чорний пішак · f3 білий ферзь · h3 білий пішак · a2 білий пішак · d2 білий кінь · f2 білий пішак · g2 білий пішак · e1 біла тура · g1 білий король | e8 чорна тура · g8 чорний король · a7 чорний пішак · c7 чорний пішак · e7 чорна тура · g7 чорний пішак · h7 чорний пішак · b6 чорний пішак · e6 білий пішак · f6 чорний пішак · h6 чорний ферзь · c5 чорний пішак · d5 білий пішак · c4 білий пішак · d4 чорний кінь · e4 біла тура · f4 чорний пішак · f3 білий ферзь · h3 білий пішак · a2 білий пішак · d2 білий кінь · f2 білий пішак · g2 білий пішак · e1 біла тура · g1 білий король | e8 чорна тура · g8 чорний король · a7 чорний пішак · c7 чорний пішак · e7 чорна тура · g7 чорний пішак · h7 чорний пішак · b6 чорний пішак · e6 білий пішак · f6 чорний пішак · h6 чорний ферзь · c5 чорний пішак · d5 білий пішак · c4 білий пішак · d4 чорний кінь · e4 біла тура · f4 чорний пішак · f3 білий ферзь · h3 білий пішак · a2 білий пішак · d2 білий кінь · f2 білий пішак · g2 білий пішак · e1 біла тура · g1 білий король | e8 чорна тура · g8 чорний король · a7 чорний пішак · c7 чорний пішак · e7 чорна тура · g7 чорний пішак · h7 чорний пішак · b6 чорний пішак · e6 білий пішак · f6 чорний пішак · h6 чорний ферзь · c5 чорний пішак · d5 білий пішак · c4 білий пішак · d4 чорний кінь · e4 біла тура · f4 чорний пішак · f3 білий ферзь · h3 білий пішак · a2 білий пішак · d2 білий кінь · f2 білий пішак · g2 білий пішак · e1 біла тура · g1 білий король | e8 чорна тура · g8 чорний король · a7 чорний пішак · c7 чорний пішак · e7 чорна тура · g7 чорний пішак · h7 чорний пішак · b6 чорний пішак · e6 білий пішак · f6 чорний пішак · h6 чорний ферзь · c5 чорний пішак · d5 білий пішак · c4 білий пішак · d4 чорний кінь · e4 біла тура · f4 чорний пішак · f3 білий ферзь · h3 білий пішак · a2 білий пішак · d2 білий кінь · f2 білий пішак · g2 білий пішак · e1 біла тура · g1 білий король | e8 чорна тура · g8 чорний король · a7 чорний пішак · c7 чорний пішак · e7 чорна тура · g7 чорний пішак · h7 чорний пішак · b6 чорний пішак · e6 білий пішак · f6 чорний пішак · h6 чорний ферзь · c5 чорний пішак · d5 білий пішак · c4 білий пішак · d4 чорний кінь · e4 біла тура · f4 чорний пішак · f3 білий ферзь · h3 білий пішак · a2 білий пішак · d2 білий кінь · f2 білий пішак · g2 білий пішак · e1 біла тура · g1 білий король | e8 чорна тура · g8 чорний король · a7 чорний пішак · c7 чорний пішак · e7 чорна тура · g7 чорний пішак · h7 чорний пішак · b6 чорний пішак · e6 білий пішак · f6 чорний пішак · h6 чорний ферзь · c5 чорний пішак · d5 білий пішак · c4 білий пішак · d4 чорний кінь · e4 біла тура · f4 чорний пішак · f3 білий ферзь · h3 білий пішак · a2 білий пішак · d2 білий кінь · f2 білий пішак · g2 білий пішак · e1 біла тура · g1 білий король | 8 |
| 7 | e8 чорна тура · g8 чорний король · a7 чорний пішак · c7 чорний пішак · e7 чорна тура · g7 чорний пішак · h7 чорний пішак · b6 чорний пішак · e6 білий пішак · f6 чорний пішак · h6 чорний ферзь · c5 чорний пішак · d5 білий пішак · c4 білий пішак · d4 чорний кінь · e4 біла тура · f4 чорний пішак · f3 білий ферзь · h3 білий пішак · a2 білий пішак · d2 білий кінь · f2 білий пішак · g2 білий пішак · e1 біла тура · g1 білий король | e8 чорна тура · g8 чорний король · a7 чорний пішак · c7 чорний пішак · e7 чорна тура · g7 чорний пішак · h7 чорний пішак · b6 чорний пішак · e6 білий пішак · f6 чорний пішак · h6 чорний ферзь · c5 чорний пішак · d5 білий пішак · c4 білий пішак · d4 чорний кінь · e4 біла тура · f4 чорний пішак · f3 білий ферзь · h3 білий пішак · a2 білий пішак · d2 білий кінь · f2 білий пішак · g2 білий пішак · e1 біла тура · g1 білий король | e8 чорна тура · g8 чорний король · a7 чорний пішак · c7 чорний пішак · e7 чорна тура · g7 чорний пішак · h7 чорний пішак · b6 чорний пішак · e6 білий пішак · f6 чорний пішак · h6 чорний ферзь · c5 чорний пішак · d5 білий пішак · c4 білий пішак · d4 чорний кінь · e4 біла тура · f4 чорний пішак · f3 білий ферзь · h3 білий пішак · a2 білий пішак · d2 білий кінь · f2 білий пішак · g2 білий пішак · e1 біла тура · g1 білий король | e8 чорна тура · g8 чорний король · a7 чорний пішак · c7 чорний пішак · e7 чорна тура · g7 чорний пішак · h7 чорний пішак · b6 чорний пішак · e6 білий пішак · f6 чорний пішак · h6 чорний ферзь · c5 чорний пішак · d5 білий пішак · c4 білий пішак · d4 чорний кінь · e4 біла тура · f4 чорний пішак · f3 білий ферзь · h3 білий пішак · a2 білий пішак · d2 білий кінь · f2 білий пішак · g2 білий пішак · e1 біла тура · g1 білий король | e8 чорна тура · g8 чорний король · a7 чорний пішак · c7 чорний пішак · e7 чорна тура · g7 чорний пішак · h7 чорний пішак · b6 чорний пішак · e6 білий пішак · f6 чорний пішак · h6 чорний ферзь · c5 чорний пішак · d5 білий пішак · c4 білий пішак · d4 чорний кінь · e4 біла тура · f4 чорний пішак · f3 білий ферзь · h3 білий пішак · a2 білий пішак · d2 білий кінь · f2 білий пішак · g2 білий пішак · e1 біла тура · g1 білий король | e8 чорна тура · g8 чорний король · a7 чорний пішак · c7 чорний пішак · e7 чорна тура · g7 чорний пішак · h7 чорний пішак · b6 чорний пішак · e6 білий пішак · f6 чорний пішак · h6 чорний ферзь · c5 чорний пішак · d5 білий пішак · c4 білий пішак · d4 чорний кінь · e4 біла тура · f4 чорний пішак · f3 білий ферзь · h3 білий пішак · a2 білий пішак · d2 білий кінь · f2 білий пішак · g2 білий пішак · e1 біла тура · g1 білий король | e8 чорна тура · g8 чорний король · a7 чорний пішак · c7 чорний пішак · e7 чорна тура · g7 чорний пішак · h7 чорний пішак · b6 чорний пішак · e6 білий пішак · f6 чорний пішак · h6 чорний ферзь · c5 чорний пішак · d5 білий пішак · c4 білий пішак · d4 чорний кінь · e4 біла тура · f4 чорний пішак · f3 білий ферзь · h3 білий пішак · a2 білий пішак · d2 білий кінь · f2 білий пішак · g2 білий пішак · e1 біла тура · g1 білий король | e8 чорна тура · g8 чорний король · a7 чорний пішак · c7 чорний пішак · e7 чорна тура · g7 чорний пішак · h7 чорний пішак · b6 чорний пішак · e6 білий пішак · f6 чорний пішак · h6 чорний ферзь · c5 чорний пішак · d5 білий пішак · c4 білий пішак · d4 чорний кінь · e4 біла тура · f4 чорний пішак · f3 білий ферзь · h3 білий пішак · a2 білий пішак · d2 білий кінь · f2 білий пішак · g2 білий пішак · e1 біла тура · g1 білий король | 7 |
| 6 | e8 чорна тура · g8 чорний король · a7 чорний пішак · c7 чорний пішак · e7 чорна тура · g7 чорний пішак · h7 чорний пішак · b6 чорний пішак · e6 білий пішак · f6 чорний пішак · h6 чорний ферзь · c5 чорний пішак · d5 білий пішак · c4 білий пішак · d4 чорний кінь · e4 біла тура · f4 чорний пішак · f3 білий ферзь · h3 білий пішак · a2 білий пішак · d2 білий кінь · f2 білий пішак · g2 білий пішак · e1 біла тура · g1 білий король | e8 чорна тура · g8 чорний король · a7 чорний пішак · c7 чорний пішак · e7 чорна тура · g7 чорний пішак · h7 чорний пішак · b6 чорний пішак · e6 білий пішак · f6 чорний пішак · h6 чорний ферзь · c5 чорний пішак · d5 білий пішак · c4 білий пішак · d4 чорний кінь · e4 біла тура · f4 чорний пішак · f3 білий ферзь · h3 білий пішак · a2 білий пішак · d2 білий кінь · f2 білий пішак · g2 білий пішак · e1 біла тура · g1 білий король | e8 чорна тура · g8 чорний король · a7 чорний пішак · c7 чорний пішак · e7 чорна тура · g7 чорний пішак · h7 чорний пішак · b6 чорний пішак · e6 білий пішак · f6 чорний пішак · h6 чорний ферзь · c5 чорний пішак · d5 білий пішак · c4 білий пішак · d4 чорний кінь · e4 біла тура · f4 чорний пішак · f3 білий ферзь · h3 білий пішак · a2 білий пішак · d2 білий кінь · f2 білий пішак · g2 білий пішак · e1 біла тура · g1 білий король | e8 чорна тура · g8 чорний король · a7 чорний пішак · c7 чорний пішак · e7 чорна тура · g7 чорний пішак · h7 чорний пішак · b6 чорний пішак · e6 білий пішак · f6 чорний пішак · h6 чорний ферзь · c5 чорний пішак · d5 білий пішак · c4 білий пішак · d4 чорний кінь · e4 біла тура · f4 чорний пішак · f3 білий ферзь · h3 білий пішак · a2 білий пішак · d2 білий кінь · f2 білий пішак · g2 білий пішак · e1 біла тура · g1 білий король | e8 чорна тура · g8 чорний король · a7 чорний пішак · c7 чорний пішак · e7 чорна тура · g7 чорний пішак · h7 чорний пішак · b6 чорний пішак · e6 білий пішак · f6 чорний пішак · h6 чорний ферзь · c5 чорний пішак · d5 білий пішак · c4 білий пішак · d4 чорний кінь · e4 біла тура · f4 чорний пішак · f3 білий ферзь · h3 білий пішак · a2 білий пішак · d2 білий кінь · f2 білий пішак · g2 білий пішак · e1 біла тура · g1 білий король | e8 чорна тура · g8 чорний король · a7 чорний пішак · c7 чорний пішак · e7 чорна тура · g7 чорний пішак · h7 чорний пішак · b6 чорний пішак · e6 білий пішак · f6 чорний пішак · h6 чорний ферзь · c5 чорний пішак · d5 білий пішак · c4 білий пішак · d4 чорний кінь · e4 біла тура · f4 чорний пішак · f3 білий ферзь · h3 білий пішак · a2 білий пішак · d2 білий кінь · f2 білий пішак · g2 білий пішак · e1 біла тура · g1 білий король | e8 чорна тура · g8 чорний король · a7 чорний пішак · c7 чорний пішак · e7 чорна тура · g7 чорний пішак · h7 чорний пішак · b6 чорний пішак · e6 білий пішак · f6 чорний пішак · h6 чорний ферзь · c5 чорний пішак · d5 білий пішак · c4 білий пішак · d4 чорний кінь · e4 біла тура · f4 чорний пішак · f3 білий ферзь · h3 білий пішак · a2 білий пішак · d2 білий кінь · f2 білий пішак · g2 білий пішак · e1 біла тура · g1 білий король | e8 чорна тура · g8 чорний король · a7 чорний пішак · c7 чорний пішак · e7 чорна тура · g7 чорний пішак · h7 чорний пішак · b6 чорний пішак · e6 білий пішак · f6 чорний пішак · h6 чорний ферзь · c5 чорний пішак · d5 білий пішак · c4 білий пішак · d4 чорний кінь · e4 біла тура · f4 чорний пішак · f3 білий ферзь · h3 білий пішак · a2 білий пішак · d2 білий кінь · f2 білий пішак · g2 білий пішак · e1 біла тура · g1 білий король | 6 |
| 5 | e8 чорна тура · g8 чорний король · a7 чорний пішак · c7 чорний пішак · e7 чорна тура · g7 чорний пішак · h7 чорний пішак · b6 чорний пішак · e6 білий пішак · f6 чорний пішак · h6 чорний ферзь · c5 чорний пішак · d5 білий пішак · c4 білий пішак · d4 чорний кінь · e4 біла тура · f4 чорний пішак · f3 білий ферзь · h3 білий пішак · a2 білий пішак · d2 білий кінь · f2 білий пішак · g2 білий пішак · e1 біла тура · g1 білий король | e8 чорна тура · g8 чорний король · a7 чорний пішак · c7 чорний пішак · e7 чорна тура · g7 чорний пішак · h7 чорний пішак · b6 чорний пішак · e6 білий пішак · f6 чорний пішак · h6 чорний ферзь · c5 чорний пішак · d5 білий пішак · c4 білий пішак · d4 чорний кінь · e4 біла тура · f4 чорний пішак · f3 білий ферзь · h3 білий пішак · a2 білий пішак · d2 білий кінь · f2 білий пішак · g2 білий пішак · e1 біла тура · g1 білий король | e8 чорна тура · g8 чорний король · a7 чорний пішак · c7 чорний пішак · e7 чорна тура · g7 чорний пішак · h7 чорний пішак · b6 чорний пішак · e6 білий пішак · f6 чорний пішак · h6 чорний ферзь · c5 чорний пішак · d5 білий пішак · c4 білий пішак · d4 чорний кінь · e4 біла тура · f4 чорний пішак · f3 білий ферзь · h3 білий пішак · a2 білий пішак · d2 білий кінь · f2 білий пішак · g2 білий пішак · e1 біла тура · g1 білий король | e8 чорна тура · g8 чорний король · a7 чорний пішак · c7 чорний пішак · e7 чорна тура · g7 чорний пішак · h7 чорний пішак · b6 чорний пішак · e6 білий пішак · f6 чорний пішак · h6 чорний ферзь · c5 чорний пішак · d5 білий пішак · c4 білий пішак · d4 чорний кінь · e4 біла тура · f4 чорний пішак · f3 білий ферзь · h3 білий пішак · a2 білий пішак · d2 білий кінь · f2 білий пішак · g2 білий пішак · e1 біла тура · g1 білий король | e8 чорна тура · g8 чорний король · a7 чорний пішак · c7 чорний пішак · e7 чорна тура · g7 чорний пішак · h7 чорний пішак · b6 чорний пішак · e6 білий пішак · f6 чорний пішак · h6 чорний ферзь · c5 чорний пішак · d5 білий пішак · c4 білий пішак · d4 чорний кінь · e4 біла тура · f4 чорний пішак · f3 білий ферзь · h3 білий пішак · a2 білий пішак · d2 білий кінь · f2 білий пішак · g2 білий пішак · e1 біла тура · g1 білий король | e8 чорна тура · g8 чорний король · a7 чорний пішак · c7 чорний пішак · e7 чорна тура · g7 чорний пішак · h7 чорний пішак · b6 чорний пішак · e6 білий пішак · f6 чорний пішак · h6 чорний ферзь · c5 чорний пішак · d5 білий пішак · c4 білий пішак · d4 чорний кінь · e4 біла тура · f4 чорний пішак · f3 білий ферзь · h3 білий пішак · a2 білий пішак · d2 білий кінь · f2 білий пішак · g2 білий пішак · e1 біла тура · g1 білий король | e8 чорна тура · g8 чорний король · a7 чорний пішак · c7 чорний пішак · e7 чорна тура · g7 чорний пішак · h7 чорний пішак · b6 чорний пішак · e6 білий пішак · f6 чорний пішак · h6 чорний ферзь · c5 чорний пішак · d5 білий пішак · c4 білий пішак · d4 чорний кінь · e4 біла тура · f4 чорний пішак · f3 білий ферзь · h3 білий пішак · a2 білий пішак · d2 білий кінь · f2 білий пішак · g2 білий пішак · e1 біла тура · g1 білий король | e8 чорна тура · g8 чорний король · a7 чорний пішак · c7 чорний пішак · e7 чорна тура · g7 чорний пішак · h7 чорний пішак · b6 чорний пішак · e6 білий пішак · f6 чорний пішак · h6 чорний ферзь · c5 чорний пішак · d5 білий пішак · c4 білий пішак · d4 чорний кінь · e4 біла тура · f4 чорний пішак · f3 білий ферзь · h3 білий пішак · a2 білий пішак · d2 білий кінь · f2 білий пішак · g2 білий пішак · e1 біла тура · g1 білий король | 5 |
| 4 | e8 чорна тура · g8 чорний король · a7 чорний пішак · c7 чорний пішак · e7 чорна тура · g7 чорний пішак · h7 чорний пішак · b6 чорний пішак · e6 білий пішак · f6 чорний пішак · h6 чорний ферзь · c5 чорний пішак · d5 білий пішак · c4 білий пішак · d4 чорний кінь · e4 біла тура · f4 чорний пішак · f3 білий ферзь · h3 білий пішак · a2 білий пішак · d2 білий кінь · f2 білий пішак · g2 білий пішак · e1 біла тура · g1 білий король | e8 чорна тура · g8 чорний король · a7 чорний пішак · c7 чорний пішак · e7 чорна тура · g7 чорний пішак · h7 чорний пішак · b6 чорний пішак · e6 білий пішак · f6 чорний пішак · h6 чорний ферзь · c5 чорний пішак · d5 білий пішак · c4 білий пішак · d4 чорний кінь · e4 біла тура · f4 чорний пішак · f3 білий ферзь · h3 білий пішак · a2 білий пішак · d2 білий кінь · f2 білий пішак · g2 білий пішак · e1 біла тура · g1 білий король | e8 чорна тура · g8 чорний король · a7 чорний пішак · c7 чорний пішак · e7 чорна тура · g7 чорний пішак · h7 чорний пішак · b6 чорний пішак · e6 білий пішак · f6 чорний пішак · h6 чорний ферзь · c5 чорний пішак · d5 білий пішак · c4 білий пішак · d4 чорний кінь · e4 біла тура · f4 чорний пішак · f3 білий ферзь · h3 білий пішак · a2 білий пішак · d2 білий кінь · f2 білий пішак · g2 білий пішак · e1 біла тура · g1 білий король | e8 чорна тура · g8 чорний король · a7 чорний пішак · c7 чорний пішак · e7 чорна тура · g7 чорний пішак · h7 чорний пішак · b6 чорний пішак · e6 білий пішак · f6 чорний пішак · h6 чорний ферзь · c5 чорний пішак · d5 білий пішак · c4 білий пішак · d4 чорний кінь · e4 біла тура · f4 чорний пішак · f3 білий ферзь · h3 білий пішак · a2 білий пішак · d2 білий кінь · f2 білий пішак · g2 білий пішак · e1 біла тура · g1 білий король | e8 чорна тура · g8 чорний король · a7 чорний пішак · c7 чорний пішак · e7 чорна тура · g7 чорний пішак · h7 чорний пішак · b6 чорний пішак · e6 білий пішак · f6 чорний пішак · h6 чорний ферзь · c5 чорний пішак · d5 білий пішак · c4 білий пішак · d4 чорний кінь · e4 біла тура · f4 чорний пішак · f3 білий ферзь · h3 білий пішак · a2 білий пішак · d2 білий кінь · f2 білий пішак · g2 білий пішак · e1 біла тура · g1 білий король | e8 чорна тура · g8 чорний король · a7 чорний пішак · c7 чорний пішак · e7 чорна тура · g7 чорний пішак · h7 чорний пішак · b6 чорний пішак · e6 білий пішак · f6 чорний пішак · h6 чорний ферзь · c5 чорний пішак · d5 білий пішак · c4 білий пішак · d4 чорний кінь · e4 біла тура · f4 чорний пішак · f3 білий ферзь · h3 білий пішак · a2 білий пішак · d2 білий кінь · f2 білий пішак · g2 білий пішак · e1 біла тура · g1 білий король | e8 чорна тура · g8 чорний король · a7 чорний пішак · c7 чорний пішак · e7 чорна тура · g7 чорний пішак · h7 чорний пішак · b6 чорний пішак · e6 білий пішак · f6 чорний пішак · h6 чорний ферзь · c5 чорний пішак · d5 білий пішак · c4 білий пішак · d4 чорний кінь · e4 біла тура · f4 чорний пішак · f3 білий ферзь · h3 білий пішак · a2 білий пішак · d2 білий кінь · f2 білий пішак · g2 білий пішак · e1 біла тура · g1 білий король | e8 чорна тура · g8 чорний король · a7 чорний пішак · c7 чорний пішак · e7 чорна тура · g7 чорний пішак · h7 чорний пішак · b6 чорний пішак · e6 білий пішак · f6 чорний пішак · h6 чорний ферзь · c5 чорний пішак · d5 білий пішак · c4 білий пішак · d4 чорний кінь · e4 біла тура · f4 чорний пішак · f3 білий ферзь · h3 білий пішак · a2 білий пішак · d2 білий кінь · f2 білий пішак · g2 білий пішак · e1 біла тура · g1 білий король | 4 |
| 3 | e8 чорна тура · g8 чорний король · a7 чорний пішак · c7 чорний пішак · e7 чорна тура · g7 чорний пішак · h7 чорний пішак · b6 чорний пішак · e6 білий пішак · f6 чорний пішак · h6 чорний ферзь · c5 чорний пішак · d5 білий пішак · c4 білий пішак · d4 чорний кінь · e4 біла тура · f4 чорний пішак · f3 білий ферзь · h3 білий пішак · a2 білий пішак · d2 білий кінь · f2 білий пішак · g2 білий пішак · e1 біла тура · g1 білий король | e8 чорна тура · g8 чорний король · a7 чорний пішак · c7 чорний пішак · e7 чорна тура · g7 чорний пішак · h7 чорний пішак · b6 чорний пішак · e6 білий пішак · f6 чорний пішак · h6 чорний ферзь · c5 чорний пішак · d5 білий пішак · c4 білий пішак · d4 чорний кінь · e4 біла тура · f4 чорний пішак · f3 білий ферзь · h3 білий пішак · a2 білий пішак · d2 білий кінь · f2 білий пішак · g2 білий пішак · e1 біла тура · g1 білий король | e8 чорна тура · g8 чорний король · a7 чорний пішак · c7 чорний пішак · e7 чорна тура · g7 чорний пішак · h7 чорний пішак · b6 чорний пішак · e6 білий пішак · f6 чорний пішак · h6 чорний ферзь · c5 чорний пішак · d5 білий пішак · c4 білий пішак · d4 чорний кінь · e4 біла тура · f4 чорний пішак · f3 білий ферзь · h3 білий пішак · a2 білий пішак · d2 білий кінь · f2 білий пішак · g2 білий пішак · e1 біла тура · g1 білий король | e8 чорна тура · g8 чорний король · a7 чорний пішак · c7 чорний пішак · e7 чорна тура · g7 чорний пішак · h7 чорний пішак · b6 чорний пішак · e6 білий пішак · f6 чорний пішак · h6 чорний ферзь · c5 чорний пішак · d5 білий пішак · c4 білий пішак · d4 чорний кінь · e4 біла тура · f4 чорний пішак · f3 білий ферзь · h3 білий пішак · a2 білий пішак · d2 білий кінь · f2 білий пішак · g2 білий пішак · e1 біла тура · g1 білий король | e8 чорна тура · g8 чорний король · a7 чорний пішак · c7 чорний пішак · e7 чорна тура · g7 чорний пішак · h7 чорний пішак · b6 чорний пішак · e6 білий пішак · f6 чорний пішак · h6 чорний ферзь · c5 чорний пішак · d5 білий пішак · c4 білий пішак · d4 чорний кінь · e4 біла тура · f4 чорний пішак · f3 білий ферзь · h3 білий пішак · a2 білий пішак · d2 білий кінь · f2 білий пішак · g2 білий пішак · e1 біла тура · g1 білий король | e8 чорна тура · g8 чорний король · a7 чорний пішак · c7 чорний пішак · e7 чорна тура · g7 чорний пішак · h7 чорний пішак · b6 чорний пішак · e6 білий пішак · f6 чорний пішак · h6 чорний ферзь · c5 чорний пішак · d5 білий пішак · c4 білий пішак · d4 чорний кінь · e4 біла тура · f4 чорний пішак · f3 білий ферзь · h3 білий пішак · a2 білий пішак · d2 білий кінь · f2 білий пішак · g2 білий пішак · e1 біла тура · g1 білий король | e8 чорна тура · g8 чорний король · a7 чорний пішак · c7 чорний пішак · e7 чорна тура · g7 чорний пішак · h7 чорний пішак · b6 чорний пішак · e6 білий пішак · f6 чорний пішак · h6 чорний ферзь · c5 чорний пішак · d5 білий пішак · c4 білий пішак · d4 чорний кінь · e4 біла тура · f4 чорний пішак · f3 білий ферзь · h3 білий пішак · a2 білий пішак · d2 білий кінь · f2 білий пішак · g2 білий пішак · e1 біла тура · g1 білий король | e8 чорна тура · g8 чорний король · a7 чорний пішак · c7 чорний пішак · e7 чорна тура · g7 чорний пішак · h7 чорний пішак · b6 чорний пішак · e6 білий пішак · f6 чорний пішак · h6 чорний ферзь · c5 чорний пішак · d5 білий пішак · c4 білий пішак · d4 чорний кінь · e4 біла тура · f4 чорний пішак · f3 білий ферзь · h3 білий пішак · a2 білий пішак · d2 білий кінь · f2 білий пішак · g2 білий пішак · e1 біла тура · g1 білий король | 3 |
| 2 | e8 чорна тура · g8 чорний король · a7 чорний пішак · c7 чорний пішак · e7 чорна тура · g7 чорний пішак · h7 чорний пішак · b6 чорний пішак · e6 білий пішак · f6 чорний пішак · h6 чорний ферзь · c5 чорний пішак · d5 білий пішак · c4 білий пішак · d4 чорний кінь · e4 біла тура · f4 чорний пішак · f3 білий ферзь · h3 білий пішак · a2 білий пішак · d2 білий кінь · f2 білий пішак · g2 білий пішак · e1 біла тура · g1 білий король | e8 чорна тура · g8 чорний король · a7 чорний пішак · c7 чорний пішак · e7 чорна тура · g7 чорний пішак · h7 чорний пішак · b6 чорний пішак · e6 білий пішак · f6 чорний пішак · h6 чорний ферзь · c5 чорний пішак · d5 білий пішак · c4 білий пішак · d4 чорний кінь · e4 біла тура · f4 чорний пішак · f3 білий ферзь · h3 білий пішак · a2 білий пішак · d2 білий кінь · f2 білий пішак · g2 білий пішак · e1 біла тура · g1 білий король | e8 чорна тура · g8 чорний король · a7 чорний пішак · c7 чорний пішак · e7 чорна тура · g7 чорний пішак · h7 чорний пішак · b6 чорний пішак · e6 білий пішак · f6 чорний пішак · h6 чорний ферзь · c5 чорний пішак · d5 білий пішак · c4 білий пішак · d4 чорний кінь · e4 біла тура · f4 чорний пішак · f3 білий ферзь · h3 білий пішак · a2 білий пішак · d2 білий кінь · f2 білий пішак · g2 білий пішак · e1 біла тура · g1 білий король | e8 чорна тура · g8 чорний король · a7 чорний пішак · c7 чорний пішак · e7 чорна тура · g7 чорний пішак · h7 чорний пішак · b6 чорний пішак · e6 білий пішак · f6 чорний пішак · h6 чорний ферзь · c5 чорний пішак · d5 білий пішак · c4 білий пішак · d4 чорний кінь · e4 біла тура · f4 чорний пішак · f3 білий ферзь · h3 білий пішак · a2 білий пішак · d2 білий кінь · f2 білий пішак · g2 білий пішак · e1 біла тура · g1 білий король | e8 чорна тура · g8 чорний король · a7 чорний пішак · c7 чорний пішак · e7 чорна тура · g7 чорний пішак · h7 чорний пішак · b6 чорний пішак · e6 білий пішак · f6 чорний пішак · h6 чорний ферзь · c5 чорний пішак · d5 білий пішак · c4 білий пішак · d4 чорний кінь · e4 біла тура · f4 чорний пішак · f3 білий ферзь · h3 білий пішак · a2 білий пішак · d2 білий кінь · f2 білий пішак · g2 білий пішак · e1 біла тура · g1 білий король | e8 чорна тура · g8 чорний король · a7 чорний пішак · c7 чорний пішак · e7 чорна тура · g7 чорний пішак · h7 чорний пішак · b6 чорний пішак · e6 білий пішак · f6 чорний пішак · h6 чорний ферзь · c5 чорний пішак · d5 білий пішак · c4 білий пішак · d4 чорний кінь · e4 біла тура · f4 чорний пішак · f3 білий ферзь · h3 білий пішак · a2 білий пішак · d2 білий кінь · f2 білий пішак · g2 білий пішак · e1 біла тура · g1 білий король | e8 чорна тура · g8 чорний король · a7 чорний пішак · c7 чорний пішак · e7 чорна тура · g7 чорний пішак · h7 чорний пішак · b6 чорний пішак · e6 білий пішак · f6 чорний пішак · h6 чорний ферзь · c5 чорний пішак · d5 білий пішак · c4 білий пішак · d4 чорний кінь · e4 біла тура · f4 чорний пішак · f3 білий ферзь · h3 білий пішак · a2 білий пішак · d2 білий кінь · f2 білий пішак · g2 білий пішак · e1 біла тура · g1 білий король | e8 чорна тура · g8 чорний король · a7 чорний пішак · c7 чорний пішак · e7 чорна тура · g7 чорний пішак · h7 чорний пішак · b6 чорний пішак · e6 білий пішак · f6 чорний пішак · h6 чорний ферзь · c5 чорний пішак · d5 білий пішак · c4 білий пішак · d4 чорний кінь · e4 біла тура · f4 чорний пішак · f3 білий ферзь · h3 білий пішак · a2 білий пішак · d2 білий кінь · f2 білий пішак · g2 білий пішак · e1 біла тура · g1 білий король | 2 |
| 1 | e8 чорна тура · g8 чорний король · a7 чорний пішак · c7 чорний пішак · e7 чорна тура · g7 чорний пішак · h7 чорний пішак · b6 чорний пішак · e6 білий пішак · f6 чорний пішак · h6 чорний ферзь · c5 чорний пішак · d5 білий пішак · c4 білий пішак · d4 чорний кінь · e4 біла тура · f4 чорний пішак · f3 білий ферзь · h3 білий пішак · a2 білий пішак · d2 білий кінь · f2 білий пішак · g2 білий пішак · e1 біла тура · g1 білий король | e8 чорна тура · g8 чорний король · a7 чорний пішак · c7 чорний пішак · e7 чорна тура · g7 чорний пішак · h7 чорний пішак · b6 чорний пішак · e6 білий пішак · f6 чорний пішак · h6 чорний ферзь · c5 чорний пішак · d5 білий пішак · c4 білий пішак · d4 чорний кінь · e4 біла тура · f4 чорний пішак · f3 білий ферзь · h3 білий пішак · a2 білий пішак · d2 білий кінь · f2 білий пішак · g2 білий пішак · e1 біла тура · g1 білий король | e8 чорна тура · g8 чорний король · a7 чорний пішак · c7 чорний пішак · e7 чорна тура · g7 чорний пішак · h7 чорний пішак · b6 чорний пішак · e6 білий пішак · f6 чорний пішак · h6 чорний ферзь · c5 чорний пішак · d5 білий пішак · c4 білий пішак · d4 чорний кінь · e4 біла тура · f4 чорний пішак · f3 білий ферзь · h3 білий пішак · a2 білий пішак · d2 білий кінь · f2 білий пішак · g2 білий пішак · e1 біла тура · g1 білий король | e8 чорна тура · g8 чорний король · a7 чорний пішак · c7 чорний пішак · e7 чорна тура · g7 чорний пішак · h7 чорний пішак · b6 чорний пішак · e6 білий пішак · f6 чорний пішак · h6 чорний ферзь · c5 чорний пішак · d5 білий пішак · c4 білий пішак · d4 чорний кінь · e4 біла тура · f4 чорний пішак · f3 білий ферзь · h3 білий пішак · a2 білий пішак · d2 білий кінь · f2 білий пішак · g2 білий пішак · e1 біла тура · g1 білий король | e8 чорна тура · g8 чорний король · a7 чорний пішак · c7 чорний пішак · e7 чорна тура · g7 чорний пішак · h7 чорний пішак · b6 чорний пішак · e6 білий пішак · f6 чорний пішак · h6 чорний ферзь · c5 чорний пішак · d5 білий пішак · c4 білий пішак · d4 чорний кінь · e4 біла тура · f4 чорний пішак · f3 білий ферзь · h3 білий пішак · a2 білий пішак · d2 білий кінь · f2 білий пішак · g2 білий пішак · e1 біла тура · g1 білий король | e8 чорна тура · g8 чорний король · a7 чорний пішак · c7 чорний пішак · e7 чорна тура · g7 чорний пішак · h7 чорний пішак · b6 чорний пішак · e6 білий пішак · f6 чорний пішак · h6 чорний ферзь · c5 чорний пішак · d5 білий пішак · c4 білий пішак · d4 чорний кінь · e4 біла тура · f4 чорний пішак · f3 білий ферзь · h3 білий пішак · a2 білий пішак · d2 білий кінь · f2 білий пішак · g2 білий пішак · e1 біла тура · g1 білий король | e8 чорна тура · g8 чорний король · a7 чорний пішак · c7 чорний пішак · e7 чорна тура · g7 чорний пішак · h7 чорний пішак · b6 чорний пішак · e6 білий пішак · f6 чорний пішак · h6 чорний ферзь · c5 чорний пішак · d5 білий пішак · c4 білий пішак · d4 чорний кінь · e4 біла тура · f4 чорний пішак · f3 білий ферзь · h3 білий пішак · a2 білий пішак · d2 білий кінь · f2 білий пішак · g2 білий пішак · e1 біла тура · g1 білий король | e8 чорна тура · g8 чорний король · a7 чорний пішак · c7 чорний пішак · e7 чорна тура · g7 чорний пішак · h7 чорний пішак · b6 чорний пішак · e6 білий пішак · f6 чорний пішак · h6 чорний ферзь · c5 чорний пішак · d5 білий пішак · c4 білий пішак · d4 чорний кінь · e4 біла тура · f4 чорний пішак · f3 білий ферзь · h3 білий пішак · a2 білий пішак · d2 білий кінь · f2 білий пішак · g2 білий пішак · e1 біла тура · g1 білий король | 1 |
|   | a | b | c | d | e | f | g | h |   |

Четверта партія матчу, перемога Дін за 47 ходів, була зіграна 13 квітня. Партія розпочалася з англійського дебюту, варіації чотирьох коней. 9...Nf4 Непомнящого відбувся після попередньої партії, виграної другим Раппортом Діна, що змусило Аніша Гірі припустити, що він переплутав частину своєї підготовки. Пізніше це підтвердив Непомнящий на прес-конференції. 14...Na5 також було неточним, оскільки коню було б важко повернутися в гру, тоді як Дін створював сильну центральну присутність. Дін прийняв динамічне рішення пожертвувати пішака 15.c5, щоб створити передовий пішаковий центр. 23...f6 — хід, який Непомнящий пізніше назвав «непотрібним»; це дозволило Діну зіграти 24.e6, що дало йому пасовий пішак e і сильний пішаковий ланцюг, але у відповідь чорні змогли встановити коня на сильному захисному полі на d6. Непомнячий все ще був у грі, поки не помилився 28...Nd4?, рішення, яке колишній чемпіон світу Вішванатан Ананд описав як «божевільне». Дін зробив сильну жертву обміну 29.Rxd4!, і після 29...cxd4 30.Nb3 конь готовий домінувати в позиції чорних з d4. Дін сказав, що спочатку вважав 29.Qd3 відповіддю, але знайшов виграшний хід, подумавши трохи більше хвилини, тоді як Непомнящий підтвердив, що не бачив його, поки його не було зіграно. Незважаючи на те, що позиція була повністю втрачена чорними, Непомнящий грав далі, а Дін точно реалізував свою перевагу. Зрештою Непомнящий відмовився на 47-му ході, повернувши рахунок матчу до рівного.
English Opening, Four Knights System (ECO A28)
1. c4 Nf6 2. Nc3 e5 3. Nf3 Nc6 4. e3 Bb4 5. Qc2 Bxc3 6. bxc3 d6 7. e4 0-0 8. Be2 Nh5 9. d4 Nf4 10. Bxf4 exf4 11. 0-0 Qf6 12. Rfe1 Re8 13. Bd3 Bg4 14. Nd2 Na5 15. c5 dxc5 16. e5 Qh6 17. d5 Rad8 18. c4 b6 19. h3 Bh5 20. Be4 Re7 21. Qc3 Rde8 22. Bf3 Nb7 23. Re2 f6 24. e6 Nd6 25. Rae1 Nf5 26. Bxh5 Qxh5 27. Re4 Qh6 28. Qf3 Nd4 29. Rxd4 cxd4 30. Nb3 g5 31. Nxd4 Qg6 32. g4 fxg3 33. fxg3 h5 34. Nf5 Rh7 35. Qe4 Kh8 36. e7 Qf7 37. d6 cxd6 38. Nxd6 Qg8 39. Nxe8 Qxe8 40. Qe6 Kg7 41. Rf1 Rh6 42. Rd1 f5 43. Qe5+ Kf7 44. Qxf5+ Rf6 45. Qh7+ Ke6 46. Qg7 Rg6 47. Qf8 1–0
|   | a | b | c | d | e | f | g | h |   |
| 8 | b8 чорна тура · d8 чорний ферзь · f8 чорний король · f7 чорний пішак · g7 чорний пішак · d6 чорний пішак · b5 чорний пішак · c5 чорний слон · d5 білий ферзь · f5 білий пішак · g5 чорний пішак · h5 білий пішак · c4 чорний пішак · e4 біла тура · c3 білий пішак · f3 білий кінь · b2 білий пішак · f2 білий пішак · f1 білий король | b8 чорна тура · d8 чорний ферзь · f8 чорний король · f7 чорний пішак · g7 чорний пішак · d6 чорний пішак · b5 чорний пішак · c5 чорний слон · d5 білий ферзь · f5 білий пішак · g5 чорний пішак · h5 білий пішак · c4 чорний пішак · e4 біла тура · c3 білий пішак · f3 білий кінь · b2 білий пішак · f2 білий пішак · f1 білий король | b8 чорна тура · d8 чорний ферзь · f8 чорний король · f7 чорний пішак · g7 чорний пішак · d6 чорний пішак · b5 чорний пішак · c5 чорний слон · d5 білий ферзь · f5 білий пішак · g5 чорний пішак · h5 білий пішак · c4 чорний пішак · e4 біла тура · c3 білий пішак · f3 білий кінь · b2 білий пішак · f2 білий пішак · f1 білий король | b8 чорна тура · d8 чорний ферзь · f8 чорний король · f7 чорний пішак · g7 чорний пішак · d6 чорний пішак · b5 чорний пішак · c5 чорний слон · d5 білий ферзь · f5 білий пішак · g5 чорний пішак · h5 білий пішак · c4 чорний пішак · e4 біла тура · c3 білий пішак · f3 білий кінь · b2 білий пішак · f2 білий пішак · f1 білий король | b8 чорна тура · d8 чорний ферзь · f8 чорний король · f7 чорний пішак · g7 чорний пішак · d6 чорний пішак · b5 чорний пішак · c5 чорний слон · d5 білий ферзь · f5 білий пішак · g5 чорний пішак · h5 білий пішак · c4 чорний пішак · e4 біла тура · c3 білий пішак · f3 білий кінь · b2 білий пішак · f2 білий пішак · f1 білий король | b8 чорна тура · d8 чорний ферзь · f8 чорний король · f7 чорний пішак · g7 чорний пішак · d6 чорний пішак · b5 чорний пішак · c5 чорний слон · d5 білий ферзь · f5 білий пішак · g5 чорний пішак · h5 білий пішак · c4 чорний пішак · e4 біла тура · c3 білий пішак · f3 білий кінь · b2 білий пішак · f2 білий пішак · f1 білий король | b8 чорна тура · d8 чорний ферзь · f8 чорний король · f7 чорний пішак · g7 чорний пішак · d6 чорний пішак · b5 чорний пішак · c5 чорний слон · d5 білий ферзь · f5 білий пішак · g5 чорний пішак · h5 білий пішак · c4 чорний пішак · e4 біла тура · c3 білий пішак · f3 білий кінь · b2 білий пішак · f2 білий пішак · f1 білий король | b8 чорна тура · d8 чорний ферзь · f8 чорний король · f7 чорний пішак · g7 чорний пішак · d6 чорний пішак · b5 чорний пішак · c5 чорний слон · d5 білий ферзь · f5 білий пішак · g5 чорний пішак · h5 білий пішак · c4 чорний пішак · e4 біла тура · c3 білий пішак · f3 білий кінь · b2 білий пішак · f2 білий пішак · f1 білий король | 8 |
| 7 | b8 чорна тура · d8 чорний ферзь · f8 чорний король · f7 чорний пішак · g7 чорний пішак · d6 чорний пішак · b5 чорний пішак · c5 чорний слон · d5 білий ферзь · f5 білий пішак · g5 чорний пішак · h5 білий пішак · c4 чорний пішак · e4 біла тура · c3 білий пішак · f3 білий кінь · b2 білий пішак · f2 білий пішак · f1 білий король | b8 чорна тура · d8 чорний ферзь · f8 чорний король · f7 чорний пішак · g7 чорний пішак · d6 чорний пішак · b5 чорний пішак · c5 чорний слон · d5 білий ферзь · f5 білий пішак · g5 чорний пішак · h5 білий пішак · c4 чорний пішак · e4 біла тура · c3 білий пішак · f3 білий кінь · b2 білий пішак · f2 білий пішак · f1 білий король | b8 чорна тура · d8 чорний ферзь · f8 чорний король · f7 чорний пішак · g7 чорний пішак · d6 чорний пішак · b5 чорний пішак · c5 чорний слон · d5 білий ферзь · f5 білий пішак · g5 чорний пішак · h5 білий пішак · c4 чорний пішак · e4 біла тура · c3 білий пішак · f3 білий кінь · b2 білий пішак · f2 білий пішак · f1 білий король | b8 чорна тура · d8 чорний ферзь · f8 чорний король · f7 чорний пішак · g7 чорний пішак · d6 чорний пішак · b5 чорний пішак · c5 чорний слон · d5 білий ферзь · f5 білий пішак · g5 чорний пішак · h5 білий пішак · c4 чорний пішак · e4 біла тура · c3 білий пішак · f3 білий кінь · b2 білий пішак · f2 білий пішак · f1 білий король | b8 чорна тура · d8 чорний ферзь · f8 чорний король · f7 чорний пішак · g7 чорний пішак · d6 чорний пішак · b5 чорний пішак · c5 чорний слон · d5 білий ферзь · f5 білий пішак · g5 чорний пішак · h5 білий пішак · c4 чорний пішак · e4 біла тура · c3 білий пішак · f3 білий кінь · b2 білий пішак · f2 білий пішак · f1 білий король | b8 чорна тура · d8 чорний ферзь · f8 чорний король · f7 чорний пішак · g7 чорний пішак · d6 чорний пішак · b5 чорний пішак · c5 чорний слон · d5 білий ферзь · f5 білий пішак · g5 чорний пішак · h5 білий пішак · c4 чорний пішак · e4 біла тура · c3 білий пішак · f3 білий кінь · b2 білий пішак · f2 білий пішак · f1 білий король | b8 чорна тура · d8 чорний ферзь · f8 чорний король · f7 чорний пішак · g7 чорний пішак · d6 чорний пішак · b5 чорний пішак · c5 чорний слон · d5 білий ферзь · f5 білий пішак · g5 чорний пішак · h5 білий пішак · c4 чорний пішак · e4 біла тура · c3 білий пішак · f3 білий кінь · b2 білий пішак · f2 білий пішак · f1 білий король | b8 чорна тура · d8 чорний ферзь · f8 чорний король · f7 чорний пішак · g7 чорний пішак · d6 чорний пішак · b5 чорний пішак · c5 чорний слон · d5 білий ферзь · f5 білий пішак · g5 чорний пішак · h5 білий пішак · c4 чорний пішак · e4 біла тура · c3 білий пішак · f3 білий кінь · b2 білий пішак · f2 білий пішак · f1 білий король | 7 |
| 6 | b8 чорна тура · d8 чорний ферзь · f8 чорний король · f7 чорний пішак · g7 чорний пішак · d6 чорний пішак · b5 чорний пішак · c5 чорний слон · d5 білий ферзь · f5 білий пішак · g5 чорний пішак · h5 білий пішак · c4 чорний пішак · e4 біла тура · c3 білий пішак · f3 білий кінь · b2 білий пішак · f2 білий пішак · f1 білий король | b8 чорна тура · d8 чорний ферзь · f8 чорний король · f7 чорний пішак · g7 чорний пішак · d6 чорний пішак · b5 чорний пішак · c5 чорний слон · d5 білий ферзь · f5 білий пішак · g5 чорний пішак · h5 білий пішак · c4 чорний пішак · e4 біла тура · c3 білий пішак · f3 білий кінь · b2 білий пішак · f2 білий пішак · f1 білий король | b8 чорна тура · d8 чорний ферзь · f8 чорний король · f7 чорний пішак · g7 чорний пішак · d6 чорний пішак · b5 чорний пішак · c5 чорний слон · d5 білий ферзь · f5 білий пішак · g5 чорний пішак · h5 білий пішак · c4 чорний пішак · e4 біла тура · c3 білий пішак · f3 білий кінь · b2 білий пішак · f2 білий пішак · f1 білий король | b8 чорна тура · d8 чорний ферзь · f8 чорний король · f7 чорний пішак · g7 чорний пішак · d6 чорний пішак · b5 чорний пішак · c5 чорний слон · d5 білий ферзь · f5 білий пішак · g5 чорний пішак · h5 білий пішак · c4 чорний пішак · e4 біла тура · c3 білий пішак · f3 білий кінь · b2 білий пішак · f2 білий пішак · f1 білий король | b8 чорна тура · d8 чорний ферзь · f8 чорний король · f7 чорний пішак · g7 чорний пішак · d6 чорний пішак · b5 чорний пішак · c5 чорний слон · d5 білий ферзь · f5 білий пішак · g5 чорний пішак · h5 білий пішак · c4 чорний пішак · e4 біла тура · c3 білий пішак · f3 білий кінь · b2 білий пішак · f2 білий пішак · f1 білий король | b8 чорна тура · d8 чорний ферзь · f8 чорний король · f7 чорний пішак · g7 чорний пішак · d6 чорний пішак · b5 чорний пішак · c5 чорний слон · d5 білий ферзь · f5 білий пішак · g5 чорний пішак · h5 білий пішак · c4 чорний пішак · e4 біла тура · c3 білий пішак · f3 білий кінь · b2 білий пішак · f2 білий пішак · f1 білий король | b8 чорна тура · d8 чорний ферзь · f8 чорний король · f7 чорний пішак · g7 чорний пішак · d6 чорний пішак · b5 чорний пішак · c5 чорний слон · d5 білий ферзь · f5 білий пішак · g5 чорний пішак · h5 білий пішак · c4 чорний пішак · e4 біла тура · c3 білий пішак · f3 білий кінь · b2 білий пішак · f2 білий пішак · f1 білий король | b8 чорна тура · d8 чорний ферзь · f8 чорний король · f7 чорний пішак · g7 чорний пішак · d6 чорний пішак · b5 чорний пішак · c5 чорний слон · d5 білий ферзь · f5 білий пішак · g5 чорний пішак · h5 білий пішак · c4 чорний пішак · e4 біла тура · c3 білий пішак · f3 білий кінь · b2 білий пішак · f2 білий пішак · f1 білий король | 6 |
| 5 | b8 чорна тура · d8 чорний ферзь · f8 чорний король · f7 чорний пішак · g7 чорний пішак · d6 чорний пішак · b5 чорний пішак · c5 чорний слон · d5 білий ферзь · f5 білий пішак · g5 чорний пішак · h5 білий пішак · c4 чорний пішак · e4 біла тура · c3 білий пішак · f3 білий кінь · b2 білий пішак · f2 білий пішак · f1 білий король | b8 чорна тура · d8 чорний ферзь · f8 чорний король · f7 чорний пішак · g7 чорний пішак · d6 чорний пішак · b5 чорний пішак · c5 чорний слон · d5 білий ферзь · f5 білий пішак · g5 чорний пішак · h5 білий пішак · c4 чорний пішак · e4 біла тура · c3 білий пішак · f3 білий кінь · b2 білий пішак · f2 білий пішак · f1 білий король | b8 чорна тура · d8 чорний ферзь · f8 чорний король · f7 чорний пішак · g7 чорний пішак · d6 чорний пішак · b5 чорний пішак · c5 чорний слон · d5 білий ферзь · f5 білий пішак · g5 чорний пішак · h5 білий пішак · c4 чорний пішак · e4 біла тура · c3 білий пішак · f3 білий кінь · b2 білий пішак · f2 білий пішак · f1 білий король | b8 чорна тура · d8 чорний ферзь · f8 чорний король · f7 чорний пішак · g7 чорний пішак · d6 чорний пішак · b5 чорний пішак · c5 чорний слон · d5 білий ферзь · f5 білий пішак · g5 чорний пішак · h5 білий пішак · c4 чорний пішак · e4 біла тура · c3 білий пішак · f3 білий кінь · b2 білий пішак · f2 білий пішак · f1 білий король | b8 чорна тура · d8 чорний ферзь · f8 чорний король · f7 чорний пішак · g7 чорний пішак · d6 чорний пішак · b5 чорний пішак · c5 чорний слон · d5 білий ферзь · f5 білий пішак · g5 чорний пішак · h5 білий пішак · c4 чорний пішак · e4 біла тура · c3 білий пішак · f3 білий кінь · b2 білий пішак · f2 білий пішак · f1 білий король | b8 чорна тура · d8 чорний ферзь · f8 чорний король · f7 чорний пішак · g7 чорний пішак · d6 чорний пішак · b5 чорний пішак · c5 чорний слон · d5 білий ферзь · f5 білий пішак · g5 чорний пішак · h5 білий пішак · c4 чорний пішак · e4 біла тура · c3 білий пішак · f3 білий кінь · b2 білий пішак · f2 білий пішак · f1 білий король | b8 чорна тура · d8 чорний ферзь · f8 чорний король · f7 чорний пішак · g7 чорний пішак · d6 чорний пішак · b5 чорний пішак · c5 чорний слон · d5 білий ферзь · f5 білий пішак · g5 чорний пішак · h5 білий пішак · c4 чорний пішак · e4 біла тура · c3 білий пішак · f3 білий кінь · b2 білий пішак · f2 білий пішак · f1 білий король | b8 чорна тура · d8 чорний ферзь · f8 чорний король · f7 чорний пішак · g7 чорний пішак · d6 чорний пішак · b5 чорний пішак · c5 чорний слон · d5 білий ферзь · f5 білий пішак · g5 чорний пішак · h5 білий пішак · c4 чорний пішак · e4 біла тура · c3 білий пішак · f3 білий кінь · b2 білий пішак · f2 білий пішак · f1 білий король | 5 |
| 4 | b8 чорна тура · d8 чорний ферзь · f8 чорний король · f7 чорний пішак · g7 чорний пішак · d6 чорний пішак · b5 чорний пішак · c5 чорний слон · d5 білий ферзь · f5 білий пішак · g5 чорний пішак · h5 білий пішак · c4 чорний пішак · e4 біла тура · c3 білий пішак · f3 білий кінь · b2 білий пішак · f2 білий пішак · f1 білий король | b8 чорна тура · d8 чорний ферзь · f8 чорний король · f7 чорний пішак · g7 чорний пішак · d6 чорний пішак · b5 чорний пішак · c5 чорний слон · d5 білий ферзь · f5 білий пішак · g5 чорний пішак · h5 білий пішак · c4 чорний пішак · e4 біла тура · c3 білий пішак · f3 білий кінь · b2 білий пішак · f2 білий пішак · f1 білий король | b8 чорна тура · d8 чорний ферзь · f8 чорний король · f7 чорний пішак · g7 чорний пішак · d6 чорний пішак · b5 чорний пішак · c5 чорний слон · d5 білий ферзь · f5 білий пішак · g5 чорний пішак · h5 білий пішак · c4 чорний пішак · e4 біла тура · c3 білий пішак · f3 білий кінь · b2 білий пішак · f2 білий пішак · f1 білий король | b8 чорна тура · d8 чорний ферзь · f8 чорний король · f7 чорний пішак · g7 чорний пішак · d6 чорний пішак · b5 чорний пішак · c5 чорний слон · d5 білий ферзь · f5 білий пішак · g5 чорний пішак · h5 білий пішак · c4 чорний пішак · e4 біла тура · c3 білий пішак · f3 білий кінь · b2 білий пішак · f2 білий пішак · f1 білий король | b8 чорна тура · d8 чорний ферзь · f8 чорний король · f7 чорний пішак · g7 чорний пішак · d6 чорний пішак · b5 чорний пішак · c5 чорний слон · d5 білий ферзь · f5 білий пішак · g5 чорний пішак · h5 білий пішак · c4 чорний пішак · e4 біла тура · c3 білий пішак · f3 білий кінь · b2 білий пішак · f2 білий пішак · f1 білий король | b8 чорна тура · d8 чорний ферзь · f8 чорний король · f7 чорний пішак · g7 чорний пішак · d6 чорний пішак · b5 чорний пішак · c5 чорний слон · d5 білий ферзь · f5 білий пішак · g5 чорний пішак · h5 білий пішак · c4 чорний пішак · e4 біла тура · c3 білий пішак · f3 білий кінь · b2 білий пішак · f2 білий пішак · f1 білий король | b8 чорна тура · d8 чорний ферзь · f8 чорний король · f7 чорний пішак · g7 чорний пішак · d6 чорний пішак · b5 чорний пішак · c5 чорний слон · d5 білий ферзь · f5 білий пішак · g5 чорний пішак · h5 білий пішак · c4 чорний пішак · e4 біла тура · c3 білий пішак · f3 білий кінь · b2 білий пішак · f2 білий пішак · f1 білий король | b8 чорна тура · d8 чорний ферзь · f8 чорний король · f7 чорний пішак · g7 чорний пішак · d6 чорний пішак · b5 чорний пішак · c5 чорний слон · d5 білий ферзь · f5 білий пішак · g5 чорний пішак · h5 білий пішак · c4 чорний пішак · e4 біла тура · c3 білий пішак · f3 білий кінь · b2 білий пішак · f2 білий пішак · f1 білий король | 4 |
| 3 | b8 чорна тура · d8 чорний ферзь · f8 чорний король · f7 чорний пішак · g7 чорний пішак · d6 чорний пішак · b5 чорний пішак · c5 чорний слон · d5 білий ферзь · f5 білий пішак · g5 чорний пішак · h5 білий пішак · c4 чорний пішак · e4 біла тура · c3 білий пішак · f3 білий кінь · b2 білий пішак · f2 білий пішак · f1 білий король | b8 чорна тура · d8 чорний ферзь · f8 чорний король · f7 чорний пішак · g7 чорний пішак · d6 чорний пішак · b5 чорний пішак · c5 чорний слон · d5 білий ферзь · f5 білий пішак · g5 чорний пішак · h5 білий пішак · c4 чорний пішак · e4 біла тура · c3 білий пішак · f3 білий кінь · b2 білий пішак · f2 білий пішак · f1 білий король | b8 чорна тура · d8 чорний ферзь · f8 чорний король · f7 чорний пішак · g7 чорний пішак · d6 чорний пішак · b5 чорний пішак · c5 чорний слон · d5 білий ферзь · f5 білий пішак · g5 чорний пішак · h5 білий пішак · c4 чорний пішак · e4 біла тура · c3 білий пішак · f3 білий кінь · b2 білий пішак · f2 білий пішак · f1 білий король | b8 чорна тура · d8 чорний ферзь · f8 чорний король · f7 чорний пішак · g7 чорний пішак · d6 чорний пішак · b5 чорний пішак · c5 чорний слон · d5 білий ферзь · f5 білий пішак · g5 чорний пішак · h5 білий пішак · c4 чорний пішак · e4 біла тура · c3 білий пішак · f3 білий кінь · b2 білий пішак · f2 білий пішак · f1 білий король | b8 чорна тура · d8 чорний ферзь · f8 чорний король · f7 чорний пішак · g7 чорний пішак · d6 чорний пішак · b5 чорний пішак · c5 чорний слон · d5 білий ферзь · f5 білий пішак · g5 чорний пішак · h5 білий пішак · c4 чорний пішак · e4 біла тура · c3 білий пішак · f3 білий кінь · b2 білий пішак · f2 білий пішак · f1 білий король | b8 чорна тура · d8 чорний ферзь · f8 чорний король · f7 чорний пішак · g7 чорний пішак · d6 чорний пішак · b5 чорний пішак · c5 чорний слон · d5 білий ферзь · f5 білий пішак · g5 чорний пішак · h5 білий пішак · c4 чорний пішак · e4 біла тура · c3 білий пішак · f3 білий кінь · b2 білий пішак · f2 білий пішак · f1 білий король | b8 чорна тура · d8 чорний ферзь · f8 чорний король · f7 чорний пішак · g7 чорний пішак · d6 чорний пішак · b5 чорний пішак · c5 чорний слон · d5 білий ферзь · f5 білий пішак · g5 чорний пішак · h5 білий пішак · c4 чорний пішак · e4 біла тура · c3 білий пішак · f3 білий кінь · b2 білий пішак · f2 білий пішак · f1 білий король | b8 чорна тура · d8 чорний ферзь · f8 чорний король · f7 чорний пішак · g7 чорний пішак · d6 чорний пішак · b5 чорний пішак · c5 чорний слон · d5 білий ферзь · f5 білий пішак · g5 чорний пішак · h5 білий пішак · c4 чорний пішак · e4 біла тура · c3 білий пішак · f3 білий кінь · b2 білий пішак · f2 білий пішак · f1 білий король | 3 |
| 2 | b8 чорна тура · d8 чорний ферзь · f8 чорний король · f7 чорний пішак · g7 чорний пішак · d6 чорний пішак · b5 чорний пішак · c5 чорний слон · d5 білий ферзь · f5 білий пішак · g5 чорний пішак · h5 білий пішак · c4 чорний пішак · e4 біла тура · c3 білий пішак · f3 білий кінь · b2 білий пішак · f2 білий пішак · f1 білий король | b8 чорна тура · d8 чорний ферзь · f8 чорний король · f7 чорний пішак · g7 чорний пішак · d6 чорний пішак · b5 чорний пішак · c5 чорний слон · d5 білий ферзь · f5 білий пішак · g5 чорний пішак · h5 білий пішак · c4 чорний пішак · e4 біла тура · c3 білий пішак · f3 білий кінь · b2 білий пішак · f2 білий пішак · f1 білий король | b8 чорна тура · d8 чорний ферзь · f8 чорний король · f7 чорний пішак · g7 чорний пішак · d6 чорний пішак · b5 чорний пішак · c5 чорний слон · d5 білий ферзь · f5 білий пішак · g5 чорний пішак · h5 білий пішак · c4 чорний пішак · e4 біла тура · c3 білий пішак · f3 білий кінь · b2 білий пішак · f2 білий пішак · f1 білий король | b8 чорна тура · d8 чорний ферзь · f8 чорний король · f7 чорний пішак · g7 чорний пішак · d6 чорний пішак · b5 чорний пішак · c5 чорний слон · d5 білий ферзь · f5 білий пішак · g5 чорний пішак · h5 білий пішак · c4 чорний пішак · e4 біла тура · c3 білий пішак · f3 білий кінь · b2 білий пішак · f2 білий пішак · f1 білий король | b8 чорна тура · d8 чорний ферзь · f8 чорний король · f7 чорний пішак · g7 чорний пішак · d6 чорний пішак · b5 чорний пішак · c5 чорний слон · d5 білий ферзь · f5 білий пішак · g5 чорний пішак · h5 білий пішак · c4 чорний пішак · e4 біла тура · c3 білий пішак · f3 білий кінь · b2 білий пішак · f2 білий пішак · f1 білий король | b8 чорна тура · d8 чорний ферзь · f8 чорний король · f7 чорний пішак · g7 чорний пішак · d6 чорний пішак · b5 чорний пішак · c5 чорний слон · d5 білий ферзь · f5 білий пішак · g5 чорний пішак · h5 білий пішак · c4 чорний пішак · e4 біла тура · c3 білий пішак · f3 білий кінь · b2 білий пішак · f2 білий пішак · f1 білий король | b8 чорна тура · d8 чорний ферзь · f8 чорний король · f7 чорний пішак · g7 чорний пішак · d6 чорний пішак · b5 чорний пішак · c5 чорний слон · d5 білий ферзь · f5 білий пішак · g5 чорний пішак · h5 білий пішак · c4 чорний пішак · e4 біла тура · c3 білий пішак · f3 білий кінь · b2 білий пішак · f2 білий пішак · f1 білий король | b8 чорна тура · d8 чорний ферзь · f8 чорний король · f7 чорний пішак · g7 чорний пішак · d6 чорний пішак · b5 чорний пішак · c5 чорний слон · d5 білий ферзь · f5 білий пішак · g5 чорний пішак · h5 білий пішак · c4 чорний пішак · e4 біла тура · c3 білий пішак · f3 білий кінь · b2 білий пішак · f2 білий пішак · f1 білий король | 2 |
| 1 | b8 чорна тура · d8 чорний ферзь · f8 чорний король · f7 чорний пішак · g7 чорний пішак · d6 чорний пішак · b5 чорний пішак · c5 чорний слон · d5 білий ферзь · f5 білий пішак · g5 чорний пішак · h5 білий пішак · c4 чорний пішак · e4 біла тура · c3 білий пішак · f3 білий кінь · b2 білий пішак · f2 білий пішак · f1 білий король | b8 чорна тура · d8 чорний ферзь · f8 чорний король · f7 чорний пішак · g7 чорний пішак · d6 чорний пішак · b5 чорний пішак · c5 чорний слон · d5 білий ферзь · f5 білий пішак · g5 чорний пішак · h5 білий пішак · c4 чорний пішак · e4 біла тура · c3 білий пішак · f3 білий кінь · b2 білий пішак · f2 білий пішак · f1 білий король | b8 чорна тура · d8 чорний ферзь · f8 чорний король · f7 чорний пішак · g7 чорний пішак · d6 чорний пішак · b5 чорний пішак · c5 чорний слон · d5 білий ферзь · f5 білий пішак · g5 чорний пішак · h5 білий пішак · c4 чорний пішак · e4 біла тура · c3 білий пішак · f3 білий кінь · b2 білий пішак · f2 білий пішак · f1 білий король | b8 чорна тура · d8 чорний ферзь · f8 чорний король · f7 чорний пішак · g7 чорний пішак · d6 чорний пішак · b5 чорний пішак · c5 чорний слон · d5 білий ферзь · f5 білий пішак · g5 чорний пішак · h5 білий пішак · c4 чорний пішак · e4 біла тура · c3 білий пішак · f3 білий кінь · b2 білий пішак · f2 білий пішак · f1 білий король | b8 чорна тура · d8 чорний ферзь · f8 чорний король · f7 чорний пішак · g7 чорний пішак · d6 чорний пішак · b5 чорний пішак · c5 чорний слон · d5 білий ферзь · f5 білий пішак · g5 чорний пішак · h5 білий пішак · c4 чорний пішак · e4 біла тура · c3 білий пішак · f3 білий кінь · b2 білий пішак · f2 білий пішак · f1 білий король | b8 чорна тура · d8 чорний ферзь · f8 чорний король · f7 чорний пішак · g7 чорний пішак · d6 чорний пішак · b5 чорний пішак · c5 чорний слон · d5 білий ферзь · f5 білий пішак · g5 чорний пішак · h5 білий пішак · c4 чорний пішак · e4 біла тура · c3 білий пішак · f3 білий кінь · b2 білий пішак · f2 білий пішак · f1 білий король | b8 чорна тура · d8 чорний ферзь · f8 чорний король · f7 чорний пішак · g7 чорний пішак · d6 чорний пішак · b5 чорний пішак · c5 чорний слон · d5 білий ферзь · f5 білий пішак · g5 чорний пішак · h5 білий пішак · c4 чорний пішак · e4 біла тура · c3 білий пішак · f3 білий кінь · b2 білий пішак · f2 білий пішак · f1 білий король | b8 чорна тура · d8 чорний ферзь · f8 чорний король · f7 чорний пішак · g7 чорний пішак · d6 чорний пішак · b5 чорний пішак · c5 чорний слон · d5 білий ферзь · f5 білий пішак · g5 чорний пішак · h5 білий пішак · c4 чорний пішак · e4 біла тура · c3 білий пішак · f3 білий кінь · b2 білий пішак · f2 білий пішак · f1 білий король | 1 |
|   | a | b | c | d | e | f | g | h |   |

### Гра 5: Непомнящий–Дін, 1–0
П’ята партія матчу, перемога Непомнящого за 48 ходів, була зіграна 15 квітня. Коментатори похвалили Непомнящого за його початкову підготовку, багато хто відзначив, що він витрачав дуже мало часу на ходи до 23 ходу, що є перевагою в часі. яка лише зростала в ході гри. Аніш Гірі розкритикував ходи 19...Bd8!? і 20...Ne7!? Діном, назвавши це «найбільш незручним налаштуванням». Пізніше Дін сказав: «Я вважаю, що критичним моментом є те, що я повинен був зіграти 29...Qf6 замість 29...Nxf5». Коментатори заявили, що 29...Nxf5 сам по собі не був поганим ходом, але 30...Qf6 було те, що втрачало перевагу, припускаючи, що 30...Qd7 мала б рівність. Непомнящий швидко розпочав атаку на королівському фланзі, виконавши розрив пішака 37.g5!, на що Гірі розцінив відповідь Діна 37...hxg5 як «повну програш». Після 38.Rg4 природне 38...f6, що захищає пішака, натрапило б на 39.Nh4!, де 39...gxh4 40.h6! знищує позицію чорних.[56] Натомість було зіграно 38...Ra8, що дозволило Непомнящому повернути пішака 39.Nxg5. Непомнящий точно реалізував позиційну перевагу, хід 48.Rh6 переконав Діня піти у відставку після 15 хвилин аналізу позиції. 
Ruy Lopez, Closed Defence (ECO C84)
1. e4 e5 2. Nf3 Nc6 3. Bb5 a6 4. Ba4 Nf6 5. 0-0 Be7 6. d3 b5 7. Bb3 d6 8. c3 0-0 9. h3 Bb7 10. a4 Na5 11. Ba2 c5 12. Bg5 h6 13. Bxf6 Bxf6 14. axb5 axb5 15. Nbd2 Nc6 16. Bd5 Rxa1 17. Qxa1 Qd7 18. Re1 Ra8 19. Qd1 Bd8 20. Nf1 Ne7 21. Bxb7 Qxb7 22. Ne3 Bb6 23. h4 Qc6 24. h5 c4 25. d4 exd4 26. Nxd4 Qc5 27. Qg4 Qe5 28. Nf3 Qe6 29. Nf5 Nxf5 30. exf5 Qf6 31. Qe4 Rb8 32. Re2 Bc5 33. g4 Qd8 34. Qd5 Kf8 35. Kf1 Rc8 36. Re4 Rb8 37. g5 hxg5 38. Rg4 Ra8 39. Nxg5 Ra1+ 40. Ke2 Qe7+ 41. Ne4 Qe8 42. Kf3 Qa8 43. Qxa8+ Rxa8 44. f6 g6 45. hxg6 fxg6 46. Rxg6 Ra2 47. Kg4 Rxb2 48. Rh6 1–0

### Гра 6: Дін–Непомнящий, 1–0
Шоста партія матчу, перемога Дін за 44 ходи, була зіграна 16 квітня. Дін грав у Лондонську систему, завдяки чому ця гра вперше з’явилася в матчі Чемпіонату світу. Незважаючи на це, Непомнящий сказав, що очікував колись це побачити. Після 14...Nd7 15.Nxd7 Qxd7, 16.a5! виправлено структуру пішака Непомнячого на ферзевому фланзі, надаючи позиції білих невелику перевагу. За відсутності активних планів Непомнящий почав готувати прорив пішака 22...e5. Дін згадав, що його початковий план полягав у тому, щоб зіграти 23.b4, хід, який залучав би менше контргри, ніж ігровий хід 23.Rb3. Незважаючи на те, що Дін був значно нижчим за часом, саме Непомнящий дозволив супернику закріпити невелику перевагу. 27...Rxe5 28.dxe5 Qd8! дозволив би Непомнячому боротися далі, як 29.hxg6? дозволило б йому змусити нічию шляхом постійного шаху через 29...Qd1+ 30.Kh2 Qh5+. Замість цього було зіграно 27...Bc2, що дозволило Діну виграти пішака b7. 32.Rc5? був поспішний хід, який міг повернути Непомнящого в гру, якби він знайшов 32...Qxc3; однак було зіграно 32...Qc1+, повернувши ініціативу Діну. Коли гравці досягли контрольного часу, Дін витратив 20 хвилин на хід 41.d5, забравши поле e6 для матової сітки. Після 41...a2 42.Qc7 Kh7 43.Ng6 Rg8 44.Qf7! Непомнящий змирився, адже загроза 45.Qxg8+ Kxg8 46.Ra8+ Kf7 47.Rf8# нестримна.
Про партію Непомнящий казав: «Я зіграв одну зі своїх найгірших партій за всю історію. Кожен хід був поганим… 27...Bd3 замість 27...Bc2 було краще, але навіть це було невдало». На запитання про частоту вирішальних партій у матчі Непомнящий відмовився відповідати, а Дін жартома відповів: «Здається, ми не такі професійні, як Магнус [Карлсен]».
London System (ECO A46)
1. d4 Nf6 2. Nf3 d5 3. Bf4 c5 4. e3 Nc6 5. Nbd2 cxd4 6. exd4 Bf5 7. c3 e6 8. Bb5 Bd6 9. Bxd6 Qxd6 10. 0-0 0-0 11. Re1 h6 12. Ne5 Ne7 13. a4 a6 14. Bf1 Nd7 15. Nxd7 Qxd7 16. a5 Qc7 17. Qf3 Rfc8 18. Ra3 Bg6 19. Nb3 Nc6 20. Qg3 Qe7 21. h4 Re8 22. Nc5 e5 23. Rb3 Nxa5 24. Rxe5 Qf6 25. Ra3 Nc4 26. Bxc4 dxc4 27. h5 Bc2 28. Nxb7 Qb6 29. Nd6 Rxe5 30. Qxe5 Qxb2 31. Ra5 Kh7 32. Rc5 Qc1+ 33. Kh2 f6 34. Qg3 a5 35. Nxc4 a4 36. Ne3 Bb1 37. Rc7 Rg8 38. Nd5 Kh8 39. Ra7 a3 40. Ne7 Rf8 41. d5 a2 42. Qc7 Kh7 43. Ng6 Rg8 44. Qf7 1–0

### Гра 7: Непомнящий–Дін, 1–0
|   | a | b | c | d | e | f | g | h |   |
| 8 | g8 чорний король · a7 чорний пішак · f7 чорний пішак · d6 чорний ферзь · e6 чорний пішак · f6 чорний слон · g6 чорний пішак · c5 чорний пішак · d5 чорна тура · c4 біла тура · h4 білий пішак · b3 білий пішак · c3 білий пішак · e3 білий ферзь · a2 білий пішак · h2 білий пішак · e1 біла тура · g1 білий король | g8 чорний король · a7 чорний пішак · f7 чорний пішак · d6 чорний ферзь · e6 чорний пішак · f6 чорний слон · g6 чорний пішак · c5 чорний пішак · d5 чорна тура · c4 біла тура · h4 білий пішак · b3 білий пішак · c3 білий пішак · e3 білий ферзь · a2 білий пішак · h2 білий пішак · e1 біла тура · g1 білий король | g8 чорний король · a7 чорний пішак · f7 чорний пішак · d6 чорний ферзь · e6 чорний пішак · f6 чорний слон · g6 чорний пішак · c5 чорний пішак · d5 чорна тура · c4 біла тура · h4 білий пішак · b3 білий пішак · c3 білий пішак · e3 білий ферзь · a2 білий пішак · h2 білий пішак · e1 біла тура · g1 білий король | g8 чорний король · a7 чорний пішак · f7 чорний пішак · d6 чорний ферзь · e6 чорний пішак · f6 чорний слон · g6 чорний пішак · c5 чорний пішак · d5 чорна тура · c4 біла тура · h4 білий пішак · b3 білий пішак · c3 білий пішак · e3 білий ферзь · a2 білий пішак · h2 білий пішак · e1 біла тура · g1 білий король | g8 чорний король · a7 чорний пішак · f7 чорний пішак · d6 чорний ферзь · e6 чорний пішак · f6 чорний слон · g6 чорний пішак · c5 чорний пішак · d5 чорна тура · c4 біла тура · h4 білий пішак · b3 білий пішак · c3 білий пішак · e3 білий ферзь · a2 білий пішак · h2 білий пішак · e1 біла тура · g1 білий король | g8 чорний король · a7 чорний пішак · f7 чорний пішак · d6 чорний ферзь · e6 чорний пішак · f6 чорний слон · g6 чорний пішак · c5 чорний пішак · d5 чорна тура · c4 біла тура · h4 білий пішак · b3 білий пішак · c3 білий пішак · e3 білий ферзь · a2 білий пішак · h2 білий пішак · e1 біла тура · g1 білий король | g8 чорний король · a7 чорний пішак · f7 чорний пішак · d6 чорний ферзь · e6 чорний пішак · f6 чорний слон · g6 чорний пішак · c5 чорний пішак · d5 чорна тура · c4 біла тура · h4 білий пішак · b3 білий пішак · c3 білий пішак · e3 білий ферзь · a2 білий пішак · h2 білий пішак · e1 біла тура · g1 білий король | g8 чорний король · a7 чорний пішак · f7 чорний пішак · d6 чорний ферзь · e6 чорний пішак · f6 чорний слон · g6 чорний пішак · c5 чорний пішак · d5 чорна тура · c4 біла тура · h4 білий пішак · b3 білий пішак · c3 білий пішак · e3 білий ферзь · a2 білий пішак · h2 білий пішак · e1 біла тура · g1 білий король | 8 |
| 7 | g8 чорний король · a7 чорний пішак · f7 чорний пішак · d6 чорний ферзь · e6 чорний пішак · f6 чорний слон · g6 чорний пішак · c5 чорний пішак · d5 чорна тура · c4 біла тура · h4 білий пішак · b3 білий пішак · c3 білий пішак · e3 білий ферзь · a2 білий пішак · h2 білий пішак · e1 біла тура · g1 білий король | g8 чорний король · a7 чорний пішак · f7 чорний пішак · d6 чорний ферзь · e6 чорний пішак · f6 чорний слон · g6 чорний пішак · c5 чорний пішак · d5 чорна тура · c4 біла тура · h4 білий пішак · b3 білий пішак · c3 білий пішак · e3 білий ферзь · a2 білий пішак · h2 білий пішак · e1 біла тура · g1 білий король | g8 чорний король · a7 чорний пішак · f7 чорний пішак · d6 чорний ферзь · e6 чорний пішак · f6 чорний слон · g6 чорний пішак · c5 чорний пішак · d5 чорна тура · c4 біла тура · h4 білий пішак · b3 білий пішак · c3 білий пішак · e3 білий ферзь · a2 білий пішак · h2 білий пішак · e1 біла тура · g1 білий король | g8 чорний король · a7 чорний пішак · f7 чорний пішак · d6 чорний ферзь · e6 чорний пішак · f6 чорний слон · g6 чорний пішак · c5 чорний пішак · d5 чорна тура · c4 біла тура · h4 білий пішак · b3 білий пішак · c3 білий пішак · e3 білий ферзь · a2 білий пішак · h2 білий пішак · e1 біла тура · g1 білий король | g8 чорний король · a7 чорний пішак · f7 чорний пішак · d6 чорний ферзь · e6 чорний пішак · f6 чорний слон · g6 чорний пішак · c5 чорний пішак · d5 чорна тура · c4 біла тура · h4 білий пішак · b3 білий пішак · c3 білий пішак · e3 білий ферзь · a2 білий пішак · h2 білий пішак · e1 біла тура · g1 білий король | g8 чорний король · a7 чорний пішак · f7 чорний пішак · d6 чорний ферзь · e6 чорний пішак · f6 чорний слон · g6 чорний пішак · c5 чорний пішак · d5 чорна тура · c4 біла тура · h4 білий пішак · b3 білий пішак · c3 білий пішак · e3 білий ферзь · a2 білий пішак · h2 білий пішак · e1 біла тура · g1 білий король | g8 чорний король · a7 чорний пішак · f7 чорний пішак · d6 чорний ферзь · e6 чорний пішак · f6 чорний слон · g6 чорний пішак · c5 чорний пішак · d5 чорна тура · c4 біла тура · h4 білий пішак · b3 білий пішак · c3 білий пішак · e3 білий ферзь · a2 білий пішак · h2 білий пішак · e1 біла тура · g1 білий король | g8 чорний король · a7 чорний пішак · f7 чорний пішак · d6 чорний ферзь · e6 чорний пішак · f6 чорний слон · g6 чорний пішак · c5 чорний пішак · d5 чорна тура · c4 біла тура · h4 білий пішак · b3 білий пішак · c3 білий пішак · e3 білий ферзь · a2 білий пішак · h2 білий пішак · e1 біла тура · g1 білий король | 7 |
| 6 | g8 чорний король · a7 чорний пішак · f7 чорний пішак · d6 чорний ферзь · e6 чорний пішак · f6 чорний слон · g6 чорний пішак · c5 чорний пішак · d5 чорна тура · c4 біла тура · h4 білий пішак · b3 білий пішак · c3 білий пішак · e3 білий ферзь · a2 білий пішак · h2 білий пішак · e1 біла тура · g1 білий король | g8 чорний король · a7 чорний пішак · f7 чорний пішак · d6 чорний ферзь · e6 чорний пішак · f6 чорний слон · g6 чорний пішак · c5 чорний пішак · d5 чорна тура · c4 біла тура · h4 білий пішак · b3 білий пішак · c3 білий пішак · e3 білий ферзь · a2 білий пішак · h2 білий пішак · e1 біла тура · g1 білий король | g8 чорний король · a7 чорний пішак · f7 чорний пішак · d6 чорний ферзь · e6 чорний пішак · f6 чорний слон · g6 чорний пішак · c5 чорний пішак · d5 чорна тура · c4 біла тура · h4 білий пішак · b3 білий пішак · c3 білий пішак · e3 білий ферзь · a2 білий пішак · h2 білий пішак · e1 біла тура · g1 білий король | g8 чорний король · a7 чорний пішак · f7 чорний пішак · d6 чорний ферзь · e6 чорний пішак · f6 чорний слон · g6 чорний пішак · c5 чорний пішак · d5 чорна тура · c4 біла тура · h4 білий пішак · b3 білий пішак · c3 білий пішак · e3 білий ферзь · a2 білий пішак · h2 білий пішак · e1 біла тура · g1 білий король | g8 чорний король · a7 чорний пішак · f7 чорний пішак · d6 чорний ферзь · e6 чорний пішак · f6 чорний слон · g6 чорний пішак · c5 чорний пішак · d5 чорна тура · c4 біла тура · h4 білий пішак · b3 білий пішак · c3 білий пішак · e3 білий ферзь · a2 білий пішак · h2 білий пішак · e1 біла тура · g1 білий король | g8 чорний король · a7 чорний пішак · f7 чорний пішак · d6 чорний ферзь · e6 чорний пішак · f6 чорний слон · g6 чорний пішак · c5 чорний пішак · d5 чорна тура · c4 біла тура · h4 білий пішак · b3 білий пішак · c3 білий пішак · e3 білий ферзь · a2 білий пішак · h2 білий пішак · e1 біла тура · g1 білий король | g8 чорний король · a7 чорний пішак · f7 чорний пішак · d6 чорний ферзь · e6 чорний пішак · f6 чорний слон · g6 чорний пішак · c5 чорний пішак · d5 чорна тура · c4 біла тура · h4 білий пішак · b3 білий пішак · c3 білий пішак · e3 білий ферзь · a2 білий пішак · h2 білий пішак · e1 біла тура · g1 білий король | g8 чорний король · a7 чорний пішак · f7 чорний пішак · d6 чорний ферзь · e6 чорний пішак · f6 чорний слон · g6 чорний пішак · c5 чорний пішак · d5 чорна тура · c4 біла тура · h4 білий пішак · b3 білий пішак · c3 білий пішак · e3 білий ферзь · a2 білий пішак · h2 білий пішак · e1 біла тура · g1 білий король | 6 |
| 5 | g8 чорний король · a7 чорний пішак · f7 чорний пішак · d6 чорний ферзь · e6 чорний пішак · f6 чорний слон · g6 чорний пішак · c5 чорний пішак · d5 чорна тура · c4 біла тура · h4 білий пішак · b3 білий пішак · c3 білий пішак · e3 білий ферзь · a2 білий пішак · h2 білий пішак · e1 біла тура · g1 білий король | g8 чорний король · a7 чорний пішак · f7 чорний пішак · d6 чорний ферзь · e6 чорний пішак · f6 чорний слон · g6 чорний пішак · c5 чорний пішак · d5 чорна тура · c4 біла тура · h4 білий пішак · b3 білий пішак · c3 білий пішак · e3 білий ферзь · a2 білий пішак · h2 білий пішак · e1 біла тура · g1 білий король | g8 чорний король · a7 чорний пішак · f7 чорний пішак · d6 чорний ферзь · e6 чорний пішак · f6 чорний слон · g6 чорний пішак · c5 чорний пішак · d5 чорна тура · c4 біла тура · h4 білий пішак · b3 білий пішак · c3 білий пішак · e3 білий ферзь · a2 білий пішак · h2 білий пішак · e1 біла тура · g1 білий король | g8 чорний король · a7 чорний пішак · f7 чорний пішак · d6 чорний ферзь · e6 чорний пішак · f6 чорний слон · g6 чорний пішак · c5 чорний пішак · d5 чорна тура · c4 біла тура · h4 білий пішак · b3 білий пішак · c3 білий пішак · e3 білий ферзь · a2 білий пішак · h2 білий пішак · e1 біла тура · g1 білий король | g8 чорний король · a7 чорний пішак · f7 чорний пішак · d6 чорний ферзь · e6 чорний пішак · f6 чорний слон · g6 чорний пішак · c5 чорний пішак · d5 чорна тура · c4 біла тура · h4 білий пішак · b3 білий пішак · c3 білий пішак · e3 білий ферзь · a2 білий пішак · h2 білий пішак · e1 біла тура · g1 білий король | g8 чорний король · a7 чорний пішак · f7 чорний пішак · d6 чорний ферзь · e6 чорний пішак · f6 чорний слон · g6 чорний пішак · c5 чорний пішак · d5 чорна тура · c4 біла тура · h4 білий пішак · b3 білий пішак · c3 білий пішак · e3 білий ферзь · a2 білий пішак · h2 білий пішак · e1 біла тура · g1 білий король | g8 чорний король · a7 чорний пішак · f7 чорний пішак · d6 чорний ферзь · e6 чорний пішак · f6 чорний слон · g6 чорний пішак · c5 чорний пішак · d5 чорна тура · c4 біла тура · h4 білий пішак · b3 білий пішак · c3 білий пішак · e3 білий ферзь · a2 білий пішак · h2 білий пішак · e1 біла тура · g1 білий король | g8 чорний король · a7 чорний пішак · f7 чорний пішак · d6 чорний ферзь · e6 чорний пішак · f6 чорний слон · g6 чорний пішак · c5 чорний пішак · d5 чорна тура · c4 біла тура · h4 білий пішак · b3 білий пішак · c3 білий пішак · e3 білий ферзь · a2 білий пішак · h2 білий пішак · e1 біла тура · g1 білий король | 5 |
| 4 | g8 чорний король · a7 чорний пішак · f7 чорний пішак · d6 чорний ферзь · e6 чорний пішак · f6 чорний слон · g6 чорний пішак · c5 чорний пішак · d5 чорна тура · c4 біла тура · h4 білий пішак · b3 білий пішак · c3 білий пішак · e3 білий ферзь · a2 білий пішак · h2 білий пішак · e1 біла тура · g1 білий король | g8 чорний король · a7 чорний пішак · f7 чорний пішак · d6 чорний ферзь · e6 чорний пішак · f6 чорний слон · g6 чорний пішак · c5 чорний пішак · d5 чорна тура · c4 біла тура · h4 білий пішак · b3 білий пішак · c3 білий пішак · e3 білий ферзь · a2 білий пішак · h2 білий пішак · e1 біла тура · g1 білий король | g8 чорний король · a7 чорний пішак · f7 чорний пішак · d6 чорний ферзь · e6 чорний пішак · f6 чорний слон · g6 чорний пішак · c5 чорний пішак · d5 чорна тура · c4 біла тура · h4 білий пішак · b3 білий пішак · c3 білий пішак · e3 білий ферзь · a2 білий пішак · h2 білий пішак · e1 біла тура · g1 білий король | g8 чорний король · a7 чорний пішак · f7 чорний пішак · d6 чорний ферзь · e6 чорний пішак · f6 чорний слон · g6 чорний пішак · c5 чорний пішак · d5 чорна тура · c4 біла тура · h4 білий пішак · b3 білий пішак · c3 білий пішак · e3 білий ферзь · a2 білий пішак · h2 білий пішак · e1 біла тура · g1 білий король | g8 чорний король · a7 чорний пішак · f7 чорний пішак · d6 чорний ферзь · e6 чорний пішак · f6 чорний слон · g6 чорний пішак · c5 чорний пішак · d5 чорна тура · c4 біла тура · h4 білий пішак · b3 білий пішак · c3 білий пішак · e3 білий ферзь · a2 білий пішак · h2 білий пішак · e1 біла тура · g1 білий король | g8 чорний король · a7 чорний пішак · f7 чорний пішак · d6 чорний ферзь · e6 чорний пішак · f6 чорний слон · g6 чорний пішак · c5 чорний пішак · d5 чорна тура · c4 біла тура · h4 білий пішак · b3 білий пішак · c3 білий пішак · e3 білий ферзь · a2 білий пішак · h2 білий пішак · e1 біла тура · g1 білий король | g8 чорний король · a7 чорний пішак · f7 чорний пішак · d6 чорний ферзь · e6 чорний пішак · f6 чорний слон · g6 чорний пішак · c5 чорний пішак · d5 чорна тура · c4 біла тура · h4 білий пішак · b3 білий пішак · c3 білий пішак · e3 білий ферзь · a2 білий пішак · h2 білий пішак · e1 біла тура · g1 білий король | g8 чорний король · a7 чорний пішак · f7 чорний пішак · d6 чорний ферзь · e6 чорний пішак · f6 чорний слон · g6 чорний пішак · c5 чорний пішак · d5 чорна тура · c4 біла тура · h4 білий пішак · b3 білий пішак · c3 білий пішак · e3 білий ферзь · a2 білий пішак · h2 білий пішак · e1 біла тура · g1 білий король | 4 |
| 3 | g8 чорний король · a7 чорний пішак · f7 чорний пішак · d6 чорний ферзь · e6 чорний пішак · f6 чорний слон · g6 чорний пішак · c5 чорний пішак · d5 чорна тура · c4 біла тура · h4 білий пішак · b3 білий пішак · c3 білий пішак · e3 білий ферзь · a2 білий пішак · h2 білий пішак · e1 біла тура · g1 білий король | g8 чорний король · a7 чорний пішак · f7 чорний пішак · d6 чорний ферзь · e6 чорний пішак · f6 чорний слон · g6 чорний пішак · c5 чорний пішак · d5 чорна тура · c4 біла тура · h4 білий пішак · b3 білий пішак · c3 білий пішак · e3 білий ферзь · a2 білий пішак · h2 білий пішак · e1 біла тура · g1 білий король | g8 чорний король · a7 чорний пішак · f7 чорний пішак · d6 чорний ферзь · e6 чорний пішак · f6 чорний слон · g6 чорний пішак · c5 чорний пішак · d5 чорна тура · c4 біла тура · h4 білий пішак · b3 білий пішак · c3 білий пішак · e3 білий ферзь · a2 білий пішак · h2 білий пішак · e1 біла тура · g1 білий король | g8 чорний король · a7 чорний пішак · f7 чорний пішак · d6 чорний ферзь · e6 чорний пішак · f6 чорний слон · g6 чорний пішак · c5 чорний пішак · d5 чорна тура · c4 біла тура · h4 білий пішак · b3 білий пішак · c3 білий пішак · e3 білий ферзь · a2 білий пішак · h2 білий пішак · e1 біла тура · g1 білий король | g8 чорний король · a7 чорний пішак · f7 чорний пішак · d6 чорний ферзь · e6 чорний пішак · f6 чорний слон · g6 чорний пішак · c5 чорний пішак · d5 чорна тура · c4 біла тура · h4 білий пішак · b3 білий пішак · c3 білий пішак · e3 білий ферзь · a2 білий пішак · h2 білий пішак · e1 біла тура · g1 білий король | g8 чорний король · a7 чорний пішак · f7 чорний пішак · d6 чорний ферзь · e6 чорний пішак · f6 чорний слон · g6 чорний пішак · c5 чорний пішак · d5 чорна тура · c4 біла тура · h4 білий пішак · b3 білий пішак · c3 білий пішак · e3 білий ферзь · a2 білий пішак · h2 білий пішак · e1 біла тура · g1 білий король | g8 чорний король · a7 чорний пішак · f7 чорний пішак · d6 чорний ферзь · e6 чорний пішак · f6 чорний слон · g6 чорний пішак · c5 чорний пішак · d5 чорна тура · c4 біла тура · h4 білий пішак · b3 білий пішак · c3 білий пішак · e3 білий ферзь · a2 білий пішак · h2 білий пішак · e1 біла тура · g1 білий король | g8 чорний король · a7 чорний пішак · f7 чорний пішак · d6 чорний ферзь · e6 чорний пішак · f6 чорний слон · g6 чорний пішак · c5 чорний пішак · d5 чорна тура · c4 біла тура · h4 білий пішак · b3 білий пішак · c3 білий пішак · e3 білий ферзь · a2 білий пішак · h2 білий пішак · e1 біла тура · g1 білий король | 3 |
| 2 | g8 чорний король · a7 чорний пішак · f7 чорний пішак · d6 чорний ферзь · e6 чорний пішак · f6 чорний слон · g6 чорний пішак · c5 чорний пішак · d5 чорна тура · c4 біла тура · h4 білий пішак · b3 білий пішак · c3 білий пішак · e3 білий ферзь · a2 білий пішак · h2 білий пішак · e1 біла тура · g1 білий король | g8 чорний король · a7 чорний пішак · f7 чорний пішак · d6 чорний ферзь · e6 чорний пішак · f6 чорний слон · g6 чорний пішак · c5 чорний пішак · d5 чорна тура · c4 біла тура · h4 білий пішак · b3 білий пішак · c3 білий пішак · e3 білий ферзь · a2 білий пішак · h2 білий пішак · e1 біла тура · g1 білий король | g8 чорний король · a7 чорний пішак · f7 чорний пішак · d6 чорний ферзь · e6 чорний пішак · f6 чорний слон · g6 чорний пішак · c5 чорний пішак · d5 чорна тура · c4 біла тура · h4 білий пішак · b3 білий пішак · c3 білий пішак · e3 білий ферзь · a2 білий пішак · h2 білий пішак · e1 біла тура · g1 білий король | g8 чорний король · a7 чорний пішак · f7 чорний пішак · d6 чорний ферзь · e6 чорний пішак · f6 чорний слон · g6 чорний пішак · c5 чорний пішак · d5 чорна тура · c4 біла тура · h4 білий пішак · b3 білий пішак · c3 білий пішак · e3 білий ферзь · a2 білий пішак · h2 білий пішак · e1 біла тура · g1 білий король | g8 чорний король · a7 чорний пішак · f7 чорний пішак · d6 чорний ферзь · e6 чорний пішак · f6 чорний слон · g6 чорний пішак · c5 чорний пішак · d5 чорна тура · c4 біла тура · h4 білий пішак · b3 білий пішак · c3 білий пішак · e3 білий ферзь · a2 білий пішак · h2 білий пішак · e1 біла тура · g1 білий король | g8 чорний король · a7 чорний пішак · f7 чорний пішак · d6 чорний ферзь · e6 чорний пішак · f6 чорний слон · g6 чорний пішак · c5 чорний пішак · d5 чорна тура · c4 біла тура · h4 білий пішак · b3 білий пішак · c3 білий пішак · e3 білий ферзь · a2 білий пішак · h2 білий пішак · e1 біла тура · g1 білий король | g8 чорний король · a7 чорний пішак · f7 чорний пішак · d6 чорний ферзь · e6 чорний пішак · f6 чорний слон · g6 чорний пішак · c5 чорний пішак · d5 чорна тура · c4 біла тура · h4 білий пішак · b3 білий пішак · c3 білий пішак · e3 білий ферзь · a2 білий пішак · h2 білий пішак · e1 біла тура · g1 білий король | g8 чорний король · a7 чорний пішак · f7 чорний пішак · d6 чорний ферзь · e6 чорний пішак · f6 чорний слон · g6 чорний пішак · c5 чорний пішак · d5 чорна тура · c4 біла тура · h4 білий пішак · b3 білий пішак · c3 білий пішак · e3 білий ферзь · a2 білий пішак · h2 білий пішак · e1 біла тура · g1 білий король | 2 |
| 1 | g8 чорний король · a7 чорний пішак · f7 чорний пішак · d6 чорний ферзь · e6 чорний пішак · f6 чорний слон · g6 чорний пішак · c5 чорний пішак · d5 чорна тура · c4 біла тура · h4 білий пішак · b3 білий пішак · c3 білий пішак · e3 білий ферзь · a2 білий пішак · h2 білий пішак · e1 біла тура · g1 білий король | g8 чорний король · a7 чорний пішак · f7 чорний пішак · d6 чорний ферзь · e6 чорний пішак · f6 чорний слон · g6 чорний пішак · c5 чорний пішак · d5 чорна тура · c4 біла тура · h4 білий пішак · b3 білий пішак · c3 білий пішак · e3 білий ферзь · a2 білий пішак · h2 білий пішак · e1 біла тура · g1 білий король | g8 чорний король · a7 чорний пішак · f7 чорний пішак · d6 чорний ферзь · e6 чорний пішак · f6 чорний слон · g6 чорний пішак · c5 чорний пішак · d5 чорна тура · c4 біла тура · h4 білий пішак · b3 білий пішак · c3 білий пішак · e3 білий ферзь · a2 білий пішак · h2 білий пішак · e1 біла тура · g1 білий король | g8 чорний король · a7 чорний пішак · f7 чорний пішак · d6 чорний ферзь · e6 чорний пішак · f6 чорний слон · g6 чорний пішак · c5 чорний пішак · d5 чорна тура · c4 біла тура · h4 білий пішак · b3 білий пішак · c3 білий пішак · e3 білий ферзь · a2 білий пішак · h2 білий пішак · e1 біла тура · g1 білий король | g8 чорний король · a7 чорний пішак · f7 чорний пішак · d6 чорний ферзь · e6 чорний пішак · f6 чорний слон · g6 чорний пішак · c5 чорний пішак · d5 чорна тура · c4 біла тура · h4 білий пішак · b3 білий пішак · c3 білий пішак · e3 білий ферзь · a2 білий пішак · h2 білий пішак · e1 біла тура · g1 білий король | g8 чорний король · a7 чорний пішак · f7 чорний пішак · d6 чорний ферзь · e6 чорний пішак · f6 чорний слон · g6 чорний пішак · c5 чорний пішак · d5 чорна тура · c4 біла тура · h4 білий пішак · b3 білий пішак · c3 білий пішак · e3 білий ферзь · a2 білий пішак · h2 білий пішак · e1 біла тура · g1 білий король | g8 чорний король · a7 чорний пішак · f7 чорний пішак · d6 чорний ферзь · e6 чорний пішак · f6 чорний слон · g6 чорний пішак · c5 чорний пішак · d5 чорна тура · c4 біла тура · h4 білий пішак · b3 білий пішак · c3 білий пішак · e3 білий ферзь · a2 білий пішак · h2 білий пішак · e1 біла тура · g1 білий король | g8 чорний король · a7 чорний пішак · f7 чорний пішак · d6 чорний ферзь · e6 чорний пішак · f6 чорний слон · g6 чорний пішак · c5 чорний пішак · d5 чорна тура · c4 біла тура · h4 білий пішак · b3 білий пішак · c3 білий пішак · e3 білий ферзь · a2 білий пішак · h2 білий пішак · e1 біла тура · g1 білий король | 1 |
|   | a | b | c | d | e | f | g | h |   |

Сьома партія матчу, перемога Непомнящого за 37 ходів, була зіграна 18 квітня. У відповідь на 1.e4 Дін відхилився від свого звичайного 1...e5, здивувавши суперника та коментаторів, вибравши француза Захист, відкриття востаннє в матчі чемпіонату світу в 1978 році. Пізніше Дін підтвердив на прес-конференції, що він «напівжартома» запропонував французів своєму заступнику, Річарду Раппорту, який потім «наполягав», щоб Дін зіграв дебют. Непомнящий вибрав 3.Nd2, варіант Тарраша. У миттельшпілі Дін поглинув ранній тиск Непомнящого точним захистом; однак на 19-й хід у нього закінчувався час, маючи лише 26 хвилин, щоб досягти контрольного часу за 21 ходу до кінця. Незважаючи на це, він знайшов сильну жертву обміну 22...Nxf4! 23.Bxf4 Rxf4! 24.Rxf4 Bxe5, що дало йому сильну пару слонів і певну ініціативу; у цей момент коментатори вважали, що він мав невелику перевагу. Залишилося менше шести хвилин на дев'ять ходів, Дін витратив п'ять хвилин на хід 32...Rd2? (32...Be5! було найкраще), що втрачало перевагу. Потім він помилився з важливим пішаком після 33.Re2 Rd3?. Тепер Непомнящий мав виграшну позицію, а Дін відмовився на 37-му ході за 3 секунди до кінця.
French Defence, Tarrasch Variation (ECO C07)
1. e4 e6 2. d4 d5 3. Nd2 c5 4. Ngf3 cxd4 5. Nxd4 Nf6 6. exd5 Nxd5 7. N2f3 Be7 8. Bc4 Nc6 9. Nxc6 bxc6 10. 0-0 0-0 11. Qe2 Bb7 12. Bd3 Qc7 13. Qe4 Nf6 14. Qh4 c5 15. Bf4 Qb6 16. Ne5 Rad8 17. Rae1 g6 18. Bg5 Rd4 19. Qh3 Qc7 20. b3 Nh5 21. f4 Bd6 22. c3 Nxf4 23. Bxf4 Rxf4 24. Rxf4 Bxe5 25. Rh4 Rd8 26. Be4 Bxe4 27. Rhxe4 Rd5 28. Rh4 Qd6 29. Qe3 h5 30. g3 Bf6 31. Rc4 h4 32. gxh4 (diagram) Rd2 33. Re2 Rd3 34. Qxc5 Rd1+ 35. Kg2 Qd3 36. Rf2 Kg7 37. Rcf4 Qxc3 1–0

### Гра 8: Дін–Непомнящий, ½–½
|   | a | b | c | d | e | f | g | h |   |
| 8 | d8 чорна тура · a7 чорний пішак · c7 білий ферзь · d7 білий пішак · f7 чорний пішак · g7 чорний король · b6 чорний пішак · e6 чорний пішак · g6 чорний пішак · c5 чорний пішак · f5 чорний кінь · g5 білий пішак · c4 білий пішак · h4 чорний ферзь · a3 білий пішак · c3 білий пішак · d2 біла тура · f2 білий пішак · e1 білий король · f1 білий слон | d8 чорна тура · a7 чорний пішак · c7 білий ферзь · d7 білий пішак · f7 чорний пішак · g7 чорний король · b6 чорний пішак · e6 чорний пішак · g6 чорний пішак · c5 чорний пішак · f5 чорний кінь · g5 білий пішак · c4 білий пішак · h4 чорний ферзь · a3 білий пішак · c3 білий пішак · d2 біла тура · f2 білий пішак · e1 білий король · f1 білий слон | d8 чорна тура · a7 чорний пішак · c7 білий ферзь · d7 білий пішак · f7 чорний пішак · g7 чорний король · b6 чорний пішак · e6 чорний пішак · g6 чорний пішак · c5 чорний пішак · f5 чорний кінь · g5 білий пішак · c4 білий пішак · h4 чорний ферзь · a3 білий пішак · c3 білий пішак · d2 біла тура · f2 білий пішак · e1 білий король · f1 білий слон | d8 чорна тура · a7 чорний пішак · c7 білий ферзь · d7 білий пішак · f7 чорний пішак · g7 чорний король · b6 чорний пішак · e6 чорний пішак · g6 чорний пішак · c5 чорний пішак · f5 чорний кінь · g5 білий пішак · c4 білий пішак · h4 чорний ферзь · a3 білий пішак · c3 білий пішак · d2 біла тура · f2 білий пішак · e1 білий король · f1 білий слон | d8 чорна тура · a7 чорний пішак · c7 білий ферзь · d7 білий пішак · f7 чорний пішак · g7 чорний король · b6 чорний пішак · e6 чорний пішак · g6 чорний пішак · c5 чорний пішак · f5 чорний кінь · g5 білий пішак · c4 білий пішак · h4 чорний ферзь · a3 білий пішак · c3 білий пішак · d2 біла тура · f2 білий пішак · e1 білий король · f1 білий слон | d8 чорна тура · a7 чорний пішак · c7 білий ферзь · d7 білий пішак · f7 чорний пішак · g7 чорний король · b6 чорний пішак · e6 чорний пішак · g6 чорний пішак · c5 чорний пішак · f5 чорний кінь · g5 білий пішак · c4 білий пішак · h4 чорний ферзь · a3 білий пішак · c3 білий пішак · d2 біла тура · f2 білий пішак · e1 білий король · f1 білий слон | d8 чорна тура · a7 чорний пішак · c7 білий ферзь · d7 білий пішак · f7 чорний пішак · g7 чорний король · b6 чорний пішак · e6 чорний пішак · g6 чорний пішак · c5 чорний пішак · f5 чорний кінь · g5 білий пішак · c4 білий пішак · h4 чорний ферзь · a3 білий пішак · c3 білий пішак · d2 біла тура · f2 білий пішак · e1 білий король · f1 білий слон | d8 чорна тура · a7 чорний пішак · c7 білий ферзь · d7 білий пішак · f7 чорний пішак · g7 чорний король · b6 чорний пішак · e6 чорний пішак · g6 чорний пішак · c5 чорний пішак · f5 чорний кінь · g5 білий пішак · c4 білий пішак · h4 чорний ферзь · a3 білий пішак · c3 білий пішак · d2 біла тура · f2 білий пішак · e1 білий король · f1 білий слон | 8 |
| 7 | d8 чорна тура · a7 чорний пішак · c7 білий ферзь · d7 білий пішак · f7 чорний пішак · g7 чорний король · b6 чорний пішак · e6 чорний пішак · g6 чорний пішак · c5 чорний пішак · f5 чорний кінь · g5 білий пішак · c4 білий пішак · h4 чорний ферзь · a3 білий пішак · c3 білий пішак · d2 біла тура · f2 білий пішак · e1 білий король · f1 білий слон | d8 чорна тура · a7 чорний пішак · c7 білий ферзь · d7 білий пішак · f7 чорний пішак · g7 чорний король · b6 чорний пішак · e6 чорний пішак · g6 чорний пішак · c5 чорний пішак · f5 чорний кінь · g5 білий пішак · c4 білий пішак · h4 чорний ферзь · a3 білий пішак · c3 білий пішак · d2 біла тура · f2 білий пішак · e1 білий король · f1 білий слон | d8 чорна тура · a7 чорний пішак · c7 білий ферзь · d7 білий пішак · f7 чорний пішак · g7 чорний король · b6 чорний пішак · e6 чорний пішак · g6 чорний пішак · c5 чорний пішак · f5 чорний кінь · g5 білий пішак · c4 білий пішак · h4 чорний ферзь · a3 білий пішак · c3 білий пішак · d2 біла тура · f2 білий пішак · e1 білий король · f1 білий слон | d8 чорна тура · a7 чорний пішак · c7 білий ферзь · d7 білий пішак · f7 чорний пішак · g7 чорний король · b6 чорний пішак · e6 чорний пішак · g6 чорний пішак · c5 чорний пішак · f5 чорний кінь · g5 білий пішак · c4 білий пішак · h4 чорний ферзь · a3 білий пішак · c3 білий пішак · d2 біла тура · f2 білий пішак · e1 білий король · f1 білий слон | d8 чорна тура · a7 чорний пішак · c7 білий ферзь · d7 білий пішак · f7 чорний пішак · g7 чорний король · b6 чорний пішак · e6 чорний пішак · g6 чорний пішак · c5 чорний пішак · f5 чорний кінь · g5 білий пішак · c4 білий пішак · h4 чорний ферзь · a3 білий пішак · c3 білий пішак · d2 біла тура · f2 білий пішак · e1 білий король · f1 білий слон | d8 чорна тура · a7 чорний пішак · c7 білий ферзь · d7 білий пішак · f7 чорний пішак · g7 чорний король · b6 чорний пішак · e6 чорний пішак · g6 чорний пішак · c5 чорний пішак · f5 чорний кінь · g5 білий пішак · c4 білий пішак · h4 чорний ферзь · a3 білий пішак · c3 білий пішак · d2 біла тура · f2 білий пішак · e1 білий король · f1 білий слон | d8 чорна тура · a7 чорний пішак · c7 білий ферзь · d7 білий пішак · f7 чорний пішак · g7 чорний король · b6 чорний пішак · e6 чорний пішак · g6 чорний пішак · c5 чорний пішак · f5 чорний кінь · g5 білий пішак · c4 білий пішак · h4 чорний ферзь · a3 білий пішак · c3 білий пішак · d2 біла тура · f2 білий пішак · e1 білий король · f1 білий слон | d8 чорна тура · a7 чорний пішак · c7 білий ферзь · d7 білий пішак · f7 чорний пішак · g7 чорний король · b6 чорний пішак · e6 чорний пішак · g6 чорний пішак · c5 чорний пішак · f5 чорний кінь · g5 білий пішак · c4 білий пішак · h4 чорний ферзь · a3 білий пішак · c3 білий пішак · d2 біла тура · f2 білий пішак · e1 білий король · f1 білий слон | 7 |
| 6 | d8 чорна тура · a7 чорний пішак · c7 білий ферзь · d7 білий пішак · f7 чорний пішак · g7 чорний король · b6 чорний пішак · e6 чорний пішак · g6 чорний пішак · c5 чорний пішак · f5 чорний кінь · g5 білий пішак · c4 білий пішак · h4 чорний ферзь · a3 білий пішак · c3 білий пішак · d2 біла тура · f2 білий пішак · e1 білий король · f1 білий слон | d8 чорна тура · a7 чорний пішак · c7 білий ферзь · d7 білий пішак · f7 чорний пішак · g7 чорний король · b6 чорний пішак · e6 чорний пішак · g6 чорний пішак · c5 чорний пішак · f5 чорний кінь · g5 білий пішак · c4 білий пішак · h4 чорний ферзь · a3 білий пішак · c3 білий пішак · d2 біла тура · f2 білий пішак · e1 білий король · f1 білий слон | d8 чорна тура · a7 чорний пішак · c7 білий ферзь · d7 білий пішак · f7 чорний пішак · g7 чорний король · b6 чорний пішак · e6 чорний пішак · g6 чорний пішак · c5 чорний пішак · f5 чорний кінь · g5 білий пішак · c4 білий пішак · h4 чорний ферзь · a3 білий пішак · c3 білий пішак · d2 біла тура · f2 білий пішак · e1 білий король · f1 білий слон | d8 чорна тура · a7 чорний пішак · c7 білий ферзь · d7 білий пішак · f7 чорний пішак · g7 чорний король · b6 чорний пішак · e6 чорний пішак · g6 чорний пішак · c5 чорний пішак · f5 чорний кінь · g5 білий пішак · c4 білий пішак · h4 чорний ферзь · a3 білий пішак · c3 білий пішак · d2 біла тура · f2 білий пішак · e1 білий король · f1 білий слон | d8 чорна тура · a7 чорний пішак · c7 білий ферзь · d7 білий пішак · f7 чорний пішак · g7 чорний король · b6 чорний пішак · e6 чорний пішак · g6 чорний пішак · c5 чорний пішак · f5 чорний кінь · g5 білий пішак · c4 білий пішак · h4 чорний ферзь · a3 білий пішак · c3 білий пішак · d2 біла тура · f2 білий пішак · e1 білий король · f1 білий слон | d8 чорна тура · a7 чорний пішак · c7 білий ферзь · d7 білий пішак · f7 чорний пішак · g7 чорний король · b6 чорний пішак · e6 чорний пішак · g6 чорний пішак · c5 чорний пішак · f5 чорний кінь · g5 білий пішак · c4 білий пішак · h4 чорний ферзь · a3 білий пішак · c3 білий пішак · d2 біла тура · f2 білий пішак · e1 білий король · f1 білий слон | d8 чорна тура · a7 чорний пішак · c7 білий ферзь · d7 білий пішак · f7 чорний пішак · g7 чорний король · b6 чорний пішак · e6 чорний пішак · g6 чорний пішак · c5 чорний пішак · f5 чорний кінь · g5 білий пішак · c4 білий пішак · h4 чорний ферзь · a3 білий пішак · c3 білий пішак · d2 біла тура · f2 білий пішак · e1 білий король · f1 білий слон | d8 чорна тура · a7 чорний пішак · c7 білий ферзь · d7 білий пішак · f7 чорний пішак · g7 чорний король · b6 чорний пішак · e6 чорний пішак · g6 чорний пішак · c5 чорний пішак · f5 чорний кінь · g5 білий пішак · c4 білий пішак · h4 чорний ферзь · a3 білий пішак · c3 білий пішак · d2 біла тура · f2 білий пішак · e1 білий король · f1 білий слон | 6 |
| 5 | d8 чорна тура · a7 чорний пішак · c7 білий ферзь · d7 білий пішак · f7 чорний пішак · g7 чорний король · b6 чорний пішак · e6 чорний пішак · g6 чорний пішак · c5 чорний пішак · f5 чорний кінь · g5 білий пішак · c4 білий пішак · h4 чорний ферзь · a3 білий пішак · c3 білий пішак · d2 біла тура · f2 білий пішак · e1 білий король · f1 білий слон | d8 чорна тура · a7 чорний пішак · c7 білий ферзь · d7 білий пішак · f7 чорний пішак · g7 чорний король · b6 чорний пішак · e6 чорний пішак · g6 чорний пішак · c5 чорний пішак · f5 чорний кінь · g5 білий пішак · c4 білий пішак · h4 чорний ферзь · a3 білий пішак · c3 білий пішак · d2 біла тура · f2 білий пішак · e1 білий король · f1 білий слон | d8 чорна тура · a7 чорний пішак · c7 білий ферзь · d7 білий пішак · f7 чорний пішак · g7 чорний король · b6 чорний пішак · e6 чорний пішак · g6 чорний пішак · c5 чорний пішак · f5 чорний кінь · g5 білий пішак · c4 білий пішак · h4 чорний ферзь · a3 білий пішак · c3 білий пішак · d2 біла тура · f2 білий пішак · e1 білий король · f1 білий слон | d8 чорна тура · a7 чорний пішак · c7 білий ферзь · d7 білий пішак · f7 чорний пішак · g7 чорний король · b6 чорний пішак · e6 чорний пішак · g6 чорний пішак · c5 чорний пішак · f5 чорний кінь · g5 білий пішак · c4 білий пішак · h4 чорний ферзь · a3 білий пішак · c3 білий пішак · d2 біла тура · f2 білий пішак · e1 білий король · f1 білий слон | d8 чорна тура · a7 чорний пішак · c7 білий ферзь · d7 білий пішак · f7 чорний пішак · g7 чорний король · b6 чорний пішак · e6 чорний пішак · g6 чорний пішак · c5 чорний пішак · f5 чорний кінь · g5 білий пішак · c4 білий пішак · h4 чорний ферзь · a3 білий пішак · c3 білий пішак · d2 біла тура · f2 білий пішак · e1 білий король · f1 білий слон | d8 чорна тура · a7 чорний пішак · c7 білий ферзь · d7 білий пішак · f7 чорний пішак · g7 чорний король · b6 чорний пішак · e6 чорний пішак · g6 чорний пішак · c5 чорний пішак · f5 чорний кінь · g5 білий пішак · c4 білий пішак · h4 чорний ферзь · a3 білий пішак · c3 білий пішак · d2 біла тура · f2 білий пішак · e1 білий король · f1 білий слон | d8 чорна тура · a7 чорний пішак · c7 білий ферзь · d7 білий пішак · f7 чорний пішак · g7 чорний король · b6 чорний пішак · e6 чорний пішак · g6 чорний пішак · c5 чорний пішак · f5 чорний кінь · g5 білий пішак · c4 білий пішак · h4 чорний ферзь · a3 білий пішак · c3 білий пішак · d2 біла тура · f2 білий пішак · e1 білий король · f1 білий слон | d8 чорна тура · a7 чорний пішак · c7 білий ферзь · d7 білий пішак · f7 чорний пішак · g7 чорний король · b6 чорний пішак · e6 чорний пішак · g6 чорний пішак · c5 чорний пішак · f5 чорний кінь · g5 білий пішак · c4 білий пішак · h4 чорний ферзь · a3 білий пішак · c3 білий пішак · d2 біла тура · f2 білий пішак · e1 білий король · f1 білий слон | 5 |
| 4 | d8 чорна тура · a7 чорний пішак · c7 білий ферзь · d7 білий пішак · f7 чорний пішак · g7 чорний король · b6 чорний пішак · e6 чорний пішак · g6 чорний пішак · c5 чорний пішак · f5 чорний кінь · g5 білий пішак · c4 білий пішак · h4 чорний ферзь · a3 білий пішак · c3 білий пішак · d2 біла тура · f2 білий пішак · e1 білий король · f1 білий слон | d8 чорна тура · a7 чорний пішак · c7 білий ферзь · d7 білий пішак · f7 чорний пішак · g7 чорний король · b6 чорний пішак · e6 чорний пішак · g6 чорний пішак · c5 чорний пішак · f5 чорний кінь · g5 білий пішак · c4 білий пішак · h4 чорний ферзь · a3 білий пішак · c3 білий пішак · d2 біла тура · f2 білий пішак · e1 білий король · f1 білий слон | d8 чорна тура · a7 чорний пішак · c7 білий ферзь · d7 білий пішак · f7 чорний пішак · g7 чорний король · b6 чорний пішак · e6 чорний пішак · g6 чорний пішак · c5 чорний пішак · f5 чорний кінь · g5 білий пішак · c4 білий пішак · h4 чорний ферзь · a3 білий пішак · c3 білий пішак · d2 біла тура · f2 білий пішак · e1 білий король · f1 білий слон | d8 чорна тура · a7 чорний пішак · c7 білий ферзь · d7 білий пішак · f7 чорний пішак · g7 чорний король · b6 чорний пішак · e6 чорний пішак · g6 чорний пішак · c5 чорний пішак · f5 чорний кінь · g5 білий пішак · c4 білий пішак · h4 чорний ферзь · a3 білий пішак · c3 білий пішак · d2 біла тура · f2 білий пішак · e1 білий король · f1 білий слон | d8 чорна тура · a7 чорний пішак · c7 білий ферзь · d7 білий пішак · f7 чорний пішак · g7 чорний король · b6 чорний пішак · e6 чорний пішак · g6 чорний пішак · c5 чорний пішак · f5 чорний кінь · g5 білий пішак · c4 білий пішак · h4 чорний ферзь · a3 білий пішак · c3 білий пішак · d2 біла тура · f2 білий пішак · e1 білий король · f1 білий слон | d8 чорна тура · a7 чорний пішак · c7 білий ферзь · d7 білий пішак · f7 чорний пішак · g7 чорний король · b6 чорний пішак · e6 чорний пішак · g6 чорний пішак · c5 чорний пішак · f5 чорний кінь · g5 білий пішак · c4 білий пішак · h4 чорний ферзь · a3 білий пішак · c3 білий пішак · d2 біла тура · f2 білий пішак · e1 білий король · f1 білий слон | d8 чорна тура · a7 чорний пішак · c7 білий ферзь · d7 білий пішак · f7 чорний пішак · g7 чорний король · b6 чорний пішак · e6 чорний пішак · g6 чорний пішак · c5 чорний пішак · f5 чорний кінь · g5 білий пішак · c4 білий пішак · h4 чорний ферзь · a3 білий пішак · c3 білий пішак · d2 біла тура · f2 білий пішак · e1 білий король · f1 білий слон | d8 чорна тура · a7 чорний пішак · c7 білий ферзь · d7 білий пішак · f7 чорний пішак · g7 чорний король · b6 чорний пішак · e6 чорний пішак · g6 чорний пішак · c5 чорний пішак · f5 чорний кінь · g5 білий пішак · c4 білий пішак · h4 чорний ферзь · a3 білий пішак · c3 білий пішак · d2 біла тура · f2 білий пішак · e1 білий король · f1 білий слон | 4 |
| 3 | d8 чорна тура · a7 чорний пішак · c7 білий ферзь · d7 білий пішак · f7 чорний пішак · g7 чорний король · b6 чорний пішак · e6 чорний пішак · g6 чорний пішак · c5 чорний пішак · f5 чорний кінь · g5 білий пішак · c4 білий пішак · h4 чорний ферзь · a3 білий пішак · c3 білий пішак · d2 біла тура · f2 білий пішак · e1 білий король · f1 білий слон | d8 чорна тура · a7 чорний пішак · c7 білий ферзь · d7 білий пішак · f7 чорний пішак · g7 чорний король · b6 чорний пішак · e6 чорний пішак · g6 чорний пішак · c5 чорний пішак · f5 чорний кінь · g5 білий пішак · c4 білий пішак · h4 чорний ферзь · a3 білий пішак · c3 білий пішак · d2 біла тура · f2 білий пішак · e1 білий король · f1 білий слон | d8 чорна тура · a7 чорний пішак · c7 білий ферзь · d7 білий пішак · f7 чорний пішак · g7 чорний король · b6 чорний пішак · e6 чорний пішак · g6 чорний пішак · c5 чорний пішак · f5 чорний кінь · g5 білий пішак · c4 білий пішак · h4 чорний ферзь · a3 білий пішак · c3 білий пішак · d2 біла тура · f2 білий пішак · e1 білий король · f1 білий слон | d8 чорна тура · a7 чорний пішак · c7 білий ферзь · d7 білий пішак · f7 чорний пішак · g7 чорний король · b6 чорний пішак · e6 чорний пішак · g6 чорний пішак · c5 чорний пішак · f5 чорний кінь · g5 білий пішак · c4 білий пішак · h4 чорний ферзь · a3 білий пішак · c3 білий пішак · d2 біла тура · f2 білий пішак · e1 білий король · f1 білий слон | d8 чорна тура · a7 чорний пішак · c7 білий ферзь · d7 білий пішак · f7 чорний пішак · g7 чорний король · b6 чорний пішак · e6 чорний пішак · g6 чорний пішак · c5 чорний пішак · f5 чорний кінь · g5 білий пішак · c4 білий пішак · h4 чорний ферзь · a3 білий пішак · c3 білий пішак · d2 біла тура · f2 білий пішак · e1 білий король · f1 білий слон | d8 чорна тура · a7 чорний пішак · c7 білий ферзь · d7 білий пішак · f7 чорний пішак · g7 чорний король · b6 чорний пішак · e6 чорний пішак · g6 чорний пішак · c5 чорний пішак · f5 чорний кінь · g5 білий пішак · c4 білий пішак · h4 чорний ферзь · a3 білий пішак · c3 білий пішак · d2 біла тура · f2 білий пішак · e1 білий король · f1 білий слон | d8 чорна тура · a7 чорний пішак · c7 білий ферзь · d7 білий пішак · f7 чорний пішак · g7 чорний король · b6 чорний пішак · e6 чорний пішак · g6 чорний пішак · c5 чорний пішак · f5 чорний кінь · g5 білий пішак · c4 білий пішак · h4 чорний ферзь · a3 білий пішак · c3 білий пішак · d2 біла тура · f2 білий пішак · e1 білий король · f1 білий слон | d8 чорна тура · a7 чорний пішак · c7 білий ферзь · d7 білий пішак · f7 чорний пішак · g7 чорний король · b6 чорний пішак · e6 чорний пішак · g6 чорний пішак · c5 чорний пішак · f5 чорний кінь · g5 білий пішак · c4 білий пішак · h4 чорний ферзь · a3 білий пішак · c3 білий пішак · d2 біла тура · f2 білий пішак · e1 білий король · f1 білий слон | 3 |
| 2 | d8 чорна тура · a7 чорний пішак · c7 білий ферзь · d7 білий пішак · f7 чорний пішак · g7 чорний король · b6 чорний пішак · e6 чорний пішак · g6 чорний пішак · c5 чорний пішак · f5 чорний кінь · g5 білий пішак · c4 білий пішак · h4 чорний ферзь · a3 білий пішак · c3 білий пішак · d2 біла тура · f2 білий пішак · e1 білий король · f1 білий слон | d8 чорна тура · a7 чорний пішак · c7 білий ферзь · d7 білий пішак · f7 чорний пішак · g7 чорний король · b6 чорний пішак · e6 чорний пішак · g6 чорний пішак · c5 чорний пішак · f5 чорний кінь · g5 білий пішак · c4 білий пішак · h4 чорний ферзь · a3 білий пішак · c3 білий пішак · d2 біла тура · f2 білий пішак · e1 білий король · f1 білий слон | d8 чорна тура · a7 чорний пішак · c7 білий ферзь · d7 білий пішак · f7 чорний пішак · g7 чорний король · b6 чорний пішак · e6 чорний пішак · g6 чорний пішак · c5 чорний пішак · f5 чорний кінь · g5 білий пішак · c4 білий пішак · h4 чорний ферзь · a3 білий пішак · c3 білий пішак · d2 біла тура · f2 білий пішак · e1 білий король · f1 білий слон | d8 чорна тура · a7 чорний пішак · c7 білий ферзь · d7 білий пішак · f7 чорний пішак · g7 чорний король · b6 чорний пішак · e6 чорний пішак · g6 чорний пішак · c5 чорний пішак · f5 чорний кінь · g5 білий пішак · c4 білий пішак · h4 чорний ферзь · a3 білий пішак · c3 білий пішак · d2 біла тура · f2 білий пішак · e1 білий король · f1 білий слон | d8 чорна тура · a7 чорний пішак · c7 білий ферзь · d7 білий пішак · f7 чорний пішак · g7 чорний король · b6 чорний пішак · e6 чорний пішак · g6 чорний пішак · c5 чорний пішак · f5 чорний кінь · g5 білий пішак · c4 білий пішак · h4 чорний ферзь · a3 білий пішак · c3 білий пішак · d2 біла тура · f2 білий пішак · e1 білий король · f1 білий слон | d8 чорна тура · a7 чорний пішак · c7 білий ферзь · d7 білий пішак · f7 чорний пішак · g7 чорний король · b6 чорний пішак · e6 чорний пішак · g6 чорний пішак · c5 чорний пішак · f5 чорний кінь · g5 білий пішак · c4 білий пішак · h4 чорний ферзь · a3 білий пішак · c3 білий пішак · d2 біла тура · f2 білий пішак · e1 білий король · f1 білий слон | d8 чорна тура · a7 чорний пішак · c7 білий ферзь · d7 білий пішак · f7 чорний пішак · g7 чорний король · b6 чорний пішак · e6 чорний пішак · g6 чорний пішак · c5 чорний пішак · f5 чорний кінь · g5 білий пішак · c4 білий пішак · h4 чорний ферзь · a3 білий пішак · c3 білий пішак · d2 біла тура · f2 білий пішак · e1 білий король · f1 білий слон | d8 чорна тура · a7 чорний пішак · c7 білий ферзь · d7 білий пішак · f7 чорний пішак · g7 чорний король · b6 чорний пішак · e6 чорний пішак · g6 чорний пішак · c5 чорний пішак · f5 чорний кінь · g5 білий пішак · c4 білий пішак · h4 чорний ферзь · a3 білий пішак · c3 білий пішак · d2 біла тура · f2 білий пішак · e1 білий король · f1 білий слон | 2 |
| 1 | d8 чорна тура · a7 чорний пішак · c7 білий ферзь · d7 білий пішак · f7 чорний пішак · g7 чорний король · b6 чорний пішак · e6 чорний пішак · g6 чорний пішак · c5 чорний пішак · f5 чорний кінь · g5 білий пішак · c4 білий пішак · h4 чорний ферзь · a3 білий пішак · c3 білий пішак · d2 біла тура · f2 білий пішак · e1 білий король · f1 білий слон | d8 чорна тура · a7 чорний пішак · c7 білий ферзь · d7 білий пішак · f7 чорний пішак · g7 чорний король · b6 чорний пішак · e6 чорний пішак · g6 чорний пішак · c5 чорний пішак · f5 чорний кінь · g5 білий пішак · c4 білий пішак · h4 чорний ферзь · a3 білий пішак · c3 білий пішак · d2 біла тура · f2 білий пішак · e1 білий король · f1 білий слон | d8 чорна тура · a7 чорний пішак · c7 білий ферзь · d7 білий пішак · f7 чорний пішак · g7 чорний король · b6 чорний пішак · e6 чорний пішак · g6 чорний пішак · c5 чорний пішак · f5 чорний кінь · g5 білий пішак · c4 білий пішак · h4 чорний ферзь · a3 білий пішак · c3 білий пішак · d2 біла тура · f2 білий пішак · e1 білий король · f1 білий слон | d8 чорна тура · a7 чорний пішак · c7 білий ферзь · d7 білий пішак · f7 чорний пішак · g7 чорний король · b6 чорний пішак · e6 чорний пішак · g6 чорний пішак · c5 чорний пішак · f5 чорний кінь · g5 білий пішак · c4 білий пішак · h4 чорний ферзь · a3 білий пішак · c3 білий пішак · d2 біла тура · f2 білий пішак · e1 білий король · f1 білий слон | d8 чорна тура · a7 чорний пішак · c7 білий ферзь · d7 білий пішак · f7 чорний пішак · g7 чорний король · b6 чорний пішак · e6 чорний пішак · g6 чорний пішак · c5 чорний пішак · f5 чорний кінь · g5 білий пішак · c4 білий пішак · h4 чорний ферзь · a3 білий пішак · c3 білий пішак · d2 біла тура · f2 білий пішак · e1 білий король · f1 білий слон | d8 чорна тура · a7 чорний пішак · c7 білий ферзь · d7 білий пішак · f7 чорний пішак · g7 чорний король · b6 чорний пішак · e6 чорний пішак · g6 чорний пішак · c5 чорний пішак · f5 чорний кінь · g5 білий пішак · c4 білий пішак · h4 чорний ферзь · a3 білий пішак · c3 білий пішак · d2 біла тура · f2 білий пішак · e1 білий король · f1 білий слон | d8 чорна тура · a7 чорний пішак · c7 білий ферзь · d7 білий пішак · f7 чорний пішак · g7 чорний король · b6 чорний пішак · e6 чорний пішак · g6 чорний пішак · c5 чорний пішак · f5 чорний кінь · g5 білий пішак · c4 білий пішак · h4 чорний ферзь · a3 білий пішак · c3 білий пішак · d2 біла тура · f2 білий пішак · e1 білий король · f1 білий слон | d8 чорна тура · a7 чорний пішак · c7 білий ферзь · d7 білий пішак · f7 чорний пішак · g7 чорний король · b6 чорний пішак · e6 чорний пішак · g6 чорний пішак · c5 чорний пішак · f5 чорний кінь · g5 білий пішак · c4 білий пішак · h4 чорний ферзь · a3 білий пішак · c3 білий пішак · d2 біла тура · f2 білий пішак · e1 білий король · f1 білий слон | 1 |
|   | a | b | c | d | e | f | g | h |   |

Восьма партія матчу, 45-хідна нічия, була зіграна 20 квітня. У відповідь на захист Німцо-індіанця Непомнячим, Дін вибрав 5.a3, варіант Семіша, спонукаючи Непомнячого подвоїти своїх пішаків c з 5...Bxc3+ 6.bxc3. Хід 12.h4! отримав похвалу, а Дін тимчасово відмовився від слона за відкриту h-файл і сильну атаку. Дін швидко здобув перевагу, маючи передану d-пішака та сильну g-пішака. Коли Дін почав тиснути на позицію чорних, Непомнящий помилився 22...Bxe4??, що дало йому абсолютно програшну позицію. Коли Дін користувався своєю перевагою, Непомнящий зіграв 31...Qh4!?, залишивши свою туру на місці, але, схоже, погрожував нічиєю через постійний шах; Пізніше Непомнящий назве це «блефом», оскільки білі можуть уникнути вічного шаху і виграти, взявши туру, але це було дуже важко прорахувати на дошці. Дін під тиском часу зміг лише «ненадовго перевірити лінію», як він описав на прес-конференції, і натомість обрав 32.Kd1?, втративши значну частину переваги. Після ще кількох ходів Непомнящий пожертвував конем 37...Nxf2! 38.Rxf2 e4, щоб повернути гру до рівності, при цьому обидва гравці швидко міняються до ендшпілю з ладією та пішаком і погоджуються на нічию після 45.Re8
Nimzo-Indian Defence, Sämisch Variation (ECO E28)
1. d4 Nf6 2. c4 e6 3. Nc3 Bb4 4. e3 0-0 5. a3 Bxc3+ 6. bxc3 d6 7. Ne2 c5 8. Ng3 Nc6 9. Ra2 b6 10. e4 Ba6 11. Bg5 h6 12. h4 hxg5 13. hxg5 g6 14. gxf6 Qxf6 15. e5 dxe5 16. d5 Ne7 17. d6 Nf5 18. Ne4 Qd8 19. Qd3 Kg7 20. g4 Bb7 21. Rh3 Nh4 22. g5 Bxe4 23. Qxe4 Nf5 24. Rd2 Rh8 25. Rxh8 Qxh8 26. d7 Rd8 27. Qxe5+ Kh7 28. Qh2+ Kg7 29. Qe5+ Kh7 30. Qh2+ Kg7 31. Qc7 Qh4 (diagram) 32. Kd1 Qxg5 33. Kc2 Qe7 34. Bg2 e5 35. Be4 Nh6 36. Qxa7 Ng4 37. Bf3 Nxf2 38. Rxf2 e4 39. Re2 f5 40. Qxb6 Rxd7 41. Qb8 Qd6 42. Qxd6 Rxd6 43. Bxe4 fxe4 44. Rxe4 Kf6 45. Re8 ½–½

### Гра 9: Непомнящий–Дін, ½–½
Nepomniachtchi–Ding, game 9
|   | a | b | c | d | e | f | g | h |   |
| 8 | e8 чорна тура · g8 чорний король · c7 чорний ферзь · f7 чорний пішак · g7 чорний пішак · h7 чорний кінь · c6 чорний пішак · e6 чорний слон · a5 чорний пішак · b5 чорна тура · c5 чорний кінь · e5 чорний пішак · a4 чорний пішак · c4 білий слон · e4 білий пішак · a3 білий слон · c3 білий пішак · f3 білий ферзь · g3 білий кінь · h3 білий пішак · f2 білий пішак · g2 білий пішак · a1 біла тура · e1 біла тура · g1 білий король | e8 чорна тура · g8 чорний король · c7 чорний ферзь · f7 чорний пішак · g7 чорний пішак · h7 чорний кінь · c6 чорний пішак · e6 чорний слон · a5 чорний пішак · b5 чорна тура · c5 чорний кінь · e5 чорний пішак · a4 чорний пішак · c4 білий слон · e4 білий пішак · a3 білий слон · c3 білий пішак · f3 білий ферзь · g3 білий кінь · h3 білий пішак · f2 білий пішак · g2 білий пішак · a1 біла тура · e1 біла тура · g1 білий король | e8 чорна тура · g8 чорний король · c7 чорний ферзь · f7 чорний пішак · g7 чорний пішак · h7 чорний кінь · c6 чорний пішак · e6 чорний слон · a5 чорний пішак · b5 чорна тура · c5 чорний кінь · e5 чорний пішак · a4 чорний пішак · c4 білий слон · e4 білий пішак · a3 білий слон · c3 білий пішак · f3 білий ферзь · g3 білий кінь · h3 білий пішак · f2 білий пішак · g2 білий пішак · a1 біла тура · e1 біла тура · g1 білий король | e8 чорна тура · g8 чорний король · c7 чорний ферзь · f7 чорний пішак · g7 чорний пішак · h7 чорний кінь · c6 чорний пішак · e6 чорний слон · a5 чорний пішак · b5 чорна тура · c5 чорний кінь · e5 чорний пішак · a4 чорний пішак · c4 білий слон · e4 білий пішак · a3 білий слон · c3 білий пішак · f3 білий ферзь · g3 білий кінь · h3 білий пішак · f2 білий пішак · g2 білий пішак · a1 біла тура · e1 біла тура · g1 білий король | e8 чорна тура · g8 чорний король · c7 чорний ферзь · f7 чорний пішак · g7 чорний пішак · h7 чорний кінь · c6 чорний пішак · e6 чорний слон · a5 чорний пішак · b5 чорна тура · c5 чорний кінь · e5 чорний пішак · a4 чорний пішак · c4 білий слон · e4 білий пішак · a3 білий слон · c3 білий пішак · f3 білий ферзь · g3 білий кінь · h3 білий пішак · f2 білий пішак · g2 білий пішак · a1 біла тура · e1 біла тура · g1 білий король | e8 чорна тура · g8 чорний король · c7 чорний ферзь · f7 чорний пішак · g7 чорний пішак · h7 чорний кінь · c6 чорний пішак · e6 чорний слон · a5 чорний пішак · b5 чорна тура · c5 чорний кінь · e5 чорний пішак · a4 чорний пішак · c4 білий слон · e4 білий пішак · a3 білий слон · c3 білий пішак · f3 білий ферзь · g3 білий кінь · h3 білий пішак · f2 білий пішак · g2 білий пішак · a1 біла тура · e1 біла тура · g1 білий король | e8 чорна тура · g8 чорний король · c7 чорний ферзь · f7 чорний пішак · g7 чорний пішак · h7 чорний кінь · c6 чорний пішак · e6 чорний слон · a5 чорний пішак · b5 чорна тура · c5 чорний кінь · e5 чорний пішак · a4 чорний пішак · c4 білий слон · e4 білий пішак · a3 білий слон · c3 білий пішак · f3 білий ферзь · g3 білий кінь · h3 білий пішак · f2 білий пішак · g2 білий пішак · a1 біла тура · e1 біла тура · g1 білий король | e8 чорна тура · g8 чорний король · c7 чорний ферзь · f7 чорний пішак · g7 чорний пішак · h7 чорний кінь · c6 чорний пішак · e6 чорний слон · a5 чорний пішак · b5 чорна тура · c5 чорний кінь · e5 чорний пішак · a4 чорний пішак · c4 білий слон · e4 білий пішак · a3 білий слон · c3 білий пішак · f3 білий ферзь · g3 білий кінь · h3 білий пішак · f2 білий пішак · g2 білий пішак · a1 біла тура · e1 біла тура · g1 білий король | 8 |
| 7 | e8 чорна тура · g8 чорний король · c7 чорний ферзь · f7 чорний пішак · g7 чорний пішак · h7 чорний кінь · c6 чорний пішак · e6 чорний слон · a5 чорний пішак · b5 чорна тура · c5 чорний кінь · e5 чорний пішак · a4 чорний пішак · c4 білий слон · e4 білий пішак · a3 білий слон · c3 білий пішак · f3 білий ферзь · g3 білий кінь · h3 білий пішак · f2 білий пішак · g2 білий пішак · a1 біла тура · e1 біла тура · g1 білий король | e8 чорна тура · g8 чорний король · c7 чорний ферзь · f7 чорний пішак · g7 чорний пішак · h7 чорний кінь · c6 чорний пішак · e6 чорний слон · a5 чорний пішак · b5 чорна тура · c5 чорний кінь · e5 чорний пішак · a4 чорний пішак · c4 білий слон · e4 білий пішак · a3 білий слон · c3 білий пішак · f3 білий ферзь · g3 білий кінь · h3 білий пішак · f2 білий пішак · g2 білий пішак · a1 біла тура · e1 біла тура · g1 білий король | e8 чорна тура · g8 чорний король · c7 чорний ферзь · f7 чорний пішак · g7 чорний пішак · h7 чорний кінь · c6 чорний пішак · e6 чорний слон · a5 чорний пішак · b5 чорна тура · c5 чорний кінь · e5 чорний пішак · a4 чорний пішак · c4 білий слон · e4 білий пішак · a3 білий слон · c3 білий пішак · f3 білий ферзь · g3 білий кінь · h3 білий пішак · f2 білий пішак · g2 білий пішак · a1 біла тура · e1 біла тура · g1 білий король | e8 чорна тура · g8 чорний король · c7 чорний ферзь · f7 чорний пішак · g7 чорний пішак · h7 чорний кінь · c6 чорний пішак · e6 чорний слон · a5 чорний пішак · b5 чорна тура · c5 чорний кінь · e5 чорний пішак · a4 чорний пішак · c4 білий слон · e4 білий пішак · a3 білий слон · c3 білий пішак · f3 білий ферзь · g3 білий кінь · h3 білий пішак · f2 білий пішак · g2 білий пішак · a1 біла тура · e1 біла тура · g1 білий король | e8 чорна тура · g8 чорний король · c7 чорний ферзь · f7 чорний пішак · g7 чорний пішак · h7 чорний кінь · c6 чорний пішак · e6 чорний слон · a5 чорний пішак · b5 чорна тура · c5 чорний кінь · e5 чорний пішак · a4 чорний пішак · c4 білий слон · e4 білий пішак · a3 білий слон · c3 білий пішак · f3 білий ферзь · g3 білий кінь · h3 білий пішак · f2 білий пішак · g2 білий пішак · a1 біла тура · e1 біла тура · g1 білий король | e8 чорна тура · g8 чорний король · c7 чорний ферзь · f7 чорний пішак · g7 чорний пішак · h7 чорний кінь · c6 чорний пішак · e6 чорний слон · a5 чорний пішак · b5 чорна тура · c5 чорний кінь · e5 чорний пішак · a4 чорний пішак · c4 білий слон · e4 білий пішак · a3 білий слон · c3 білий пішак · f3 білий ферзь · g3 білий кінь · h3 білий пішак · f2 білий пішак · g2 білий пішак · a1 біла тура · e1 біла тура · g1 білий король | e8 чорна тура · g8 чорний король · c7 чорний ферзь · f7 чорний пішак · g7 чорний пішак · h7 чорний кінь · c6 чорний пішак · e6 чорний слон · a5 чорний пішак · b5 чорна тура · c5 чорний кінь · e5 чорний пішак · a4 чорний пішак · c4 білий слон · e4 білий пішак · a3 білий слон · c3 білий пішак · f3 білий ферзь · g3 білий кінь · h3 білий пішак · f2 білий пішак · g2 білий пішак · a1 біла тура · e1 біла тура · g1 білий король | e8 чорна тура · g8 чорний король · c7 чорний ферзь · f7 чорний пішак · g7 чорний пішак · h7 чорний кінь · c6 чорний пішак · e6 чорний слон · a5 чорний пішак · b5 чорна тура · c5 чорний кінь · e5 чорний пішак · a4 чорний пішак · c4 білий слон · e4 білий пішак · a3 білий слон · c3 білий пішак · f3 білий ферзь · g3 білий кінь · h3 білий пішак · f2 білий пішак · g2 білий пішак · a1 біла тура · e1 біла тура · g1 білий король | 7 |
| 6 | e8 чорна тура · g8 чорний король · c7 чорний ферзь · f7 чорний пішак · g7 чорний пішак · h7 чорний кінь · c6 чорний пішак · e6 чорний слон · a5 чорний пішак · b5 чорна тура · c5 чорний кінь · e5 чорний пішак · a4 чорний пішак · c4 білий слон · e4 білий пішак · a3 білий слон · c3 білий пішак · f3 білий ферзь · g3 білий кінь · h3 білий пішак · f2 білий пішак · g2 білий пішак · a1 біла тура · e1 біла тура · g1 білий король | e8 чорна тура · g8 чорний король · c7 чорний ферзь · f7 чорний пішак · g7 чорний пішак · h7 чорний кінь · c6 чорний пішак · e6 чорний слон · a5 чорний пішак · b5 чорна тура · c5 чорний кінь · e5 чорний пішак · a4 чорний пішак · c4 білий слон · e4 білий пішак · a3 білий слон · c3 білий пішак · f3 білий ферзь · g3 білий кінь · h3 білий пішак · f2 білий пішак · g2 білий пішак · a1 біла тура · e1 біла тура · g1 білий король | e8 чорна тура · g8 чорний король · c7 чорний ферзь · f7 чорний пішак · g7 чорний пішак · h7 чорний кінь · c6 чорний пішак · e6 чорний слон · a5 чорний пішак · b5 чорна тура · c5 чорний кінь · e5 чорний пішак · a4 чорний пішак · c4 білий слон · e4 білий пішак · a3 білий слон · c3 білий пішак · f3 білий ферзь · g3 білий кінь · h3 білий пішак · f2 білий пішак · g2 білий пішак · a1 біла тура · e1 біла тура · g1 білий король | e8 чорна тура · g8 чорний король · c7 чорний ферзь · f7 чорний пішак · g7 чорний пішак · h7 чорний кінь · c6 чорний пішак · e6 чорний слон · a5 чорний пішак · b5 чорна тура · c5 чорний кінь · e5 чорний пішак · a4 чорний пішак · c4 білий слон · e4 білий пішак · a3 білий слон · c3 білий пішак · f3 білий ферзь · g3 білий кінь · h3 білий пішак · f2 білий пішак · g2 білий пішак · a1 біла тура · e1 біла тура · g1 білий король | e8 чорна тура · g8 чорний король · c7 чорний ферзь · f7 чорний пішак · g7 чорний пішак · h7 чорний кінь · c6 чорний пішак · e6 чорний слон · a5 чорний пішак · b5 чорна тура · c5 чорний кінь · e5 чорний пішак · a4 чорний пішак · c4 білий слон · e4 білий пішак · a3 білий слон · c3 білий пішак · f3 білий ферзь · g3 білий кінь · h3 білий пішак · f2 білий пішак · g2 білий пішак · a1 біла тура · e1 біла тура · g1 білий король | e8 чорна тура · g8 чорний король · c7 чорний ферзь · f7 чорний пішак · g7 чорний пішак · h7 чорний кінь · c6 чорний пішак · e6 чорний слон · a5 чорний пішак · b5 чорна тура · c5 чорний кінь · e5 чорний пішак · a4 чорний пішак · c4 білий слон · e4 білий пішак · a3 білий слон · c3 білий пішак · f3 білий ферзь · g3 білий кінь · h3 білий пішак · f2 білий пішак · g2 білий пішак · a1 біла тура · e1 біла тура · g1 білий король | e8 чорна тура · g8 чорний король · c7 чорний ферзь · f7 чорний пішак · g7 чорний пішак · h7 чорний кінь · c6 чорний пішак · e6 чорний слон · a5 чорний пішак · b5 чорна тура · c5 чорний кінь · e5 чорний пішак · a4 чорний пішак · c4 білий слон · e4 білий пішак · a3 білий слон · c3 білий пішак · f3 білий ферзь · g3 білий кінь · h3 білий пішак · f2 білий пішак · g2 білий пішак · a1 біла тура · e1 біла тура · g1 білий король | e8 чорна тура · g8 чорний король · c7 чорний ферзь · f7 чорний пішак · g7 чорний пішак · h7 чорний кінь · c6 чорний пішак · e6 чорний слон · a5 чорний пішак · b5 чорна тура · c5 чорний кінь · e5 чорний пішак · a4 чорний пішак · c4 білий слон · e4 білий пішак · a3 білий слон · c3 білий пішак · f3 білий ферзь · g3 білий кінь · h3 білий пішак · f2 білий пішак · g2 білий пішак · a1 біла тура · e1 біла тура · g1 білий король | 6 |
| 5 | e8 чорна тура · g8 чорний король · c7 чорний ферзь · f7 чорний пішак · g7 чорний пішак · h7 чорний кінь · c6 чорний пішак · e6 чорний слон · a5 чорний пішак · b5 чорна тура · c5 чорний кінь · e5 чорний пішак · a4 чорний пішак · c4 білий слон · e4 білий пішак · a3 білий слон · c3 білий пішак · f3 білий ферзь · g3 білий кінь · h3 білий пішак · f2 білий пішак · g2 білий пішак · a1 біла тура · e1 біла тура · g1 білий король | e8 чорна тура · g8 чорний король · c7 чорний ферзь · f7 чорний пішак · g7 чорний пішак · h7 чорний кінь · c6 чорний пішак · e6 чорний слон · a5 чорний пішак · b5 чорна тура · c5 чорний кінь · e5 чорний пішак · a4 чорний пішак · c4 білий слон · e4 білий пішак · a3 білий слон · c3 білий пішак · f3 білий ферзь · g3 білий кінь · h3 білий пішак · f2 білий пішак · g2 білий пішак · a1 біла тура · e1 біла тура · g1 білий король | e8 чорна тура · g8 чорний король · c7 чорний ферзь · f7 чорний пішак · g7 чорний пішак · h7 чорний кінь · c6 чорний пішак · e6 чорний слон · a5 чорний пішак · b5 чорна тура · c5 чорний кінь · e5 чорний пішак · a4 чорний пішак · c4 білий слон · e4 білий пішак · a3 білий слон · c3 білий пішак · f3 білий ферзь · g3 білий кінь · h3 білий пішак · f2 білий пішак · g2 білий пішак · a1 біла тура · e1 біла тура · g1 білий король | e8 чорна тура · g8 чорний король · c7 чорний ферзь · f7 чорний пішак · g7 чорний пішак · h7 чорний кінь · c6 чорний пішак · e6 чорний слон · a5 чорний пішак · b5 чорна тура · c5 чорний кінь · e5 чорний пішак · a4 чорний пішак · c4 білий слон · e4 білий пішак · a3 білий слон · c3 білий пішак · f3 білий ферзь · g3 білий кінь · h3 білий пішак · f2 білий пішак · g2 білий пішак · a1 біла тура · e1 біла тура · g1 білий король | e8 чорна тура · g8 чорний король · c7 чорний ферзь · f7 чорний пішак · g7 чорний пішак · h7 чорний кінь · c6 чорний пішак · e6 чорний слон · a5 чорний пішак · b5 чорна тура · c5 чорний кінь · e5 чорний пішак · a4 чорний пішак · c4 білий слон · e4 білий пішак · a3 білий слон · c3 білий пішак · f3 білий ферзь · g3 білий кінь · h3 білий пішак · f2 білий пішак · g2 білий пішак · a1 біла тура · e1 біла тура · g1 білий король | e8 чорна тура · g8 чорний король · c7 чорний ферзь · f7 чорний пішак · g7 чорний пішак · h7 чорний кінь · c6 чорний пішак · e6 чорний слон · a5 чорний пішак · b5 чорна тура · c5 чорний кінь · e5 чорний пішак · a4 чорний пішак · c4 білий слон · e4 білий пішак · a3 білий слон · c3 білий пішак · f3 білий ферзь · g3 білий кінь · h3 білий пішак · f2 білий пішак · g2 білий пішак · a1 біла тура · e1 біла тура · g1 білий король | e8 чорна тура · g8 чорний король · c7 чорний ферзь · f7 чорний пішак · g7 чорний пішак · h7 чорний кінь · c6 чорний пішак · e6 чорний слон · a5 чорний пішак · b5 чорна тура · c5 чорний кінь · e5 чорний пішак · a4 чорний пішак · c4 білий слон · e4 білий пішак · a3 білий слон · c3 білий пішак · f3 білий ферзь · g3 білий кінь · h3 білий пішак · f2 білий пішак · g2 білий пішак · a1 біла тура · e1 біла тура · g1 білий король | e8 чорна тура · g8 чорний король · c7 чорний ферзь · f7 чорний пішак · g7 чорний пішак · h7 чорний кінь · c6 чорний пішак · e6 чорний слон · a5 чорний пішак · b5 чорна тура · c5 чорний кінь · e5 чорний пішак · a4 чорний пішак · c4 білий слон · e4 білий пішак · a3 білий слон · c3 білий пішак · f3 білий ферзь · g3 білий кінь · h3 білий пішак · f2 білий пішак · g2 білий пішак · a1 біла тура · e1 біла тура · g1 білий король | 5 |
| 4 | e8 чорна тура · g8 чорний король · c7 чорний ферзь · f7 чорний пішак · g7 чорний пішак · h7 чорний кінь · c6 чорний пішак · e6 чорний слон · a5 чорний пішак · b5 чорна тура · c5 чорний кінь · e5 чорний пішак · a4 чорний пішак · c4 білий слон · e4 білий пішак · a3 білий слон · c3 білий пішак · f3 білий ферзь · g3 білий кінь · h3 білий пішак · f2 білий пішак · g2 білий пішак · a1 біла тура · e1 біла тура · g1 білий король | e8 чорна тура · g8 чорний король · c7 чорний ферзь · f7 чорний пішак · g7 чорний пішак · h7 чорний кінь · c6 чорний пішак · e6 чорний слон · a5 чорний пішак · b5 чорна тура · c5 чорний кінь · e5 чорний пішак · a4 чорний пішак · c4 білий слон · e4 білий пішак · a3 білий слон · c3 білий пішак · f3 білий ферзь · g3 білий кінь · h3 білий пішак · f2 білий пішак · g2 білий пішак · a1 біла тура · e1 біла тура · g1 білий король | e8 чорна тура · g8 чорний король · c7 чорний ферзь · f7 чорний пішак · g7 чорний пішак · h7 чорний кінь · c6 чорний пішак · e6 чорний слон · a5 чорний пішак · b5 чорна тура · c5 чорний кінь · e5 чорний пішак · a4 чорний пішак · c4 білий слон · e4 білий пішак · a3 білий слон · c3 білий пішак · f3 білий ферзь · g3 білий кінь · h3 білий пішак · f2 білий пішак · g2 білий пішак · a1 біла тура · e1 біла тура · g1 білий король | e8 чорна тура · g8 чорний король · c7 чорний ферзь · f7 чорний пішак · g7 чорний пішак · h7 чорний кінь · c6 чорний пішак · e6 чорний слон · a5 чорний пішак · b5 чорна тура · c5 чорний кінь · e5 чорний пішак · a4 чорний пішак · c4 білий слон · e4 білий пішак · a3 білий слон · c3 білий пішак · f3 білий ферзь · g3 білий кінь · h3 білий пішак · f2 білий пішак · g2 білий пішак · a1 біла тура · e1 біла тура · g1 білий король | e8 чорна тура · g8 чорний король · c7 чорний ферзь · f7 чорний пішак · g7 чорний пішак · h7 чорний кінь · c6 чорний пішак · e6 чорний слон · a5 чорний пішак · b5 чорна тура · c5 чорний кінь · e5 чорний пішак · a4 чорний пішак · c4 білий слон · e4 білий пішак · a3 білий слон · c3 білий пішак · f3 білий ферзь · g3 білий кінь · h3 білий пішак · f2 білий пішак · g2 білий пішак · a1 біла тура · e1 біла тура · g1 білий король | e8 чорна тура · g8 чорний король · c7 чорний ферзь · f7 чорний пішак · g7 чорний пішак · h7 чорний кінь · c6 чорний пішак · e6 чорний слон · a5 чорний пішак · b5 чорна тура · c5 чорний кінь · e5 чорний пішак · a4 чорний пішак · c4 білий слон · e4 білий пішак · a3 білий слон · c3 білий пішак · f3 білий ферзь · g3 білий кінь · h3 білий пішак · f2 білий пішак · g2 білий пішак · a1 біла тура · e1 біла тура · g1 білий король | e8 чорна тура · g8 чорний король · c7 чорний ферзь · f7 чорний пішак · g7 чорний пішак · h7 чорний кінь · c6 чорний пішак · e6 чорний слон · a5 чорний пішак · b5 чорна тура · c5 чорний кінь · e5 чорний пішак · a4 чорний пішак · c4 білий слон · e4 білий пішак · a3 білий слон · c3 білий пішак · f3 білий ферзь · g3 білий кінь · h3 білий пішак · f2 білий пішак · g2 білий пішак · a1 біла тура · e1 біла тура · g1 білий король | e8 чорна тура · g8 чорний король · c7 чорний ферзь · f7 чорний пішак · g7 чорний пішак · h7 чорний кінь · c6 чорний пішак · e6 чорний слон · a5 чорний пішак · b5 чорна тура · c5 чорний кінь · e5 чорний пішак · a4 чорний пішак · c4 білий слон · e4 білий пішак · a3 білий слон · c3 білий пішак · f3 білий ферзь · g3 білий кінь · h3 білий пішак · f2 білий пішак · g2 білий пішак · a1 біла тура · e1 біла тура · g1 білий король | 4 |
| 3 | e8 чорна тура · g8 чорний король · c7 чорний ферзь · f7 чорний пішак · g7 чорний пішак · h7 чорний кінь · c6 чорний пішак · e6 чорний слон · a5 чорний пішак · b5 чорна тура · c5 чорний кінь · e5 чорний пішак · a4 чорний пішак · c4 білий слон · e4 білий пішак · a3 білий слон · c3 білий пішак · f3 білий ферзь · g3 білий кінь · h3 білий пішак · f2 білий пішак · g2 білий пішак · a1 біла тура · e1 біла тура · g1 білий король | e8 чорна тура · g8 чорний король · c7 чорний ферзь · f7 чорний пішак · g7 чорний пішак · h7 чорний кінь · c6 чорний пішак · e6 чорний слон · a5 чорний пішак · b5 чорна тура · c5 чорний кінь · e5 чорний пішак · a4 чорний пішак · c4 білий слон · e4 білий пішак · a3 білий слон · c3 білий пішак · f3 білий ферзь · g3 білий кінь · h3 білий пішак · f2 білий пішак · g2 білий пішак · a1 біла тура · e1 біла тура · g1 білий король | e8 чорна тура · g8 чорний король · c7 чорний ферзь · f7 чорний пішак · g7 чорний пішак · h7 чорний кінь · c6 чорний пішак · e6 чорний слон · a5 чорний пішак · b5 чорна тура · c5 чорний кінь · e5 чорний пішак · a4 чорний пішак · c4 білий слон · e4 білий пішак · a3 білий слон · c3 білий пішак · f3 білий ферзь · g3 білий кінь · h3 білий пішак · f2 білий пішак · g2 білий пішак · a1 біла тура · e1 біла тура · g1 білий король | e8 чорна тура · g8 чорний король · c7 чорний ферзь · f7 чорний пішак · g7 чорний пішак · h7 чорний кінь · c6 чорний пішак · e6 чорний слон · a5 чорний пішак · b5 чорна тура · c5 чорний кінь · e5 чорний пішак · a4 чорний пішак · c4 білий слон · e4 білий пішак · a3 білий слон · c3 білий пішак · f3 білий ферзь · g3 білий кінь · h3 білий пішак · f2 білий пішак · g2 білий пішак · a1 біла тура · e1 біла тура · g1 білий король | e8 чорна тура · g8 чорний король · c7 чорний ферзь · f7 чорний пішак · g7 чорний пішак · h7 чорний кінь · c6 чорний пішак · e6 чорний слон · a5 чорний пішак · b5 чорна тура · c5 чорний кінь · e5 чорний пішак · a4 чорний пішак · c4 білий слон · e4 білий пішак · a3 білий слон · c3 білий пішак · f3 білий ферзь · g3 білий кінь · h3 білий пішак · f2 білий пішак · g2 білий пішак · a1 біла тура · e1 біла тура · g1 білий король | e8 чорна тура · g8 чорний король · c7 чорний ферзь · f7 чорний пішак · g7 чорний пішак · h7 чорний кінь · c6 чорний пішак · e6 чорний слон · a5 чорний пішак · b5 чорна тура · c5 чорний кінь · e5 чорний пішак · a4 чорний пішак · c4 білий слон · e4 білий пішак · a3 білий слон · c3 білий пішак · f3 білий ферзь · g3 білий кінь · h3 білий пішак · f2 білий пішак · g2 білий пішак · a1 біла тура · e1 біла тура · g1 білий король | e8 чорна тура · g8 чорний король · c7 чорний ферзь · f7 чорний пішак · g7 чорний пішак · h7 чорний кінь · c6 чорний пішак · e6 чорний слон · a5 чорний пішак · b5 чорна тура · c5 чорний кінь · e5 чорний пішак · a4 чорний пішак · c4 білий слон · e4 білий пішак · a3 білий слон · c3 білий пішак · f3 білий ферзь · g3 білий кінь · h3 білий пішак · f2 білий пішак · g2 білий пішак · a1 біла тура · e1 біла тура · g1 білий король | e8 чорна тура · g8 чорний король · c7 чорний ферзь · f7 чорний пішак · g7 чорний пішак · h7 чорний кінь · c6 чорний пішак · e6 чорний слон · a5 чорний пішак · b5 чорна тура · c5 чорний кінь · e5 чорний пішак · a4 чорний пішак · c4 білий слон · e4 білий пішак · a3 білий слон · c3 білий пішак · f3 білий ферзь · g3 білий кінь · h3 білий пішак · f2 білий пішак · g2 білий пішак · a1 біла тура · e1 біла тура · g1 білий король | 3 |
| 2 | e8 чорна тура · g8 чорний король · c7 чорний ферзь · f7 чорний пішак · g7 чорний пішак · h7 чорний кінь · c6 чорний пішак · e6 чорний слон · a5 чорний пішак · b5 чорна тура · c5 чорний кінь · e5 чорний пішак · a4 чорний пішак · c4 білий слон · e4 білий пішак · a3 білий слон · c3 білий пішак · f3 білий ферзь · g3 білий кінь · h3 білий пішак · f2 білий пішак · g2 білий пішак · a1 біла тура · e1 біла тура · g1 білий король | e8 чорна тура · g8 чорний король · c7 чорний ферзь · f7 чорний пішак · g7 чорний пішак · h7 чорний кінь · c6 чорний пішак · e6 чорний слон · a5 чорний пішак · b5 чорна тура · c5 чорний кінь · e5 чорний пішак · a4 чорний пішак · c4 білий слон · e4 білий пішак · a3 білий слон · c3 білий пішак · f3 білий ферзь · g3 білий кінь · h3 білий пішак · f2 білий пішак · g2 білий пішак · a1 біла тура · e1 біла тура · g1 білий король | e8 чорна тура · g8 чорний король · c7 чорний ферзь · f7 чорний пішак · g7 чорний пішак · h7 чорний кінь · c6 чорний пішак · e6 чорний слон · a5 чорний пішак · b5 чорна тура · c5 чорний кінь · e5 чорний пішак · a4 чорний пішак · c4 білий слон · e4 білий пішак · a3 білий слон · c3 білий пішак · f3 білий ферзь · g3 білий кінь · h3 білий пішак · f2 білий пішак · g2 білий пішак · a1 біла тура · e1 біла тура · g1 білий король | e8 чорна тура · g8 чорний король · c7 чорний ферзь · f7 чорний пішак · g7 чорний пішак · h7 чорний кінь · c6 чорний пішак · e6 чорний слон · a5 чорний пішак · b5 чорна тура · c5 чорний кінь · e5 чорний пішак · a4 чорний пішак · c4 білий слон · e4 білий пішак · a3 білий слон · c3 білий пішак · f3 білий ферзь · g3 білий кінь · h3 білий пішак · f2 білий пішак · g2 білий пішак · a1 біла тура · e1 біла тура · g1 білий король | e8 чорна тура · g8 чорний король · c7 чорний ферзь · f7 чорний пішак · g7 чорний пішак · h7 чорний кінь · c6 чорний пішак · e6 чорний слон · a5 чорний пішак · b5 чорна тура · c5 чорний кінь · e5 чорний пішак · a4 чорний пішак · c4 білий слон · e4 білий пішак · a3 білий слон · c3 білий пішак · f3 білий ферзь · g3 білий кінь · h3 білий пішак · f2 білий пішак · g2 білий пішак · a1 біла тура · e1 біла тура · g1 білий король | e8 чорна тура · g8 чорний король · c7 чорний ферзь · f7 чорний пішак · g7 чорний пішак · h7 чорний кінь · c6 чорний пішак · e6 чорний слон · a5 чорний пішак · b5 чорна тура · c5 чорний кінь · e5 чорний пішак · a4 чорний пішак · c4 білий слон · e4 білий пішак · a3 білий слон · c3 білий пішак · f3 білий ферзь · g3 білий кінь · h3 білий пішак · f2 білий пішак · g2 білий пішак · a1 біла тура · e1 біла тура · g1 білий король | e8 чорна тура · g8 чорний король · c7 чорний ферзь · f7 чорний пішак · g7 чорний пішак · h7 чорний кінь · c6 чорний пішак · e6 чорний слон · a5 чорний пішак · b5 чорна тура · c5 чорний кінь · e5 чорний пішак · a4 чорний пішак · c4 білий слон · e4 білий пішак · a3 білий слон · c3 білий пішак · f3 білий ферзь · g3 білий кінь · h3 білий пішак · f2 білий пішак · g2 білий пішак · a1 біла тура · e1 біла тура · g1 білий король | e8 чорна тура · g8 чорний король · c7 чорний ферзь · f7 чорний пішак · g7 чорний пішак · h7 чорний кінь · c6 чорний пішак · e6 чорний слон · a5 чорний пішак · b5 чорна тура · c5 чорний кінь · e5 чорний пішак · a4 чорний пішак · c4 білий слон · e4 білий пішак · a3 білий слон · c3 білий пішак · f3 білий ферзь · g3 білий кінь · h3 білий пішак · f2 білий пішак · g2 білий пішак · a1 біла тура · e1 біла тура · g1 білий король | 2 |
| 1 | e8 чорна тура · g8 чорний король · c7 чорний ферзь · f7 чорний пішак · g7 чорний пішак · h7 чорний кінь · c6 чорний пішак · e6 чорний слон · a5 чорний пішак · b5 чорна тура · c5 чорний кінь · e5 чорний пішак · a4 чорний пішак · c4 білий слон · e4 білий пішак · a3 білий слон · c3 білий пішак · f3 білий ферзь · g3 білий кінь · h3 білий пішак · f2 білий пішак · g2 білий пішак · a1 біла тура · e1 біла тура · g1 білий король | e8 чорна тура · g8 чорний король · c7 чорний ферзь · f7 чорний пішак · g7 чорний пішак · h7 чорний кінь · c6 чорний пішак · e6 чорний слон · a5 чорний пішак · b5 чорна тура · c5 чорний кінь · e5 чорний пішак · a4 чорний пішак · c4 білий слон · e4 білий пішак · a3 білий слон · c3 білий пішак · f3 білий ферзь · g3 білий кінь · h3 білий пішак · f2 білий пішак · g2 білий пішак · a1 біла тура · e1 біла тура · g1 білий король | e8 чорна тура · g8 чорний король · c7 чорний ферзь · f7 чорний пішак · g7 чорний пішак · h7 чорний кінь · c6 чорний пішак · e6 чорний слон · a5 чорний пішак · b5 чорна тура · c5 чорний кінь · e5 чорний пішак · a4 чорний пішак · c4 білий слон · e4 білий пішак · a3 білий слон · c3 білий пішак · f3 білий ферзь · g3 білий кінь · h3 білий пішак · f2 білий пішак · g2 білий пішак · a1 біла тура · e1 біла тура · g1 білий король | e8 чорна тура · g8 чорний король · c7 чорний ферзь · f7 чорний пішак · g7 чорний пішак · h7 чорний кінь · c6 чорний пішак · e6 чорний слон · a5 чорний пішак · b5 чорна тура · c5 чорний кінь · e5 чорний пішак · a4 чорний пішак · c4 білий слон · e4 білий пішак · a3 білий слон · c3 білий пішак · f3 білий ферзь · g3 білий кінь · h3 білий пішак · f2 білий пішак · g2 білий пішак · a1 біла тура · e1 біла тура · g1 білий король | e8 чорна тура · g8 чорний король · c7 чорний ферзь · f7 чорний пішак · g7 чорний пішак · h7 чорний кінь · c6 чорний пішак · e6 чорний слон · a5 чорний пішак · b5 чорна тура · c5 чорний кінь · e5 чорний пішак · a4 чорний пішак · c4 білий слон · e4 білий пішак · a3 білий слон · c3 білий пішак · f3 білий ферзь · g3 білий кінь · h3 білий пішак · f2 білий пішак · g2 білий пішак · a1 біла тура · e1 біла тура · g1 білий король | e8 чорна тура · g8 чорний король · c7 чорний ферзь · f7 чорний пішак · g7 чорний пішак · h7 чорний кінь · c6 чорний пішак · e6 чорний слон · a5 чорний пішак · b5 чорна тура · c5 чорний кінь · e5 чорний пішак · a4 чорний пішак · c4 білий слон · e4 білий пішак · a3 білий слон · c3 білий пішак · f3 білий ферзь · g3 білий кінь · h3 білий пішак · f2 білий пішак · g2 білий пішак · a1 біла тура · e1 біла тура · g1 білий король | e8 чорна тура · g8 чорний король · c7 чорний ферзь · f7 чорний пішак · g7 чорний пішак · h7 чорний кінь · c6 чорний пішак · e6 чорний слон · a5 чорний пішак · b5 чорна тура · c5 чорний кінь · e5 чорний пішак · a4 чорний пішак · c4 білий слон · e4 білий пішак · a3 білий слон · c3 білий пішак · f3 білий ферзь · g3 білий кінь · h3 білий пішак · f2 білий пішак · g2 білий пішак · a1 біла тура · e1 біла тура · g1 білий король | e8 чорна тура · g8 чорний король · c7 чорний ферзь · f7 чорний пішак · g7 чорний пішак · h7 чорний кінь · c6 чорний пішак · e6 чорний слон · a5 чорний пішак · b5 чорна тура · c5 чорний кінь · e5 чорний пішак · a4 чорний пішак · c4 білий слон · e4 білий пішак · a3 білий слон · c3 білий пішак · f3 білий ферзь · g3 білий кінь · h3 білий пішак · f2 білий пішак · g2 білий пішак · a1 біла тура · e1 біла тура · g1 білий король | 1 |
|   | a | b | c | d | e | f | g | h |   |

Дев'ята партія, зіграна 21 квітня, була нічиєю на 82 ходи. Проти Руї Лопеса Дін обрав Берлінський захист. Перша неточність, 17...Rb8?! грав Дін, дозволив Непомнящому вибудувати ініціативу на королівському фланзі; однак ця ініціатива швидко похитнулася: 23.Bg5? втрачаючи перевагу. Дін запропонував жертву обміну 26...Be6, дозволивши 27.Bxb5 cxb5, що дало б Діну пов’язані пасові пішаки на лініях a і b; однак Непомнящий вирішив поміняти слонів натомість 27.Bxe6, що коментатори вважали «безпечнішим» ходом. Незабаром після цього гравці помінялися в ендшпілі з турою, конем і трьома пішаками для білих; проти тури, коня та двох пішаків для чорних. Жертва пішака 55...h3! by Ding отримав похвалу, розділивши решту білих пішаків і зробивши нічию майже неминучою. Непомнящий намагався грати своїм додатковим пішаком, але врешті-решт на 82 ході була досягнута нічия, що зробило партію найдовшою в матчі на сьогоднішній день.
Ruy Lopez, Berlin Defence (ECO C65)
1. e4 e5 2. Nf3 Nc6 3. Bb5 Nf6 4. d3 Bc5 5. c3 0-0 6. 0-0 d5 7. Nbd2 dxe4 8. dxe4 a5 9. a4 Qe7 10. Qc2 Nb8 11. Re1 Rd8 12. h3 h6 13. Nf1 c6 14. Bc4 Na6 15. Ng3 Qc7 16. Ba2 b5 17. Qe2 Rb8 18. Nh4 Bf8 19. Qf3 bxa4 20. Bxh6 Nc5 21. Ng6 Rxb2 22. Nxf8 Rxf8 23. Bg5 Nh7 24. Bc1 Rb5 25. Ba3 Re8 26. Bc4 Be6 27. Bxe6 Nxe6 28. Nf5 c5 29. Qe2 Rb3 30. Qc4 Qc6 31. Bc1 Nf6 32. Qxa4 Qxa4 33. Rxa4 Rxc3 34. Bb2 Rb3 35. Bxe5 Rb4 36. Rxa5 Rxe4 37. Rxe4 Nxe4 38. Ra4 Nd4 39. Bxd4 cxd4 40. Rxd4 g6 41. Ne3 Kg7 42. Rb4 Ng3 43. Rb7 Nf5 44. Ng4 Re7 45. Rb5 Re1+ 46. Kh2 Re2 47. Rb7 Nd6 48. Ra7 Kf8 49. Kg3 f5 50. Kf3 Re7 51. Ra8+ Re8 52. Rxe8+ Kxe8 53. Ne5 g5 54. h4 gxh4 55. Kf4 h3 56. gxh3 Ke7 57. Nc6+ Kf6 58. Nd4 Ne4 59. f3 Nf2 60. h4 Nd3+ 61. Kg3 Kg6 62. Ne6 Kf6 63. Nf4 Nb4 64. Kf2 Ke5 65. Ke3 Nc2+ 66. Kd2 Nd4 67. Nd3+ Kf6 68. Ke3 Nc2+ 69. Kf4 Nd4 70. Kg3 Ne2+ 71. Kf2 Nd4 72. Nf4 Ke5 73. Ne2 Ne6 74. Kg3 Kf6 75. Kg2 Kg7 76. Kf2 f4 77. Kg1 Kg6 78. Kg2 Kh6 79. Nc1 Kh5 80. Kh3 Nd4 81. Nd3 Nxf3 82. Nxf4+ ½–½
|   | a | b | c | d | e | f | g | h |   |
| 8 | a8 чорна тура · c8 чорний слон · d8 чорний ферзь · e8 чорний король · h8 чорна тура · a7 чорний пішак · b7 чорний пішак · c7 чорний пішак · d7 чорний пішак · f7 чорний пішак · g7 чорний пішак · h7 чорний пішак · c5 чорний слон · e5 білий пішак · c4 білий пішак · c3 білий пішак · g3 білий ферзь · a2 білий пішак · f2 білий пішак · g2 білий пішак · h2 білий пішак · a1 біла тура · c1 білий слон · e1 білий король · f1 білий слон · h1 біла тура | a8 чорна тура · c8 чорний слон · d8 чорний ферзь · e8 чорний король · h8 чорна тура · a7 чорний пішак · b7 чорний пішак · c7 чорний пішак · d7 чорний пішак · f7 чорний пішак · g7 чорний пішак · h7 чорний пішак · c5 чорний слон · e5 білий пішак · c4 білий пішак · c3 білий пішак · g3 білий ферзь · a2 білий пішак · f2 білий пішак · g2 білий пішак · h2 білий пішак · a1 біла тура · c1 білий слон · e1 білий король · f1 білий слон · h1 біла тура | a8 чорна тура · c8 чорний слон · d8 чорний ферзь · e8 чорний король · h8 чорна тура · a7 чорний пішак · b7 чорний пішак · c7 чорний пішак · d7 чорний пішак · f7 чорний пішак · g7 чорний пішак · h7 чорний пішак · c5 чорний слон · e5 білий пішак · c4 білий пішак · c3 білий пішак · g3 білий ферзь · a2 білий пішак · f2 білий пішак · g2 білий пішак · h2 білий пішак · a1 біла тура · c1 білий слон · e1 білий король · f1 білий слон · h1 біла тура | a8 чорна тура · c8 чорний слон · d8 чорний ферзь · e8 чорний король · h8 чорна тура · a7 чорний пішак · b7 чорний пішак · c7 чорний пішак · d7 чорний пішак · f7 чорний пішак · g7 чорний пішак · h7 чорний пішак · c5 чорний слон · e5 білий пішак · c4 білий пішак · c3 білий пішак · g3 білий ферзь · a2 білий пішак · f2 білий пішак · g2 білий пішак · h2 білий пішак · a1 біла тура · c1 білий слон · e1 білий король · f1 білий слон · h1 біла тура | a8 чорна тура · c8 чорний слон · d8 чорний ферзь · e8 чорний король · h8 чорна тура · a7 чорний пішак · b7 чорний пішак · c7 чорний пішак · d7 чорний пішак · f7 чорний пішак · g7 чорний пішак · h7 чорний пішак · c5 чорний слон · e5 білий пішак · c4 білий пішак · c3 білий пішак · g3 білий ферзь · a2 білий пішак · f2 білий пішак · g2 білий пішак · h2 білий пішак · a1 біла тура · c1 білий слон · e1 білий король · f1 білий слон · h1 біла тура | a8 чорна тура · c8 чорний слон · d8 чорний ферзь · e8 чорний король · h8 чорна тура · a7 чорний пішак · b7 чорний пішак · c7 чорний пішак · d7 чорний пішак · f7 чорний пішак · g7 чорний пішак · h7 чорний пішак · c5 чорний слон · e5 білий пішак · c4 білий пішак · c3 білий пішак · g3 білий ферзь · a2 білий пішак · f2 білий пішак · g2 білий пішак · h2 білий пішак · a1 біла тура · c1 білий слон · e1 білий король · f1 білий слон · h1 біла тура | a8 чорна тура · c8 чорний слон · d8 чорний ферзь · e8 чорний король · h8 чорна тура · a7 чорний пішак · b7 чорний пішак · c7 чорний пішак · d7 чорний пішак · f7 чорний пішак · g7 чорний пішак · h7 чорний пішак · c5 чорний слон · e5 білий пішак · c4 білий пішак · c3 білий пішак · g3 білий ферзь · a2 білий пішак · f2 білий пішак · g2 білий пішак · h2 білий пішак · a1 біла тура · c1 білий слон · e1 білий король · f1 білий слон · h1 біла тура | a8 чорна тура · c8 чорний слон · d8 чорний ферзь · e8 чорний король · h8 чорна тура · a7 чорний пішак · b7 чорний пішак · c7 чорний пішак · d7 чорний пішак · f7 чорний пішак · g7 чорний пішак · h7 чорний пішак · c5 чорний слон · e5 білий пішак · c4 білий пішак · c3 білий пішак · g3 білий ферзь · a2 білий пішак · f2 білий пішак · g2 білий пішак · h2 білий пішак · a1 біла тура · c1 білий слон · e1 білий король · f1 білий слон · h1 біла тура | 8 |
| 7 | a8 чорна тура · c8 чорний слон · d8 чорний ферзь · e8 чорний король · h8 чорна тура · a7 чорний пішак · b7 чорний пішак · c7 чорний пішак · d7 чорний пішак · f7 чорний пішак · g7 чорний пішак · h7 чорний пішак · c5 чорний слон · e5 білий пішак · c4 білий пішак · c3 білий пішак · g3 білий ферзь · a2 білий пішак · f2 білий пішак · g2 білий пішак · h2 білий пішак · a1 біла тура · c1 білий слон · e1 білий король · f1 білий слон · h1 біла тура | a8 чорна тура · c8 чорний слон · d8 чорний ферзь · e8 чорний король · h8 чорна тура · a7 чорний пішак · b7 чорний пішак · c7 чорний пішак · d7 чорний пішак · f7 чорний пішак · g7 чорний пішак · h7 чорний пішак · c5 чорний слон · e5 білий пішак · c4 білий пішак · c3 білий пішак · g3 білий ферзь · a2 білий пішак · f2 білий пішак · g2 білий пішак · h2 білий пішак · a1 біла тура · c1 білий слон · e1 білий король · f1 білий слон · h1 біла тура | a8 чорна тура · c8 чорний слон · d8 чорний ферзь · e8 чорний король · h8 чорна тура · a7 чорний пішак · b7 чорний пішак · c7 чорний пішак · d7 чорний пішак · f7 чорний пішак · g7 чорний пішак · h7 чорний пішак · c5 чорний слон · e5 білий пішак · c4 білий пішак · c3 білий пішак · g3 білий ферзь · a2 білий пішак · f2 білий пішак · g2 білий пішак · h2 білий пішак · a1 біла тура · c1 білий слон · e1 білий король · f1 білий слон · h1 біла тура | a8 чорна тура · c8 чорний слон · d8 чорний ферзь · e8 чорний король · h8 чорна тура · a7 чорний пішак · b7 чорний пішак · c7 чорний пішак · d7 чорний пішак · f7 чорний пішак · g7 чорний пішак · h7 чорний пішак · c5 чорний слон · e5 білий пішак · c4 білий пішак · c3 білий пішак · g3 білий ферзь · a2 білий пішак · f2 білий пішак · g2 білий пішак · h2 білий пішак · a1 біла тура · c1 білий слон · e1 білий король · f1 білий слон · h1 біла тура | a8 чорна тура · c8 чорний слон · d8 чорний ферзь · e8 чорний король · h8 чорна тура · a7 чорний пішак · b7 чорний пішак · c7 чорний пішак · d7 чорний пішак · f7 чорний пішак · g7 чорний пішак · h7 чорний пішак · c5 чорний слон · e5 білий пішак · c4 білий пішак · c3 білий пішак · g3 білий ферзь · a2 білий пішак · f2 білий пішак · g2 білий пішак · h2 білий пішак · a1 біла тура · c1 білий слон · e1 білий король · f1 білий слон · h1 біла тура | a8 чорна тура · c8 чорний слон · d8 чорний ферзь · e8 чорний король · h8 чорна тура · a7 чорний пішак · b7 чорний пішак · c7 чорний пішак · d7 чорний пішак · f7 чорний пішак · g7 чорний пішак · h7 чорний пішак · c5 чорний слон · e5 білий пішак · c4 білий пішак · c3 білий пішак · g3 білий ферзь · a2 білий пішак · f2 білий пішак · g2 білий пішак · h2 білий пішак · a1 біла тура · c1 білий слон · e1 білий король · f1 білий слон · h1 біла тура | a8 чорна тура · c8 чорний слон · d8 чорний ферзь · e8 чорний король · h8 чорна тура · a7 чорний пішак · b7 чорний пішак · c7 чорний пішак · d7 чорний пішак · f7 чорний пішак · g7 чорний пішак · h7 чорний пішак · c5 чорний слон · e5 білий пішак · c4 білий пішак · c3 білий пішак · g3 білий ферзь · a2 білий пішак · f2 білий пішак · g2 білий пішак · h2 білий пішак · a1 біла тура · c1 білий слон · e1 білий король · f1 білий слон · h1 біла тура | a8 чорна тура · c8 чорний слон · d8 чорний ферзь · e8 чорний король · h8 чорна тура · a7 чорний пішак · b7 чорний пішак · c7 чорний пішак · d7 чорний пішак · f7 чорний пішак · g7 чорний пішак · h7 чорний пішак · c5 чорний слон · e5 білий пішак · c4 білий пішак · c3 білий пішак · g3 білий ферзь · a2 білий пішак · f2 білий пішак · g2 білий пішак · h2 білий пішак · a1 біла тура · c1 білий слон · e1 білий король · f1 білий слон · h1 біла тура | 7 |
| 6 | a8 чорна тура · c8 чорний слон · d8 чорний ферзь · e8 чорний король · h8 чорна тура · a7 чорний пішак · b7 чорний пішак · c7 чорний пішак · d7 чорний пішак · f7 чорний пішак · g7 чорний пішак · h7 чорний пішак · c5 чорний слон · e5 білий пішак · c4 білий пішак · c3 білий пішак · g3 білий ферзь · a2 білий пішак · f2 білий пішак · g2 білий пішак · h2 білий пішак · a1 біла тура · c1 білий слон · e1 білий король · f1 білий слон · h1 біла тура | a8 чорна тура · c8 чорний слон · d8 чорний ферзь · e8 чорний король · h8 чорна тура · a7 чорний пішак · b7 чорний пішак · c7 чорний пішак · d7 чорний пішак · f7 чорний пішак · g7 чорний пішак · h7 чорний пішак · c5 чорний слон · e5 білий пішак · c4 білий пішак · c3 білий пішак · g3 білий ферзь · a2 білий пішак · f2 білий пішак · g2 білий пішак · h2 білий пішак · a1 біла тура · c1 білий слон · e1 білий король · f1 білий слон · h1 біла тура | a8 чорна тура · c8 чорний слон · d8 чорний ферзь · e8 чорний король · h8 чорна тура · a7 чорний пішак · b7 чорний пішак · c7 чорний пішак · d7 чорний пішак · f7 чорний пішак · g7 чорний пішак · h7 чорний пішак · c5 чорний слон · e5 білий пішак · c4 білий пішак · c3 білий пішак · g3 білий ферзь · a2 білий пішак · f2 білий пішак · g2 білий пішак · h2 білий пішак · a1 біла тура · c1 білий слон · e1 білий король · f1 білий слон · h1 біла тура | a8 чорна тура · c8 чорний слон · d8 чорний ферзь · e8 чорний король · h8 чорна тура · a7 чорний пішак · b7 чорний пішак · c7 чорний пішак · d7 чорний пішак · f7 чорний пішак · g7 чорний пішак · h7 чорний пішак · c5 чорний слон · e5 білий пішак · c4 білий пішак · c3 білий пішак · g3 білий ферзь · a2 білий пішак · f2 білий пішак · g2 білий пішак · h2 білий пішак · a1 біла тура · c1 білий слон · e1 білий король · f1 білий слон · h1 біла тура | a8 чорна тура · c8 чорний слон · d8 чорний ферзь · e8 чорний король · h8 чорна тура · a7 чорний пішак · b7 чорний пішак · c7 чорний пішак · d7 чорний пішак · f7 чорний пішак · g7 чорний пішак · h7 чорний пішак · c5 чорний слон · e5 білий пішак · c4 білий пішак · c3 білий пішак · g3 білий ферзь · a2 білий пішак · f2 білий пішак · g2 білий пішак · h2 білий пішак · a1 біла тура · c1 білий слон · e1 білий король · f1 білий слон · h1 біла тура | a8 чорна тура · c8 чорний слон · d8 чорний ферзь · e8 чорний король · h8 чорна тура · a7 чорний пішак · b7 чорний пішак · c7 чорний пішак · d7 чорний пішак · f7 чорний пішак · g7 чорний пішак · h7 чорний пішак · c5 чорний слон · e5 білий пішак · c4 білий пішак · c3 білий пішак · g3 білий ферзь · a2 білий пішак · f2 білий пішак · g2 білий пішак · h2 білий пішак · a1 біла тура · c1 білий слон · e1 білий король · f1 білий слон · h1 біла тура | a8 чорна тура · c8 чорний слон · d8 чорний ферзь · e8 чорний король · h8 чорна тура · a7 чорний пішак · b7 чорний пішак · c7 чорний пішак · d7 чорний пішак · f7 чорний пішак · g7 чорний пішак · h7 чорний пішак · c5 чорний слон · e5 білий пішак · c4 білий пішак · c3 білий пішак · g3 білий ферзь · a2 білий пішак · f2 білий пішак · g2 білий пішак · h2 білий пішак · a1 біла тура · c1 білий слон · e1 білий король · f1 білий слон · h1 біла тура | a8 чорна тура · c8 чорний слон · d8 чорний ферзь · e8 чорний король · h8 чорна тура · a7 чорний пішак · b7 чорний пішак · c7 чорний пішак · d7 чорний пішак · f7 чорний пішак · g7 чорний пішак · h7 чорний пішак · c5 чорний слон · e5 білий пішак · c4 білий пішак · c3 білий пішак · g3 білий ферзь · a2 білий пішак · f2 білий пішак · g2 білий пішак · h2 білий пішак · a1 біла тура · c1 білий слон · e1 білий король · f1 білий слон · h1 біла тура | 6 |
| 5 | a8 чорна тура · c8 чорний слон · d8 чорний ферзь · e8 чорний король · h8 чорна тура · a7 чорний пішак · b7 чорний пішак · c7 чорний пішак · d7 чорний пішак · f7 чорний пішак · g7 чорний пішак · h7 чорний пішак · c5 чорний слон · e5 білий пішак · c4 білий пішак · c3 білий пішак · g3 білий ферзь · a2 білий пішак · f2 білий пішак · g2 білий пішак · h2 білий пішак · a1 біла тура · c1 білий слон · e1 білий король · f1 білий слон · h1 біла тура | a8 чорна тура · c8 чорний слон · d8 чорний ферзь · e8 чорний король · h8 чорна тура · a7 чорний пішак · b7 чорний пішак · c7 чорний пішак · d7 чорний пішак · f7 чорний пішак · g7 чорний пішак · h7 чорний пішак · c5 чорний слон · e5 білий пішак · c4 білий пішак · c3 білий пішак · g3 білий ферзь · a2 білий пішак · f2 білий пішак · g2 білий пішак · h2 білий пішак · a1 біла тура · c1 білий слон · e1 білий король · f1 білий слон · h1 біла тура | a8 чорна тура · c8 чорний слон · d8 чорний ферзь · e8 чорний король · h8 чорна тура · a7 чорний пішак · b7 чорний пішак · c7 чорний пішак · d7 чорний пішак · f7 чорний пішак · g7 чорний пішак · h7 чорний пішак · c5 чорний слон · e5 білий пішак · c4 білий пішак · c3 білий пішак · g3 білий ферзь · a2 білий пішак · f2 білий пішак · g2 білий пішак · h2 білий пішак · a1 біла тура · c1 білий слон · e1 білий король · f1 білий слон · h1 біла тура | a8 чорна тура · c8 чорний слон · d8 чорний ферзь · e8 чорний король · h8 чорна тура · a7 чорний пішак · b7 чорний пішак · c7 чорний пішак · d7 чорний пішак · f7 чорний пішак · g7 чорний пішак · h7 чорний пішак · c5 чорний слон · e5 білий пішак · c4 білий пішак · c3 білий пішак · g3 білий ферзь · a2 білий пішак · f2 білий пішак · g2 білий пішак · h2 білий пішак · a1 біла тура · c1 білий слон · e1 білий король · f1 білий слон · h1 біла тура | a8 чорна тура · c8 чорний слон · d8 чорний ферзь · e8 чорний король · h8 чорна тура · a7 чорний пішак · b7 чорний пішак · c7 чорний пішак · d7 чорний пішак · f7 чорний пішак · g7 чорний пішак · h7 чорний пішак · c5 чорний слон · e5 білий пішак · c4 білий пішак · c3 білий пішак · g3 білий ферзь · a2 білий пішак · f2 білий пішак · g2 білий пішак · h2 білий пішак · a1 біла тура · c1 білий слон · e1 білий король · f1 білий слон · h1 біла тура | a8 чорна тура · c8 чорний слон · d8 чорний ферзь · e8 чорний король · h8 чорна тура · a7 чорний пішак · b7 чорний пішак · c7 чорний пішак · d7 чорний пішак · f7 чорний пішак · g7 чорний пішак · h7 чорний пішак · c5 чорний слон · e5 білий пішак · c4 білий пішак · c3 білий пішак · g3 білий ферзь · a2 білий пішак · f2 білий пішак · g2 білий пішак · h2 білий пішак · a1 біла тура · c1 білий слон · e1 білий король · f1 білий слон · h1 біла тура | a8 чорна тура · c8 чорний слон · d8 чорний ферзь · e8 чорний король · h8 чорна тура · a7 чорний пішак · b7 чорний пішак · c7 чорний пішак · d7 чорний пішак · f7 чорний пішак · g7 чорний пішак · h7 чорний пішак · c5 чорний слон · e5 білий пішак · c4 білий пішак · c3 білий пішак · g3 білий ферзь · a2 білий пішак · f2 білий пішак · g2 білий пішак · h2 білий пішак · a1 біла тура · c1 білий слон · e1 білий король · f1 білий слон · h1 біла тура | a8 чорна тура · c8 чорний слон · d8 чорний ферзь · e8 чорний король · h8 чорна тура · a7 чорний пішак · b7 чорний пішак · c7 чорний пішак · d7 чорний пішак · f7 чорний пішак · g7 чорний пішак · h7 чорний пішак · c5 чорний слон · e5 білий пішак · c4 білий пішак · c3 білий пішак · g3 білий ферзь · a2 білий пішак · f2 білий пішак · g2 білий пішак · h2 білий пішак · a1 біла тура · c1 білий слон · e1 білий король · f1 білий слон · h1 біла тура | 5 |
| 4 | a8 чорна тура · c8 чорний слон · d8 чорний ферзь · e8 чорний король · h8 чорна тура · a7 чорний пішак · b7 чорний пішак · c7 чорний пішак · d7 чорний пішак · f7 чорний пішак · g7 чорний пішак · h7 чорний пішак · c5 чорний слон · e5 білий пішак · c4 білий пішак · c3 білий пішак · g3 білий ферзь · a2 білий пішак · f2 білий пішак · g2 білий пішак · h2 білий пішак · a1 біла тура · c1 білий слон · e1 білий король · f1 білий слон · h1 біла тура | a8 чорна тура · c8 чорний слон · d8 чорний ферзь · e8 чорний король · h8 чорна тура · a7 чорний пішак · b7 чорний пішак · c7 чорний пішак · d7 чорний пішак · f7 чорний пішак · g7 чорний пішак · h7 чорний пішак · c5 чорний слон · e5 білий пішак · c4 білий пішак · c3 білий пішак · g3 білий ферзь · a2 білий пішак · f2 білий пішак · g2 білий пішак · h2 білий пішак · a1 біла тура · c1 білий слон · e1 білий король · f1 білий слон · h1 біла тура | a8 чорна тура · c8 чорний слон · d8 чорний ферзь · e8 чорний король · h8 чорна тура · a7 чорний пішак · b7 чорний пішак · c7 чорний пішак · d7 чорний пішак · f7 чорний пішак · g7 чорний пішак · h7 чорний пішак · c5 чорний слон · e5 білий пішак · c4 білий пішак · c3 білий пішак · g3 білий ферзь · a2 білий пішак · f2 білий пішак · g2 білий пішак · h2 білий пішак · a1 біла тура · c1 білий слон · e1 білий король · f1 білий слон · h1 біла тура | a8 чорна тура · c8 чорний слон · d8 чорний ферзь · e8 чорний король · h8 чорна тура · a7 чорний пішак · b7 чорний пішак · c7 чорний пішак · d7 чорний пішак · f7 чорний пішак · g7 чорний пішак · h7 чорний пішак · c5 чорний слон · e5 білий пішак · c4 білий пішак · c3 білий пішак · g3 білий ферзь · a2 білий пішак · f2 білий пішак · g2 білий пішак · h2 білий пішак · a1 біла тура · c1 білий слон · e1 білий король · f1 білий слон · h1 біла тура | a8 чорна тура · c8 чорний слон · d8 чорний ферзь · e8 чорний король · h8 чорна тура · a7 чорний пішак · b7 чорний пішак · c7 чорний пішак · d7 чорний пішак · f7 чорний пішак · g7 чорний пішак · h7 чорний пішак · c5 чорний слон · e5 білий пішак · c4 білий пішак · c3 білий пішак · g3 білий ферзь · a2 білий пішак · f2 білий пішак · g2 білий пішак · h2 білий пішак · a1 біла тура · c1 білий слон · e1 білий король · f1 білий слон · h1 біла тура | a8 чорна тура · c8 чорний слон · d8 чорний ферзь · e8 чорний король · h8 чорна тура · a7 чорний пішак · b7 чорний пішак · c7 чорний пішак · d7 чорний пішак · f7 чорний пішак · g7 чорний пішак · h7 чорний пішак · c5 чорний слон · e5 білий пішак · c4 білий пішак · c3 білий пішак · g3 білий ферзь · a2 білий пішак · f2 білий пішак · g2 білий пішак · h2 білий пішак · a1 біла тура · c1 білий слон · e1 білий король · f1 білий слон · h1 біла тура | a8 чорна тура · c8 чорний слон · d8 чорний ферзь · e8 чорний король · h8 чорна тура · a7 чорний пішак · b7 чорний пішак · c7 чорний пішак · d7 чорний пішак · f7 чорний пішак · g7 чорний пішак · h7 чорний пішак · c5 чорний слон · e5 білий пішак · c4 білий пішак · c3 білий пішак · g3 білий ферзь · a2 білий пішак · f2 білий пішак · g2 білий пішак · h2 білий пішак · a1 біла тура · c1 білий слон · e1 білий король · f1 білий слон · h1 біла тура | a8 чорна тура · c8 чорний слон · d8 чорний ферзь · e8 чорний король · h8 чорна тура · a7 чорний пішак · b7 чорний пішак · c7 чорний пішак · d7 чорний пішак · f7 чорний пішак · g7 чорний пішак · h7 чорний пішак · c5 чорний слон · e5 білий пішак · c4 білий пішак · c3 білий пішак · g3 білий ферзь · a2 білий пішак · f2 білий пішак · g2 білий пішак · h2 білий пішак · a1 біла тура · c1 білий слон · e1 білий король · f1 білий слон · h1 біла тура | 4 |
| 3 | a8 чорна тура · c8 чорний слон · d8 чорний ферзь · e8 чорний король · h8 чорна тура · a7 чорний пішак · b7 чорний пішак · c7 чорний пішак · d7 чорний пішак · f7 чорний пішак · g7 чорний пішак · h7 чорний пішак · c5 чорний слон · e5 білий пішак · c4 білий пішак · c3 білий пішак · g3 білий ферзь · a2 білий пішак · f2 білий пішак · g2 білий пішак · h2 білий пішак · a1 біла тура · c1 білий слон · e1 білий король · f1 білий слон · h1 біла тура | a8 чорна тура · c8 чорний слон · d8 чорний ферзь · e8 чорний король · h8 чорна тура · a7 чорний пішак · b7 чорний пішак · c7 чорний пішак · d7 чорний пішак · f7 чорний пішак · g7 чорний пішак · h7 чорний пішак · c5 чорний слон · e5 білий пішак · c4 білий пішак · c3 білий пішак · g3 білий ферзь · a2 білий пішак · f2 білий пішак · g2 білий пішак · h2 білий пішак · a1 біла тура · c1 білий слон · e1 білий король · f1 білий слон · h1 біла тура | a8 чорна тура · c8 чорний слон · d8 чорний ферзь · e8 чорний король · h8 чорна тура · a7 чорний пішак · b7 чорний пішак · c7 чорний пішак · d7 чорний пішак · f7 чорний пішак · g7 чорний пішак · h7 чорний пішак · c5 чорний слон · e5 білий пішак · c4 білий пішак · c3 білий пішак · g3 білий ферзь · a2 білий пішак · f2 білий пішак · g2 білий пішак · h2 білий пішак · a1 біла тура · c1 білий слон · e1 білий король · f1 білий слон · h1 біла тура | a8 чорна тура · c8 чорний слон · d8 чорний ферзь · e8 чорний король · h8 чорна тура · a7 чорний пішак · b7 чорний пішак · c7 чорний пішак · d7 чорний пішак · f7 чорний пішак · g7 чорний пішак · h7 чорний пішак · c5 чорний слон · e5 білий пішак · c4 білий пішак · c3 білий пішак · g3 білий ферзь · a2 білий пішак · f2 білий пішак · g2 білий пішак · h2 білий пішак · a1 біла тура · c1 білий слон · e1 білий король · f1 білий слон · h1 біла тура | a8 чорна тура · c8 чорний слон · d8 чорний ферзь · e8 чорний король · h8 чорна тура · a7 чорний пішак · b7 чорний пішак · c7 чорний пішак · d7 чорний пішак · f7 чорний пішак · g7 чорний пішак · h7 чорний пішак · c5 чорний слон · e5 білий пішак · c4 білий пішак · c3 білий пішак · g3 білий ферзь · a2 білий пішак · f2 білий пішак · g2 білий пішак · h2 білий пішак · a1 біла тура · c1 білий слон · e1 білий король · f1 білий слон · h1 біла тура | a8 чорна тура · c8 чорний слон · d8 чорний ферзь · e8 чорний король · h8 чорна тура · a7 чорний пішак · b7 чорний пішак · c7 чорний пішак · d7 чорний пішак · f7 чорний пішак · g7 чорний пішак · h7 чорний пішак · c5 чорний слон · e5 білий пішак · c4 білий пішак · c3 білий пішак · g3 білий ферзь · a2 білий пішак · f2 білий пішак · g2 білий пішак · h2 білий пішак · a1 біла тура · c1 білий слон · e1 білий король · f1 білий слон · h1 біла тура | a8 чорна тура · c8 чорний слон · d8 чорний ферзь · e8 чорний король · h8 чорна тура · a7 чорний пішак · b7 чорний пішак · c7 чорний пішак · d7 чорний пішак · f7 чорний пішак · g7 чорний пішак · h7 чорний пішак · c5 чорний слон · e5 білий пішак · c4 білий пішак · c3 білий пішак · g3 білий ферзь · a2 білий пішак · f2 білий пішак · g2 білий пішак · h2 білий пішак · a1 біла тура · c1 білий слон · e1 білий король · f1 білий слон · h1 біла тура | a8 чорна тура · c8 чорний слон · d8 чорний ферзь · e8 чорний король · h8 чорна тура · a7 чорний пішак · b7 чорний пішак · c7 чорний пішак · d7 чорний пішак · f7 чорний пішак · g7 чорний пішак · h7 чорний пішак · c5 чорний слон · e5 білий пішак · c4 білий пішак · c3 білий пішак · g3 білий ферзь · a2 білий пішак · f2 білий пішак · g2 білий пішак · h2 білий пішак · a1 біла тура · c1 білий слон · e1 білий король · f1 білий слон · h1 біла тура | 3 |
| 2 | a8 чорна тура · c8 чорний слон · d8 чорний ферзь · e8 чорний король · h8 чорна тура · a7 чорний пішак · b7 чорний пішак · c7 чорний пішак · d7 чорний пішак · f7 чорний пішак · g7 чорний пішак · h7 чорний пішак · c5 чорний слон · e5 білий пішак · c4 білий пішак · c3 білий пішак · g3 білий ферзь · a2 білий пішак · f2 білий пішак · g2 білий пішак · h2 білий пішак · a1 біла тура · c1 білий слон · e1 білий король · f1 білий слон · h1 біла тура | a8 чорна тура · c8 чорний слон · d8 чорний ферзь · e8 чорний король · h8 чорна тура · a7 чорний пішак · b7 чорний пішак · c7 чорний пішак · d7 чорний пішак · f7 чорний пішак · g7 чорний пішак · h7 чорний пішак · c5 чорний слон · e5 білий пішак · c4 білий пішак · c3 білий пішак · g3 білий ферзь · a2 білий пішак · f2 білий пішак · g2 білий пішак · h2 білий пішак · a1 біла тура · c1 білий слон · e1 білий король · f1 білий слон · h1 біла тура | a8 чорна тура · c8 чорний слон · d8 чорний ферзь · e8 чорний король · h8 чорна тура · a7 чорний пішак · b7 чорний пішак · c7 чорний пішак · d7 чорний пішак · f7 чорний пішак · g7 чорний пішак · h7 чорний пішак · c5 чорний слон · e5 білий пішак · c4 білий пішак · c3 білий пішак · g3 білий ферзь · a2 білий пішак · f2 білий пішак · g2 білий пішак · h2 білий пішак · a1 біла тура · c1 білий слон · e1 білий король · f1 білий слон · h1 біла тура | a8 чорна тура · c8 чорний слон · d8 чорний ферзь · e8 чорний король · h8 чорна тура · a7 чорний пішак · b7 чорний пішак · c7 чорний пішак · d7 чорний пішак · f7 чорний пішак · g7 чорний пішак · h7 чорний пішак · c5 чорний слон · e5 білий пішак · c4 білий пішак · c3 білий пішак · g3 білий ферзь · a2 білий пішак · f2 білий пішак · g2 білий пішак · h2 білий пішак · a1 біла тура · c1 білий слон · e1 білий король · f1 білий слон · h1 біла тура | a8 чорна тура · c8 чорний слон · d8 чорний ферзь · e8 чорний король · h8 чорна тура · a7 чорний пішак · b7 чорний пішак · c7 чорний пішак · d7 чорний пішак · f7 чорний пішак · g7 чорний пішак · h7 чорний пішак · c5 чорний слон · e5 білий пішак · c4 білий пішак · c3 білий пішак · g3 білий ферзь · a2 білий пішак · f2 білий пішак · g2 білий пішак · h2 білий пішак · a1 біла тура · c1 білий слон · e1 білий король · f1 білий слон · h1 біла тура | a8 чорна тура · c8 чорний слон · d8 чорний ферзь · e8 чорний король · h8 чорна тура · a7 чорний пішак · b7 чорний пішак · c7 чорний пішак · d7 чорний пішак · f7 чорний пішак · g7 чорний пішак · h7 чорний пішак · c5 чорний слон · e5 білий пішак · c4 білий пішак · c3 білий пішак · g3 білий ферзь · a2 білий пішак · f2 білий пішак · g2 білий пішак · h2 білий пішак · a1 біла тура · c1 білий слон · e1 білий король · f1 білий слон · h1 біла тура | a8 чорна тура · c8 чорний слон · d8 чорний ферзь · e8 чорний король · h8 чорна тура · a7 чорний пішак · b7 чорний пішак · c7 чорний пішак · d7 чорний пішак · f7 чорний пішак · g7 чорний пішак · h7 чорний пішак · c5 чорний слон · e5 білий пішак · c4 білий пішак · c3 білий пішак · g3 білий ферзь · a2 білий пішак · f2 білий пішак · g2 білий пішак · h2 білий пішак · a1 біла тура · c1 білий слон · e1 білий король · f1 білий слон · h1 біла тура | a8 чорна тура · c8 чорний слон · d8 чорний ферзь · e8 чорний король · h8 чорна тура · a7 чорний пішак · b7 чорний пішак · c7 чорний пішак · d7 чорний пішак · f7 чорний пішак · g7 чорний пішак · h7 чорний пішак · c5 чорний слон · e5 білий пішак · c4 білий пішак · c3 білий пішак · g3 білий ферзь · a2 білий пішак · f2 білий пішак · g2 білий пішак · h2 білий пішак · a1 біла тура · c1 білий слон · e1 білий король · f1 білий слон · h1 біла тура | 2 |
| 1 | a8 чорна тура · c8 чорний слон · d8 чорний ферзь · e8 чорний король · h8 чорна тура · a7 чорний пішак · b7 чорний пішак · c7 чорний пішак · d7 чорний пішак · f7 чорний пішак · g7 чорний пішак · h7 чорний пішак · c5 чорний слон · e5 білий пішак · c4 білий пішак · c3 білий пішак · g3 білий ферзь · a2 білий пішак · f2 білий пішак · g2 білий пішак · h2 білий пішак · a1 біла тура · c1 білий слон · e1 білий король · f1 білий слон · h1 біла тура | a8 чорна тура · c8 чорний слон · d8 чорний ферзь · e8 чорний король · h8 чорна тура · a7 чорний пішак · b7 чорний пішак · c7 чорний пішак · d7 чорний пішак · f7 чорний пішак · g7 чорний пішак · h7 чорний пішак · c5 чорний слон · e5 білий пішак · c4 білий пішак · c3 білий пішак · g3 білий ферзь · a2 білий пішак · f2 білий пішак · g2 білий пішак · h2 білий пішак · a1 біла тура · c1 білий слон · e1 білий король · f1 білий слон · h1 біла тура | a8 чорна тура · c8 чорний слон · d8 чорний ферзь · e8 чорний король · h8 чорна тура · a7 чорний пішак · b7 чорний пішак · c7 чорний пішак · d7 чорний пішак · f7 чорний пішак · g7 чорний пішак · h7 чорний пішак · c5 чорний слон · e5 білий пішак · c4 білий пішак · c3 білий пішак · g3 білий ферзь · a2 білий пішак · f2 білий пішак · g2 білий пішак · h2 білий пішак · a1 біла тура · c1 білий слон · e1 білий король · f1 білий слон · h1 біла тура | a8 чорна тура · c8 чорний слон · d8 чорний ферзь · e8 чорний король · h8 чорна тура · a7 чорний пішак · b7 чорний пішак · c7 чорний пішак · d7 чорний пішак · f7 чорний пішак · g7 чорний пішак · h7 чорний пішак · c5 чорний слон · e5 білий пішак · c4 білий пішак · c3 білий пішак · g3 білий ферзь · a2 білий пішак · f2 білий пішак · g2 білий пішак · h2 білий пішак · a1 біла тура · c1 білий слон · e1 білий король · f1 білий слон · h1 біла тура | a8 чорна тура · c8 чорний слон · d8 чорний ферзь · e8 чорний король · h8 чорна тура · a7 чорний пішак · b7 чорний пішак · c7 чорний пішак · d7 чорний пішак · f7 чорний пішак · g7 чорний пішак · h7 чорний пішак · c5 чорний слон · e5 білий пішак · c4 білий пішак · c3 білий пішак · g3 білий ферзь · a2 білий пішак · f2 білий пішак · g2 білий пішак · h2 білий пішак · a1 біла тура · c1 білий слон · e1 білий король · f1 білий слон · h1 біла тура | a8 чорна тура · c8 чорний слон · d8 чорний ферзь · e8 чорний король · h8 чорна тура · a7 чорний пішак · b7 чорний пішак · c7 чорний пішак · d7 чорний пішак · f7 чорний пішак · g7 чорний пішак · h7 чорний пішак · c5 чорний слон · e5 білий пішак · c4 білий пішак · c3 білий пішак · g3 білий ферзь · a2 білий пішак · f2 білий пішак · g2 білий пішак · h2 білий пішак · a1 біла тура · c1 білий слон · e1 білий король · f1 білий слон · h1 біла тура | a8 чорна тура · c8 чорний слон · d8 чорний ферзь · e8 чорний король · h8 чорна тура · a7 чорний пішак · b7 чорний пішак · c7 чорний пішак · d7 чорний пішак · f7 чорний пішак · g7 чорний пішак · h7 чорний пішак · c5 чорний слон · e5 білий пішак · c4 білий пішак · c3 білий пішак · g3 білий ферзь · a2 білий пішак · f2 білий пішак · g2 білий пішак · h2 білий пішак · a1 біла тура · c1 білий слон · e1 білий король · f1 білий слон · h1 біла тура | a8 чорна тура · c8 чорний слон · d8 чорний ферзь · e8 чорний король · h8 чорна тура · a7 чорний пішак · b7 чорний пішак · c7 чорний пішак · d7 чорний пішак · f7 чорний пішак · g7 чорний пішак · h7 чорний пішак · c5 чорний слон · e5 білий пішак · c4 білий пішак · c3 білий пішак · g3 білий ферзь · a2 білий пішак · f2 білий пішак · g2 білий пішак · h2 білий пішак · a1 біла тура · c1 білий слон · e1 білий король · f1 білий слон · h1 біла тура | 1 |
|   | a | b | c | d | e | f | g | h |   |

### Гра 10: Дін–Непомнящий, ½–½
Ding–Nepomniachtchi, game 10
Десята партія матчу, 45-хідна нічия, була зіграна 23 квітня. Дін знову вибрав англійський дебют для початку гри, після того ж самого дебюту, що й у грі 4, поки Дін не вибрав 4.e4 замість 4.e3 . Хід 9...Bc5 став несподіванкою для Діна, який витратив 11 хвилин на відповідь. Після того, як Дін знайшов 10.Qg3, він знову був здивований відповіддю 10...Kf8, оскільки натомість він очікував 10...g6. Незважаючи на те, що він явно не був готовий, Дін добре орієнтувався на позиції та зміг зберегти невелику перевагу. У ендшпілі він увійшов пішаком, але Непомнящий спокійно втримав нічию. Гравці закінчили партію з голими королями, це була лише друга партія в історії Чемпіонату світу з шахів, яка завершилася з голими королями на дошці; попередній випадок був у партії 13 у матчі Крамник–Леко 2004 року..
English Opening, Four Knights System (ECO A28)
1. c4 Nf6 2. Nc3 e5 3. Nf3 Nc6 4. e4 Bc5 5. Nxe5 Nxe5 6. d4 Bb4 7. dxe5 Nxe4 8. Qf3 Nxc3 9. bxc3 Bc5 10. Qg3 Kf8 11. Be2 d6 12. Bf4 Qe7 13. Rd1 h5 14. 0-0 h4 15. Qd3 g5 16. exd6 cxd6 17. Bxd6 Qxd6 18. Qxd6+ Bxd6 19. Rxd6 Be6 20. f4 Ke7 21. Rd4 gxf4 22. Rfxf4 h3 23. g4 Rac8 24. Kf2 Rc5 25. a4 Ra5 26. Bd1 b6 27. Kg3 Rh6 28. Rfe4 Kf8 29. Rd8+ Kg7 30. Ra8 Rc5 31. Rxa7 Bxc4 32. Rae7 Rhc6 33. R7e5 Rxe5 34. Rxe5 Bb3 35. Bxb3 Rxc3+ 36. Kh4 Rxb3 37. Rb5 Ra3 38. Rxb6 Rxa4 39. Kxh3 f5 40. gxf5 Rf4 41. Rb5 Kf6 42. Kg3 Rxf5 43. Rxf5+ Kxf5 44. h4 Kg6 45. h5+ Kxh5 ½–½

### Гра 11: Непомнящий–Дін, ½–½
|   | a | b | c | d | e | f | g | h |   |
| 8 | b8 чорна тура · d8 чорний ферзь · f8 чорна тура · g8 чорний король · h7 чорний пішак · a6 чорний пішак · d6 чорний пішак · e6 чорний пішак · g6 чорний пішак · h6 чорний слон · a5 чорний кінь · b5 чорний пішак · e5 чорний пішак · c4 чорний пішак · e4 білий пішак · a3 білий пішак · d3 білий пішак · e3 білий кінь · a2 білий слон · b2 білий пішак · c2 білий пішак · d2 білий ферзь · f2 білий пішак · g2 білий пішак · h2 білий пішак · d1 біла тура · f1 біла тура · g1 білий король | b8 чорна тура · d8 чорний ферзь · f8 чорна тура · g8 чорний король · h7 чорний пішак · a6 чорний пішак · d6 чорний пішак · e6 чорний пішак · g6 чорний пішак · h6 чорний слон · a5 чорний кінь · b5 чорний пішак · e5 чорний пішак · c4 чорний пішак · e4 білий пішак · a3 білий пішак · d3 білий пішак · e3 білий кінь · a2 білий слон · b2 білий пішак · c2 білий пішак · d2 білий ферзь · f2 білий пішак · g2 білий пішак · h2 білий пішак · d1 біла тура · f1 біла тура · g1 білий король | b8 чорна тура · d8 чорний ферзь · f8 чорна тура · g8 чорний король · h7 чорний пішак · a6 чорний пішак · d6 чорний пішак · e6 чорний пішак · g6 чорний пішак · h6 чорний слон · a5 чорний кінь · b5 чорний пішак · e5 чорний пішак · c4 чорний пішак · e4 білий пішак · a3 білий пішак · d3 білий пішак · e3 білий кінь · a2 білий слон · b2 білий пішак · c2 білий пішак · d2 білий ферзь · f2 білий пішак · g2 білий пішак · h2 білий пішак · d1 біла тура · f1 біла тура · g1 білий король | b8 чорна тура · d8 чорний ферзь · f8 чорна тура · g8 чорний король · h7 чорний пішак · a6 чорний пішак · d6 чорний пішак · e6 чорний пішак · g6 чорний пішак · h6 чорний слон · a5 чорний кінь · b5 чорний пішак · e5 чорний пішак · c4 чорний пішак · e4 білий пішак · a3 білий пішак · d3 білий пішак · e3 білий кінь · a2 білий слон · b2 білий пішак · c2 білий пішак · d2 білий ферзь · f2 білий пішак · g2 білий пішак · h2 білий пішак · d1 біла тура · f1 біла тура · g1 білий король | b8 чорна тура · d8 чорний ферзь · f8 чорна тура · g8 чорний король · h7 чорний пішак · a6 чорний пішак · d6 чорний пішак · e6 чорний пішак · g6 чорний пішак · h6 чорний слон · a5 чорний кінь · b5 чорний пішак · e5 чорний пішак · c4 чорний пішак · e4 білий пішак · a3 білий пішак · d3 білий пішак · e3 білий кінь · a2 білий слон · b2 білий пішак · c2 білий пішак · d2 білий ферзь · f2 білий пішак · g2 білий пішак · h2 білий пішак · d1 біла тура · f1 біла тура · g1 білий король | b8 чорна тура · d8 чорний ферзь · f8 чорна тура · g8 чорний король · h7 чорний пішак · a6 чорний пішак · d6 чорний пішак · e6 чорний пішак · g6 чорний пішак · h6 чорний слон · a5 чорний кінь · b5 чорний пішак · e5 чорний пішак · c4 чорний пішак · e4 білий пішак · a3 білий пішак · d3 білий пішак · e3 білий кінь · a2 білий слон · b2 білий пішак · c2 білий пішак · d2 білий ферзь · f2 білий пішак · g2 білий пішак · h2 білий пішак · d1 біла тура · f1 біла тура · g1 білий король | b8 чорна тура · d8 чорний ферзь · f8 чорна тура · g8 чорний король · h7 чорний пішак · a6 чорний пішак · d6 чорний пішак · e6 чорний пішак · g6 чорний пішак · h6 чорний слон · a5 чорний кінь · b5 чорний пішак · e5 чорний пішак · c4 чорний пішак · e4 білий пішак · a3 білий пішак · d3 білий пішак · e3 білий кінь · a2 білий слон · b2 білий пішак · c2 білий пішак · d2 білий ферзь · f2 білий пішак · g2 білий пішак · h2 білий пішак · d1 біла тура · f1 біла тура · g1 білий король | b8 чорна тура · d8 чорний ферзь · f8 чорна тура · g8 чорний король · h7 чорний пішак · a6 чорний пішак · d6 чорний пішак · e6 чорний пішак · g6 чорний пішак · h6 чорний слон · a5 чорний кінь · b5 чорний пішак · e5 чорний пішак · c4 чорний пішак · e4 білий пішак · a3 білий пішак · d3 білий пішак · e3 білий кінь · a2 білий слон · b2 білий пішак · c2 білий пішак · d2 білий ферзь · f2 білий пішак · g2 білий пішак · h2 білий пішак · d1 біла тура · f1 біла тура · g1 білий король | 8 |
| 7 | b8 чорна тура · d8 чорний ферзь · f8 чорна тура · g8 чорний король · h7 чорний пішак · a6 чорний пішак · d6 чорний пішак · e6 чорний пішак · g6 чорний пішак · h6 чорний слон · a5 чорний кінь · b5 чорний пішак · e5 чорний пішак · c4 чорний пішак · e4 білий пішак · a3 білий пішак · d3 білий пішак · e3 білий кінь · a2 білий слон · b2 білий пішак · c2 білий пішак · d2 білий ферзь · f2 білий пішак · g2 білий пішак · h2 білий пішак · d1 біла тура · f1 біла тура · g1 білий король | b8 чорна тура · d8 чорний ферзь · f8 чорна тура · g8 чорний король · h7 чорний пішак · a6 чорний пішак · d6 чорний пішак · e6 чорний пішак · g6 чорний пішак · h6 чорний слон · a5 чорний кінь · b5 чорний пішак · e5 чорний пішак · c4 чорний пішак · e4 білий пішак · a3 білий пішак · d3 білий пішак · e3 білий кінь · a2 білий слон · b2 білий пішак · c2 білий пішак · d2 білий ферзь · f2 білий пішак · g2 білий пішак · h2 білий пішак · d1 біла тура · f1 біла тура · g1 білий король | b8 чорна тура · d8 чорний ферзь · f8 чорна тура · g8 чорний король · h7 чорний пішак · a6 чорний пішак · d6 чорний пішак · e6 чорний пішак · g6 чорний пішак · h6 чорний слон · a5 чорний кінь · b5 чорний пішак · e5 чорний пішак · c4 чорний пішак · e4 білий пішак · a3 білий пішак · d3 білий пішак · e3 білий кінь · a2 білий слон · b2 білий пішак · c2 білий пішак · d2 білий ферзь · f2 білий пішак · g2 білий пішак · h2 білий пішак · d1 біла тура · f1 біла тура · g1 білий король | b8 чорна тура · d8 чорний ферзь · f8 чорна тура · g8 чорний король · h7 чорний пішак · a6 чорний пішак · d6 чорний пішак · e6 чорний пішак · g6 чорний пішак · h6 чорний слон · a5 чорний кінь · b5 чорний пішак · e5 чорний пішак · c4 чорний пішак · e4 білий пішак · a3 білий пішак · d3 білий пішак · e3 білий кінь · a2 білий слон · b2 білий пішак · c2 білий пішак · d2 білий ферзь · f2 білий пішак · g2 білий пішак · h2 білий пішак · d1 біла тура · f1 біла тура · g1 білий король | b8 чорна тура · d8 чорний ферзь · f8 чорна тура · g8 чорний король · h7 чорний пішак · a6 чорний пішак · d6 чорний пішак · e6 чорний пішак · g6 чорний пішак · h6 чорний слон · a5 чорний кінь · b5 чорний пішак · e5 чорний пішак · c4 чорний пішак · e4 білий пішак · a3 білий пішак · d3 білий пішак · e3 білий кінь · a2 білий слон · b2 білий пішак · c2 білий пішак · d2 білий ферзь · f2 білий пішак · g2 білий пішак · h2 білий пішак · d1 біла тура · f1 біла тура · g1 білий король | b8 чорна тура · d8 чорний ферзь · f8 чорна тура · g8 чорний король · h7 чорний пішак · a6 чорний пішак · d6 чорний пішак · e6 чорний пішак · g6 чорний пішак · h6 чорний слон · a5 чорний кінь · b5 чорний пішак · e5 чорний пішак · c4 чорний пішак · e4 білий пішак · a3 білий пішак · d3 білий пішак · e3 білий кінь · a2 білий слон · b2 білий пішак · c2 білий пішак · d2 білий ферзь · f2 білий пішак · g2 білий пішак · h2 білий пішак · d1 біла тура · f1 біла тура · g1 білий король | b8 чорна тура · d8 чорний ферзь · f8 чорна тура · g8 чорний король · h7 чорний пішак · a6 чорний пішак · d6 чорний пішак · e6 чорний пішак · g6 чорний пішак · h6 чорний слон · a5 чорний кінь · b5 чорний пішак · e5 чорний пішак · c4 чорний пішак · e4 білий пішак · a3 білий пішак · d3 білий пішак · e3 білий кінь · a2 білий слон · b2 білий пішак · c2 білий пішак · d2 білий ферзь · f2 білий пішак · g2 білий пішак · h2 білий пішак · d1 біла тура · f1 біла тура · g1 білий король | b8 чорна тура · d8 чорний ферзь · f8 чорна тура · g8 чорний король · h7 чорний пішак · a6 чорний пішак · d6 чорний пішак · e6 чорний пішак · g6 чорний пішак · h6 чорний слон · a5 чорний кінь · b5 чорний пішак · e5 чорний пішак · c4 чорний пішак · e4 білий пішак · a3 білий пішак · d3 білий пішак · e3 білий кінь · a2 білий слон · b2 білий пішак · c2 білий пішак · d2 білий ферзь · f2 білий пішак · g2 білий пішак · h2 білий пішак · d1 біла тура · f1 біла тура · g1 білий король | 7 |
| 6 | b8 чорна тура · d8 чорний ферзь · f8 чорна тура · g8 чорний король · h7 чорний пішак · a6 чорний пішак · d6 чорний пішак · e6 чорний пішак · g6 чорний пішак · h6 чорний слон · a5 чорний кінь · b5 чорний пішак · e5 чорний пішак · c4 чорний пішак · e4 білий пішак · a3 білий пішак · d3 білий пішак · e3 білий кінь · a2 білий слон · b2 білий пішак · c2 білий пішак · d2 білий ферзь · f2 білий пішак · g2 білий пішак · h2 білий пішак · d1 біла тура · f1 біла тура · g1 білий король | b8 чорна тура · d8 чорний ферзь · f8 чорна тура · g8 чорний король · h7 чорний пішак · a6 чорний пішак · d6 чорний пішак · e6 чорний пішак · g6 чорний пішак · h6 чорний слон · a5 чорний кінь · b5 чорний пішак · e5 чорний пішак · c4 чорний пішак · e4 білий пішак · a3 білий пішак · d3 білий пішак · e3 білий кінь · a2 білий слон · b2 білий пішак · c2 білий пішак · d2 білий ферзь · f2 білий пішак · g2 білий пішак · h2 білий пішак · d1 біла тура · f1 біла тура · g1 білий король | b8 чорна тура · d8 чорний ферзь · f8 чорна тура · g8 чорний король · h7 чорний пішак · a6 чорний пішак · d6 чорний пішак · e6 чорний пішак · g6 чорний пішак · h6 чорний слон · a5 чорний кінь · b5 чорний пішак · e5 чорний пішак · c4 чорний пішак · e4 білий пішак · a3 білий пішак · d3 білий пішак · e3 білий кінь · a2 білий слон · b2 білий пішак · c2 білий пішак · d2 білий ферзь · f2 білий пішак · g2 білий пішак · h2 білий пішак · d1 біла тура · f1 біла тура · g1 білий король | b8 чорна тура · d8 чорний ферзь · f8 чорна тура · g8 чорний король · h7 чорний пішак · a6 чорний пішак · d6 чорний пішак · e6 чорний пішак · g6 чорний пішак · h6 чорний слон · a5 чорний кінь · b5 чорний пішак · e5 чорний пішак · c4 чорний пішак · e4 білий пішак · a3 білий пішак · d3 білий пішак · e3 білий кінь · a2 білий слон · b2 білий пішак · c2 білий пішак · d2 білий ферзь · f2 білий пішак · g2 білий пішак · h2 білий пішак · d1 біла тура · f1 біла тура · g1 білий король | b8 чорна тура · d8 чорний ферзь · f8 чорна тура · g8 чорний король · h7 чорний пішак · a6 чорний пішак · d6 чорний пішак · e6 чорний пішак · g6 чорний пішак · h6 чорний слон · a5 чорний кінь · b5 чорний пішак · e5 чорний пішак · c4 чорний пішак · e4 білий пішак · a3 білий пішак · d3 білий пішак · e3 білий кінь · a2 білий слон · b2 білий пішак · c2 білий пішак · d2 білий ферзь · f2 білий пішак · g2 білий пішак · h2 білий пішак · d1 біла тура · f1 біла тура · g1 білий король | b8 чорна тура · d8 чорний ферзь · f8 чорна тура · g8 чорний король · h7 чорний пішак · a6 чорний пішак · d6 чорний пішак · e6 чорний пішак · g6 чорний пішак · h6 чорний слон · a5 чорний кінь · b5 чорний пішак · e5 чорний пішак · c4 чорний пішак · e4 білий пішак · a3 білий пішак · d3 білий пішак · e3 білий кінь · a2 білий слон · b2 білий пішак · c2 білий пішак · d2 білий ферзь · f2 білий пішак · g2 білий пішак · h2 білий пішак · d1 біла тура · f1 біла тура · g1 білий король | b8 чорна тура · d8 чорний ферзь · f8 чорна тура · g8 чорний король · h7 чорний пішак · a6 чорний пішак · d6 чорний пішак · e6 чорний пішак · g6 чорний пішак · h6 чорний слон · a5 чорний кінь · b5 чорний пішак · e5 чорний пішак · c4 чорний пішак · e4 білий пішак · a3 білий пішак · d3 білий пішак · e3 білий кінь · a2 білий слон · b2 білий пішак · c2 білий пішак · d2 білий ферзь · f2 білий пішак · g2 білий пішак · h2 білий пішак · d1 біла тура · f1 біла тура · g1 білий король | b8 чорна тура · d8 чорний ферзь · f8 чорна тура · g8 чорний король · h7 чорний пішак · a6 чорний пішак · d6 чорний пішак · e6 чорний пішак · g6 чорний пішак · h6 чорний слон · a5 чорний кінь · b5 чорний пішак · e5 чорний пішак · c4 чорний пішак · e4 білий пішак · a3 білий пішак · d3 білий пішак · e3 білий кінь · a2 білий слон · b2 білий пішак · c2 білий пішак · d2 білий ферзь · f2 білий пішак · g2 білий пішак · h2 білий пішак · d1 біла тура · f1 біла тура · g1 білий король | 6 |
| 5 | b8 чорна тура · d8 чорний ферзь · f8 чорна тура · g8 чорний король · h7 чорний пішак · a6 чорний пішак · d6 чорний пішак · e6 чорний пішак · g6 чорний пішак · h6 чорний слон · a5 чорний кінь · b5 чорний пішак · e5 чорний пішак · c4 чорний пішак · e4 білий пішак · a3 білий пішак · d3 білий пішак · e3 білий кінь · a2 білий слон · b2 білий пішак · c2 білий пішак · d2 білий ферзь · f2 білий пішак · g2 білий пішак · h2 білий пішак · d1 біла тура · f1 біла тура · g1 білий король | b8 чорна тура · d8 чорний ферзь · f8 чорна тура · g8 чорний король · h7 чорний пішак · a6 чорний пішак · d6 чорний пішак · e6 чорний пішак · g6 чорний пішак · h6 чорний слон · a5 чорний кінь · b5 чорний пішак · e5 чорний пішак · c4 чорний пішак · e4 білий пішак · a3 білий пішак · d3 білий пішак · e3 білий кінь · a2 білий слон · b2 білий пішак · c2 білий пішак · d2 білий ферзь · f2 білий пішак · g2 білий пішак · h2 білий пішак · d1 біла тура · f1 біла тура · g1 білий король | b8 чорна тура · d8 чорний ферзь · f8 чорна тура · g8 чорний король · h7 чорний пішак · a6 чорний пішак · d6 чорний пішак · e6 чорний пішак · g6 чорний пішак · h6 чорний слон · a5 чорний кінь · b5 чорний пішак · e5 чорний пішак · c4 чорний пішак · e4 білий пішак · a3 білий пішак · d3 білий пішак · e3 білий кінь · a2 білий слон · b2 білий пішак · c2 білий пішак · d2 білий ферзь · f2 білий пішак · g2 білий пішак · h2 білий пішак · d1 біла тура · f1 біла тура · g1 білий король | b8 чорна тура · d8 чорний ферзь · f8 чорна тура · g8 чорний король · h7 чорний пішак · a6 чорний пішак · d6 чорний пішак · e6 чорний пішак · g6 чорний пішак · h6 чорний слон · a5 чорний кінь · b5 чорний пішак · e5 чорний пішак · c4 чорний пішак · e4 білий пішак · a3 білий пішак · d3 білий пішак · e3 білий кінь · a2 білий слон · b2 білий пішак · c2 білий пішак · d2 білий ферзь · f2 білий пішак · g2 білий пішак · h2 білий пішак · d1 біла тура · f1 біла тура · g1 білий король | b8 чорна тура · d8 чорний ферзь · f8 чорна тура · g8 чорний король · h7 чорний пішак · a6 чорний пішак · d6 чорний пішак · e6 чорний пішак · g6 чорний пішак · h6 чорний слон · a5 чорний кінь · b5 чорний пішак · e5 чорний пішак · c4 чорний пішак · e4 білий пішак · a3 білий пішак · d3 білий пішак · e3 білий кінь · a2 білий слон · b2 білий пішак · c2 білий пішак · d2 білий ферзь · f2 білий пішак · g2 білий пішак · h2 білий пішак · d1 біла тура · f1 біла тура · g1 білий король | b8 чорна тура · d8 чорний ферзь · f8 чорна тура · g8 чорний король · h7 чорний пішак · a6 чорний пішак · d6 чорний пішак · e6 чорний пішак · g6 чорний пішак · h6 чорний слон · a5 чорний кінь · b5 чорний пішак · e5 чорний пішак · c4 чорний пішак · e4 білий пішак · a3 білий пішак · d3 білий пішак · e3 білий кінь · a2 білий слон · b2 білий пішак · c2 білий пішак · d2 білий ферзь · f2 білий пішак · g2 білий пішак · h2 білий пішак · d1 біла тура · f1 біла тура · g1 білий король | b8 чорна тура · d8 чорний ферзь · f8 чорна тура · g8 чорний король · h7 чорний пішак · a6 чорний пішак · d6 чорний пішак · e6 чорний пішак · g6 чорний пішак · h6 чорний слон · a5 чорний кінь · b5 чорний пішак · e5 чорний пішак · c4 чорний пішак · e4 білий пішак · a3 білий пішак · d3 білий пішак · e3 білий кінь · a2 білий слон · b2 білий пішак · c2 білий пішак · d2 білий ферзь · f2 білий пішак · g2 білий пішак · h2 білий пішак · d1 біла тура · f1 біла тура · g1 білий король | b8 чорна тура · d8 чорний ферзь · f8 чорна тура · g8 чорний король · h7 чорний пішак · a6 чорний пішак · d6 чорний пішак · e6 чорний пішак · g6 чорний пішак · h6 чорний слон · a5 чорний кінь · b5 чорний пішак · e5 чорний пішак · c4 чорний пішак · e4 білий пішак · a3 білий пішак · d3 білий пішак · e3 білий кінь · a2 білий слон · b2 білий пішак · c2 білий пішак · d2 білий ферзь · f2 білий пішак · g2 білий пішак · h2 білий пішак · d1 біла тура · f1 біла тура · g1 білий король | 5 |
| 4 | b8 чорна тура · d8 чорний ферзь · f8 чорна тура · g8 чорний король · h7 чорний пішак · a6 чорний пішак · d6 чорний пішак · e6 чорний пішак · g6 чорний пішак · h6 чорний слон · a5 чорний кінь · b5 чорний пішак · e5 чорний пішак · c4 чорний пішак · e4 білий пішак · a3 білий пішак · d3 білий пішак · e3 білий кінь · a2 білий слон · b2 білий пішак · c2 білий пішак · d2 білий ферзь · f2 білий пішак · g2 білий пішак · h2 білий пішак · d1 біла тура · f1 біла тура · g1 білий король | b8 чорна тура · d8 чорний ферзь · f8 чорна тура · g8 чорний король · h7 чорний пішак · a6 чорний пішак · d6 чорний пішак · e6 чорний пішак · g6 чорний пішак · h6 чорний слон · a5 чорний кінь · b5 чорний пішак · e5 чорний пішак · c4 чорний пішак · e4 білий пішак · a3 білий пішак · d3 білий пішак · e3 білий кінь · a2 білий слон · b2 білий пішак · c2 білий пішак · d2 білий ферзь · f2 білий пішак · g2 білий пішак · h2 білий пішак · d1 біла тура · f1 біла тура · g1 білий король | b8 чорна тура · d8 чорний ферзь · f8 чорна тура · g8 чорний король · h7 чорний пішак · a6 чорний пішак · d6 чорний пішак · e6 чорний пішак · g6 чорний пішак · h6 чорний слон · a5 чорний кінь · b5 чорний пішак · e5 чорний пішак · c4 чорний пішак · e4 білий пішак · a3 білий пішак · d3 білий пішак · e3 білий кінь · a2 білий слон · b2 білий пішак · c2 білий пішак · d2 білий ферзь · f2 білий пішак · g2 білий пішак · h2 білий пішак · d1 біла тура · f1 біла тура · g1 білий король | b8 чорна тура · d8 чорний ферзь · f8 чорна тура · g8 чорний король · h7 чорний пішак · a6 чорний пішак · d6 чорний пішак · e6 чорний пішак · g6 чорний пішак · h6 чорний слон · a5 чорний кінь · b5 чорний пішак · e5 чорний пішак · c4 чорний пішак · e4 білий пішак · a3 білий пішак · d3 білий пішак · e3 білий кінь · a2 білий слон · b2 білий пішак · c2 білий пішак · d2 білий ферзь · f2 білий пішак · g2 білий пішак · h2 білий пішак · d1 біла тура · f1 біла тура · g1 білий король | b8 чорна тура · d8 чорний ферзь · f8 чорна тура · g8 чорний король · h7 чорний пішак · a6 чорний пішак · d6 чорний пішак · e6 чорний пішак · g6 чорний пішак · h6 чорний слон · a5 чорний кінь · b5 чорний пішак · e5 чорний пішак · c4 чорний пішак · e4 білий пішак · a3 білий пішак · d3 білий пішак · e3 білий кінь · a2 білий слон · b2 білий пішак · c2 білий пішак · d2 білий ферзь · f2 білий пішак · g2 білий пішак · h2 білий пішак · d1 біла тура · f1 біла тура · g1 білий король | b8 чорна тура · d8 чорний ферзь · f8 чорна тура · g8 чорний король · h7 чорний пішак · a6 чорний пішак · d6 чорний пішак · e6 чорний пішак · g6 чорний пішак · h6 чорний слон · a5 чорний кінь · b5 чорний пішак · e5 чорний пішак · c4 чорний пішак · e4 білий пішак · a3 білий пішак · d3 білий пішак · e3 білий кінь · a2 білий слон · b2 білий пішак · c2 білий пішак · d2 білий ферзь · f2 білий пішак · g2 білий пішак · h2 білий пішак · d1 біла тура · f1 біла тура · g1 білий король | b8 чорна тура · d8 чорний ферзь · f8 чорна тура · g8 чорний король · h7 чорний пішак · a6 чорний пішак · d6 чорний пішак · e6 чорний пішак · g6 чорний пішак · h6 чорний слон · a5 чорний кінь · b5 чорний пішак · e5 чорний пішак · c4 чорний пішак · e4 білий пішак · a3 білий пішак · d3 білий пішак · e3 білий кінь · a2 білий слон · b2 білий пішак · c2 білий пішак · d2 білий ферзь · f2 білий пішак · g2 білий пішак · h2 білий пішак · d1 біла тура · f1 біла тура · g1 білий король | b8 чорна тура · d8 чорний ферзь · f8 чорна тура · g8 чорний король · h7 чорний пішак · a6 чорний пішак · d6 чорний пішак · e6 чорний пішак · g6 чорний пішак · h6 чорний слон · a5 чорний кінь · b5 чорний пішак · e5 чорний пішак · c4 чорний пішак · e4 білий пішак · a3 білий пішак · d3 білий пішак · e3 білий кінь · a2 білий слон · b2 білий пішак · c2 білий пішак · d2 білий ферзь · f2 білий пішак · g2 білий пішак · h2 білий пішак · d1 біла тура · f1 біла тура · g1 білий король | 4 |
| 3 | b8 чорна тура · d8 чорний ферзь · f8 чорна тура · g8 чорний король · h7 чорний пішак · a6 чорний пішак · d6 чорний пішак · e6 чорний пішак · g6 чорний пішак · h6 чорний слон · a5 чорний кінь · b5 чорний пішак · e5 чорний пішак · c4 чорний пішак · e4 білий пішак · a3 білий пішак · d3 білий пішак · e3 білий кінь · a2 білий слон · b2 білий пішак · c2 білий пішак · d2 білий ферзь · f2 білий пішак · g2 білий пішак · h2 білий пішак · d1 біла тура · f1 біла тура · g1 білий король | b8 чорна тура · d8 чорний ферзь · f8 чорна тура · g8 чорний король · h7 чорний пішак · a6 чорний пішак · d6 чорний пішак · e6 чорний пішак · g6 чорний пішак · h6 чорний слон · a5 чорний кінь · b5 чорний пішак · e5 чорний пішак · c4 чорний пішак · e4 білий пішак · a3 білий пішак · d3 білий пішак · e3 білий кінь · a2 білий слон · b2 білий пішак · c2 білий пішак · d2 білий ферзь · f2 білий пішак · g2 білий пішак · h2 білий пішак · d1 біла тура · f1 біла тура · g1 білий король | b8 чорна тура · d8 чорний ферзь · f8 чорна тура · g8 чорний король · h7 чорний пішак · a6 чорний пішак · d6 чорний пішак · e6 чорний пішак · g6 чорний пішак · h6 чорний слон · a5 чорний кінь · b5 чорний пішак · e5 чорний пішак · c4 чорний пішак · e4 білий пішак · a3 білий пішак · d3 білий пішак · e3 білий кінь · a2 білий слон · b2 білий пішак · c2 білий пішак · d2 білий ферзь · f2 білий пішак · g2 білий пішак · h2 білий пішак · d1 біла тура · f1 біла тура · g1 білий король | b8 чорна тура · d8 чорний ферзь · f8 чорна тура · g8 чорний король · h7 чорний пішак · a6 чорний пішак · d6 чорний пішак · e6 чорний пішак · g6 чорний пішак · h6 чорний слон · a5 чорний кінь · b5 чорний пішак · e5 чорний пішак · c4 чорний пішак · e4 білий пішак · a3 білий пішак · d3 білий пішак · e3 білий кінь · a2 білий слон · b2 білий пішак · c2 білий пішак · d2 білий ферзь · f2 білий пішак · g2 білий пішак · h2 білий пішак · d1 біла тура · f1 біла тура · g1 білий король | b8 чорна тура · d8 чорний ферзь · f8 чорна тура · g8 чорний король · h7 чорний пішак · a6 чорний пішак · d6 чорний пішак · e6 чорний пішак · g6 чорний пішак · h6 чорний слон · a5 чорний кінь · b5 чорний пішак · e5 чорний пішак · c4 чорний пішак · e4 білий пішак · a3 білий пішак · d3 білий пішак · e3 білий кінь · a2 білий слон · b2 білий пішак · c2 білий пішак · d2 білий ферзь · f2 білий пішак · g2 білий пішак · h2 білий пішак · d1 біла тура · f1 біла тура · g1 білий король | b8 чорна тура · d8 чорний ферзь · f8 чорна тура · g8 чорний король · h7 чорний пішак · a6 чорний пішак · d6 чорний пішак · e6 чорний пішак · g6 чорний пішак · h6 чорний слон · a5 чорний кінь · b5 чорний пішак · e5 чорний пішак · c4 чорний пішак · e4 білий пішак · a3 білий пішак · d3 білий пішак · e3 білий кінь · a2 білий слон · b2 білий пішак · c2 білий пішак · d2 білий ферзь · f2 білий пішак · g2 білий пішак · h2 білий пішак · d1 біла тура · f1 біла тура · g1 білий король | b8 чорна тура · d8 чорний ферзь · f8 чорна тура · g8 чорний король · h7 чорний пішак · a6 чорний пішак · d6 чорний пішак · e6 чорний пішак · g6 чорний пішак · h6 чорний слон · a5 чорний кінь · b5 чорний пішак · e5 чорний пішак · c4 чорний пішак · e4 білий пішак · a3 білий пішак · d3 білий пішак · e3 білий кінь · a2 білий слон · b2 білий пішак · c2 білий пішак · d2 білий ферзь · f2 білий пішак · g2 білий пішак · h2 білий пішак · d1 біла тура · f1 біла тура · g1 білий король | b8 чорна тура · d8 чорний ферзь · f8 чорна тура · g8 чорний король · h7 чорний пішак · a6 чорний пішак · d6 чорний пішак · e6 чорний пішак · g6 чорний пішак · h6 чорний слон · a5 чорний кінь · b5 чорний пішак · e5 чорний пішак · c4 чорний пішак · e4 білий пішак · a3 білий пішак · d3 білий пішак · e3 білий кінь · a2 білий слон · b2 білий пішак · c2 білий пішак · d2 білий ферзь · f2 білий пішак · g2 білий пішак · h2 білий пішак · d1 біла тура · f1 біла тура · g1 білий король | 3 |
| 2 | b8 чорна тура · d8 чорний ферзь · f8 чорна тура · g8 чорний король · h7 чорний пішак · a6 чорний пішак · d6 чорний пішак · e6 чорний пішак · g6 чорний пішак · h6 чорний слон · a5 чорний кінь · b5 чорний пішак · e5 чорний пішак · c4 чорний пішак · e4 білий пішак · a3 білий пішак · d3 білий пішак · e3 білий кінь · a2 білий слон · b2 білий пішак · c2 білий пішак · d2 білий ферзь · f2 білий пішак · g2 білий пішак · h2 білий пішак · d1 біла тура · f1 біла тура · g1 білий король | b8 чорна тура · d8 чорний ферзь · f8 чорна тура · g8 чорний король · h7 чорний пішак · a6 чорний пішак · d6 чорний пішак · e6 чорний пішак · g6 чорний пішак · h6 чорний слон · a5 чорний кінь · b5 чорний пішак · e5 чорний пішак · c4 чорний пішак · e4 білий пішак · a3 білий пішак · d3 білий пішак · e3 білий кінь · a2 білий слон · b2 білий пішак · c2 білий пішак · d2 білий ферзь · f2 білий пішак · g2 білий пішак · h2 білий пішак · d1 біла тура · f1 біла тура · g1 білий король | b8 чорна тура · d8 чорний ферзь · f8 чорна тура · g8 чорний король · h7 чорний пішак · a6 чорний пішак · d6 чорний пішак · e6 чорний пішак · g6 чорний пішак · h6 чорний слон · a5 чорний кінь · b5 чорний пішак · e5 чорний пішак · c4 чорний пішак · e4 білий пішак · a3 білий пішак · d3 білий пішак · e3 білий кінь · a2 білий слон · b2 білий пішак · c2 білий пішак · d2 білий ферзь · f2 білий пішак · g2 білий пішак · h2 білий пішак · d1 біла тура · f1 біла тура · g1 білий король | b8 чорна тура · d8 чорний ферзь · f8 чорна тура · g8 чорний король · h7 чорний пішак · a6 чорний пішак · d6 чорний пішак · e6 чорний пішак · g6 чорний пішак · h6 чорний слон · a5 чорний кінь · b5 чорний пішак · e5 чорний пішак · c4 чорний пішак · e4 білий пішак · a3 білий пішак · d3 білий пішак · e3 білий кінь · a2 білий слон · b2 білий пішак · c2 білий пішак · d2 білий ферзь · f2 білий пішак · g2 білий пішак · h2 білий пішак · d1 біла тура · f1 біла тура · g1 білий король | b8 чорна тура · d8 чорний ферзь · f8 чорна тура · g8 чорний король · h7 чорний пішак · a6 чорний пішак · d6 чорний пішак · e6 чорний пішак · g6 чорний пішак · h6 чорний слон · a5 чорний кінь · b5 чорний пішак · e5 чорний пішак · c4 чорний пішак · e4 білий пішак · a3 білий пішак · d3 білий пішак · e3 білий кінь · a2 білий слон · b2 білий пішак · c2 білий пішак · d2 білий ферзь · f2 білий пішак · g2 білий пішак · h2 білий пішак · d1 біла тура · f1 біла тура · g1 білий король | b8 чорна тура · d8 чорний ферзь · f8 чорна тура · g8 чорний король · h7 чорний пішак · a6 чорний пішак · d6 чорний пішак · e6 чорний пішак · g6 чорний пішак · h6 чорний слон · a5 чорний кінь · b5 чорний пішак · e5 чорний пішак · c4 чорний пішак · e4 білий пішак · a3 білий пішак · d3 білий пішак · e3 білий кінь · a2 білий слон · b2 білий пішак · c2 білий пішак · d2 білий ферзь · f2 білий пішак · g2 білий пішак · h2 білий пішак · d1 біла тура · f1 біла тура · g1 білий король | b8 чорна тура · d8 чорний ферзь · f8 чорна тура · g8 чорний король · h7 чорний пішак · a6 чорний пішак · d6 чорний пішак · e6 чорний пішак · g6 чорний пішак · h6 чорний слон · a5 чорний кінь · b5 чорний пішак · e5 чорний пішак · c4 чорний пішак · e4 білий пішак · a3 білий пішак · d3 білий пішак · e3 білий кінь · a2 білий слон · b2 білий пішак · c2 білий пішак · d2 білий ферзь · f2 білий пішак · g2 білий пішак · h2 білий пішак · d1 біла тура · f1 біла тура · g1 білий король | b8 чорна тура · d8 чорний ферзь · f8 чорна тура · g8 чорний король · h7 чорний пішак · a6 чорний пішак · d6 чорний пішак · e6 чорний пішак · g6 чорний пішак · h6 чорний слон · a5 чорний кінь · b5 чорний пішак · e5 чорний пішак · c4 чорний пішак · e4 білий пішак · a3 білий пішак · d3 білий пішак · e3 білий кінь · a2 білий слон · b2 білий пішак · c2 білий пішак · d2 білий ферзь · f2 білий пішак · g2 білий пішак · h2 білий пішак · d1 біла тура · f1 біла тура · g1 білий король | 2 |
| 1 | b8 чорна тура · d8 чорний ферзь · f8 чорна тура · g8 чорний король · h7 чорний пішак · a6 чорний пішак · d6 чорний пішак · e6 чорний пішак · g6 чорний пішак · h6 чорний слон · a5 чорний кінь · b5 чорний пішак · e5 чорний пішак · c4 чорний пішак · e4 білий пішак · a3 білий пішак · d3 білий пішак · e3 білий кінь · a2 білий слон · b2 білий пішак · c2 білий пішак · d2 білий ферзь · f2 білий пішак · g2 білий пішак · h2 білий пішак · d1 біла тура · f1 біла тура · g1 білий король | b8 чорна тура · d8 чорний ферзь · f8 чорна тура · g8 чорний король · h7 чорний пішак · a6 чорний пішак · d6 чорний пішак · e6 чорний пішак · g6 чорний пішак · h6 чорний слон · a5 чорний кінь · b5 чорний пішак · e5 чорний пішак · c4 чорний пішак · e4 білий пішак · a3 білий пішак · d3 білий пішак · e3 білий кінь · a2 білий слон · b2 білий пішак · c2 білий пішак · d2 білий ферзь · f2 білий пішак · g2 білий пішак · h2 білий пішак · d1 біла тура · f1 біла тура · g1 білий король | b8 чорна тура · d8 чорний ферзь · f8 чорна тура · g8 чорний король · h7 чорний пішак · a6 чорний пішак · d6 чорний пішак · e6 чорний пішак · g6 чорний пішак · h6 чорний слон · a5 чорний кінь · b5 чорний пішак · e5 чорний пішак · c4 чорний пішак · e4 білий пішак · a3 білий пішак · d3 білий пішак · e3 білий кінь · a2 білий слон · b2 білий пішак · c2 білий пішак · d2 білий ферзь · f2 білий пішак · g2 білий пішак · h2 білий пішак · d1 біла тура · f1 біла тура · g1 білий король | b8 чорна тура · d8 чорний ферзь · f8 чорна тура · g8 чорний король · h7 чорний пішак · a6 чорний пішак · d6 чорний пішак · e6 чорний пішак · g6 чорний пішак · h6 чорний слон · a5 чорний кінь · b5 чорний пішак · e5 чорний пішак · c4 чорний пішак · e4 білий пішак · a3 білий пішак · d3 білий пішак · e3 білий кінь · a2 білий слон · b2 білий пішак · c2 білий пішак · d2 білий ферзь · f2 білий пішак · g2 білий пішак · h2 білий пішак · d1 біла тура · f1 біла тура · g1 білий король | b8 чорна тура · d8 чорний ферзь · f8 чорна тура · g8 чорний король · h7 чорний пішак · a6 чорний пішак · d6 чорний пішак · e6 чорний пішак · g6 чорний пішак · h6 чорний слон · a5 чорний кінь · b5 чорний пішак · e5 чорний пішак · c4 чорний пішак · e4 білий пішак · a3 білий пішак · d3 білий пішак · e3 білий кінь · a2 білий слон · b2 білий пішак · c2 білий пішак · d2 білий ферзь · f2 білий пішак · g2 білий пішак · h2 білий пішак · d1 біла тура · f1 біла тура · g1 білий король | b8 чорна тура · d8 чорний ферзь · f8 чорна тура · g8 чорний король · h7 чорний пішак · a6 чорний пішак · d6 чорний пішак · e6 чорний пішак · g6 чорний пішак · h6 чорний слон · a5 чорний кінь · b5 чорний пішак · e5 чорний пішак · c4 чорний пішак · e4 білий пішак · a3 білий пішак · d3 білий пішак · e3 білий кінь · a2 білий слон · b2 білий пішак · c2 білий пішак · d2 білий ферзь · f2 білий пішак · g2 білий пішак · h2 білий пішак · d1 біла тура · f1 біла тура · g1 білий король | b8 чорна тура · d8 чорний ферзь · f8 чорна тура · g8 чорний король · h7 чорний пішак · a6 чорний пішак · d6 чорний пішак · e6 чорний пішак · g6 чорний пішак · h6 чорний слон · a5 чорний кінь · b5 чорний пішак · e5 чорний пішак · c4 чорний пішак · e4 білий пішак · a3 білий пішак · d3 білий пішак · e3 білий кінь · a2 білий слон · b2 білий пішак · c2 білий пішак · d2 білий ферзь · f2 білий пішак · g2 білий пішак · h2 білий пішак · d1 біла тура · f1 біла тура · g1 білий король | b8 чорна тура · d8 чорний ферзь · f8 чорна тура · g8 чорний король · h7 чорний пішак · a6 чорний пішак · d6 чорний пішак · e6 чорний пішак · g6 чорний пішак · h6 чорний слон · a5 чорний кінь · b5 чорний пішак · e5 чорний пішак · c4 чорний пішак · e4 білий пішак · a3 білий пішак · d3 білий пішак · e3 білий кінь · a2 білий слон · b2 білий пішак · c2 білий пішак · d2 білий ферзь · f2 білий пішак · g2 білий пішак · h2 білий пішак · d1 біла тура · f1 біла тура · g1 білий король | 1 |
|   | a | b | c | d | e | f | g | h |   |

Одинадцята партія матчу, 39-хідна нічия, була зіграна 24 квітня. Проти Руя Лопеса Дін повернувся до основної лінії з 3...a6, як і в партії 1. Дін і Непомнящий пішли так само. початкові ходи як їхня гра на Турнірі кандидатів 2020, поки Дін не зіграв 8...Na5. 15...c4 вважався інтригуючим ходом Діна, який запрошував до двосічної гри. Однак замість 19.Qe2, яке зберегло б шанси на перемогу для обох сторін, Непомнящий обрав 19.dxc4, запросивши серію обмінів, які згодом призвели до повністю нічиєї турецької ендшпілю, причому гравці зіграли внічию шляхом повторення лише кількома ходами пізніше .

### Гра 12: Дін–Непомнящий, 1–0
Дванадцята партія матчу, перемога Дін за 38 ходів, була зіграна 26 квітня. Гра була складною та повною помилок, і обидва гравці демонстрували надзвичайні ознаки нервозності. Для відкриття Дін вибрав систему Колле, про яку Непомнящий пізніше скаже: «Я не був здивований». Завдяки подвійному миттельшпілю гра залишалася відносно рівною, доки Дін не припустився першої помилки 19.Bc2?, що дозволило Непомнячому збільшити тиск на короля Діна та отримати перевагу після серії подальших неточностей Діна. Незважаючи на складність позиції, Непомнящий зіграв швидко; 27...Rag8? що спричинило низку неточностей, що складаються з 28.Qc6? Bb8? 29.Qb7?? Rh6??, а Дін знаходить 30.Be4, залишаючи позицію рівною. Фабіано Каруана прокоментував цю подію так: «На даний момент це чисті нерви. Це вже не про шахи». Нова рівність у грі зберігалася, доки Непомнящий не зіграв 34...f5??, дозволивши Діну взяти вільного пішака 35.Rxe6 і отримати потужну атаку на королівському фланзі. Непомнящий витратив 17 хвилин на обдумування відповіді на хід Діна, залишивши йому 2 хвилини 36 секунд, щоб досягти контрольного часу на ході 40. Багато коментаторів звернули увагу на мову тіла Непомнящого в цей момент, пов’язавши «повну недовіру» з його виразом. Після ще кількох ходів Непомнящий подав у відставку, зрівнявши рахунок за дві партії до кінця.

### Гра 13: Непомнящий–Дін, ½–½
|   | a | b | c | d | e | f | g | h |   |
| 8 | a8 чорна тура · d8 чорний ферзь · e8 чорна тура · f8 чорний слон · g8 чорний король · b7 чорний слон · f7 чорний пішак · g7 чорний пішак · a6 чорний пішак · h6 чорний пішак · d5 чорний кінь · a4 білий пішак · c4 чорний пішак · d4 білий кінь · e4 білий слон · f3 білий пішак · h3 білий пішак · b2 білий пішак · f2 білий слон · g2 білий пішак · a1 біла тура · d1 білий ферзь · f1 біла тура · g1 білий король | a8 чорна тура · d8 чорний ферзь · e8 чорна тура · f8 чорний слон · g8 чорний король · b7 чорний слон · f7 чорний пішак · g7 чорний пішак · a6 чорний пішак · h6 чорний пішак · d5 чорний кінь · a4 білий пішак · c4 чорний пішак · d4 білий кінь · e4 білий слон · f3 білий пішак · h3 білий пішак · b2 білий пішак · f2 білий слон · g2 білий пішак · a1 біла тура · d1 білий ферзь · f1 біла тура · g1 білий король | a8 чорна тура · d8 чорний ферзь · e8 чорна тура · f8 чорний слон · g8 чорний король · b7 чорний слон · f7 чорний пішак · g7 чорний пішак · a6 чорний пішак · h6 чорний пішак · d5 чорний кінь · a4 білий пішак · c4 чорний пішак · d4 білий кінь · e4 білий слон · f3 білий пішак · h3 білий пішак · b2 білий пішак · f2 білий слон · g2 білий пішак · a1 біла тура · d1 білий ферзь · f1 біла тура · g1 білий король | a8 чорна тура · d8 чорний ферзь · e8 чорна тура · f8 чорний слон · g8 чорний король · b7 чорний слон · f7 чорний пішак · g7 чорний пішак · a6 чорний пішак · h6 чорний пішак · d5 чорний кінь · a4 білий пішак · c4 чорний пішак · d4 білий кінь · e4 білий слон · f3 білий пішак · h3 білий пішак · b2 білий пішак · f2 білий слон · g2 білий пішак · a1 біла тура · d1 білий ферзь · f1 біла тура · g1 білий король | a8 чорна тура · d8 чорний ферзь · e8 чорна тура · f8 чорний слон · g8 чорний король · b7 чорний слон · f7 чорний пішак · g7 чорний пішак · a6 чорний пішак · h6 чорний пішак · d5 чорний кінь · a4 білий пішак · c4 чорний пішак · d4 білий кінь · e4 білий слон · f3 білий пішак · h3 білий пішак · b2 білий пішак · f2 білий слон · g2 білий пішак · a1 біла тура · d1 білий ферзь · f1 біла тура · g1 білий король | a8 чорна тура · d8 чорний ферзь · e8 чорна тура · f8 чорний слон · g8 чорний король · b7 чорний слон · f7 чорний пішак · g7 чорний пішак · a6 чорний пішак · h6 чорний пішак · d5 чорний кінь · a4 білий пішак · c4 чорний пішак · d4 білий кінь · e4 білий слон · f3 білий пішак · h3 білий пішак · b2 білий пішак · f2 білий слон · g2 білий пішак · a1 біла тура · d1 білий ферзь · f1 біла тура · g1 білий король | a8 чорна тура · d8 чорний ферзь · e8 чорна тура · f8 чорний слон · g8 чорний король · b7 чорний слон · f7 чорний пішак · g7 чорний пішак · a6 чорний пішак · h6 чорний пішак · d5 чорний кінь · a4 білий пішак · c4 чорний пішак · d4 білий кінь · e4 білий слон · f3 білий пішак · h3 білий пішак · b2 білий пішак · f2 білий слон · g2 білий пішак · a1 біла тура · d1 білий ферзь · f1 біла тура · g1 білий король | a8 чорна тура · d8 чорний ферзь · e8 чорна тура · f8 чорний слон · g8 чорний король · b7 чорний слон · f7 чорний пішак · g7 чорний пішак · a6 чорний пішак · h6 чорний пішак · d5 чорний кінь · a4 білий пішак · c4 чорний пішак · d4 білий кінь · e4 білий слон · f3 білий пішак · h3 білий пішак · b2 білий пішак · f2 білий слон · g2 білий пішак · a1 біла тура · d1 білий ферзь · f1 біла тура · g1 білий король | 8 |
| 7 | a8 чорна тура · d8 чорний ферзь · e8 чорна тура · f8 чорний слон · g8 чорний король · b7 чорний слон · f7 чорний пішак · g7 чорний пішак · a6 чорний пішак · h6 чорний пішак · d5 чорний кінь · a4 білий пішак · c4 чорний пішак · d4 білий кінь · e4 білий слон · f3 білий пішак · h3 білий пішак · b2 білий пішак · f2 білий слон · g2 білий пішак · a1 біла тура · d1 білий ферзь · f1 біла тура · g1 білий король | a8 чорна тура · d8 чорний ферзь · e8 чорна тура · f8 чорний слон · g8 чорний король · b7 чорний слон · f7 чорний пішак · g7 чорний пішак · a6 чорний пішак · h6 чорний пішак · d5 чорний кінь · a4 білий пішак · c4 чорний пішак · d4 білий кінь · e4 білий слон · f3 білий пішак · h3 білий пішак · b2 білий пішак · f2 білий слон · g2 білий пішак · a1 біла тура · d1 білий ферзь · f1 біла тура · g1 білий король | a8 чорна тура · d8 чорний ферзь · e8 чорна тура · f8 чорний слон · g8 чорний король · b7 чорний слон · f7 чорний пішак · g7 чорний пішак · a6 чорний пішак · h6 чорний пішак · d5 чорний кінь · a4 білий пішак · c4 чорний пішак · d4 білий кінь · e4 білий слон · f3 білий пішак · h3 білий пішак · b2 білий пішак · f2 білий слон · g2 білий пішак · a1 біла тура · d1 білий ферзь · f1 біла тура · g1 білий король | a8 чорна тура · d8 чорний ферзь · e8 чорна тура · f8 чорний слон · g8 чорний король · b7 чорний слон · f7 чорний пішак · g7 чорний пішак · a6 чорний пішак · h6 чорний пішак · d5 чорний кінь · a4 білий пішак · c4 чорний пішак · d4 білий кінь · e4 білий слон · f3 білий пішак · h3 білий пішак · b2 білий пішак · f2 білий слон · g2 білий пішак · a1 біла тура · d1 білий ферзь · f1 біла тура · g1 білий король | a8 чорна тура · d8 чорний ферзь · e8 чорна тура · f8 чорний слон · g8 чорний король · b7 чорний слон · f7 чорний пішак · g7 чорний пішак · a6 чорний пішак · h6 чорний пішак · d5 чорний кінь · a4 білий пішак · c4 чорний пішак · d4 білий кінь · e4 білий слон · f3 білий пішак · h3 білий пішак · b2 білий пішак · f2 білий слон · g2 білий пішак · a1 біла тура · d1 білий ферзь · f1 біла тура · g1 білий король | a8 чорна тура · d8 чорний ферзь · e8 чорна тура · f8 чорний слон · g8 чорний король · b7 чорний слон · f7 чорний пішак · g7 чорний пішак · a6 чорний пішак · h6 чорний пішак · d5 чорний кінь · a4 білий пішак · c4 чорний пішак · d4 білий кінь · e4 білий слон · f3 білий пішак · h3 білий пішак · b2 білий пішак · f2 білий слон · g2 білий пішак · a1 біла тура · d1 білий ферзь · f1 біла тура · g1 білий король | a8 чорна тура · d8 чорний ферзь · e8 чорна тура · f8 чорний слон · g8 чорний король · b7 чорний слон · f7 чорний пішак · g7 чорний пішак · a6 чорний пішак · h6 чорний пішак · d5 чорний кінь · a4 білий пішак · c4 чорний пішак · d4 білий кінь · e4 білий слон · f3 білий пішак · h3 білий пішак · b2 білий пішак · f2 білий слон · g2 білий пішак · a1 біла тура · d1 білий ферзь · f1 біла тура · g1 білий король | a8 чорна тура · d8 чорний ферзь · e8 чорна тура · f8 чорний слон · g8 чорний король · b7 чорний слон · f7 чорний пішак · g7 чорний пішак · a6 чорний пішак · h6 чорний пішак · d5 чорний кінь · a4 білий пішак · c4 чорний пішак · d4 білий кінь · e4 білий слон · f3 білий пішак · h3 білий пішак · b2 білий пішак · f2 білий слон · g2 білий пішак · a1 біла тура · d1 білий ферзь · f1 біла тура · g1 білий король | 7 |
| 6 | a8 чорна тура · d8 чорний ферзь · e8 чорна тура · f8 чорний слон · g8 чорний король · b7 чорний слон · f7 чорний пішак · g7 чорний пішак · a6 чорний пішак · h6 чорний пішак · d5 чорний кінь · a4 білий пішак · c4 чорний пішак · d4 білий кінь · e4 білий слон · f3 білий пішак · h3 білий пішак · b2 білий пішак · f2 білий слон · g2 білий пішак · a1 біла тура · d1 білий ферзь · f1 біла тура · g1 білий король | a8 чорна тура · d8 чорний ферзь · e8 чорна тура · f8 чорний слон · g8 чорний король · b7 чорний слон · f7 чорний пішак · g7 чорний пішак · a6 чорний пішак · h6 чорний пішак · d5 чорний кінь · a4 білий пішак · c4 чорний пішак · d4 білий кінь · e4 білий слон · f3 білий пішак · h3 білий пішак · b2 білий пішак · f2 білий слон · g2 білий пішак · a1 біла тура · d1 білий ферзь · f1 біла тура · g1 білий король | a8 чорна тура · d8 чорний ферзь · e8 чорна тура · f8 чорний слон · g8 чорний король · b7 чорний слон · f7 чорний пішак · g7 чорний пішак · a6 чорний пішак · h6 чорний пішак · d5 чорний кінь · a4 білий пішак · c4 чорний пішак · d4 білий кінь · e4 білий слон · f3 білий пішак · h3 білий пішак · b2 білий пішак · f2 білий слон · g2 білий пішак · a1 біла тура · d1 білий ферзь · f1 біла тура · g1 білий король | a8 чорна тура · d8 чорний ферзь · e8 чорна тура · f8 чорний слон · g8 чорний король · b7 чорний слон · f7 чорний пішак · g7 чорний пішак · a6 чорний пішак · h6 чорний пішак · d5 чорний кінь · a4 білий пішак · c4 чорний пішак · d4 білий кінь · e4 білий слон · f3 білий пішак · h3 білий пішак · b2 білий пішак · f2 білий слон · g2 білий пішак · a1 біла тура · d1 білий ферзь · f1 біла тура · g1 білий король | a8 чорна тура · d8 чорний ферзь · e8 чорна тура · f8 чорний слон · g8 чорний король · b7 чорний слон · f7 чорний пішак · g7 чорний пішак · a6 чорний пішак · h6 чорний пішак · d5 чорний кінь · a4 білий пішак · c4 чорний пішак · d4 білий кінь · e4 білий слон · f3 білий пішак · h3 білий пішак · b2 білий пішак · f2 білий слон · g2 білий пішак · a1 біла тура · d1 білий ферзь · f1 біла тура · g1 білий король | a8 чорна тура · d8 чорний ферзь · e8 чорна тура · f8 чорний слон · g8 чорний король · b7 чорний слон · f7 чорний пішак · g7 чорний пішак · a6 чорний пішак · h6 чорний пішак · d5 чорний кінь · a4 білий пішак · c4 чорний пішак · d4 білий кінь · e4 білий слон · f3 білий пішак · h3 білий пішак · b2 білий пішак · f2 білий слон · g2 білий пішак · a1 біла тура · d1 білий ферзь · f1 біла тура · g1 білий король | a8 чорна тура · d8 чорний ферзь · e8 чорна тура · f8 чорний слон · g8 чорний король · b7 чорний слон · f7 чорний пішак · g7 чорний пішак · a6 чорний пішак · h6 чорний пішак · d5 чорний кінь · a4 білий пішак · c4 чорний пішак · d4 білий кінь · e4 білий слон · f3 білий пішак · h3 білий пішак · b2 білий пішак · f2 білий слон · g2 білий пішак · a1 біла тура · d1 білий ферзь · f1 біла тура · g1 білий король | a8 чорна тура · d8 чорний ферзь · e8 чорна тура · f8 чорний слон · g8 чорний король · b7 чорний слон · f7 чорний пішак · g7 чорний пішак · a6 чорний пішак · h6 чорний пішак · d5 чорний кінь · a4 білий пішак · c4 чорний пішак · d4 білий кінь · e4 білий слон · f3 білий пішак · h3 білий пішак · b2 білий пішак · f2 білий слон · g2 білий пішак · a1 біла тура · d1 білий ферзь · f1 біла тура · g1 білий король | 6 |
| 5 | a8 чорна тура · d8 чорний ферзь · e8 чорна тура · f8 чорний слон · g8 чорний король · b7 чорний слон · f7 чорний пішак · g7 чорний пішак · a6 чорний пішак · h6 чорний пішак · d5 чорний кінь · a4 білий пішак · c4 чорний пішак · d4 білий кінь · e4 білий слон · f3 білий пішак · h3 білий пішак · b2 білий пішак · f2 білий слон · g2 білий пішак · a1 біла тура · d1 білий ферзь · f1 біла тура · g1 білий король | a8 чорна тура · d8 чорний ферзь · e8 чорна тура · f8 чорний слон · g8 чорний король · b7 чорний слон · f7 чорний пішак · g7 чорний пішак · a6 чорний пішак · h6 чорний пішак · d5 чорний кінь · a4 білий пішак · c4 чорний пішак · d4 білий кінь · e4 білий слон · f3 білий пішак · h3 білий пішак · b2 білий пішак · f2 білий слон · g2 білий пішак · a1 біла тура · d1 білий ферзь · f1 біла тура · g1 білий король | a8 чорна тура · d8 чорний ферзь · e8 чорна тура · f8 чорний слон · g8 чорний король · b7 чорний слон · f7 чорний пішак · g7 чорний пішак · a6 чорний пішак · h6 чорний пішак · d5 чорний кінь · a4 білий пішак · c4 чорний пішак · d4 білий кінь · e4 білий слон · f3 білий пішак · h3 білий пішак · b2 білий пішак · f2 білий слон · g2 білий пішак · a1 біла тура · d1 білий ферзь · f1 біла тура · g1 білий король | a8 чорна тура · d8 чорний ферзь · e8 чорна тура · f8 чорний слон · g8 чорний король · b7 чорний слон · f7 чорний пішак · g7 чорний пішак · a6 чорний пішак · h6 чорний пішак · d5 чорний кінь · a4 білий пішак · c4 чорний пішак · d4 білий кінь · e4 білий слон · f3 білий пішак · h3 білий пішак · b2 білий пішак · f2 білий слон · g2 білий пішак · a1 біла тура · d1 білий ферзь · f1 біла тура · g1 білий король | a8 чорна тура · d8 чорний ферзь · e8 чорна тура · f8 чорний слон · g8 чорний король · b7 чорний слон · f7 чорний пішак · g7 чорний пішак · a6 чорний пішак · h6 чорний пішак · d5 чорний кінь · a4 білий пішак · c4 чорний пішак · d4 білий кінь · e4 білий слон · f3 білий пішак · h3 білий пішак · b2 білий пішак · f2 білий слон · g2 білий пішак · a1 біла тура · d1 білий ферзь · f1 біла тура · g1 білий король | a8 чорна тура · d8 чорний ферзь · e8 чорна тура · f8 чорний слон · g8 чорний король · b7 чорний слон · f7 чорний пішак · g7 чорний пішак · a6 чорний пішак · h6 чорний пішак · d5 чорний кінь · a4 білий пішак · c4 чорний пішак · d4 білий кінь · e4 білий слон · f3 білий пішак · h3 білий пішак · b2 білий пішак · f2 білий слон · g2 білий пішак · a1 біла тура · d1 білий ферзь · f1 біла тура · g1 білий король | a8 чорна тура · d8 чорний ферзь · e8 чорна тура · f8 чорний слон · g8 чорний король · b7 чорний слон · f7 чорний пішак · g7 чорний пішак · a6 чорний пішак · h6 чорний пішак · d5 чорний кінь · a4 білий пішак · c4 чорний пішак · d4 білий кінь · e4 білий слон · f3 білий пішак · h3 білий пішак · b2 білий пішак · f2 білий слон · g2 білий пішак · a1 біла тура · d1 білий ферзь · f1 біла тура · g1 білий король | a8 чорна тура · d8 чорний ферзь · e8 чорна тура · f8 чорний слон · g8 чорний король · b7 чорний слон · f7 чорний пішак · g7 чорний пішак · a6 чорний пішак · h6 чорний пішак · d5 чорний кінь · a4 білий пішак · c4 чорний пішак · d4 білий кінь · e4 білий слон · f3 білий пішак · h3 білий пішак · b2 білий пішак · f2 білий слон · g2 білий пішак · a1 біла тура · d1 білий ферзь · f1 біла тура · g1 білий король | 5 |
| 4 | a8 чорна тура · d8 чорний ферзь · e8 чорна тура · f8 чорний слон · g8 чорний король · b7 чорний слон · f7 чорний пішак · g7 чорний пішак · a6 чорний пішак · h6 чорний пішак · d5 чорний кінь · a4 білий пішак · c4 чорний пішак · d4 білий кінь · e4 білий слон · f3 білий пішак · h3 білий пішак · b2 білий пішак · f2 білий слон · g2 білий пішак · a1 біла тура · d1 білий ферзь · f1 біла тура · g1 білий король | a8 чорна тура · d8 чорний ферзь · e8 чорна тура · f8 чорний слон · g8 чорний король · b7 чорний слон · f7 чорний пішак · g7 чорний пішак · a6 чорний пішак · h6 чорний пішак · d5 чорний кінь · a4 білий пішак · c4 чорний пішак · d4 білий кінь · e4 білий слон · f3 білий пішак · h3 білий пішак · b2 білий пішак · f2 білий слон · g2 білий пішак · a1 біла тура · d1 білий ферзь · f1 біла тура · g1 білий король | a8 чорна тура · d8 чорний ферзь · e8 чорна тура · f8 чорний слон · g8 чорний король · b7 чорний слон · f7 чорний пішак · g7 чорний пішак · a6 чорний пішак · h6 чорний пішак · d5 чорний кінь · a4 білий пішак · c4 чорний пішак · d4 білий кінь · e4 білий слон · f3 білий пішак · h3 білий пішак · b2 білий пішак · f2 білий слон · g2 білий пішак · a1 біла тура · d1 білий ферзь · f1 біла тура · g1 білий король | a8 чорна тура · d8 чорний ферзь · e8 чорна тура · f8 чорний слон · g8 чорний король · b7 чорний слон · f7 чорний пішак · g7 чорний пішак · a6 чорний пішак · h6 чорний пішак · d5 чорний кінь · a4 білий пішак · c4 чорний пішак · d4 білий кінь · e4 білий слон · f3 білий пішак · h3 білий пішак · b2 білий пішак · f2 білий слон · g2 білий пішак · a1 біла тура · d1 білий ферзь · f1 біла тура · g1 білий король | a8 чорна тура · d8 чорний ферзь · e8 чорна тура · f8 чорний слон · g8 чорний король · b7 чорний слон · f7 чорний пішак · g7 чорний пішак · a6 чорний пішак · h6 чорний пішак · d5 чорний кінь · a4 білий пішак · c4 чорний пішак · d4 білий кінь · e4 білий слон · f3 білий пішак · h3 білий пішак · b2 білий пішак · f2 білий слон · g2 білий пішак · a1 біла тура · d1 білий ферзь · f1 біла тура · g1 білий король | a8 чорна тура · d8 чорний ферзь · e8 чорна тура · f8 чорний слон · g8 чорний король · b7 чорний слон · f7 чорний пішак · g7 чорний пішак · a6 чорний пішак · h6 чорний пішак · d5 чорний кінь · a4 білий пішак · c4 чорний пішак · d4 білий кінь · e4 білий слон · f3 білий пішак · h3 білий пішак · b2 білий пішак · f2 білий слон · g2 білий пішак · a1 біла тура · d1 білий ферзь · f1 біла тура · g1 білий король | a8 чорна тура · d8 чорний ферзь · e8 чорна тура · f8 чорний слон · g8 чорний король · b7 чорний слон · f7 чорний пішак · g7 чорний пішак · a6 чорний пішак · h6 чорний пішак · d5 чорний кінь · a4 білий пішак · c4 чорний пішак · d4 білий кінь · e4 білий слон · f3 білий пішак · h3 білий пішак · b2 білий пішак · f2 білий слон · g2 білий пішак · a1 біла тура · d1 білий ферзь · f1 біла тура · g1 білий король | a8 чорна тура · d8 чорний ферзь · e8 чорна тура · f8 чорний слон · g8 чорний король · b7 чорний слон · f7 чорний пішак · g7 чорний пішак · a6 чорний пішак · h6 чорний пішак · d5 чорний кінь · a4 білий пішак · c4 чорний пішак · d4 білий кінь · e4 білий слон · f3 білий пішак · h3 білий пішак · b2 білий пішак · f2 білий слон · g2 білий пішак · a1 біла тура · d1 білий ферзь · f1 біла тура · g1 білий король | 4 |
| 3 | a8 чорна тура · d8 чорний ферзь · e8 чорна тура · f8 чорний слон · g8 чорний король · b7 чорний слон · f7 чорний пішак · g7 чорний пішак · a6 чорний пішак · h6 чорний пішак · d5 чорний кінь · a4 білий пішак · c4 чорний пішак · d4 білий кінь · e4 білий слон · f3 білий пішак · h3 білий пішак · b2 білий пішак · f2 білий слон · g2 білий пішак · a1 біла тура · d1 білий ферзь · f1 біла тура · g1 білий король | a8 чорна тура · d8 чорний ферзь · e8 чорна тура · f8 чорний слон · g8 чорний король · b7 чорний слон · f7 чорний пішак · g7 чорний пішак · a6 чорний пішак · h6 чорний пішак · d5 чорний кінь · a4 білий пішак · c4 чорний пішак · d4 білий кінь · e4 білий слон · f3 білий пішак · h3 білий пішак · b2 білий пішак · f2 білий слон · g2 білий пішак · a1 біла тура · d1 білий ферзь · f1 біла тура · g1 білий король | a8 чорна тура · d8 чорний ферзь · e8 чорна тура · f8 чорний слон · g8 чорний король · b7 чорний слон · f7 чорний пішак · g7 чорний пішак · a6 чорний пішак · h6 чорний пішак · d5 чорний кінь · a4 білий пішак · c4 чорний пішак · d4 білий кінь · e4 білий слон · f3 білий пішак · h3 білий пішак · b2 білий пішак · f2 білий слон · g2 білий пішак · a1 біла тура · d1 білий ферзь · f1 біла тура · g1 білий король | a8 чорна тура · d8 чорний ферзь · e8 чорна тура · f8 чорний слон · g8 чорний король · b7 чорний слон · f7 чорний пішак · g7 чорний пішак · a6 чорний пішак · h6 чорний пішак · d5 чорний кінь · a4 білий пішак · c4 чорний пішак · d4 білий кінь · e4 білий слон · f3 білий пішак · h3 білий пішак · b2 білий пішак · f2 білий слон · g2 білий пішак · a1 біла тура · d1 білий ферзь · f1 біла тура · g1 білий король | a8 чорна тура · d8 чорний ферзь · e8 чорна тура · f8 чорний слон · g8 чорний король · b7 чорний слон · f7 чорний пішак · g7 чорний пішак · a6 чорний пішак · h6 чорний пішак · d5 чорний кінь · a4 білий пішак · c4 чорний пішак · d4 білий кінь · e4 білий слон · f3 білий пішак · h3 білий пішак · b2 білий пішак · f2 білий слон · g2 білий пішак · a1 біла тура · d1 білий ферзь · f1 біла тура · g1 білий король | a8 чорна тура · d8 чорний ферзь · e8 чорна тура · f8 чорний слон · g8 чорний король · b7 чорний слон · f7 чорний пішак · g7 чорний пішак · a6 чорний пішак · h6 чорний пішак · d5 чорний кінь · a4 білий пішак · c4 чорний пішак · d4 білий кінь · e4 білий слон · f3 білий пішак · h3 білий пішак · b2 білий пішак · f2 білий слон · g2 білий пішак · a1 біла тура · d1 білий ферзь · f1 біла тура · g1 білий король | a8 чорна тура · d8 чорний ферзь · e8 чорна тура · f8 чорний слон · g8 чорний король · b7 чорний слон · f7 чорний пішак · g7 чорний пішак · a6 чорний пішак · h6 чорний пішак · d5 чорний кінь · a4 білий пішак · c4 чорний пішак · d4 білий кінь · e4 білий слон · f3 білий пішак · h3 білий пішак · b2 білий пішак · f2 білий слон · g2 білий пішак · a1 біла тура · d1 білий ферзь · f1 біла тура · g1 білий король | a8 чорна тура · d8 чорний ферзь · e8 чорна тура · f8 чорний слон · g8 чорний король · b7 чорний слон · f7 чорний пішак · g7 чорний пішак · a6 чорний пішак · h6 чорний пішак · d5 чорний кінь · a4 білий пішак · c4 чорний пішак · d4 білий кінь · e4 білий слон · f3 білий пішак · h3 білий пішак · b2 білий пішак · f2 білий слон · g2 білий пішак · a1 біла тура · d1 білий ферзь · f1 біла тура · g1 білий король | 3 |
| 2 | a8 чорна тура · d8 чорний ферзь · e8 чорна тура · f8 чорний слон · g8 чорний король · b7 чорний слон · f7 чорний пішак · g7 чорний пішак · a6 чорний пішак · h6 чорний пішак · d5 чорний кінь · a4 білий пішак · c4 чорний пішак · d4 білий кінь · e4 білий слон · f3 білий пішак · h3 білий пішак · b2 білий пішак · f2 білий слон · g2 білий пішак · a1 біла тура · d1 білий ферзь · f1 біла тура · g1 білий король | a8 чорна тура · d8 чорний ферзь · e8 чорна тура · f8 чорний слон · g8 чорний король · b7 чорний слон · f7 чорний пішак · g7 чорний пішак · a6 чорний пішак · h6 чорний пішак · d5 чорний кінь · a4 білий пішак · c4 чорний пішак · d4 білий кінь · e4 білий слон · f3 білий пішак · h3 білий пішак · b2 білий пішак · f2 білий слон · g2 білий пішак · a1 біла тура · d1 білий ферзь · f1 біла тура · g1 білий король | a8 чорна тура · d8 чорний ферзь · e8 чорна тура · f8 чорний слон · g8 чорний король · b7 чорний слон · f7 чорний пішак · g7 чорний пішак · a6 чорний пішак · h6 чорний пішак · d5 чорний кінь · a4 білий пішак · c4 чорний пішак · d4 білий кінь · e4 білий слон · f3 білий пішак · h3 білий пішак · b2 білий пішак · f2 білий слон · g2 білий пішак · a1 біла тура · d1 білий ферзь · f1 біла тура · g1 білий король | a8 чорна тура · d8 чорний ферзь · e8 чорна тура · f8 чорний слон · g8 чорний король · b7 чорний слон · f7 чорний пішак · g7 чорний пішак · a6 чорний пішак · h6 чорний пішак · d5 чорний кінь · a4 білий пішак · c4 чорний пішак · d4 білий кінь · e4 білий слон · f3 білий пішак · h3 білий пішак · b2 білий пішак · f2 білий слон · g2 білий пішак · a1 біла тура · d1 білий ферзь · f1 біла тура · g1 білий король | a8 чорна тура · d8 чорний ферзь · e8 чорна тура · f8 чорний слон · g8 чорний король · b7 чорний слон · f7 чорний пішак · g7 чорний пішак · a6 чорний пішак · h6 чорний пішак · d5 чорний кінь · a4 білий пішак · c4 чорний пішак · d4 білий кінь · e4 білий слон · f3 білий пішак · h3 білий пішак · b2 білий пішак · f2 білий слон · g2 білий пішак · a1 біла тура · d1 білий ферзь · f1 біла тура · g1 білий король | a8 чорна тура · d8 чорний ферзь · e8 чорна тура · f8 чорний слон · g8 чорний король · b7 чорний слон · f7 чорний пішак · g7 чорний пішак · a6 чорний пішак · h6 чорний пішак · d5 чорний кінь · a4 білий пішак · c4 чорний пішак · d4 білий кінь · e4 білий слон · f3 білий пішак · h3 білий пішак · b2 білий пішак · f2 білий слон · g2 білий пішак · a1 біла тура · d1 білий ферзь · f1 біла тура · g1 білий король | a8 чорна тура · d8 чорний ферзь · e8 чорна тура · f8 чорний слон · g8 чорний король · b7 чорний слон · f7 чорний пішак · g7 чорний пішак · a6 чорний пішак · h6 чорний пішак · d5 чорний кінь · a4 білий пішак · c4 чорний пішак · d4 білий кінь · e4 білий слон · f3 білий пішак · h3 білий пішак · b2 білий пішак · f2 білий слон · g2 білий пішак · a1 біла тура · d1 білий ферзь · f1 біла тура · g1 білий король | a8 чорна тура · d8 чорний ферзь · e8 чорна тура · f8 чорний слон · g8 чорний король · b7 чорний слон · f7 чорний пішак · g7 чорний пішак · a6 чорний пішак · h6 чорний пішак · d5 чорний кінь · a4 білий пішак · c4 чорний пішак · d4 білий кінь · e4 білий слон · f3 білий пішак · h3 білий пішак · b2 білий пішак · f2 білий слон · g2 білий пішак · a1 біла тура · d1 білий ферзь · f1 біла тура · g1 білий король | 2 |
| 1 | a8 чорна тура · d8 чорний ферзь · e8 чорна тура · f8 чорний слон · g8 чорний король · b7 чорний слон · f7 чорний пішак · g7 чорний пішак · a6 чорний пішак · h6 чорний пішак · d5 чорний кінь · a4 білий пішак · c4 чорний пішак · d4 білий кінь · e4 білий слон · f3 білий пішак · h3 білий пішак · b2 білий пішак · f2 білий слон · g2 білий пішак · a1 біла тура · d1 білий ферзь · f1 біла тура · g1 білий король | a8 чорна тура · d8 чорний ферзь · e8 чорна тура · f8 чорний слон · g8 чорний король · b7 чорний слон · f7 чорний пішак · g7 чорний пішак · a6 чорний пішак · h6 чорний пішак · d5 чорний кінь · a4 білий пішак · c4 чорний пішак · d4 білий кінь · e4 білий слон · f3 білий пішак · h3 білий пішак · b2 білий пішак · f2 білий слон · g2 білий пішак · a1 біла тура · d1 білий ферзь · f1 біла тура · g1 білий король | a8 чорна тура · d8 чорний ферзь · e8 чорна тура · f8 чорний слон · g8 чорний король · b7 чорний слон · f7 чорний пішак · g7 чорний пішак · a6 чорний пішак · h6 чорний пішак · d5 чорний кінь · a4 білий пішак · c4 чорний пішак · d4 білий кінь · e4 білий слон · f3 білий пішак · h3 білий пішак · b2 білий пішак · f2 білий слон · g2 білий пішак · a1 біла тура · d1 білий ферзь · f1 біла тура · g1 білий король | a8 чорна тура · d8 чорний ферзь · e8 чорна тура · f8 чорний слон · g8 чорний король · b7 чорний слон · f7 чорний пішак · g7 чорний пішак · a6 чорний пішак · h6 чорний пішак · d5 чорний кінь · a4 білий пішак · c4 чорний пішак · d4 білий кінь · e4 білий слон · f3 білий пішак · h3 білий пішак · b2 білий пішак · f2 білий слон · g2 білий пішак · a1 біла тура · d1 білий ферзь · f1 біла тура · g1 білий король | a8 чорна тура · d8 чорний ферзь · e8 чорна тура · f8 чорний слон · g8 чорний король · b7 чорний слон · f7 чорний пішак · g7 чорний пішак · a6 чорний пішак · h6 чорний пішак · d5 чорний кінь · a4 білий пішак · c4 чорний пішак · d4 білий кінь · e4 білий слон · f3 білий пішак · h3 білий пішак · b2 білий пішак · f2 білий слон · g2 білий пішак · a1 біла тура · d1 білий ферзь · f1 біла тура · g1 білий король | a8 чорна тура · d8 чорний ферзь · e8 чорна тура · f8 чорний слон · g8 чорний король · b7 чорний слон · f7 чорний пішак · g7 чорний пішак · a6 чорний пішак · h6 чорний пішак · d5 чорний кінь · a4 білий пішак · c4 чорний пішак · d4 білий кінь · e4 білий слон · f3 білий пішак · h3 білий пішак · b2 білий пішак · f2 білий слон · g2 білий пішак · a1 біла тура · d1 білий ферзь · f1 біла тура · g1 білий король | a8 чорна тура · d8 чорний ферзь · e8 чорна тура · f8 чорний слон · g8 чорний король · b7 чорний слон · f7 чорний пішак · g7 чорний пішак · a6 чорний пішак · h6 чорний пішак · d5 чорний кінь · a4 білий пішак · c4 чорний пішак · d4 білий кінь · e4 білий слон · f3 білий пішак · h3 білий пішак · b2 білий пішак · f2 білий слон · g2 білий пішак · a1 біла тура · d1 білий ферзь · f1 біла тура · g1 білий король | a8 чорна тура · d8 чорний ферзь · e8 чорна тура · f8 чорний слон · g8 чорний король · b7 чорний слон · f7 чорний пішак · g7 чорний пішак · a6 чорний пішак · h6 чорний пішак · d5 чорний кінь · a4 білий пішак · c4 чорний пішак · d4 білий кінь · e4 білий слон · f3 білий пішак · h3 білий пішак · b2 білий пішак · f2 білий слон · g2 білий пішак · a1 біла тура · d1 білий ферзь · f1 біла тура · g1 білий король | 1 |
|   | a | b | c | d | e | f | g | h |   |

Тринадцята партія матчу, нічия на 40 ходів, була зіграна 27 квітня. Вона почалася із закритого Руя Лопеса та залишалася рівною до 18. f3?!, що дозволило пішаку чорних на c4 залишитися безперешкодним. Після 19...d5, підтримуючи пішака c4, найсуттєвіша перевага Діна прийшла після 20. exd5 Nxd5. Дін втратив значну перевагу після 21...Re5, пасивного ходу, на відміну від 21. Qg5 або 21. Rb8. Пізніше Непомнящий дав шанс Діну 23. Ne2; однак Дін не зміг знайти єдиного виграшного ходу 23...Qe8 і замість цього зіграв 23...Qe7. Згодом були неточності, але гра завершилася нічиєю. Фабіано Каруана прокоментував, що Непомнящий буде під тиском під час гри 13 після поразки в грі 12, але Непомнящий зумів зіграти внічию.

### Гра 14: Дін–Непомнящий, ½–½
|   | a | b | c | d | e | f | g | h |   |
| 8 | a8 чорна тура · c8 чорний слон · d8 чорний ферзь · f8 чорна тура · g8 чорний король · a7 чорний пішак · b7 чорний пішак · d7 чорний кінь · e7 чорний слон · f7 чорний пішак · g7 чорний пішак · h7 чорний пішак · e6 чорний пішак · f6 чорний кінь · g5 білий кінь · c4 білий слон · a3 білий пішак · c3 білий кінь · e3 білий пішак · b2 білий пішак · c2 білий ферзь · d2 білий слон · f2 білий пішак · g2 білий пішак · h2 білий пішак · d1 біла тура · e1 білий король · h1 біла тура | a8 чорна тура · c8 чорний слон · d8 чорний ферзь · f8 чорна тура · g8 чорний король · a7 чорний пішак · b7 чорний пішак · d7 чорний кінь · e7 чорний слон · f7 чорний пішак · g7 чорний пішак · h7 чорний пішак · e6 чорний пішак · f6 чорний кінь · g5 білий кінь · c4 білий слон · a3 білий пішак · c3 білий кінь · e3 білий пішак · b2 білий пішак · c2 білий ферзь · d2 білий слон · f2 білий пішак · g2 білий пішак · h2 білий пішак · d1 біла тура · e1 білий король · h1 біла тура | a8 чорна тура · c8 чорний слон · d8 чорний ферзь · f8 чорна тура · g8 чорний король · a7 чорний пішак · b7 чорний пішак · d7 чорний кінь · e7 чорний слон · f7 чорний пішак · g7 чорний пішак · h7 чорний пішак · e6 чорний пішак · f6 чорний кінь · g5 білий кінь · c4 білий слон · a3 білий пішак · c3 білий кінь · e3 білий пішак · b2 білий пішак · c2 білий ферзь · d2 білий слон · f2 білий пішак · g2 білий пішак · h2 білий пішак · d1 біла тура · e1 білий король · h1 біла тура | a8 чорна тура · c8 чорний слон · d8 чорний ферзь · f8 чорна тура · g8 чорний король · a7 чорний пішак · b7 чорний пішак · d7 чорний кінь · e7 чорний слон · f7 чорний пішак · g7 чорний пішак · h7 чорний пішак · e6 чорний пішак · f6 чорний кінь · g5 білий кінь · c4 білий слон · a3 білий пішак · c3 білий кінь · e3 білий пішак · b2 білий пішак · c2 білий ферзь · d2 білий слон · f2 білий пішак · g2 білий пішак · h2 білий пішак · d1 біла тура · e1 білий король · h1 біла тура | a8 чорна тура · c8 чорний слон · d8 чорний ферзь · f8 чорна тура · g8 чорний король · a7 чорний пішак · b7 чорний пішак · d7 чорний кінь · e7 чорний слон · f7 чорний пішак · g7 чорний пішак · h7 чорний пішак · e6 чорний пішак · f6 чорний кінь · g5 білий кінь · c4 білий слон · a3 білий пішак · c3 білий кінь · e3 білий пішак · b2 білий пішак · c2 білий ферзь · d2 білий слон · f2 білий пішак · g2 білий пішак · h2 білий пішак · d1 біла тура · e1 білий король · h1 біла тура | a8 чорна тура · c8 чорний слон · d8 чорний ферзь · f8 чорна тура · g8 чорний король · a7 чорний пішак · b7 чорний пішак · d7 чорний кінь · e7 чорний слон · f7 чорний пішак · g7 чорний пішак · h7 чорний пішак · e6 чорний пішак · f6 чорний кінь · g5 білий кінь · c4 білий слон · a3 білий пішак · c3 білий кінь · e3 білий пішак · b2 білий пішак · c2 білий ферзь · d2 білий слон · f2 білий пішак · g2 білий пішак · h2 білий пішак · d1 біла тура · e1 білий король · h1 біла тура | a8 чорна тура · c8 чорний слон · d8 чорний ферзь · f8 чорна тура · g8 чорний король · a7 чорний пішак · b7 чорний пішак · d7 чорний кінь · e7 чорний слон · f7 чорний пішак · g7 чорний пішак · h7 чорний пішак · e6 чорний пішак · f6 чорний кінь · g5 білий кінь · c4 білий слон · a3 білий пішак · c3 білий кінь · e3 білий пішак · b2 білий пішак · c2 білий ферзь · d2 білий слон · f2 білий пішак · g2 білий пішак · h2 білий пішак · d1 біла тура · e1 білий король · h1 біла тура | a8 чорна тура · c8 чорний слон · d8 чорний ферзь · f8 чорна тура · g8 чорний король · a7 чорний пішак · b7 чорний пішак · d7 чорний кінь · e7 чорний слон · f7 чорний пішак · g7 чорний пішак · h7 чорний пішак · e6 чорний пішак · f6 чорний кінь · g5 білий кінь · c4 білий слон · a3 білий пішак · c3 білий кінь · e3 білий пішак · b2 білий пішак · c2 білий ферзь · d2 білий слон · f2 білий пішак · g2 білий пішак · h2 білий пішак · d1 біла тура · e1 білий король · h1 біла тура | 8 |
| 7 | a8 чорна тура · c8 чорний слон · d8 чорний ферзь · f8 чорна тура · g8 чорний король · a7 чорний пішак · b7 чорний пішак · d7 чорний кінь · e7 чорний слон · f7 чорний пішак · g7 чорний пішак · h7 чорний пішак · e6 чорний пішак · f6 чорний кінь · g5 білий кінь · c4 білий слон · a3 білий пішак · c3 білий кінь · e3 білий пішак · b2 білий пішак · c2 білий ферзь · d2 білий слон · f2 білий пішак · g2 білий пішак · h2 білий пішак · d1 біла тура · e1 білий король · h1 біла тура | a8 чорна тура · c8 чорний слон · d8 чорний ферзь · f8 чорна тура · g8 чорний король · a7 чорний пішак · b7 чорний пішак · d7 чорний кінь · e7 чорний слон · f7 чорний пішак · g7 чорний пішак · h7 чорний пішак · e6 чорний пішак · f6 чорний кінь · g5 білий кінь · c4 білий слон · a3 білий пішак · c3 білий кінь · e3 білий пішак · b2 білий пішак · c2 білий ферзь · d2 білий слон · f2 білий пішак · g2 білий пішак · h2 білий пішак · d1 біла тура · e1 білий король · h1 біла тура | a8 чорна тура · c8 чорний слон · d8 чорний ферзь · f8 чорна тура · g8 чорний король · a7 чорний пішак · b7 чорний пішак · d7 чорний кінь · e7 чорний слон · f7 чорний пішак · g7 чорний пішак · h7 чорний пішак · e6 чорний пішак · f6 чорний кінь · g5 білий кінь · c4 білий слон · a3 білий пішак · c3 білий кінь · e3 білий пішак · b2 білий пішак · c2 білий ферзь · d2 білий слон · f2 білий пішак · g2 білий пішак · h2 білий пішак · d1 біла тура · e1 білий король · h1 біла тура | a8 чорна тура · c8 чорний слон · d8 чорний ферзь · f8 чорна тура · g8 чорний король · a7 чорний пішак · b7 чорний пішак · d7 чорний кінь · e7 чорний слон · f7 чорний пішак · g7 чорний пішак · h7 чорний пішак · e6 чорний пішак · f6 чорний кінь · g5 білий кінь · c4 білий слон · a3 білий пішак · c3 білий кінь · e3 білий пішак · b2 білий пішак · c2 білий ферзь · d2 білий слон · f2 білий пішак · g2 білий пішак · h2 білий пішак · d1 біла тура · e1 білий король · h1 біла тура | a8 чорна тура · c8 чорний слон · d8 чорний ферзь · f8 чорна тура · g8 чорний король · a7 чорний пішак · b7 чорний пішак · d7 чорний кінь · e7 чорний слон · f7 чорний пішак · g7 чорний пішак · h7 чорний пішак · e6 чорний пішак · f6 чорний кінь · g5 білий кінь · c4 білий слон · a3 білий пішак · c3 білий кінь · e3 білий пішак · b2 білий пішак · c2 білий ферзь · d2 білий слон · f2 білий пішак · g2 білий пішак · h2 білий пішак · d1 біла тура · e1 білий король · h1 біла тура | a8 чорна тура · c8 чорний слон · d8 чорний ферзь · f8 чорна тура · g8 чорний король · a7 чорний пішак · b7 чорний пішак · d7 чорний кінь · e7 чорний слон · f7 чорний пішак · g7 чорний пішак · h7 чорний пішак · e6 чорний пішак · f6 чорний кінь · g5 білий кінь · c4 білий слон · a3 білий пішак · c3 білий кінь · e3 білий пішак · b2 білий пішак · c2 білий ферзь · d2 білий слон · f2 білий пішак · g2 білий пішак · h2 білий пішак · d1 біла тура · e1 білий король · h1 біла тура | a8 чорна тура · c8 чорний слон · d8 чорний ферзь · f8 чорна тура · g8 чорний король · a7 чорний пішак · b7 чорний пішак · d7 чорний кінь · e7 чорний слон · f7 чорний пішак · g7 чорний пішак · h7 чорний пішак · e6 чорний пішак · f6 чорний кінь · g5 білий кінь · c4 білий слон · a3 білий пішак · c3 білий кінь · e3 білий пішак · b2 білий пішак · c2 білий ферзь · d2 білий слон · f2 білий пішак · g2 білий пішак · h2 білий пішак · d1 біла тура · e1 білий король · h1 біла тура | a8 чорна тура · c8 чорний слон · d8 чорний ферзь · f8 чорна тура · g8 чорний король · a7 чорний пішак · b7 чорний пішак · d7 чорний кінь · e7 чорний слон · f7 чорний пішак · g7 чорний пішак · h7 чорний пішак · e6 чорний пішак · f6 чорний кінь · g5 білий кінь · c4 білий слон · a3 білий пішак · c3 білий кінь · e3 білий пішак · b2 білий пішак · c2 білий ферзь · d2 білий слон · f2 білий пішак · g2 білий пішак · h2 білий пішак · d1 біла тура · e1 білий король · h1 біла тура | 7 |
| 6 | a8 чорна тура · c8 чорний слон · d8 чорний ферзь · f8 чорна тура · g8 чорний король · a7 чорний пішак · b7 чорний пішак · d7 чорний кінь · e7 чорний слон · f7 чорний пішак · g7 чорний пішак · h7 чорний пішак · e6 чорний пішак · f6 чорний кінь · g5 білий кінь · c4 білий слон · a3 білий пішак · c3 білий кінь · e3 білий пішак · b2 білий пішак · c2 білий ферзь · d2 білий слон · f2 білий пішак · g2 білий пішак · h2 білий пішак · d1 біла тура · e1 білий король · h1 біла тура | a8 чорна тура · c8 чорний слон · d8 чорний ферзь · f8 чорна тура · g8 чорний король · a7 чорний пішак · b7 чорний пішак · d7 чорний кінь · e7 чорний слон · f7 чорний пішак · g7 чорний пішак · h7 чорний пішак · e6 чорний пішак · f6 чорний кінь · g5 білий кінь · c4 білий слон · a3 білий пішак · c3 білий кінь · e3 білий пішак · b2 білий пішак · c2 білий ферзь · d2 білий слон · f2 білий пішак · g2 білий пішак · h2 білий пішак · d1 біла тура · e1 білий король · h1 біла тура | a8 чорна тура · c8 чорний слон · d8 чорний ферзь · f8 чорна тура · g8 чорний король · a7 чорний пішак · b7 чорний пішак · d7 чорний кінь · e7 чорний слон · f7 чорний пішак · g7 чорний пішак · h7 чорний пішак · e6 чорний пішак · f6 чорний кінь · g5 білий кінь · c4 білий слон · a3 білий пішак · c3 білий кінь · e3 білий пішак · b2 білий пішак · c2 білий ферзь · d2 білий слон · f2 білий пішак · g2 білий пішак · h2 білий пішак · d1 біла тура · e1 білий король · h1 біла тура | a8 чорна тура · c8 чорний слон · d8 чорний ферзь · f8 чорна тура · g8 чорний король · a7 чорний пішак · b7 чорний пішак · d7 чорний кінь · e7 чорний слон · f7 чорний пішак · g7 чорний пішак · h7 чорний пішак · e6 чорний пішак · f6 чорний кінь · g5 білий кінь · c4 білий слон · a3 білий пішак · c3 білий кінь · e3 білий пішак · b2 білий пішак · c2 білий ферзь · d2 білий слон · f2 білий пішак · g2 білий пішак · h2 білий пішак · d1 біла тура · e1 білий король · h1 біла тура | a8 чорна тура · c8 чорний слон · d8 чорний ферзь · f8 чорна тура · g8 чорний король · a7 чорний пішак · b7 чорний пішак · d7 чорний кінь · e7 чорний слон · f7 чорний пішак · g7 чорний пішак · h7 чорний пішак · e6 чорний пішак · f6 чорний кінь · g5 білий кінь · c4 білий слон · a3 білий пішак · c3 білий кінь · e3 білий пішак · b2 білий пішак · c2 білий ферзь · d2 білий слон · f2 білий пішак · g2 білий пішак · h2 білий пішак · d1 біла тура · e1 білий король · h1 біла тура | a8 чорна тура · c8 чорний слон · d8 чорний ферзь · f8 чорна тура · g8 чорний король · a7 чорний пішак · b7 чорний пішак · d7 чорний кінь · e7 чорний слон · f7 чорний пішак · g7 чорний пішак · h7 чорний пішак · e6 чорний пішак · f6 чорний кінь · g5 білий кінь · c4 білий слон · a3 білий пішак · c3 білий кінь · e3 білий пішак · b2 білий пішак · c2 білий ферзь · d2 білий слон · f2 білий пішак · g2 білий пішак · h2 білий пішак · d1 біла тура · e1 білий король · h1 біла тура | a8 чорна тура · c8 чорний слон · d8 чорний ферзь · f8 чорна тура · g8 чорний король · a7 чорний пішак · b7 чорний пішак · d7 чорний кінь · e7 чорний слон · f7 чорний пішак · g7 чорний пішак · h7 чорний пішак · e6 чорний пішак · f6 чорний кінь · g5 білий кінь · c4 білий слон · a3 білий пішак · c3 білий кінь · e3 білий пішак · b2 білий пішак · c2 білий ферзь · d2 білий слон · f2 білий пішак · g2 білий пішак · h2 білий пішак · d1 біла тура · e1 білий король · h1 біла тура | a8 чорна тура · c8 чорний слон · d8 чорний ферзь · f8 чорна тура · g8 чорний король · a7 чорний пішак · b7 чорний пішак · d7 чорний кінь · e7 чорний слон · f7 чорний пішак · g7 чорний пішак · h7 чорний пішак · e6 чорний пішак · f6 чорний кінь · g5 білий кінь · c4 білий слон · a3 білий пішак · c3 білий кінь · e3 білий пішак · b2 білий пішак · c2 білий ферзь · d2 білий слон · f2 білий пішак · g2 білий пішак · h2 білий пішак · d1 біла тура · e1 білий король · h1 біла тура | 6 |
| 5 | a8 чорна тура · c8 чорний слон · d8 чорний ферзь · f8 чорна тура · g8 чорний король · a7 чорний пішак · b7 чорний пішак · d7 чорний кінь · e7 чорний слон · f7 чорний пішак · g7 чорний пішак · h7 чорний пішак · e6 чорний пішак · f6 чорний кінь · g5 білий кінь · c4 білий слон · a3 білий пішак · c3 білий кінь · e3 білий пішак · b2 білий пішак · c2 білий ферзь · d2 білий слон · f2 білий пішак · g2 білий пішак · h2 білий пішак · d1 біла тура · e1 білий король · h1 біла тура | a8 чорна тура · c8 чорний слон · d8 чорний ферзь · f8 чорна тура · g8 чорний король · a7 чорний пішак · b7 чорний пішак · d7 чорний кінь · e7 чорний слон · f7 чорний пішак · g7 чорний пішак · h7 чорний пішак · e6 чорний пішак · f6 чорний кінь · g5 білий кінь · c4 білий слон · a3 білий пішак · c3 білий кінь · e3 білий пішак · b2 білий пішак · c2 білий ферзь · d2 білий слон · f2 білий пішак · g2 білий пішак · h2 білий пішак · d1 біла тура · e1 білий король · h1 біла тура | a8 чорна тура · c8 чорний слон · d8 чорний ферзь · f8 чорна тура · g8 чорний король · a7 чорний пішак · b7 чорний пішак · d7 чорний кінь · e7 чорний слон · f7 чорний пішак · g7 чорний пішак · h7 чорний пішак · e6 чорний пішак · f6 чорний кінь · g5 білий кінь · c4 білий слон · a3 білий пішак · c3 білий кінь · e3 білий пішак · b2 білий пішак · c2 білий ферзь · d2 білий слон · f2 білий пішак · g2 білий пішак · h2 білий пішак · d1 біла тура · e1 білий король · h1 біла тура | a8 чорна тура · c8 чорний слон · d8 чорний ферзь · f8 чорна тура · g8 чорний король · a7 чорний пішак · b7 чорний пішак · d7 чорний кінь · e7 чорний слон · f7 чорний пішак · g7 чорний пішак · h7 чорний пішак · e6 чорний пішак · f6 чорний кінь · g5 білий кінь · c4 білий слон · a3 білий пішак · c3 білий кінь · e3 білий пішак · b2 білий пішак · c2 білий ферзь · d2 білий слон · f2 білий пішак · g2 білий пішак · h2 білий пішак · d1 біла тура · e1 білий король · h1 біла тура | a8 чорна тура · c8 чорний слон · d8 чорний ферзь · f8 чорна тура · g8 чорний король · a7 чорний пішак · b7 чорний пішак · d7 чорний кінь · e7 чорний слон · f7 чорний пішак · g7 чорний пішак · h7 чорний пішак · e6 чорний пішак · f6 чорний кінь · g5 білий кінь · c4 білий слон · a3 білий пішак · c3 білий кінь · e3 білий пішак · b2 білий пішак · c2 білий ферзь · d2 білий слон · f2 білий пішак · g2 білий пішак · h2 білий пішак · d1 біла тура · e1 білий король · h1 біла тура | a8 чорна тура · c8 чорний слон · d8 чорний ферзь · f8 чорна тура · g8 чорний король · a7 чорний пішак · b7 чорний пішак · d7 чорний кінь · e7 чорний слон · f7 чорний пішак · g7 чорний пішак · h7 чорний пішак · e6 чорний пішак · f6 чорний кінь · g5 білий кінь · c4 білий слон · a3 білий пішак · c3 білий кінь · e3 білий пішак · b2 білий пішак · c2 білий ферзь · d2 білий слон · f2 білий пішак · g2 білий пішак · h2 білий пішак · d1 біла тура · e1 білий король · h1 біла тура | a8 чорна тура · c8 чорний слон · d8 чорний ферзь · f8 чорна тура · g8 чорний король · a7 чорний пішак · b7 чорний пішак · d7 чорний кінь · e7 чорний слон · f7 чорний пішак · g7 чорний пішак · h7 чорний пішак · e6 чорний пішак · f6 чорний кінь · g5 білий кінь · c4 білий слон · a3 білий пішак · c3 білий кінь · e3 білий пішак · b2 білий пішак · c2 білий ферзь · d2 білий слон · f2 білий пішак · g2 білий пішак · h2 білий пішак · d1 біла тура · e1 білий король · h1 біла тура | a8 чорна тура · c8 чорний слон · d8 чорний ферзь · f8 чорна тура · g8 чорний король · a7 чорний пішак · b7 чорний пішак · d7 чорний кінь · e7 чорний слон · f7 чорний пішак · g7 чорний пішак · h7 чорний пішак · e6 чорний пішак · f6 чорний кінь · g5 білий кінь · c4 білий слон · a3 білий пішак · c3 білий кінь · e3 білий пішак · b2 білий пішак · c2 білий ферзь · d2 білий слон · f2 білий пішак · g2 білий пішак · h2 білий пішак · d1 біла тура · e1 білий король · h1 біла тура | 5 |
| 4 | a8 чорна тура · c8 чорний слон · d8 чорний ферзь · f8 чорна тура · g8 чорний король · a7 чорний пішак · b7 чорний пішак · d7 чорний кінь · e7 чорний слон · f7 чорний пішак · g7 чорний пішак · h7 чорний пішак · e6 чорний пішак · f6 чорний кінь · g5 білий кінь · c4 білий слон · a3 білий пішак · c3 білий кінь · e3 білий пішак · b2 білий пішак · c2 білий ферзь · d2 білий слон · f2 білий пішак · g2 білий пішак · h2 білий пішак · d1 біла тура · e1 білий король · h1 біла тура | a8 чорна тура · c8 чорний слон · d8 чорний ферзь · f8 чорна тура · g8 чорний король · a7 чорний пішак · b7 чорний пішак · d7 чорний кінь · e7 чорний слон · f7 чорний пішак · g7 чорний пішак · h7 чорний пішак · e6 чорний пішак · f6 чорний кінь · g5 білий кінь · c4 білий слон · a3 білий пішак · c3 білий кінь · e3 білий пішак · b2 білий пішак · c2 білий ферзь · d2 білий слон · f2 білий пішак · g2 білий пішак · h2 білий пішак · d1 біла тура · e1 білий король · h1 біла тура | a8 чорна тура · c8 чорний слон · d8 чорний ферзь · f8 чорна тура · g8 чорний король · a7 чорний пішак · b7 чорний пішак · d7 чорний кінь · e7 чорний слон · f7 чорний пішак · g7 чорний пішак · h7 чорний пішак · e6 чорний пішак · f6 чорний кінь · g5 білий кінь · c4 білий слон · a3 білий пішак · c3 білий кінь · e3 білий пішак · b2 білий пішак · c2 білий ферзь · d2 білий слон · f2 білий пішак · g2 білий пішак · h2 білий пішак · d1 біла тура · e1 білий король · h1 біла тура | a8 чорна тура · c8 чорний слон · d8 чорний ферзь · f8 чорна тура · g8 чорний король · a7 чорний пішак · b7 чорний пішак · d7 чорний кінь · e7 чорний слон · f7 чорний пішак · g7 чорний пішак · h7 чорний пішак · e6 чорний пішак · f6 чорний кінь · g5 білий кінь · c4 білий слон · a3 білий пішак · c3 білий кінь · e3 білий пішак · b2 білий пішак · c2 білий ферзь · d2 білий слон · f2 білий пішак · g2 білий пішак · h2 білий пішак · d1 біла тура · e1 білий король · h1 біла тура | a8 чорна тура · c8 чорний слон · d8 чорний ферзь · f8 чорна тура · g8 чорний король · a7 чорний пішак · b7 чорний пішак · d7 чорний кінь · e7 чорний слон · f7 чорний пішак · g7 чорний пішак · h7 чорний пішак · e6 чорний пішак · f6 чорний кінь · g5 білий кінь · c4 білий слон · a3 білий пішак · c3 білий кінь · e3 білий пішак · b2 білий пішак · c2 білий ферзь · d2 білий слон · f2 білий пішак · g2 білий пішак · h2 білий пішак · d1 біла тура · e1 білий король · h1 біла тура | a8 чорна тура · c8 чорний слон · d8 чорний ферзь · f8 чорна тура · g8 чорний король · a7 чорний пішак · b7 чорний пішак · d7 чорний кінь · e7 чорний слон · f7 чорний пішак · g7 чорний пішак · h7 чорний пішак · e6 чорний пішак · f6 чорний кінь · g5 білий кінь · c4 білий слон · a3 білий пішак · c3 білий кінь · e3 білий пішак · b2 білий пішак · c2 білий ферзь · d2 білий слон · f2 білий пішак · g2 білий пішак · h2 білий пішак · d1 біла тура · e1 білий король · h1 біла тура | a8 чорна тура · c8 чорний слон · d8 чорний ферзь · f8 чорна тура · g8 чорний король · a7 чорний пішак · b7 чорний пішак · d7 чорний кінь · e7 чорний слон · f7 чорний пішак · g7 чорний пішак · h7 чорний пішак · e6 чорний пішак · f6 чорний кінь · g5 білий кінь · c4 білий слон · a3 білий пішак · c3 білий кінь · e3 білий пішак · b2 білий пішак · c2 білий ферзь · d2 білий слон · f2 білий пішак · g2 білий пішак · h2 білий пішак · d1 біла тура · e1 білий король · h1 біла тура | a8 чорна тура · c8 чорний слон · d8 чорний ферзь · f8 чорна тура · g8 чорний король · a7 чорний пішак · b7 чорний пішак · d7 чорний кінь · e7 чорний слон · f7 чорний пішак · g7 чорний пішак · h7 чорний пішак · e6 чорний пішак · f6 чорний кінь · g5 білий кінь · c4 білий слон · a3 білий пішак · c3 білий кінь · e3 білий пішак · b2 білий пішак · c2 білий ферзь · d2 білий слон · f2 білий пішак · g2 білий пішак · h2 білий пішак · d1 біла тура · e1 білий король · h1 біла тура | 4 |
| 3 | a8 чорна тура · c8 чорний слон · d8 чорний ферзь · f8 чорна тура · g8 чорний король · a7 чорний пішак · b7 чорний пішак · d7 чорний кінь · e7 чорний слон · f7 чорний пішак · g7 чорний пішак · h7 чорний пішак · e6 чорний пішак · f6 чорний кінь · g5 білий кінь · c4 білий слон · a3 білий пішак · c3 білий кінь · e3 білий пішак · b2 білий пішак · c2 білий ферзь · d2 білий слон · f2 білий пішак · g2 білий пішак · h2 білий пішак · d1 біла тура · e1 білий король · h1 біла тура | a8 чорна тура · c8 чорний слон · d8 чорний ферзь · f8 чорна тура · g8 чорний король · a7 чорний пішак · b7 чорний пішак · d7 чорний кінь · e7 чорний слон · f7 чорний пішак · g7 чорний пішак · h7 чорний пішак · e6 чорний пішак · f6 чорний кінь · g5 білий кінь · c4 білий слон · a3 білий пішак · c3 білий кінь · e3 білий пішак · b2 білий пішак · c2 білий ферзь · d2 білий слон · f2 білий пішак · g2 білий пішак · h2 білий пішак · d1 біла тура · e1 білий король · h1 біла тура | a8 чорна тура · c8 чорний слон · d8 чорний ферзь · f8 чорна тура · g8 чорний король · a7 чорний пішак · b7 чорний пішак · d7 чорний кінь · e7 чорний слон · f7 чорний пішак · g7 чорний пішак · h7 чорний пішак · e6 чорний пішак · f6 чорний кінь · g5 білий кінь · c4 білий слон · a3 білий пішак · c3 білий кінь · e3 білий пішак · b2 білий пішак · c2 білий ферзь · d2 білий слон · f2 білий пішак · g2 білий пішак · h2 білий пішак · d1 біла тура · e1 білий король · h1 біла тура | a8 чорна тура · c8 чорний слон · d8 чорний ферзь · f8 чорна тура · g8 чорний король · a7 чорний пішак · b7 чорний пішак · d7 чорний кінь · e7 чорний слон · f7 чорний пішак · g7 чорний пішак · h7 чорний пішак · e6 чорний пішак · f6 чорний кінь · g5 білий кінь · c4 білий слон · a3 білий пішак · c3 білий кінь · e3 білий пішак · b2 білий пішак · c2 білий ферзь · d2 білий слон · f2 білий пішак · g2 білий пішак · h2 білий пішак · d1 біла тура · e1 білий король · h1 біла тура | a8 чорна тура · c8 чорний слон · d8 чорний ферзь · f8 чорна тура · g8 чорний король · a7 чорний пішак · b7 чорний пішак · d7 чорний кінь · e7 чорний слон · f7 чорний пішак · g7 чорний пішак · h7 чорний пішак · e6 чорний пішак · f6 чорний кінь · g5 білий кінь · c4 білий слон · a3 білий пішак · c3 білий кінь · e3 білий пішак · b2 білий пішак · c2 білий ферзь · d2 білий слон · f2 білий пішак · g2 білий пішак · h2 білий пішак · d1 біла тура · e1 білий король · h1 біла тура | a8 чорна тура · c8 чорний слон · d8 чорний ферзь · f8 чорна тура · g8 чорний король · a7 чорний пішак · b7 чорний пішак · d7 чорний кінь · e7 чорний слон · f7 чорний пішак · g7 чорний пішак · h7 чорний пішак · e6 чорний пішак · f6 чорний кінь · g5 білий кінь · c4 білий слон · a3 білий пішак · c3 білий кінь · e3 білий пішак · b2 білий пішак · c2 білий ферзь · d2 білий слон · f2 білий пішак · g2 білий пішак · h2 білий пішак · d1 біла тура · e1 білий король · h1 біла тура | a8 чорна тура · c8 чорний слон · d8 чорний ферзь · f8 чорна тура · g8 чорний король · a7 чорний пішак · b7 чорний пішак · d7 чорний кінь · e7 чорний слон · f7 чорний пішак · g7 чорний пішак · h7 чорний пішак · e6 чорний пішак · f6 чорний кінь · g5 білий кінь · c4 білий слон · a3 білий пішак · c3 білий кінь · e3 білий пішак · b2 білий пішак · c2 білий ферзь · d2 білий слон · f2 білий пішак · g2 білий пішак · h2 білий пішак · d1 біла тура · e1 білий король · h1 біла тура | a8 чорна тура · c8 чорний слон · d8 чорний ферзь · f8 чорна тура · g8 чорний король · a7 чорний пішак · b7 чорний пішак · d7 чорний кінь · e7 чорний слон · f7 чорний пішак · g7 чорний пішак · h7 чорний пішак · e6 чорний пішак · f6 чорний кінь · g5 білий кінь · c4 білий слон · a3 білий пішак · c3 білий кінь · e3 білий пішак · b2 білий пішак · c2 білий ферзь · d2 білий слон · f2 білий пішак · g2 білий пішак · h2 білий пішак · d1 біла тура · e1 білий король · h1 біла тура | 3 |
| 2 | a8 чорна тура · c8 чорний слон · d8 чорний ферзь · f8 чорна тура · g8 чорний король · a7 чорний пішак · b7 чорний пішак · d7 чорний кінь · e7 чорний слон · f7 чорний пішак · g7 чорний пішак · h7 чорний пішак · e6 чорний пішак · f6 чорний кінь · g5 білий кінь · c4 білий слон · a3 білий пішак · c3 білий кінь · e3 білий пішак · b2 білий пішак · c2 білий ферзь · d2 білий слон · f2 білий пішак · g2 білий пішак · h2 білий пішак · d1 біла тура · e1 білий король · h1 біла тура | a8 чорна тура · c8 чорний слон · d8 чорний ферзь · f8 чорна тура · g8 чорний король · a7 чорний пішак · b7 чорний пішак · d7 чорний кінь · e7 чорний слон · f7 чорний пішак · g7 чорний пішак · h7 чорний пішак · e6 чорний пішак · f6 чорний кінь · g5 білий кінь · c4 білий слон · a3 білий пішак · c3 білий кінь · e3 білий пішак · b2 білий пішак · c2 білий ферзь · d2 білий слон · f2 білий пішак · g2 білий пішак · h2 білий пішак · d1 біла тура · e1 білий король · h1 біла тура | a8 чорна тура · c8 чорний слон · d8 чорний ферзь · f8 чорна тура · g8 чорний король · a7 чорний пішак · b7 чорний пішак · d7 чорний кінь · e7 чорний слон · f7 чорний пішак · g7 чорний пішак · h7 чорний пішак · e6 чорний пішак · f6 чорний кінь · g5 білий кінь · c4 білий слон · a3 білий пішак · c3 білий кінь · e3 білий пішак · b2 білий пішак · c2 білий ферзь · d2 білий слон · f2 білий пішак · g2 білий пішак · h2 білий пішак · d1 біла тура · e1 білий король · h1 біла тура | a8 чорна тура · c8 чорний слон · d8 чорний ферзь · f8 чорна тура · g8 чорний король · a7 чорний пішак · b7 чорний пішак · d7 чорний кінь · e7 чорний слон · f7 чорний пішак · g7 чорний пішак · h7 чорний пішак · e6 чорний пішак · f6 чорний кінь · g5 білий кінь · c4 білий слон · a3 білий пішак · c3 білий кінь · e3 білий пішак · b2 білий пішак · c2 білий ферзь · d2 білий слон · f2 білий пішак · g2 білий пішак · h2 білий пішак · d1 біла тура · e1 білий король · h1 біла тура | a8 чорна тура · c8 чорний слон · d8 чорний ферзь · f8 чорна тура · g8 чорний король · a7 чорний пішак · b7 чорний пішак · d7 чорний кінь · e7 чорний слон · f7 чорний пішак · g7 чорний пішак · h7 чорний пішак · e6 чорний пішак · f6 чорний кінь · g5 білий кінь · c4 білий слон · a3 білий пішак · c3 білий кінь · e3 білий пішак · b2 білий пішак · c2 білий ферзь · d2 білий слон · f2 білий пішак · g2 білий пішак · h2 білий пішак · d1 біла тура · e1 білий король · h1 біла тура | a8 чорна тура · c8 чорний слон · d8 чорний ферзь · f8 чорна тура · g8 чорний король · a7 чорний пішак · b7 чорний пішак · d7 чорний кінь · e7 чорний слон · f7 чорний пішак · g7 чорний пішак · h7 чорний пішак · e6 чорний пішак · f6 чорний кінь · g5 білий кінь · c4 білий слон · a3 білий пішак · c3 білий кінь · e3 білий пішак · b2 білий пішак · c2 білий ферзь · d2 білий слон · f2 білий пішак · g2 білий пішак · h2 білий пішак · d1 біла тура · e1 білий король · h1 біла тура | a8 чорна тура · c8 чорний слон · d8 чорний ферзь · f8 чорна тура · g8 чорний король · a7 чорний пішак · b7 чорний пішак · d7 чорний кінь · e7 чорний слон · f7 чорний пішак · g7 чорний пішак · h7 чорний пішак · e6 чорний пішак · f6 чорний кінь · g5 білий кінь · c4 білий слон · a3 білий пішак · c3 білий кінь · e3 білий пішак · b2 білий пішак · c2 білий ферзь · d2 білий слон · f2 білий пішак · g2 білий пішак · h2 білий пішак · d1 біла тура · e1 білий король · h1 біла тура | a8 чорна тура · c8 чорний слон · d8 чорний ферзь · f8 чорна тура · g8 чорний король · a7 чорний пішак · b7 чорний пішак · d7 чорний кінь · e7 чорний слон · f7 чорний пішак · g7 чорний пішак · h7 чорний пішак · e6 чорний пішак · f6 чорний кінь · g5 білий кінь · c4 білий слон · a3 білий пішак · c3 білий кінь · e3 білий пішак · b2 білий пішак · c2 білий ферзь · d2 білий слон · f2 білий пішак · g2 білий пішак · h2 білий пішак · d1 біла тура · e1 білий король · h1 біла тура | 2 |
| 1 | a8 чорна тура · c8 чорний слон · d8 чорний ферзь · f8 чорна тура · g8 чорний король · a7 чорний пішак · b7 чорний пішак · d7 чорний кінь · e7 чорний слон · f7 чорний пішак · g7 чорний пішак · h7 чорний пішак · e6 чорний пішак · f6 чорний кінь · g5 білий кінь · c4 білий слон · a3 білий пішак · c3 білий кінь · e3 білий пішак · b2 білий пішак · c2 білий ферзь · d2 білий слон · f2 білий пішак · g2 білий пішак · h2 білий пішак · d1 біла тура · e1 білий король · h1 біла тура | a8 чорна тура · c8 чорний слон · d8 чорний ферзь · f8 чорна тура · g8 чорний король · a7 чорний пішак · b7 чорний пішак · d7 чорний кінь · e7 чорний слон · f7 чорний пішак · g7 чорний пішак · h7 чорний пішак · e6 чорний пішак · f6 чорний кінь · g5 білий кінь · c4 білий слон · a3 білий пішак · c3 білий кінь · e3 білий пішак · b2 білий пішак · c2 білий ферзь · d2 білий слон · f2 білий пішак · g2 білий пішак · h2 білий пішак · d1 біла тура · e1 білий король · h1 біла тура | a8 чорна тура · c8 чорний слон · d8 чорний ферзь · f8 чорна тура · g8 чорний король · a7 чорний пішак · b7 чорний пішак · d7 чорний кінь · e7 чорний слон · f7 чорний пішак · g7 чорний пішак · h7 чорний пішак · e6 чорний пішак · f6 чорний кінь · g5 білий кінь · c4 білий слон · a3 білий пішак · c3 білий кінь · e3 білий пішак · b2 білий пішак · c2 білий ферзь · d2 білий слон · f2 білий пішак · g2 білий пішак · h2 білий пішак · d1 біла тура · e1 білий король · h1 біла тура | a8 чорна тура · c8 чорний слон · d8 чорний ферзь · f8 чорна тура · g8 чорний король · a7 чорний пішак · b7 чорний пішак · d7 чорний кінь · e7 чорний слон · f7 чорний пішак · g7 чорний пішак · h7 чорний пішак · e6 чорний пішак · f6 чорний кінь · g5 білий кінь · c4 білий слон · a3 білий пішак · c3 білий кінь · e3 білий пішак · b2 білий пішак · c2 білий ферзь · d2 білий слон · f2 білий пішак · g2 білий пішак · h2 білий пішак · d1 біла тура · e1 білий король · h1 біла тура | a8 чорна тура · c8 чорний слон · d8 чорний ферзь · f8 чорна тура · g8 чорний король · a7 чорний пішак · b7 чорний пішак · d7 чорний кінь · e7 чорний слон · f7 чорний пішак · g7 чорний пішак · h7 чорний пішак · e6 чорний пішак · f6 чорний кінь · g5 білий кінь · c4 білий слон · a3 білий пішак · c3 білий кінь · e3 білий пішак · b2 білий пішак · c2 білий ферзь · d2 білий слон · f2 білий пішак · g2 білий пішак · h2 білий пішак · d1 біла тура · e1 білий король · h1 біла тура | a8 чорна тура · c8 чорний слон · d8 чорний ферзь · f8 чорна тура · g8 чорний король · a7 чорний пішак · b7 чорний пішак · d7 чорний кінь · e7 чорний слон · f7 чорний пішак · g7 чорний пішак · h7 чорний пішак · e6 чорний пішак · f6 чорний кінь · g5 білий кінь · c4 білий слон · a3 білий пішак · c3 білий кінь · e3 білий пішак · b2 білий пішак · c2 білий ферзь · d2 білий слон · f2 білий пішак · g2 білий пішак · h2 білий пішак · d1 біла тура · e1 білий король · h1 біла тура | a8 чорна тура · c8 чорний слон · d8 чорний ферзь · f8 чорна тура · g8 чорний король · a7 чорний пішак · b7 чорний пішак · d7 чорний кінь · e7 чорний слон · f7 чорний пішак · g7 чорний пішак · h7 чорний пішак · e6 чорний пішак · f6 чорний кінь · g5 білий кінь · c4 білий слон · a3 білий пішак · c3 білий кінь · e3 білий пішак · b2 білий пішак · c2 білий ферзь · d2 білий слон · f2 білий пішак · g2 білий пішак · h2 білий пішак · d1 біла тура · e1 білий король · h1 біла тура | a8 чорна тура · c8 чорний слон · d8 чорний ферзь · f8 чорна тура · g8 чорний король · a7 чорний пішак · b7 чорний пішак · d7 чорний кінь · e7 чорний слон · f7 чорний пішак · g7 чорний пішак · h7 чорний пішак · e6 чорний пішак · f6 чорний кінь · g5 білий кінь · c4 білий слон · a3 білий пішак · c3 білий кінь · e3 білий пішак · b2 білий пішак · c2 білий ферзь · d2 білий слон · f2 білий пішак · g2 білий пішак · h2 білий пішак · d1 біла тура · e1 білий король · h1 біла тура | 1 |
|   | a | b | c | d | e | f | g | h |   |

Чотирнадцята і найдовша партія матчу, нічия на 90 ходів, була зіграна 29 квітня. Перемога будь-якого гравця призвела б до перемоги у всьому матчі та стати чемпіоном світу. Несподіваним ходом було 12. Ng5?! грав Дін, що здивувало багатьох через те, що його можна було легко атакувати 12...h6 (що було зіграно) і не досяг багато чого, хоча позиція все ще була майже рівною. Пізніше Дін зіграв 34. Ke2? на відміну від 34. Kd2, що дозволило 34...Rc3 створити вразливого слона на d3; однак після того, як Непомнящий зіграв 36...e5?! положення повернулося до рівності. Залишок гри був відносно рівним, і обидва гравці погодилися на нічию після 90...Rxf4+, оскільки, якби гра продовжувалася 91. Kxf4, позиція перетворюється на дуже простий і нічийний ендшпіль.
Nimzo-Indian Defence, Rubinstein System (ECO E46)
1. d4 Nf6 2. c4 e6 3. Nc3 Bb4 4. e3 0-0 5. Bd2 d5 6. a3 Be7 7. Nf3 c5 8. dxc5 Bxc5 9. Qc2 dxc4 10. Bxc4 Nbd7 11. Rd1 Be7 12. Ng5 h6 13. h4 Qc7 14. Be2 Rd8 15. Rc1 Nf8 16. Nge4 Nxe4 17. Nxe4 Qxc2 18. Rxc2 Bd7 19. Bb4 Bxb4+ 20. axb4 Bc6 21. Nc5 Bxg2 22. Rg1 Bd5 23. e4 Bc6 24. b5 Be8 25. Nxb7 Rd4 26. Rc4 Rd7 27. Nc5 Rc7 28. Rc3 Rac8 29. b4 Nd7 30. Rcg3 Nxc5 31. bxc5 Rxc5 32. Rxg7+ Kf8 33. Bd3 Rd8 34. Ke2 Rc3 35. Rg8+ Ke7 36. R1g3 e5 37. Rh8 Rd6 38. b6 Rxb6 39. Rxe8+ Kxe8 40. Bb5+ Rxb5 41. Rxc3 Kd7 42. Rf3 Ke7 43. Rc3 a5 44. Rc7+ Kf6 45. Rc6+ Kg7 46. Ra6 Rb2+ 47. Kf3 Ra2 48. Kg3 h5 49. Ra8 Ra1 50. Kg2 a4 51. Ra5 f6 52. Kf3 a3 53. Ra6 Kf7 54. Ke3 Ke8 55. Ke2 Ke7 56. Kf3 Ra2 57. Ke3 Ra1 58. Ke2 Kf7 59. Kf3 Ra2 60. Ke3 Ke7 61. Kf3 Kd7 62. Rxf6 Rb2 63. Ra6 Rb3+ 64. Kg2 Kc7 65. f4 exf4 66. e5 Kb7 67. Ra4 Kc6 68. Ra6+ Kb5 69. Ra7 Kb6 70. Ra8 Kc5 71. Ra6 Kb5 72. Ra7 Kb6 73. Ra8 Kc6 74. Ra6+ Kd7 75. Kf2 Ke7 76. Kg2 Re3 77. Kf2 Rg3 78. Kf1 Rc3 79. Kf2 Re3 80. Kg2 Kd7 81. Kf2 Kc7 82. e6 Kd8 83. Ra7 Ke8 84. Kg2 Rxe6 85. Rxa3 Rg6+ 86. Kf2 Rg4 87. Ra5 Rxh4 88. Kf3 Ke7 89. Rf5 Ke6 90. Rxf4 Rxf4+ ½–½

### Ігри на тай-брейку
Ігри на тай-брейку відбулися 30 квітня.

#### Гра 15: Дін–Непомнящий, ½–½
Queen's Pawn Game (ECO D02)
Доволі гостра партія з взаємними шансами.Дін давив і виграв фігуру і Непомнящий зробив вічний шах.
1. d4 Nf6 2. Nf3 d5 3. c3 c5 4. dxc5 e6 5. Be3 Be7 6. g3 Nc6 7. Bg2 0-0 8. b4 Ng4 9. Bd4 Qc7 10. 0-0 e5 11. h3 exd4 12. hxg4 dxc3 13. Nxc3 Nxb4 14. a3 Bf6 15. Rc1 Bxc3 16. Rxc3 Nc6 17. Qxd5 Bxg4 18. Ng5 h6 19. Ne4 Rae8 20. e3 Re5 21. Qd2 Rd8 22. Nd6 Rh5 23. Rb1 Ne5 24. e4 b6 25. cxb6 axb6 26. Nb5 Rxd2 27. Nxc7 Bh3 28. Bxh3 Rxh3 29. Kg2 Rh5 30. Rb5 Rd1 31. Nd5 Rdh1 32. Ne7+ Kh7 33. Rxe5 R1h2+ 34. Kg1 Rh1+ 35. Kg2 ½–½

#### Гра 16:Непомнящий-Дін, ½-½
1.e4 e5 2.Nf3 Nc6 3.